# El Salvador
El Salvador (en náhuat, Kuskatan o Kushkatan; en lenca salvadoreño, Nekupú; y en cacaopera, Tupáyka), oficialmente República de El Salvador, es un país soberano de América Central ubicado en el litoral del océano Pacífico, con una extensión territorial de 21 041 km². De acuerdo con la constitución vigente, es una república unitaria, representativa y presidencialista plena junto con la Asamblea Legislativa. El Salvador limita con Honduras al norte y al este que eran considerados como bolsones fronterizos en algunas áreas; en cuanto a las otras fronteras territoriales y zona económica exclusiva, el país limita con Guatemala al oeste, al sureste con el golfo de Fonseca lo separa de Nicaragua, y su costa está flanqueado al sur por el océano Pacífico, siendo el país que excluya el mar Caribe. Su territorio está organizado en 14 departamentos, 44 municipios y 262 distritos. Su capital y ciudad más poblada del país es San Salvador, que es uno de los cinco distritos del municipio de San Salvador Centro, el cual con otros seis municipios conforman el área metropolitana de San Salvador; concentrando la actividad política y económica de la república. Las ciudades de Santa Ana y San Miguel también son importantes del país. Según el censo de 2024, El Salvador contaba con una población registrada de 6 029 976 habitantes por la Oficina Nacional de Estadísticas y Censos del Banco Central de Reserva, y poseía una densidad demográfica aproximada de 286.582 hab./km², lo que lo convierte en el país más densamente poblado del continente americano.
El territorio salvadoreño comenzaría a emerger del mar a finales de la era Mesozoica, en lo que en la geología nacional se conoce como los estratos de Metapán; pero sería durante la era Cenozoica cuando emergería la mayor parte del territorio producto principalmente de erupciones volcánicas, en las formaciones geológicas denominadas como Morazán, Chalatenango, Bálsamo, Cuscatlán, San Salvador y Aluvión. Al final de la época del pleistoceno, entre el 14 000 a. C. y el 10 000 a. C. llegaron los primeros seres humanos al país. En el periodo arcaico, las poblaciones comenzaron paulatinamente a sedentarizarse; y en el preclásico temprano iniciaría la fabricación de cerámica y el comercio con sitios en la costa pacífica de Guatemala y Chiapas, siendo parte de Mesoamérica. En el preclásico medio el territorio se vería influenciado por la cultura olmeca; más adelante, las distintas poblaciones pasarían a formar parte de la cultura maya o de la lenca (en la zona oriental) en el preclasico tardío, continuando así en el período clásico. En el periodo posclásico, existía un importante núcleo indígena en gran parte de la zona central y occidental conocido como el señorío de Cuzcatlán (cuyo idioma principal era el náhuat, de donde proviene su topónimo que literalmente significa ‘lugar de collares’, y metafóricamente ‘lugar de joyas’ o ‘lugar de riquezas’). El idioma náhuat es el único idioma indígena hablado en el país ya que el lenca salvadoreño, o potón y el cacaopera, solo cuentan con semi-hablantes y no cuentan con hablantes nativos, ya que se extinguieron en el siglo XX en el país.
El actual territorio de El Salvador comprende lo que antes fuera la Alcaldía Mayor de Sonsonate y lo que fue la Provincia de San Salvador, que conformó la mayor parte del territorio. Ambas entidades adquirieron su independencia de España el 15 de septiembre de 1821 junto a la Capitanía General de Guatemala y en el año de 1824 se unieron para formar el «Estado del Salvador», que fue parte de la República Federal de Centro América hasta que esta se disolvió y el país asumió su soberanía en 1841. Pero será hasta el 25 de enero de 1859, cuando por decreto legislativo, se oficialice su calidad de república libre, soberana e independiente. Desde su independencia hasta avanzada la década de los años veinte del siglo XX, El Salvador fue gobernado por conservadores y liberales. Sin embargo, sería hasta la década de los treinta que la Fuerza Armada concentraría el poder político con el respaldo de la oligarquía local, hasta finales de los años setenta, cuando un golpe de Estado finalizó esa etapa de la historia nacional. Una guerra civil, que se desarrolló entre 1980 y 1992, dejó como resultado la muerte de un aproximado de 75 000 habitantes. Dicha guerra culminó cuando el gobierno y la guerrilla del FMLN firmaron los acuerdos de paz en 1992, los cuales dieron paso a reformas militares, sociales y políticas en el país. Desde 2019, El Salvador ha sido un progreso de un partido hegemónico por la economía, la seguridad, la sociedad y la educación.
El Salvador está compuesto por 242 volcanes (cifra que incluye cráteres secundarios, domos de lava y otros centros eruptivos que hacen parte de un volcán mayor o complejo volcánico) de los que 36 son considerados activos y de ellos 10 han mostrado mayor actividad fumarólica y sísmica, y 7 han tenido actividad en los últimos 500 años. Asimismo, el país también posee 59 cuerpos de agua; 590 ríos y riachuelos a lo largo de 58 cuencas exorreicas, con vertientes al océano Pacífico, que están organizados en 10 regiones hidrográficas; y otros accidentes geográficos como bahías, valles, sierras, fosas y cordilleras. Su clima es cálido tropical, pero debido al contraste geográfico el clima puede variar por ser parte del bosque tropical.

## Etimología
Durante la conquista de América y, más específicamente, durante la conquista de las ahora tierras salvadoreñas, se llevaron a cabo una serie de luchas contra los nativos del lugar, para luego fundar poblaciones españolas que se encargaran de mantener dominada la región. Después de la conquista de Tenochtitlán, Hernán Cortés envió al adelantado Pedro de Alvarado para que sometiera las regiones al Sur del Imperio mexica. La primera región en ser conquistada fueron los territorios que ahora componen Guatemala; estando allí, Pedro de Alvarado decide incursionar en las tierras del oriente, territorios que estaban sometidos a una especie de vasallaje del señorío de Cuzcatlán. Allí, los íberos y sus aliados, los llamados indios amigos, se encontraron con aguerridos pobladores que hicieron cruentos frentes en contra de los invasores, como ocurrió en la batalla de Acajutla, así como en la batalla de Tacuzcalco y la batalla de Cuzcatlán; todo ello en 1524. Infructuoso el cometido de Pedro de Alvarado de someter a los naturales de estas tierras, regresa este a la recién fundada Ciudad de Santiago de los Caballeros de Guatemala.
Al año siguiente, en 1525, Pedro de Alvarado envió a un grupo de españoles al mando de Gonzalo de Alvarado con órdenes expresas de que fundase en el Señorío (llamado por los españoles como provincia) de Cuzcatlán una villa con el nombre de San Salvador, para que controlara a los nativos del lugar. No obstante, al año siguiente, debido a la resistencia de los lugareños, la efímera Villa de San Salvador es despoblada y sus vecinos regresan a Guatemala. No sería hasta 1528 que se refundó la Villa de San Salvador en el Valle de la Bermuda, a 8 km al sur del poblado indígena de Suchitoto; siendo el territorio a partir de ese momento denominado como Provincia de San Salvador (que en algunos documentos es denominada como Provincia de San Salvador de Cuzcatán). En 1530, se fundaría otra población de origen español en la región, San Miguel de la Frontera, que sería sede de su propia provincia; la cual se uniría a la provincia de San Salvador, formando hacia 1578 la Alcaldía Mayor de San Salvador. La sede de las autoridades de la Alcaldía Mayor se establecería en la ya entonces ciudad de San Salvador; y su jurisdicción abarcaría gran parte de lo que hoy es la nación salvadoreña, con excepción de los ahora departamentos de Ahuachapán y Sonsonate (que conformarían la Alcaldía mayor de Sonsonate a partir de 1540). Con ello, a gran parte del territorio se le comenzaría a identificar con el nombre de provincia de San Salvador; he aquí los inicios primigenios del nombre de esta república.
Siglos después, con la implementación de las reformas borbónicas en América se crearían intendencias; estas eran entidades político-administrativas bien delimitadas con una autoridad muy fortalecida. La antigua Alcaldía Mayor de San Salvador se convertiría en la Intendencia de San Salvador en 1785 con capital en la ya ciudad de San Salvador. La creación de esta intendencia será muy importante para la consolidación futura de la idea de una nación salvadoreña, ya que permitió a las élites sansalvadoreñas tener una conciencia o identidad particular, independiente de Guatemala, que era vista con recelo. Hacia 1821, en el territorio de la Intendencia de San Salvador se crea la provincia de San Salvador, que contaba con un jefe político superior y una diputación provincial, con lo que tendría más autonomía de Guatemala. Esto fue producto de la restauración del régimen constitucional en España, el cual decretó que todas las intendencias se convertirían en provincias completamente independientes de cualquier otra autoridad para tener sus propias autoridades. El 15 de septiembre de 1821 la Capitanía General de Guatemala declararía su independencia de España, hecho que ratificaron el resto de provincias del Reino de Guatemala. De tal suerte que durante toda la época de dominio español en América, a gran parte de lo que hoy es El Salvador se le identificaría con el nombre de provincia de San Salvador. 
Pero hacia finales de 1823 y comienzos de 1824, la Alcaldía Mayor de Sonsonate (que entonces era parte de la Provincia de Guatemala) decide integrarse a la provincia de San Salvador para fundar juntos el Estado salvadoreño como parte de las Provincias Unidas del Centro de América, proclamadas el 1 de julio de 1823, y que más tarde, el 22 de noviembre de 1824, se convertirían en la República Federal de Centro América. Debido a esta unión, para evitar que el nombre sonara a un Estado encabezado por la ciudad de San Salvador, la primera asamblea constituyente del naciente Estado decide cambiar su tradicional nombre. Es así que, producto de la unión de las provincias de Sonsonate y San Salvador, el nombre oficial de «El Salvador» fue aceptado en la primera Constitución del Estado, promulgada el 12 de junio de 1824. Sin embargo, la usanza de hacer contracción de la primera palabra provocó que fuera escrito como «Estado del Salvador». Incluso, esa misma Carta Magna estipulaba que el Estado se denominaría «Estado del Salvador» (art. 7). De acuerdo al historiador Pedro Escalante Arce, el cambio de «San Salvador» a «Estado del Salvador» se realizó para distinguir entre la ciudad capital con el departamento bajo la palabra «San» y el estado con la palabra «El», todos antes del término «Salvador». A partir de la formación, el estado abarcaría tanto a la provincia de San Salvador como a la de Sonsonate, que desde 1823 ha sido parte del actual país de América Central.
El Estado conservaría este nombre durante toda la existencia de la República Federal de Centro América e incluso después de la desintegración de esta. Sin embargo, el 2 de febrero de 1841 El Salvador abandona oficialmente la unión centroamericana, pero sería hasta el 25 de enero de 1859 que oficialice su calidad de república libre, soberana e independiente. De acuerdo al historiador guatemalteco Alejandro Marure, el 30 de enero de 1841, una Asamblea Constituyente declaró que el nombre oficial del Estado sería República de San Salvador; pero dicha denominación nunca fue usada ni por la misma Asamblea Constituyente que la había establecido.
Hacia comienzos del siglo XX, por medio del Decreto Legislativo del 7 de junio de 1915, publicado en el Diario Oficial N.º 133, Tomo N.º 78, del 9 de junio de 1915, fue establecido definitivamente como nombre oficial «El Salvador». A pesar del precepto, en documentos oficiales internacionales continuaba la práctica de omitir la primera parte del nombre oficial de la república. Por gestiones del Subsecretario de Cultura, Jorge Lardé y Larín, se emitió el Decreto Legislativo N.º 2737, del 23 de octubre de 1958, publicado en el Diario Oficial N.º 210, Tomo N.º 181, del 11 de noviembre de 1958, en el que se añadió al texto del 7 de junio de 1915 la prohibición de suprimir la palabra «El» cuando fuera asociado a las palabras «República» o «Estado». Asimismo, se determinó la reserva del derecho a contestar cualquier documento o suscribir cualquier convenio donde apareciese escrito incorrectamente el nombre oficial de la república. Es así como, finalmente, el nombre oficial de este país centroamericano se consolida como «República de El Salvador».

## Historia

### Época prehispánica

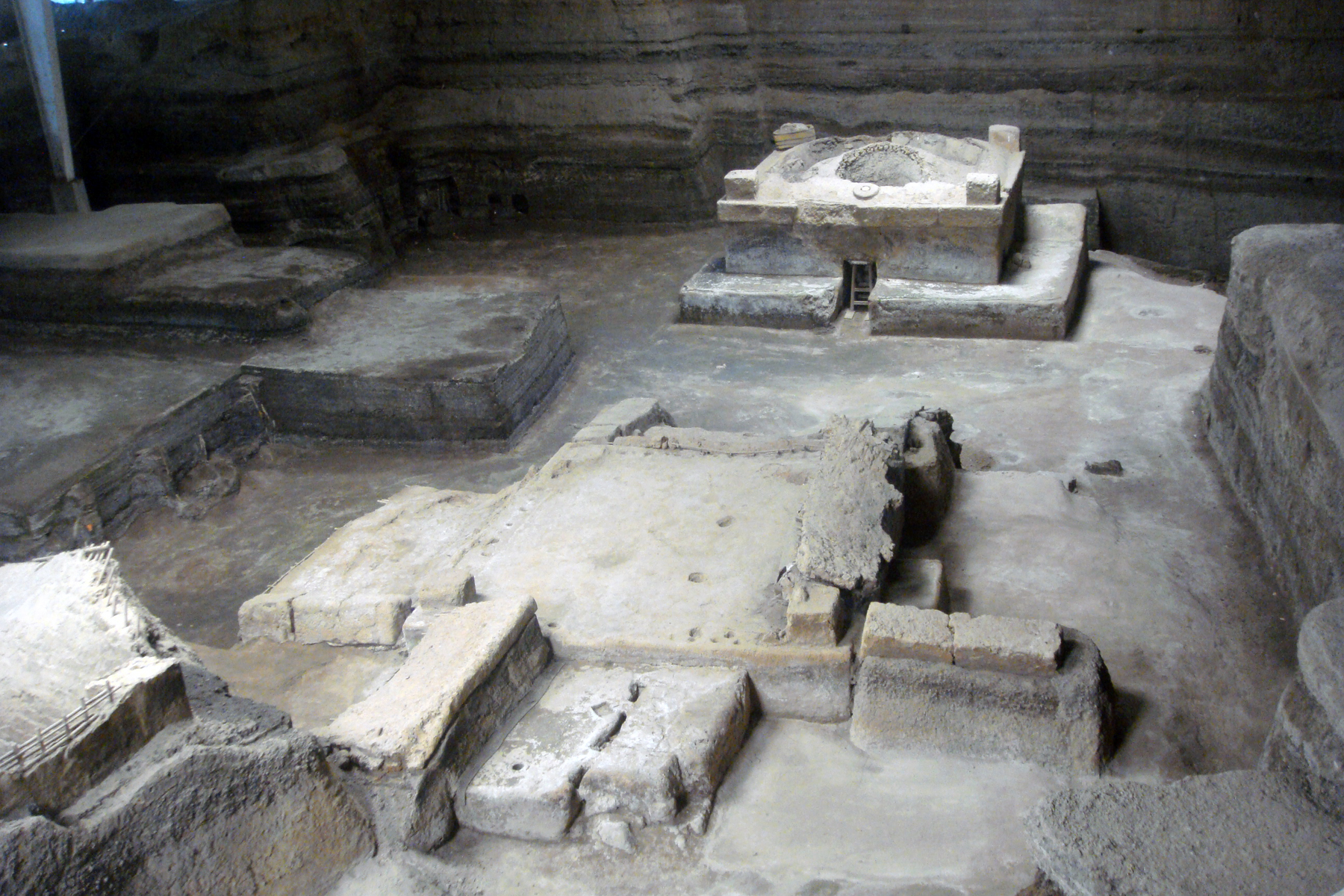
Joya de Cerén, antiguo asentamiento maya.

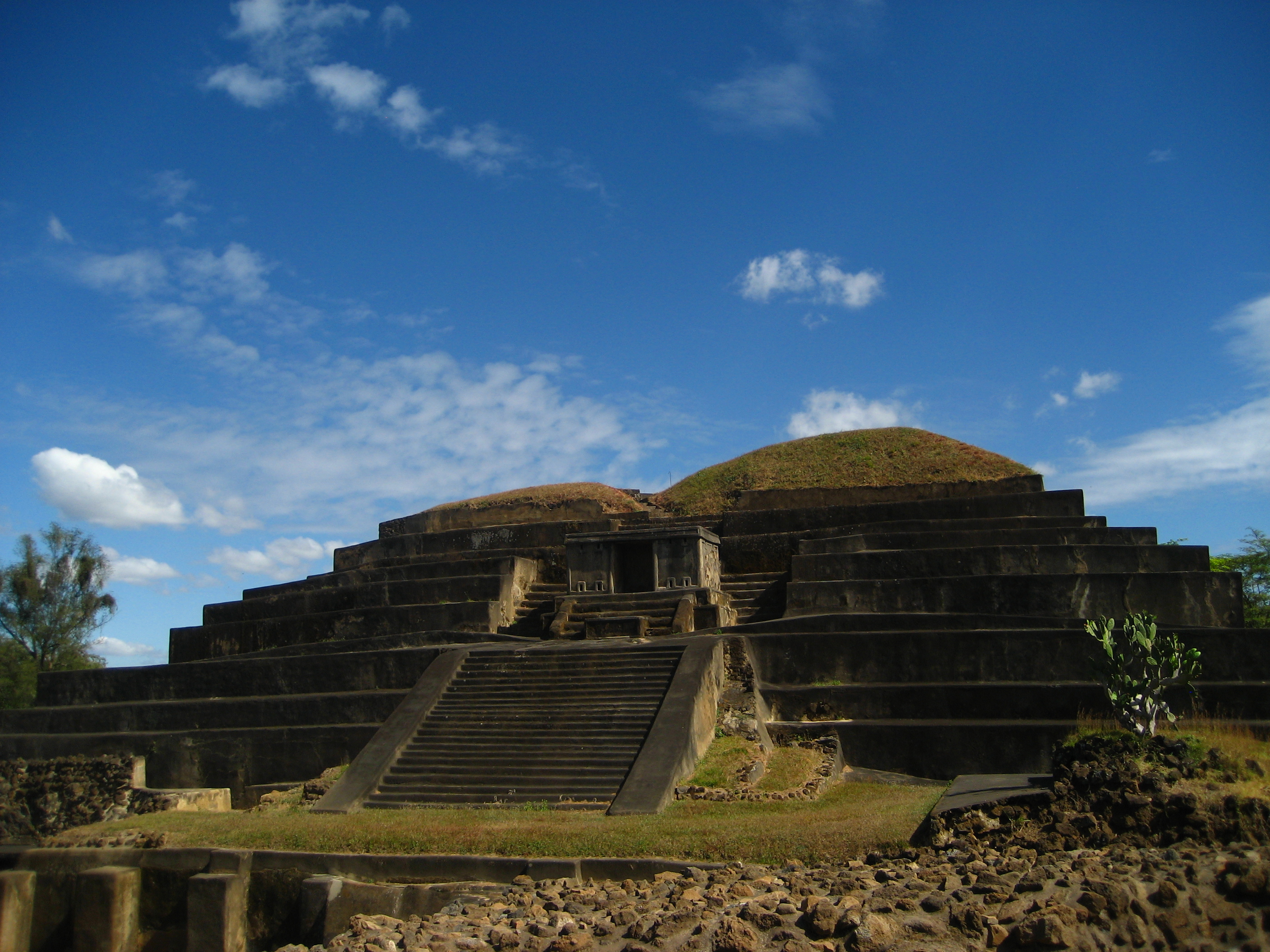
Sitio arqueológico Tazumal en el departamento de Santa Ana, El Salvador.

El territorio salvadoreño forma parte del área de Mesoamérica, y se encuentra ubicado en una región que sirvió de paso de objetos e ideas a través del tiempo.
Las primeras evidencias culturales en El Salvador se remontan a ocho mil años, justamente en el período arcaico (8000 a 1500 a. C.), época de grandes migraciones a diversas zonas mesoamericanas, una de ellas en la costa del Pacífico del país.
En el período preclásico temprano (1500—900 a. C.) y medio (900—500~400 a. C.), se asentaron grupos cuya cultura estaba muy conectada con la de Chiapas y la costa pacífica de Guatemala, y probablemente era hablantes de protomixe-zoque o protozoque. En el caso del área de Chalchuapa se han encontrado restos de antiguos asentamientos que datan desde el preclásico temprano; y para el preclásico medio se han encontrado también sitios en lugares como Jayaque o Antiguo Cuscatlán.
En el preclásico tardío (500~400 a. C.—200~250 d. C.), se asentarían grupos mayas (cuya lengua pertenecería al grupo cholano, el mismo al que pertenece al chortí) en la región occidental, existiendo un amplio desarrollo cultural y relaciones de tipo lingüística, escultórica y comercial con las tierras altas de Guatemala, lo que se observa en la cerámica Usulután y la obsidiana. Además, las tres zonas del país (occidental, central y oriental) se encontraban pobladas; y se incrementó la construcción de montículo en lugares como Quelepa, Atiquizaya y El Trapiche.
Sin embargo, a inicios del período clásico temprano (200~250—400 d. C.), ocurre un colapso que provoca el abandono de sitios del preclásico y la fundación de nuevos como Tazumal; mientras que en Quelepa —poblado por Lencas— hubo progreso notable y se establecieron relaciones con poblaciones de tierras altas y del sur del istmo. En algún momento de los siglos IV o V ocurriría la erupción de la caldera del lago de Ilopango que afectaría a las poblaciones del occidente y centro; que a pesar de ello se recuperaría rápidamente. Una de las localidades era Joya de Cerén, ocupada en el siglo VI y cuyos habitantes se vieron afectados por la erupción del volcán Loma de Caldera; también la zona del Lago de Güija fue un lugar de intercambio importante con el occidente de Honduras, valle de Motagua y Petén. Por otra parte, en esa época se establecieron los Cacaoperas y Chorotegas en la región oriental.
En el período clásico tardío (del 600 al 950 d. C.), se manifestó un desarrollo cultural evidenciado por la construcción de complejos arquitectónicos, siendo los más representativos: Tazumal, Cara Sucia, Quelepa y San Andrés.
En el período posclásico (950-1521) es caracterizado por la migración de los pueblos nahuas, que ocuparon un estimado de tres cuartas partes del territorio salvadoreño; dándose las primeras migraciones en el posclásico temprano (900-1200), que fundarían sitios como Cihuatan o ampliarían sitios como Tazumal los cuales serían abandonados al final de ese tiempo; luego de lo cual al comienzo del posclásico tardío (1200-1521) se darían las últimas migraciones, de los nonoalca-pipiles.
En esta fase existió la construcción de obras de ingeniería y el comercio a larga distancia; por otra parte, la sociedad se vio marcada por la estratificación, el dominio de un gobernante supremo y la presencia de órdenes militares. El núcleo indígena más importante fue el señorío de Cuscatlán, que se considera el modelo del desarrollo local en este período.

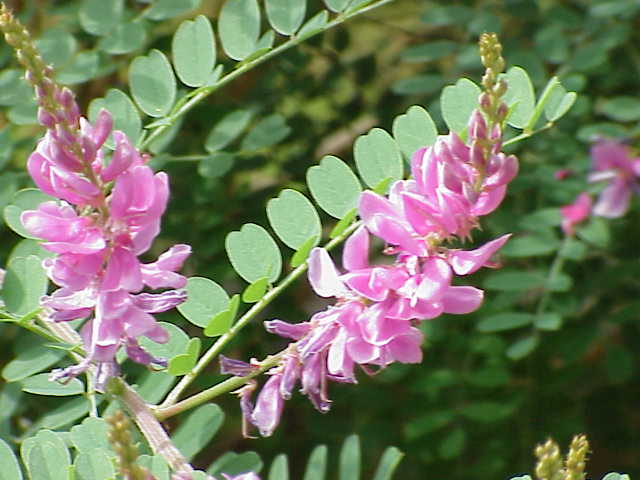
El tinte extraído del añil fue un importante sostén de la economía salvadoreña durante la época colonial.

### Época virreinal
El año 1522, cinco navíos españoles partieron desde Panamá para explorar las costas del litoral pacífico. El piloto mayor era Andrés Niño quien bautizó al golfo de Fonseca y el 31 de mayo desembarcó en una isla a la que llamó «Petronila» (Meanguera).
Para junio de 1524 el conquistador Pedro de Alvarado atravesó el río Paz con tropas españolas acompañadas de indios auxiliares, e inició la conquista en el actual territorio salvadoreño. Los colonizadores establecieron en los años posteriores diversas poblaciones: San Salvador, erigida en 1525 pero que tuvo su asiento definitivo en 1545; San Miguel, cuyo primer asentamiento surgió en 1530 pero que se asentó en su ligar definitivo hasta 1586; y la villa de la Trinidad (Sonsonate), fundada en 1553. Todo el territorio comprendería las Alcaldías Mayores de Sonsonate y San Salvador, ambas parte del Reino de Guatemala. Junto a la conquista española también se desarrolló el mestizaje, el proceso de evangelización católica, la enseñanza del idioma español, y el arribo de esclavos africanos.
Por la escasez de oro y plata, el Reino no tenía la preponderancia de otras posesiones americanas, por lo que sustentó su economía en la agricultura. Para la creación de riqueza era aprovechado el trabajo de los indígenas, así como la apropiación de tierra. Además, los nativos, reducidos a pueblos de indios, eran sujetos a tributos, y no fueron raras las quejas por abusos de autoridad. 
La conquista centroamericana tuvo una etapa inicial de extracción de materias primas, a la que siguió la dependencia de un producto de exportación: primero fue el cacao cuyo cultivo de grandes plantaciones empezó desde 1540 en la provincia salvadoreña, principalmente en la región sonsonateca; y después el tinte de añil que desde 1600 era de gran importancia para la economía del Reino y de San Salvador especialmente, ya que era su principal producto de exportación.
En contraste, su proceso de elaboración perjudicaba la salud de los obreros indígenas lo que provocó la incorporación de la mano de obra de africanos esclavizados. A estos artículos se añadían el hierro de Metapán y también el denominado bálsamo del Perú cuya exportación, como sucedió con el añil, perduró una vez terminado el dominio español.

Sin embargo, en este período existieron factores que menoscababan el dinamismo de la economía, tales como: la merma de la población indígena por enfermedades, el abuso de los recursos naturales resultando en cosechas débiles, recesiones provocadas por las guerras en las que se enfrascaba la Corona española, pésimas vías de comunicación, plagas de chapulín, y el dominio del comercio en la región por los ricos comerciantes afincados en la Ciudad de Guatemala, entre otros. Para 1785, en virtud de las reformas borbónicas, la alcaldía mayor de San Salvador se convirtió en la Intendencia de San Salvador. Más adelante, con la entrada en vigencia de la Constitución española de 1812,  y en específico con el decreto de las Cortes Generales españolas del 8 de mayo de 1821, la intendencia se convirtió en la Provincia de San Salvador que contaría con un jefe político y su propia diputación provincial.

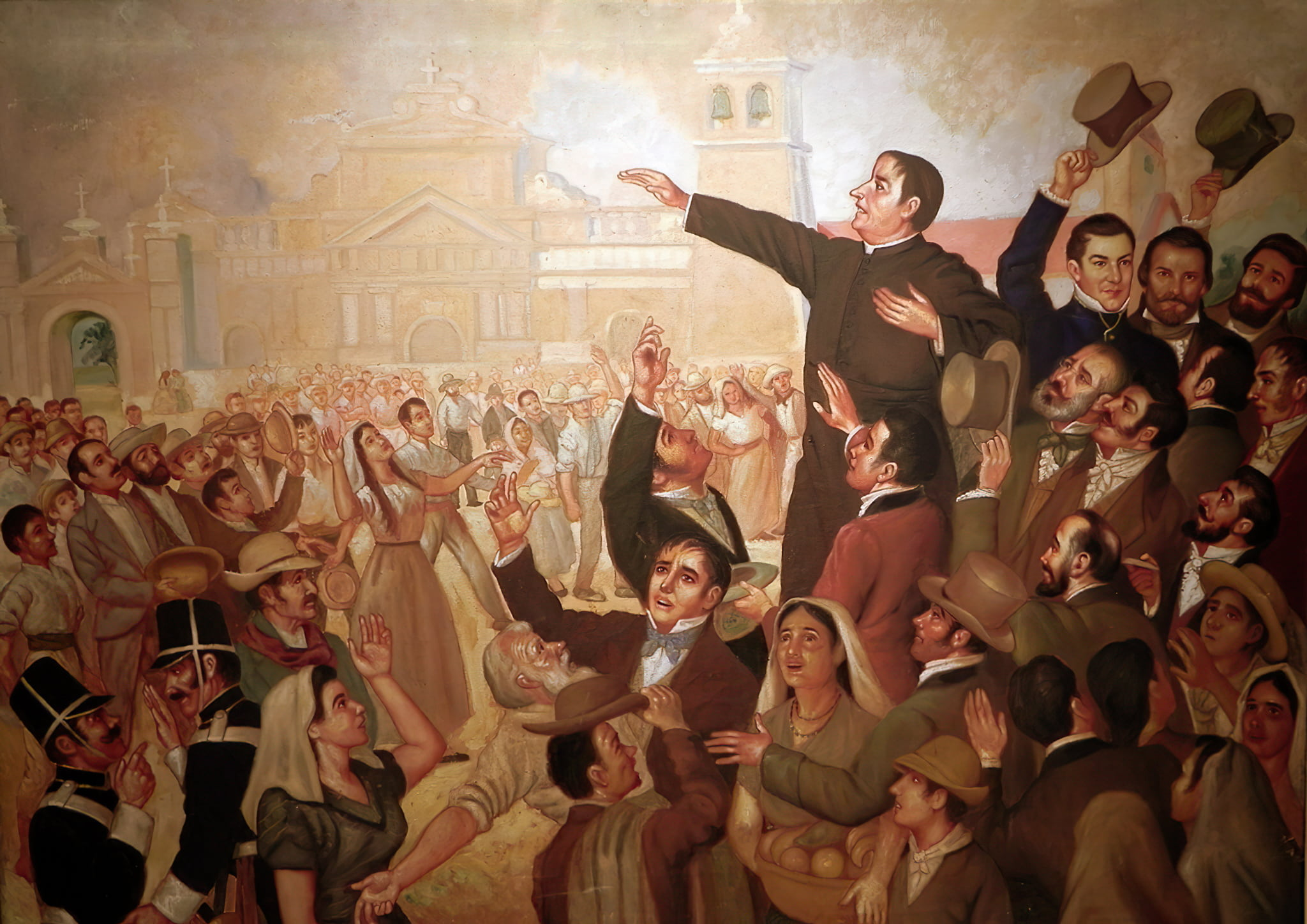
Primer grito de independencia centroamericana, ocurrido en San Salvador. En el cuadro resalta la figura de José Matías Delgado.

### La Independencia y la República Federal

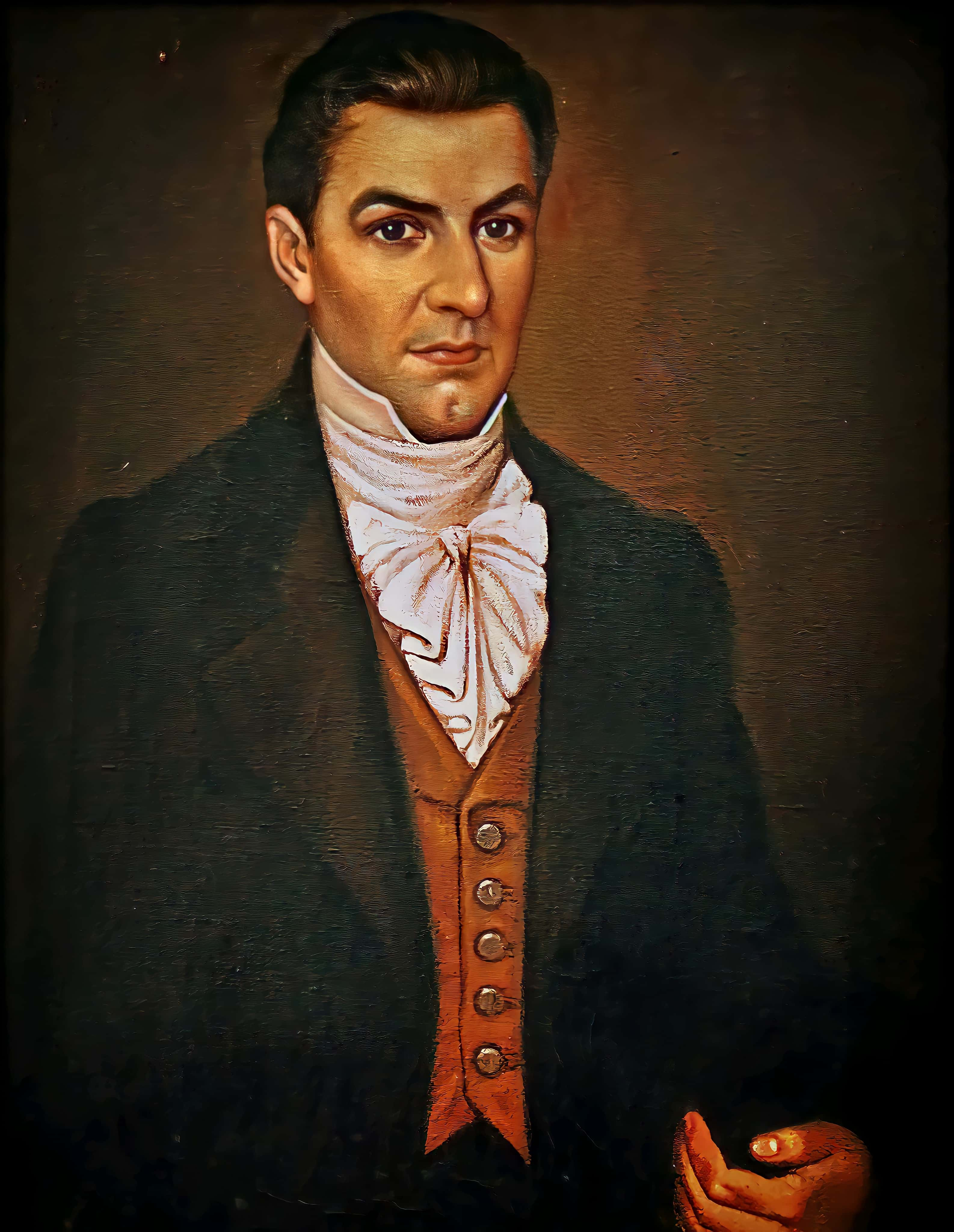
Manuel José Arce, primer presidente de la República Federal de Centro América.

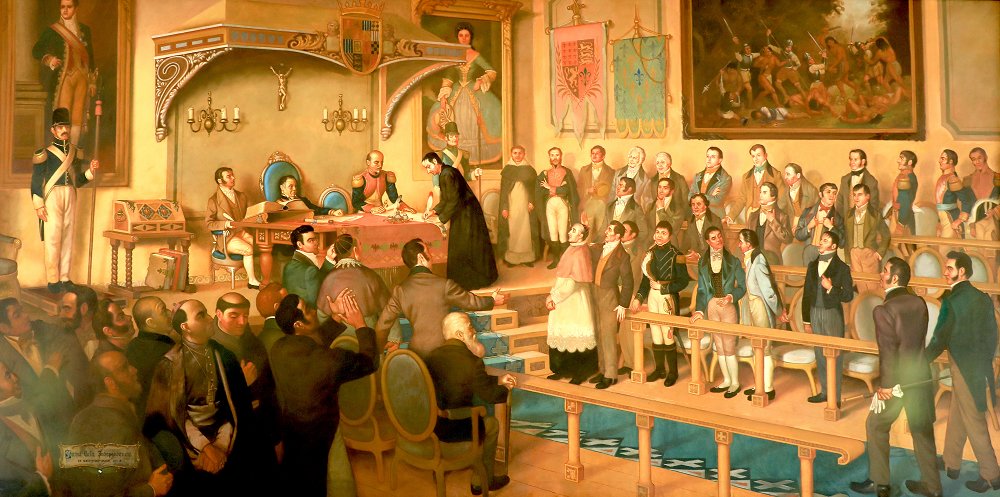
José Matías Delgado al momento de firmar el acta de independencia centroamericana, en una representación de la reunión del 15 de septiembre de 1821 del pintor chileno Luis Vergara Ahumada.

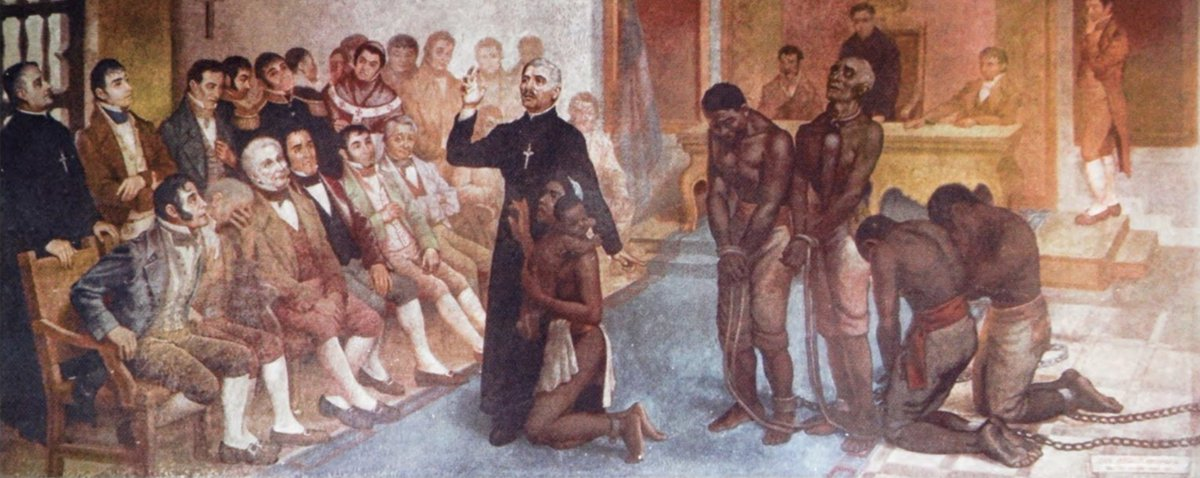
En la última sesión del Congreso Constituyente de las Provincias Unidas del Centro de América, el presbítero y doctor José Simeón Cañas y Villacorta pide la libertad de los esclavos. Centroamérica fue el tercer estado después de Haití y Chile que abolió la esclavitud en todo el continente.

Desde la primera década del siglo XIX, en las posesiones americanas de la Corona española, comenzaban a surgir movimientos con inquietudes independentistas. San Salvador no era ajena a los sucesos, ya que la situación económica y política era desfavorable para los habitantes de la provincia. La élite local conformada por criollos y religiosos deseaban lograr la autonomía y sacudirse el dominio de la aristocracia guatemalteca, por lo que el 5 de noviembre de 1811 estalló una sublevación en contra de las autoridades europeas. La revuelta, que fue la primera en el Reino, no halló respaldo en las autoridades de las demás poblaciones, por lo que terminó en fracaso. Sin embargo, otro alzamiento tendría lugar en 1814. El gobierno de la Capitanía logró mantener el control sobre los amotinados hasta el año 1821, cuando en la región se conoció la firma del Plan de Iguala en el Virreinato de Nueva España, y la proclamación de independencia de Ciudad Real; que motivó a los independentistas a presionar al Jefe Político Gabino Gaínza para que convocase a la Diputación Provincial y firmar el Acta de Independencia que tuvo lugar el 15 de septiembre.
Sin embargo, y a pesar de que en dicha acta se estipulaba la convocatoria a un congreso para decidir el gobierno de las provincias, las autoridades guatemaltecas y adeptos al Plan de Iguala dispusieron la anexión al Imperio Mexicano el 5 de enero de 1822. La facción salvadoreña se opuso a la decisión por sus ideas republicanas, pero no pudo impedir que San Salvador acabara anexada al Imperio, aunque por breve tiempo, ya que Agustín de Iturbide abdicaría del trono. El 1 de julio de 1823 se proclamó la independencia absoluta de las antiguas provincias del Reino de Guatemala que pasaron a llamarse Provincias Unidas del Centro de América y cuya Asamblea Constituyente era presidida por José Matías Delgado. A finales de ese año y principios de 1824, la Alcaldía Mayor de Sonsonate y posteriormente la localidad de Ahuachapán, se anexaron a la provincia salvadoreña.
La República Federal de Centro América se constituyó el día 22 de noviembre de 1824, y el estado del Salvador era uno de sus cinco Estados. No obstante, el 12 de junio de ese mismo año los salvadoreños se habían apresurado a emitir su propia constitución, para contrarrestar cualquier acechanza del centralismo guatemalteco.
A pesar del régimen federal, en el territorio aún prevalecía la vieja rivalidad entre los provincianos, que deseaban mantener la autonomía ante el mismo poder federal, y los conservadores guatemaltecos, que pretendían conservar su hegemonía en la región. Tal antagonismo, sumado a la economía precaria, deficientes sistemas de comunicación, y una fuerza armada frágil, dificultó la existencia de la República hasta provocar dos guerras civiles entre los años 1826-1829, y 1830-1842. También en El Salvador ocurrió un levantamiento indígena acaudillado por Anastasio Aquino.
Con el éxodo de Francisco Morazán en 1840 —presidente centroamericano que tenía simpatizantes en El Salvador y quien se esforzó en implantar medidas liberales extremas en la nación—, acabó la República Federal. El 2 de febrero de 1841, El Salvador se proclamó como Estado soberano e independiente.

### La república cafetalera
Luego de la disolución de la unión se sucedió un período de pugnas entre liberales y conservadores que se prolongó hasta 1871. En este período, decayó el cultivo del añil y se introdujo el del café, el cual fue fomentado durante la administración de Eugenio Aguilar, e intensificado en la del capitán general Gerardo Barrios.
A finales del siglo XIX, El Salvador pasó por un período de discordia interna. En 1871, Santiago Gonzales tomó el poder mediante un golpe militar. El general Francisco Menéndez hizo lo mismo en 1885, Carlos Ezeta en 1890, el general Rafael Antonio Gutiérrez en 1894, y el general Tomás Regalado en 1898. Sin embargo, estos cambios en el poder se libraron entre redes de terratenientes rivales ( barones del café) y políticos bajo su patrocinio en lugar de entre las fuerzas militares oficiales y gubernamentales.
Entre 1871 y 1931 se sucedieron los gobiernos liberales que favorecieron los intereses de la naciente élite ligada al cultivo del café. En 1881 y 1882, durante la presidencia de Rafael Zaldívar, la Asamblea Legislativa decretó sendas leyes de abolición de las tierras comunales y ejidales, que fueron vendidas a particulares, lo que provocó un cambio brusco en la tenencia de la tierra.
Con la Ley de Extinción de Comunidades, aprobada mediante Decreto Legislativo del 15 de febrero de 1881, publicado en el Diario Oficial N.º 49, Tomo N.º 10, del 26 de febrero de 1881, se argumentaba que «la división de los terrenos poseídos por comunidades, impide el desarrollo de la agricultura, entorpece la circulación de la riqueza y debilita los lazos de la familia y la independencia del individuo» y que «tal estado de cosas debe cesar cuanto antes como contrario á los principios económicos, políticos y sociales que la República ha aceptado». Y por su parte, con la Ley de Extinción de Ejidos, aprobada mediante Decreto Legislativo del 2 de marzo de 1882, publicado en el Diario Oficial N.º 62, Tomo N.º 12, del 14 de marzo de 1882, se sostenía que uno de los mayores obstáculos para el desarrollo de la agricultura «es el sistema ejidal, por cuanto anula los beneficios de la propiedad en la mayor y más importante parte de los terrenos de la República, que se hayan destinados á cultivos de ínfimo valor o abandonados del todo, por lo precario del derecho de sus poseedores, manteniendo á estos en el aislamiento y la apatía é insensibles á toda mejora» y que «aunque el dominio directo de dichos terrenos corresponde á la nación por las leyes preexistentes, no es justo privar de su uso y goce á las municipalidades, sin una previa indemnización».
A partir de 1898, con la llegada al poder del general Tomás Regalado y hasta 1931, se sucedieron una serie de gobiernos estables. La presidencia quedó en manos de los grandes terratenientes cafetaleros; la élite económica gobernó el país pasándose la presidencia en forma directa. A este período histórico se le conoce como la "República Cafetalera". En esta parte de la historia viene un gran progreso para consolidar un Estado-Nación cafetalero, a la vez que se invierte en infraestructura. En 1908 construyeron vías ferroviarias para articular las zonas cafetaleras con el puerto de Acajutla. Para tener una rápida comunicación entre la zona oeste con el este del país se construyó sobre el río Lempa el “Puente de oro”. Los financiamientos y las inversiones norteamericanas fueron desplazando a los ingleses. La alianza con la oligarquía y con la burguesía agrícola fue la política que los Estados Unidos siguieron para expandir su dominio político y económico en la región, método a la vez para desplazar al capital inglés.
Manuel Enrique Araujo, presidente entre 1911 y 1913, creó la Guardia Nacional y tomó una serie de medidas para aumentar la presencia del Estado en el interior del país. La bandera y el escudo actuales del país fueron adoptados en 1912 durante la presidencia de Araujo, quien fue asesinado en febrero de 1913. Después del asesinato de Araujo, la poderosa familia de los Meléndez-Quiñonez gobernó el país hasta 1927;  ellos eran miembros de la élite económica conocida como las 14 Familias (número que es evidentemente simbólico, por los catorce departamentos) u Oligarquía Criolla, por ser descendientes directos de españoles nacidos en el país. Además de estas familias estaban también los Dueñas, los Araujo, los Orellana, los Álvarez, Meza-Ayau, los Quiñones, los Molina, los Regalado y los Menéndez Castro. Al final del período, asignaron a Pío Romero Bosque a  la presidencia, pero este organizó elecciones consideradas libres, que fueron ganadas por el Partido Laborista de Arturo Araujo. El Partido Laborista recibió el apoyo de estudiantes, obreros y del Partido Comunista Salvadoreño (PCS), que había sido fundado en 1930 por un grupo de militantes entre los que se encontraba Agustín Farabundo Martí. Araujo instauró un régimen de libertades civiles y permitió la inscripción del PCS como partido político legal.

### Época del autoritarismo militar
En 1929 la economía del país entró en crisis como consecuencia de la caída de los precios del café en el mercado internacional. En 1931 el general Maximiliano Hernández Martínez llegó al poder tras un golpe de Estado contra el presidente civil Arturo Araujo. Martínez estableció un gobierno ultraconservador y autoritario. En enero de 1932 acontecería el levantamiento campesino en los departamentos de Ahuachapán y Sonsonate, que sería rápidamente controlado por el gobierno. Tras la derrota de la rebelión, el general Martínez reprimió con el ejército dicho levantamiento en el occidente del país, acusandoles de comunistas, lo que resultó en muerte de miles de personas, entre ellas el dirigente indígena Feliciano Ama; los historiadores todavía debaten la influencia de los miembros del Partido Comunista Salvadoreño en la insurrección y del dirigente comunista Agustín Farabundo Martí. El número de víctimas mortales de estos hechos aún se debate; las cifras de muertos, según los autores: van desde 7000 hasta 30 000 personas, pero la cantidad exacta todavía es desconocida, entre ellos indígenas y campesinos, según estudios del MUPI se mataron entre el 1 y 2 por ciento de la población de El Salvador en su momento. La población indígena fue la más afectada ya que les quitaron sus tierras y les prohíbieron su idioma, su cultura, ocasionando la reducción de la población indígena y de los hablantes del Náhuat y de todos los idiomas indígenas hablados en el país; siendo considerado el mayor etnocidio de la historia contemporánea de El Salvador.
El general Martínez fue depuesto por una huelga general en 1944, llamada «huelga de los Brazos Caídos». Pero su gobierno marcó el inicio de una serie de gobiernos militares autoritarios sucesivos, que finalizarían en 1979 con un golpe de Estado al general Carlos Humberto Romero, del PCN y la instauración de la Junta Revolucionaria de Gobierno. En 1982 se eligió una Asamblea Constituyente a la que la Junta entregó el poder; posteriormente se celebraron en 1984 las primeras elecciones presidenciales de la era democrática.
En tema económico, El Salvador logró estabilidad y reconocimiento en los años 50, cuando llegó a ser el país más industrializado de la región y el tercer mayor exportador de café del mundo. La inversión extranjera, principalmente estadounidense, hizo que El Salvador fuera una promesa de la revolución verde debido a la agroindustria. National Geographic situó a El Salvador entre los mejores países para vivir en la época. Además, era el país que más turistas recibía en América Central. No obstante, la época vivió mucha desigualdad social y autoritarismo. En 1970, después de la guerra contra Honduras, la situación en El Salvador se agudizó profundamente.
En 1969 se produjo una breve guerra con Honduras, cuyo nombre formal, según el gobierno del presidente Fidel Sánchez Hernández, fue «la guerra de la legítima defensa»; pero llegó a ser conocida también como la «Guerra de las 100 horas», o equivocadamente como la «Guerra del Fútbol». La razón del conflicto armado radicó en una iniciativa de las autoridades de Honduras de llevar a cabo una reforma agraria dentro de sus fronteras; tal distribución de tierras favorecía solamente a hondureños. De tal modo, lo miles de salvadoreños radicados en Honduras se vieron obligados a volver a su país luego de haber sido expropiados de sus tierras. En respuesta a esta situación, El Salvador declaró la guerra a Honduras.

### Guerra civil
El ambiente de violencia política que se había vivido la década anterior contribuyó enormemente a la guerra civil que duraría 12 años (1980-1992). Fue un conflicto que militarmente se definió como una guerra de baja intensidad, o guerra popular prolongada, como la denominaban las fuerzas guerrilleras del FMLN y que costó la vida a más de 75 000 personas entre muertos y desaparecidos.
Algunos factores que contribuyeron a la guerra fueron: la caída internacional del precio del café, los constantes fraudes electorales y el descontento de la población por la forma de gobernar de los militares. Entre algunos sucesos que encendieron los ánimos durante el conflicto armado destacan los asesinatos del arzobispo de San Salvador, Óscar Arnulfo Romero, y Fray Cosme Spessotto Zamuner, ambos en 1980. Naciones Unidas informa que la guerra mató a más de 75.000 personas entre 1979 y 1992, junto con aproximadamente 8.000 personas desaparecidas. Las violaciones de los derechos humanos, en particular el secuestro, la tortura y el asesinato de presuntos simpatizantes de la FMLN por parte de las fuerzas de seguridad estatales y los escuadrones de la muerte paramilitares, fueron omnipresentes. El gobierno salvadoreño fue considerado un aliado de los Estados Unidos en el contexto de la Guerra fría. Durante las administraciones Carter y Reagan, Estados Unidos proporcionó de 1 a 2 millones de dólares al día en ayuda económica al gobierno salvadoreño. Los EE. UU. también proporcionaron un importante entrenamiento y equipo a los militares. En mayo de 1983, se informó de que los oficiales militares estadounidenses estaban trabajando dentro del Alto Mando Salvadoreño y tomando importantes decisiones estratégicas y tácticas. El gobierno de los Estados Unidos creía que su asistencia al gobierno de El Salvador estaba justificada porque los insurgentes estaban respaldados por la Unión Soviética.
Las tácticas de contrainsurgencia implementadas por el gobierno salvadoreño a menudo se dirigieron a los no combatientes civiles. En general, las Naciones Unidas estimaron que las guerrillas del FMLN fueron responsables del 5 por ciento de las atrocidades cometidas durante la guerra civil, mientras que el 85 por ciento fueron cometidas por las fuerzas de seguridad salvadoreñas. La rendición de cuentas por estas atrocidades de la era de la guerra civil se ha visto obstaculizada por una ley de amnistía de 1993. Sin embargo, en 2016, la Sala de lo Constitucional de la Corte Suprema de Justicia de El Salvador falló en el caso "Inconstitucionalidad 44-2013/145-2013" que la ley era inconstitucional y que el gobierno salvadoreño podía procesar a los presuntos criminales de guerra.
El ambiente turbulento finalizó en 1992 cuando los combatientes del Frente Farabundo Martí para la Liberación Nacional (FMLN) formado por cinco agrupaciones de izquierda, y el gobierno de derecha del entonces presidente Alfredo Cristiani, de Alianza Republicana Nacionalista (ARENA), firmaron los acuerdos de paz el 16 de enero de 1992 en Chapultepec, México, que aseguraron reformas políticas y militares, pero no profundizaron en el aspecto social.

### Época de posguerra civil e inicio del bipartidismo
San Salvador, la capital, es conocida por los muchos sismos que ocurren; por lo cual se le ha llamado popularmente «Valle de las Hamacas» desde tiempos de la colonia. El 10 de octubre de 1986, un terremoto de 7.5 grados de intensidad en la escala Richter, de 38 segundos de duración y muy superficial, destruyó gran parte de la ciudad de San Salvador con un total de 3500 - 5600 fallecidos y 200 000 damnificados. El 13 de enero de 2001, otro terremoto, este de 7.7 a 8.0 grados en la escala Richter, causó gran destrucción a lo largo y ancho del país. Una de las tragedias humanas que sucedió como consecuencia del sismo fue un desprendimiento de tierra en la llamada cordillera del Bálsamo, en la ciudad de Santa Tecla (La Libertad), que provocó el fallecimiento de 500 personas y en total el terremoto mató a 944 personas y dejó también a varios miles sin hogar. El 13 de febrero de 2001, exactamente un mes después, otro terremoto, de 6.6 grados en la escala Richter, mató a 315 personas, dejando sin sus casas a cientos de familias, especialmente en el interior de la república, donde viven los estratos más pobres de la sociedad. El 13 de octubre de 2014, un terremoto, de 7.3 grados en la escala Richter, ocurrió tres días después de la conmemoración del terremoto de 1986. A pesar de su magnitud, y que se prolongó por casi un minuto, los daños fueron leves y mató a una persona.
Durante este período y el anterior ocurrió una migración masiva de salvadoreños, principalmente hacia Estados unidos, debido a la guerra civil. Una parte de esos migrantes, debido a contextos y dinámicas sociales terminaron formando pandillas o uniéndose a ellas, y debido a los delitos que cometieron, muchos fueron deportados de regreso al país durante los años 90. Se reorganizaron y tomaron territorios, cometiendo diversos delitos, destacando los homicidios. Para 2015, El Salvador alcanzó una tasa de 107 homicidios por cada cien mil habitantes, durante este período este tipo de violencia fue uno de los principales problemas que afrontó el país.
Las elecciones presidenciales, celebradas el 15 de marzo de 2009, dieron como ganador al periodista Mauricio Funes del partido de izquierda FMLN, siendo el primer gobierno de izquierda en la historia del país. Posteriormente, en los comicios del 9 de marzo de 2014 el FMLN vence nuevamente a ARENA y es electo como presidente de la República Salvador Sánchez Cerén, un excomandante de las Fuerzas Populares de Liberación Farabundo Martí (FPL), organización integrante del ahora partido político FMLN, junto con Óscar Ortiz como vicepresidente de la República.

### Unipartidismo

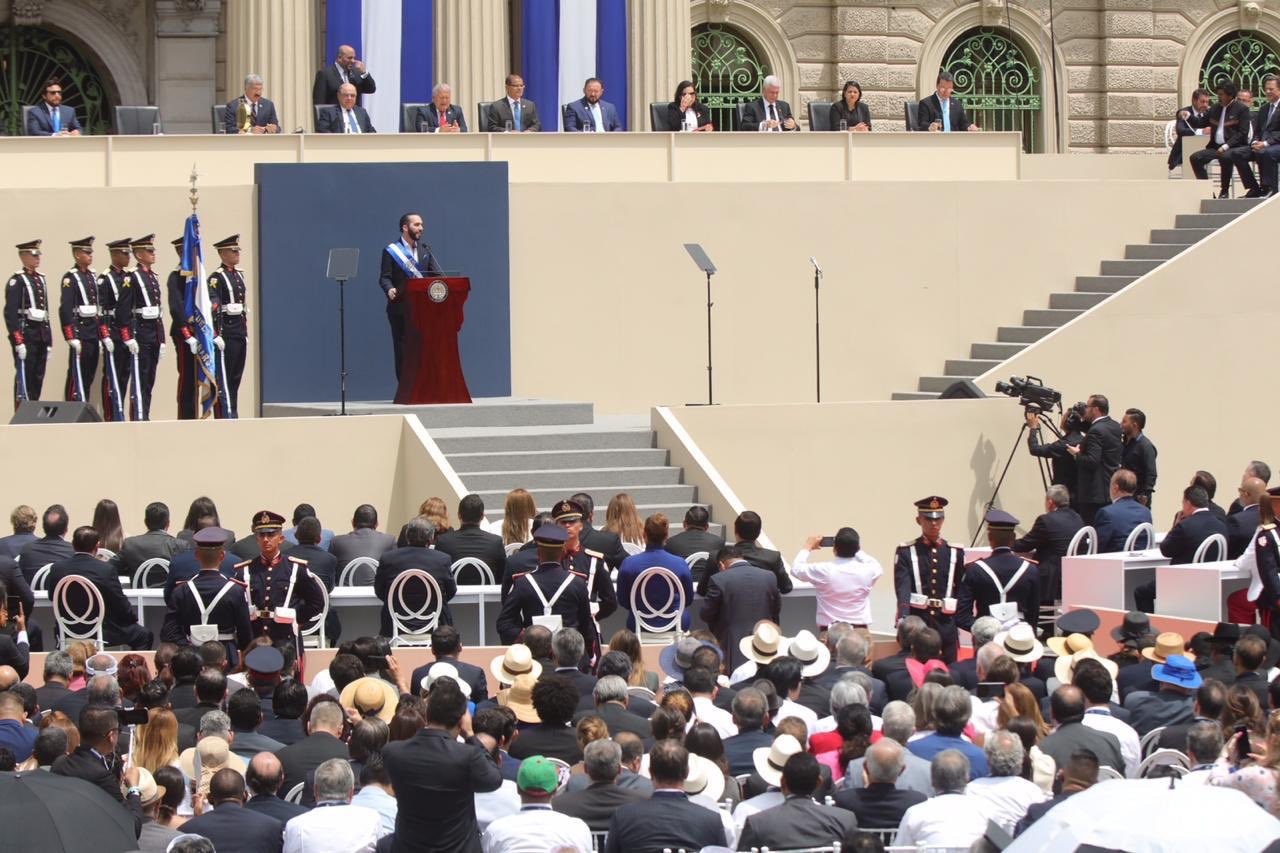
Nayib Bukele en el discurso de toma de posesión de su primer mandato presidencial.

El 3 de febrero de 2019, el exalcalde (FMLN) de San Salvador, Nayib Bukele, del partido Gran Alianza por la Unidad Nacional (GANA) y en alianza con Nuevas Ideas, ganó las elección presidencial en primera vuelta, junto con el también político Félix Ulloa para el período presidencial 2019-2024. La victoria de GANA en las elecciones rompió con el bipartidismo en la alternancia en el poder entre ARENA y FMLN, que gobernaron en los últimos treinta años.
La pandemia de COVID-19 que se inició en 2019 se extendió a El Salvador en marzo de 2020 y afectó a la política salvadoreña, ya que se produjeron algunos desacuerdos entre los tres poderes del Estado, referentes a algunas decisiones tomadas por Bukele durante la emergencia sanitaria. Esto provocó que, con las elecciones parlamentarias de febrero de 2021, el partido Nuevas Ideas ganara el 58 % de concejos municipales y el 66 % de los diputados elegidos para la Asamblea Legislativa, debido al descontento popular hacia los funcionarios elegidos en las elecciones parlamentarias de 2018 que pertenecían a los partidos ARENA y FMLN.

## Gobierno y política
La Constitución Política del año 1983, dispone que El Salvador es un país con un sistema político pluralista que se expresa por medio de sus partidos políticos, los cuales son los únicos instrumentos para la representación del pueblo.
|                                          |                                             |
| Nayib Bukele presidente de la República. | Félix Ulloa vicepresidente de la República. |

Para su administración política, el territorio se divide en departamentos, y en cada uno de ellos existe un gobernador elegido por el poder ejecutivo; dichos funcionarios ejercen labores administrativas cuya función principal es la de servir de enlace entre la presidencia y los gobiernos locales de cada departamento, así como atender las necesidades de las comunidades en coordinación con la dirección de Protección Civil del Ministerio de Gobernación.

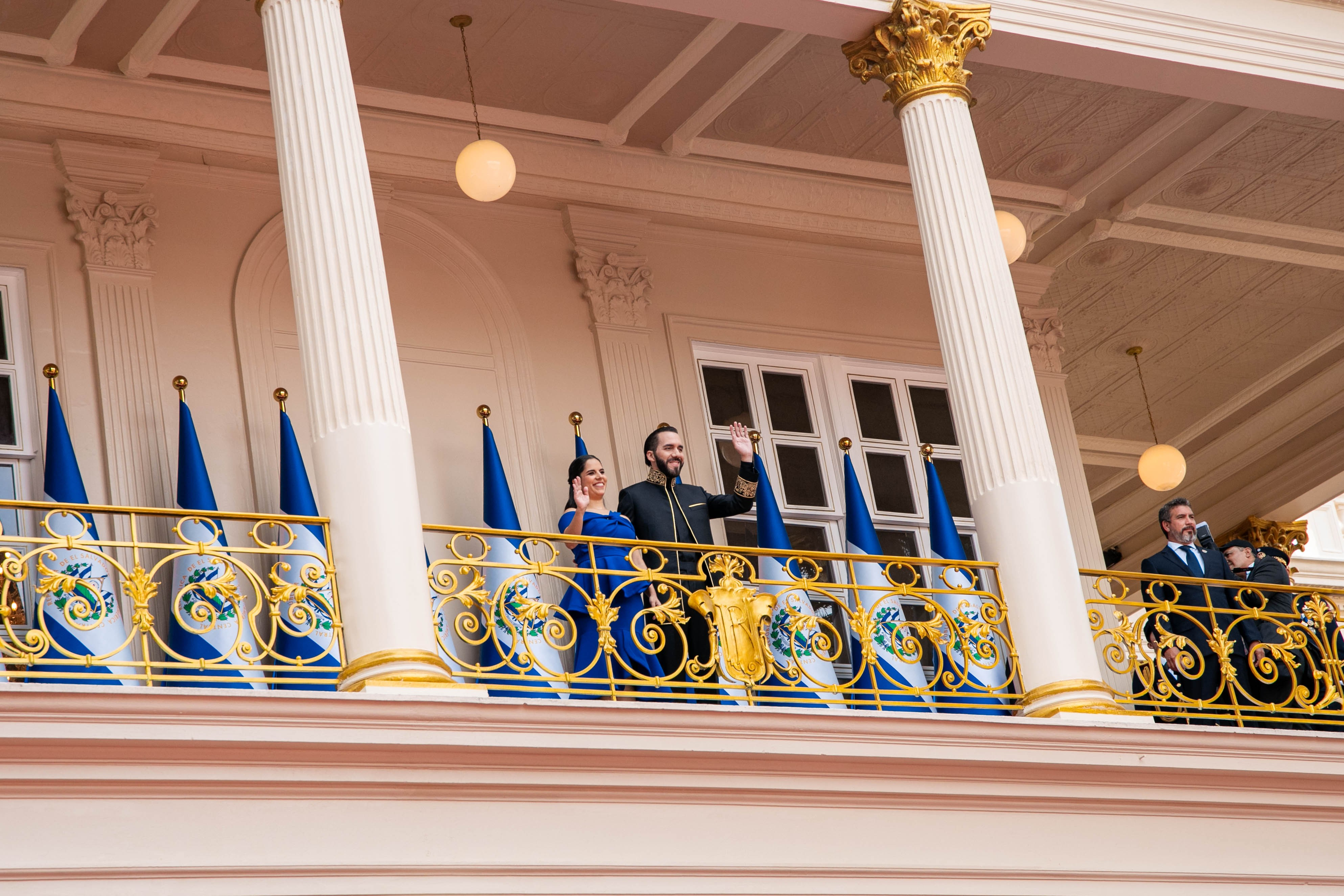
Palacio Nacional de El Salvador.

Los partidos políticos legalmente inscritos en el Tribunal Supremo Electoral son los siguientes (en orden alfabético):
| Siglas | Nombre                                                                        |
| ------ | ----------------------------------------------------------------------------- |
| ARENA  | Alianza Republicana Nacionalista                                              |
| CD     | Cambio Democrático                                                            |
| PCN    | Partido de Concertación Nacional (anterior Partido de Conciliación Nacional). |
| FMLN   | Frente Farabundo Martí para la Liberación Nacional                            |
| GANA   | Gran Alianza por la Unidad Nacional                                           |
| PDC    | Partido Demócrata Cristiano                                                   |
| DS     | Partido Democracia Salvadoreña                                                |
| NI     | Nuevas Ideas                                                                  |
| NT     | Nuestro Tiempo                                                                |
| VAMOS  | Vamos                                                                         |

En El Salvador, para el gobierno local los departamentos se dividen en municipios, que son autónomos en lo económico, técnico y administrativo, aunque están obligados a colaborar con otras instituciones públicas en los planes de desarrollo nacional y regional.
Seguridad Social El Instituto Salvadoreño del Seguro Social (ISSS) y el Instituto Salvadoreño de Bienestar Magisterial (ISBM) son miembros activos de la Conferencia interamericana de seguridad social (CISS).

### Órganos fundamentales
De acuerdo a la Constitución, en El Salvador existen tres órganos fundamentales: el legislativo, el ejecutivo y el judicial.

#### Órgano legislativo
Es un cuerpo colegiado conformado por sesenta diputados, al que le corresponde, fundamentalmente, la función de legislar. Sus miembros se renuevan cada tres años, y pueden ser reelegidos. Las resoluciones del Órgano Legislativo, o Asamblea Legislativa, requieren del voto favorable de la mitad más uno de los diputados, salvo los casos específicos dictados en la Constitución.
También puede formar comisiones especiales para investigar asuntos de interés nacional.

#### Órgano ejecutivo
El Órgano Ejecutivo se encuentra conformado por el presidente y vicepresidente de la República, los ministros y viceministros junto a sus funcionarios dependientes. El período presidencial es de cinco años. El presidente es también el comandante general de la Fuerza Armada, institución encargada de la defensa nacional. La seguridad pública se encuentra a cargo de la Policía Nacional Civil. También existe un Consejo de Ministros.

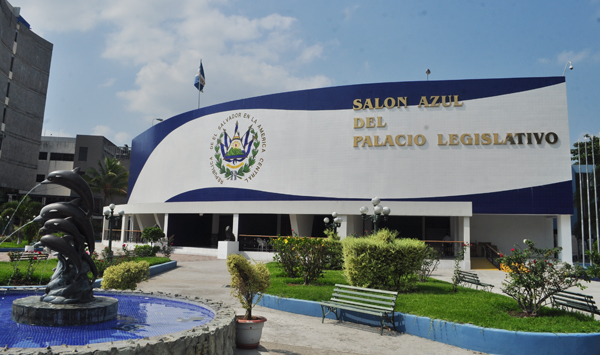
Edificio sede de la Asamblea Legislativa de El Salvador

#### Órgano judicial
La potestad de juzgar y hacer ejecutar lo juzgado corresponde al Órgano Judicial, el cual está compuesto por la Corte Suprema de Justicia, las Cámaras de Segunda Instancia, y los demás tribunales que disponen las leyes del país en las materias que les corresponden.
También existe un Consejo Nacional de la Judicatura, una entidad independiente en sus funciones que contribuye a la eficiencia de la carrera judicial.

### Ministerio público

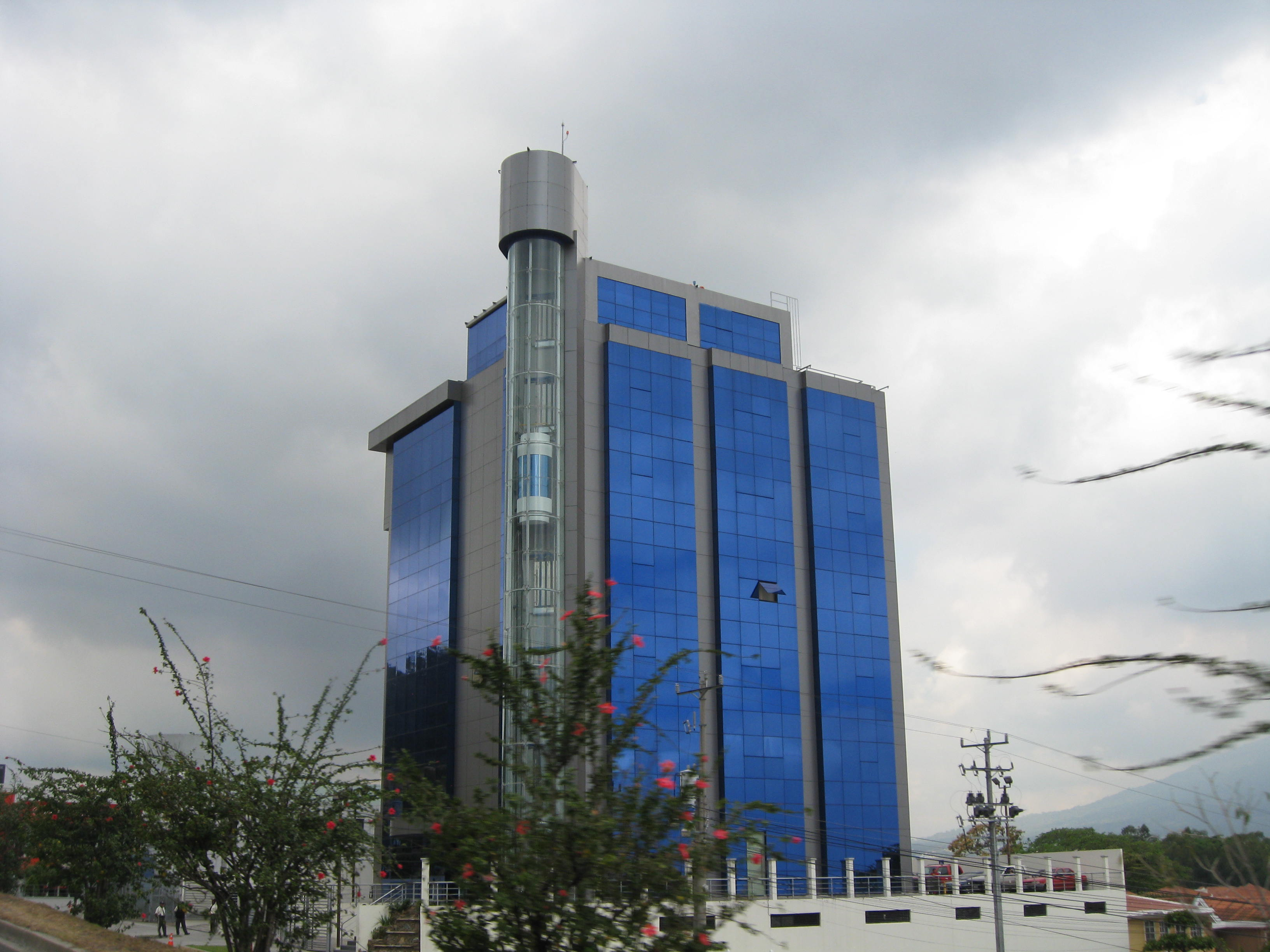
Edificio de la Fiscalía General de la República en Antiguo Cuscatlán.

El Ministerio Público de El Salvador lo conforman la Fiscalía General de la República, encargada de defender y representar los intereses del Estado, así como la competencia de investigar y promover la acción penal ante el cometimiento de un hecho delictivo; la Procuraduría para la Defensa de los Derechos Humanos, surgida en virtud de las reformas constitucionales como consecuencia de los Acuerdos de Paz de Chapultepec; y la Procuraduría General de la República, que vela por la defensa de la familia, de las personas e intereses de los menores de edad, entre otras facultades.

### Tribunal Supremo Electoral
El Tribunal Supremo Electoral es la máxima autoridad en materia de elecciones. Está compuesto por cinco magistrados elegidos por la Asamblea Legislativa y duran cinco años en sus funciones. Al organismo le corresponde convocar, organizar, dirigir y vigilar los procesos electorales relacionados con la elección del presidente y vicepresidente de la República, diputados al Parlamento Centroamericano, diputados a la Asamblea Legislativa, y miembros de los concejos municipales.

### Corte de Cuentas
La Corte de Cuentas de El Salvador es el ente al que corresponde la fiscalización de la hacienda pública en general y de la ejecución del presupuesto en particular, por lo que se considera el organismo rector del sistema nacional de control y auditoría de la gestión pública. Las acciones de control consisten en auditorías financieras, auditorías operacionales y exámenes especiales.

### Derechos humanos
En materia de derechos humanos, respecto a la pertenencia a los siete organismos de la Carta Internacional de Derechos Humanos, que incluyen al Comité de Derechos Humanos (HRC), El Salvador ha firmado o ratificado:
| El Salvador | Tratados internacionales | Tratados internacionales | Tratados internacionales | Tratados internacionales | Tratados internacionales | Tratados internacionales | Tratados internacionales  | Tratados internacionales | Tratados internacionales    | Tratados internacionales | Tratados internacionales  | Tratados internacionales | Tratados internacionales | Tratados internacionales | Tratados internacionales | Tratados internacionales | Tratados internacionales | Tratados internacionales |
| --- | ------------------------ | ------------------------ | ------------------------ | ------------------------ | ------------------------ | ------------------------ | ------------------------- | ------------------------ | --------------------------- | ------------------------ | ------------------------- | ------------------------ | ------------------------ | ------------------------ | ------------------------ | ------------------------ | --- | ------------------------ |
| El Salvador | CESCR                    | CESCR                    | CCPR                     | CCPR                     | CCPR                     | CERD                     | CED                       | CEDAW                    | CEDAW                       | CAT                      | CAT                       | CRC                      | CRC                      | CRC                      | CRC                      | MWC                      | CRPD | CRPD                     |
| El Salvador | CESCR                    | CESCR-OP                 | CCPR                     | CCPR-OP1                 | CCPR-OP2-DP              | CERD                     | CED                       | CEDAW                    | CEDAW-OP                    | CAT                      | CAT-OP                    | CRC                      | CRC-OP-AC                | CRC-OP-SC                | CRC-OP-CP                | MWC                      | CRPD | CRPD-OP                  |
| Pertenencia | Firmado y ratificado.    | Firmado y ratificado.    | Firmado y ratificado.    | Firmado y ratificado.    | Firmado y ratificado.    | Firmado y ratificado.    | Ni firmado ni ratificado. | Firmado y ratificado.    | Firmado pero no ratificado. | Firmado y ratificado.    | Ni firmado ni ratificado. | Firmado y ratificado.    | Firmado y ratificado.    | Firmado y ratificado.    | Firmado y ratificado.    | Firmado y ratificado.    | El Salvador ha reconocido la competencia de recibir y procesar comunicaciones individuales por parte de los órganos competentes. | Firmado y ratificado.    |
| Firmado y ratificado, firmado, pero no ratificado, ni firmado ni ratificado, sin información, ha accedido a firmar y ratificar el órgano en cuestión, pero también reconoce la competencia de recibir y procesar comunicaciones individuales por parte de los órganos competentes. |                          |                          |                          |                          |                          |                          |                           |                          |                             |                          |                           |                          |                          |                          |                          |                          | |                          |

Amnistía Internacional ha llamado la atención sobre detenciones de agentes de policía por asesinatos ilegítimos; también ha informado sobre la desaparición de niños, la falta de aplicación de la ley para investigar y enjuiciar adecuadamente los delitos contra las mujeres y la ilegalización de sindicatos. El aborto está prohibido desde 1999 por una reforma al artículo 1 de la Constitución, sin excepciones por violación, incesto o riesgo de muerte materna; como resultado, 180 mujeres han sido encarceladas en las últimas dos décadas, algunas por hasta treinta años. En 2021, el Estado salvadoreño fue declarado responsable de graves violaciones a derechos humanos realizados por autoridades médicas y judiciales en perjuicio de una mujer que sufrió una emergencia obstétrica y que fue encarcelada por el consiguiente aborto espontáneo. La discriminación y violencia contra personas LGBT está muy extendida. Según una encuesta de 2013 del Pew Research Center, el 62 % de los salvadoreños cree que la homosexualidad no debe ser aceptada por la sociedad.

## Organización territorial
El Salvador se divide administrativamente en departamentos y municipios. El país tiene catorce departamentos, y cada uno regido por un gobernador designado por el Presidente de la República. Estos departamentos del país contienen a su vez 44 municipios, los cuales tienen autonomía en lo económico, técnico y administrativo y que son regidos por un concejo municipal elegido cada tres años por votación pública.

### Divisiones Territoriales
En total, los 44 municipios del país contienen 262 distritos municipales (de los cuales uno es la capital), para fines gerenciales y de servicio al ciudadano mas no como entidades de gobierno. Además y en su mayoría, estos distritos, para fines estadísticos y utilitarios, se encuentran subdivididos en una cabecera y varios cantones, y estos últimos por caseríos; siendo el Consejo municipal de su respectivo municipio quien debe aprobar los lineamientos para la organización y funcionamiento de los distritos y su relación con su municipio.
| Divisiones Territoriales de El Salvador | Divisiones Territoriales de El Salvador | Divisiones Territoriales de El Salvador | Divisiones Territoriales de El Salvador | Divisiones Territoriales de El Salvador | Divisiones Territoriales de El Salvador | Divisiones Territoriales de El Salvador | Divisiones Territoriales de El Salvador |
| --- | --------------------------------------- | --------------------------------------- | --------------------------------------- | --------------------------------------- | --------------------------------------- | --------------------------------------- | --------------------------------------- |
| Guatemala Honduras Nicaragua Golfo de Fonseca Océano Pacífico Ahuachapán Santa Ana Sonsonate La Libertad Chalatenango Cuscatlán San Salvador La Paz Cabañas San Vicente Usulután San Miguel Morazán La Unión |                                         |                                         |                                         |                                         |                                         |                                         |                                         |
| Departamento | Abreviatura (ISO)                       | Cabecera municipal                      | Superficie                              | Población (censo de 2024)               | Municipios                              | Distritos Municipales                   | Año de creación                         |
| Zona Occidental |                                         |                                         |                                         |                                         |                                         |                                         |                                         |
| Ahuachapán | SV-AH                                   | Ahuachapán Centro                       | 1240 km²                                | 348 880                                 | 3                                       | 12                                      | 1869                                    |
| Santa Ana | SV-SA                                   | Santa Ana Centro                        | 2023 km²                                | 552 938                                 | 4                                       | 13                                      | 1855                                    |
| Sonsonate | SV-SO                                   | Sonsonate Centro                        | 1226 km²                                | 470 455                                 | 4                                       | 16                                      | 1824                                    |
| Zona Central |                                         |                                         |                                         |                                         |                                         |                                         |                                         |
| La Libertad | SV-LI                                   | La Libertad Sur                         | 1653 km²                                | 765 879                                 | 6                                       | 22                                      | 1865                                    |
| Chalatenango | SV-CH                                   | Chalatenango Sur                        | 2017 km²                                | 185 930                                 | 3                                       | 33                                      | 1855                                    |
| Cuscatlán | SV-CU                                   | Cuscatlán Sur                           | 756 km²                                 | 244 901                                 | 2                                       | 16                                      | 1835                                    |
| San Salvador | SV-SS                                   | San Salvador Centro                     | 886 km²                                 | 1 563 371                               | 5                                       | 19                                      | 1824                                    |
| La Paz | SV-PA                                   | La Paz Este                             | 1224 km²                                | 318 374                                 | 3                                       | 22                                      | 1852                                    |
| Cabañas | SV-CA                                   | Cabañas Este                            | 1104 km²                                | 143 049                                 | 2                                       | 9                                       | 1873                                    |
| San Vicente | SV-SV                                   | San Vicente Sur                         | 1184 km²                                | 161 857                                 | 2                                       | 13                                      | 1824                                    |
| Zona Oriental |                                         |                                         |                                         |                                         |                                         |                                         |                                         |
| Usulután | SV-US                                   | Usulután Este                           | 2130 km²                                | 325 494                                 | 3                                       | 23                                      | 1865                                    |
| San Miguel | SV-SM                                   | San Miguel Centro                       | 2077 km²                                | 447 634                                 | 3                                       | 20                                      | 1824                                    |
| Morazán | SV-MO                                   | Morazán Sur                             | 1447 km²                                | 169 784                                 | 2                                       | 26                                      | 1875                                    |
| La Unión | SV-UN                                   | La Unión Sur                            | 2074 km²                                | 224 375                                 | 2                                       | 18                                      | 1865                                    |

## Geografía

### Superficie y ubicación
El Salvador se ubica en el continente de América, donde está la masa terrestre entre el norte y el sur. El país es parte de América Central limitando con Guatemala por los ríos Paz y Ostúa parcialmente, y el Lago de Güija al Oeste; con Honduras por los ríos Torola, Sumpul a través del departamento de Morazán, y la Cordillera Alotepeque-Metapán al norte y el Río Goascorán al Este; y con Nicaragua por el Golfo de Fonseca al Suroeste, compartidos con Honduras. Su costa al sur es el océano Pacífico, siendo el país centroamericano de no tener dos costas junto con Belice. Su posición geográfica longitudinal coordina entre 87°41′8″ y 90°7′50″ O, y su posición latitudinal está entre 13°9′24″ y 14°27′0″ N, correspondiendo en la zona intertropical.
El área total de El Salvador es de 21 041 km², sumando entre la zona territorial de 20 712 km² y 320 km² de la zona marítima. El Salvador es considerado como El Pulgarcito de América, por tener la menor área en América Central y la masa continental de América.
Cabe agregar que el 11 de septiembre de 1992, la Corte Internacional de Justicia resolvió un diferendo limítrofe llamados "bolsones fronterizos" entre El Salvador y Honduras sobre un total de 440 km², de los que se adjudicaron 150 km² a El Salvador y 290 km² a Honduras.
Ambos países dieron por finalizada la demarcación de la frontera en el año 2006 en cumplimiento de la sentencia.
El Salvador ejerce también soberanía y jurisdicción sobre el mar, el subsuelo y el lecho marino hasta una distancia de 200 millas marinas contadas desde la línea de más baja marea.
La demarcación de la CIJ tuvo como resultado una gran cantidad de habitantes con doble nacionalidad y muchos ciudadanos que siguen considerándose salvadoreños, siendo contados los hondureños, lo que genera problemas debido a la doble nacionalidad a la hora de votar y complicaciones a la hora de buscar asistencia pública, dado que las instituciones hondureñas se encuentran alejadas de estas zonas y las personas siguen acercándose a las instituciones salvadoreñas.
| Noroeste: Guatemala Río Ostúa       | Norte: Honduras Ríos Lempa, Torola y Sumpul | Nordeste: Honduras Río Torola                       |
| Oeste: Guatemala Río Paz            |                                             | Este: Honduras Río Goascorán                        |
| Suroeste: Guatemala Océano Pacífico | Sur: Océano Pacífico                        | Sureste: Nicaragua Golfo de Fonseca Océano Pacífico |

### Relieve

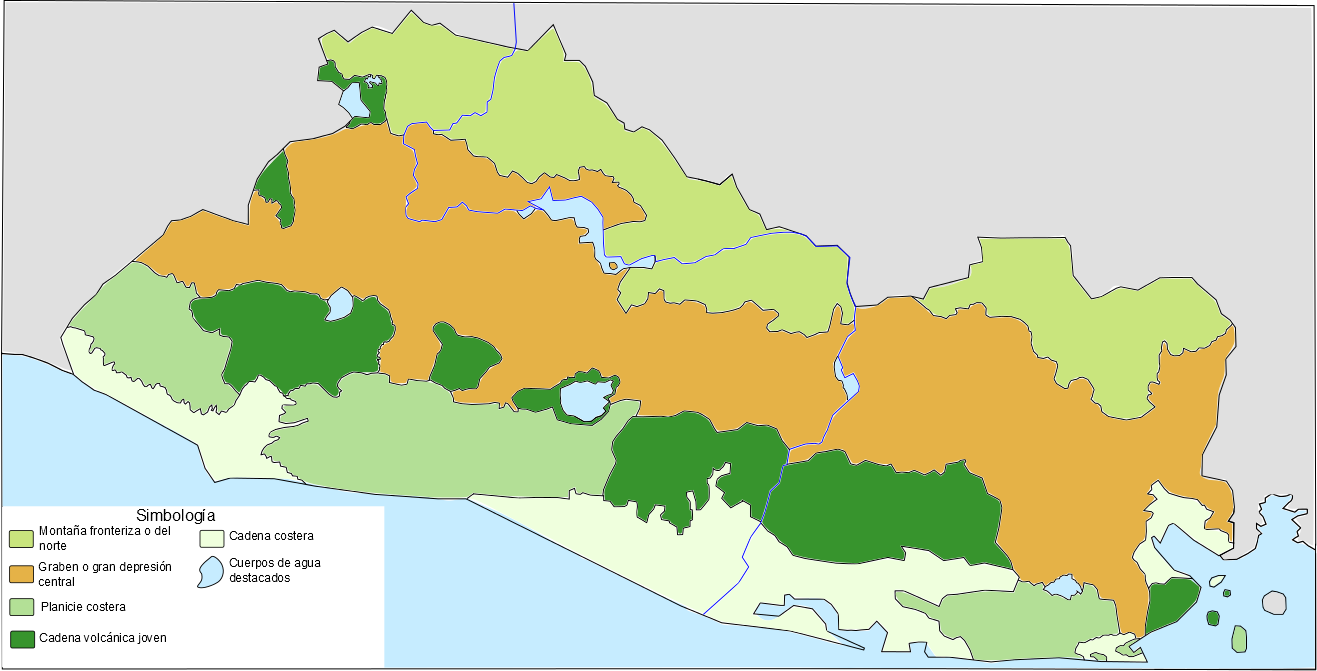
Mapa geomorfológico simplificado de El Salvador

La topografía de El Salvador es escabrosa debido a las actividades volcánicas y tectónicas. Desde el punto de vista morfológico, se divide en seis regiones fisiográficas: planicie costera, cadena costera, fosa central, fosa interior, cadena interior y cordillera fronteriza. También se distinguen una serie de valles.
Planicie costera

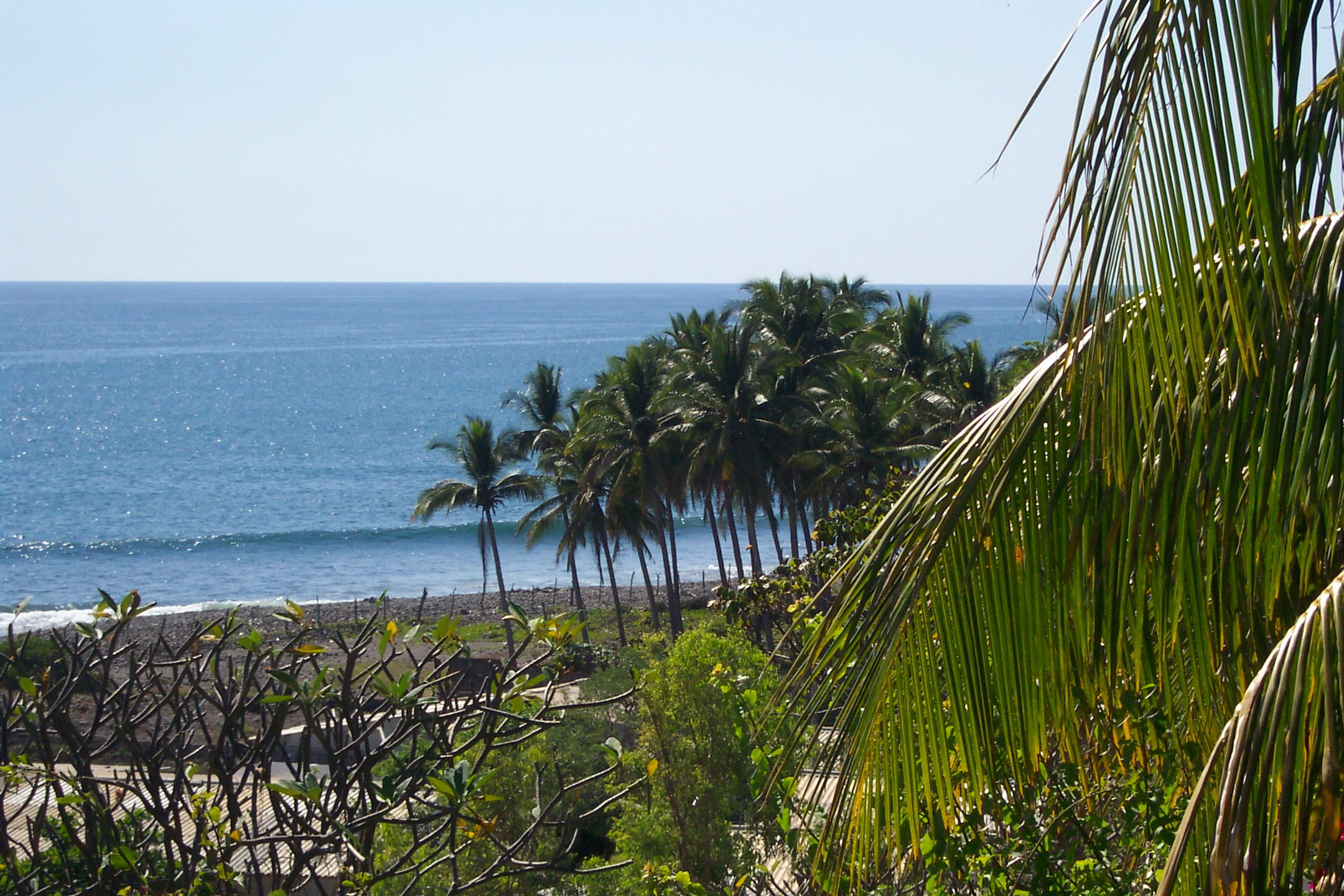
Playa del municipio de La Libertad.

Se ubica entre la costa bañada del océano Pacífico y las estribaciones meridionales de la cadena costera, y se encuentra comprendida en la denominada zona-costera que abarca 21 000 km², de los cuales 7000 km² pertenecen a la franja costera y 14 000 km² a la franja marina. La línea de costa tiene 307 km de longitud abarcando desde el río Paz hasta el golfo de Fonseca. La cordillera del Bálsamo, la sierra de Jucuarán y el volcán de Conchagua, dividen el paisaje costero en seis secciones: planicie costera de Occidente, entre el estuario del río Paz y Punta Remedios; costa acantilada, asociada a la cordillera del Bálsamo; planicie costera central, entre La Libertad y playa El Espino; costa acantilada, asociada a la sierra de Jucuarán; planicie costera oriental, entre playa El Cuco y Punta Amapala; y la costa del golfo de Fonseca, entre Punta Amapala y el río Goascorán.
Cadena costera
Ubicada entre la planicie costera y la fosa central, abarca desde el río Paz hasta el valle medio del río Grande de San Miguel, y se divide en las sierras Apaneca-Ilamatepec, que es la zona de la mayor producción de café en el país; la sierra Libertad-San Vicente, en cuya parte Norte localizada en el departamento de La Libertad se ubican la cuenca del río Lempa y la subcuenca del río Suquiapa; y la sierra Tecapa-Chinameca, zona asociada con la bahía de Jiquilisco.

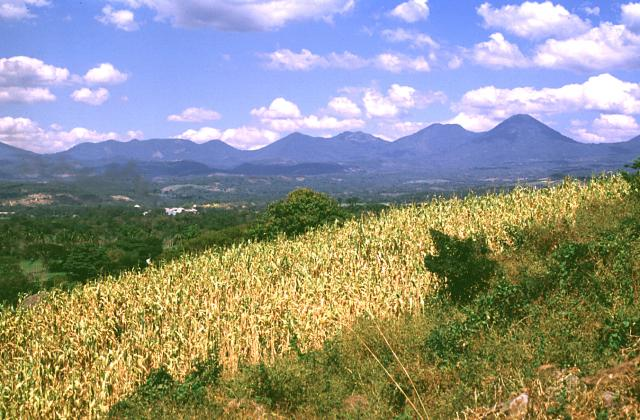
Vista de la sierra Apaneca-Ilamatepec.

También sobresale la cordillera costera-meridional Jucuarán-Intipucá que se eleva entre la bahía de Jiquilisco y el golfo de Fonseca, y sus elevaciones más notables son los cerros El Mono, Baúl, Panela, Montoso, Buenavista y volcán Conchagua.
Fosa central
Se encuentra situada entre la cadena costera y las montañas fronterizas. Tiene una anchura que varía entre los 10 km y 30 km. Además se localizan lagos como el Coatepeque e Ilopango; así como lagunas, valles y numerosos ríos. En este lugar han ocurrido desplazamientos tectónicos a lo largo de la historia, y una intensa actividad eruptiva que ha provocado edificios volcánicos, entre los que cabe mencionar a los volcanes Chingo, Santa Ana, Izalco, San Salvador, San Vicente, Tecapa, Usulután y cerro Guazapa. Por otro lado, es la zona más densamente poblada del país, ya que allí se asientan importantes ciudades como lo son San Salvador, Santa Ana, y San Miguel.
Cordillera fronteriza

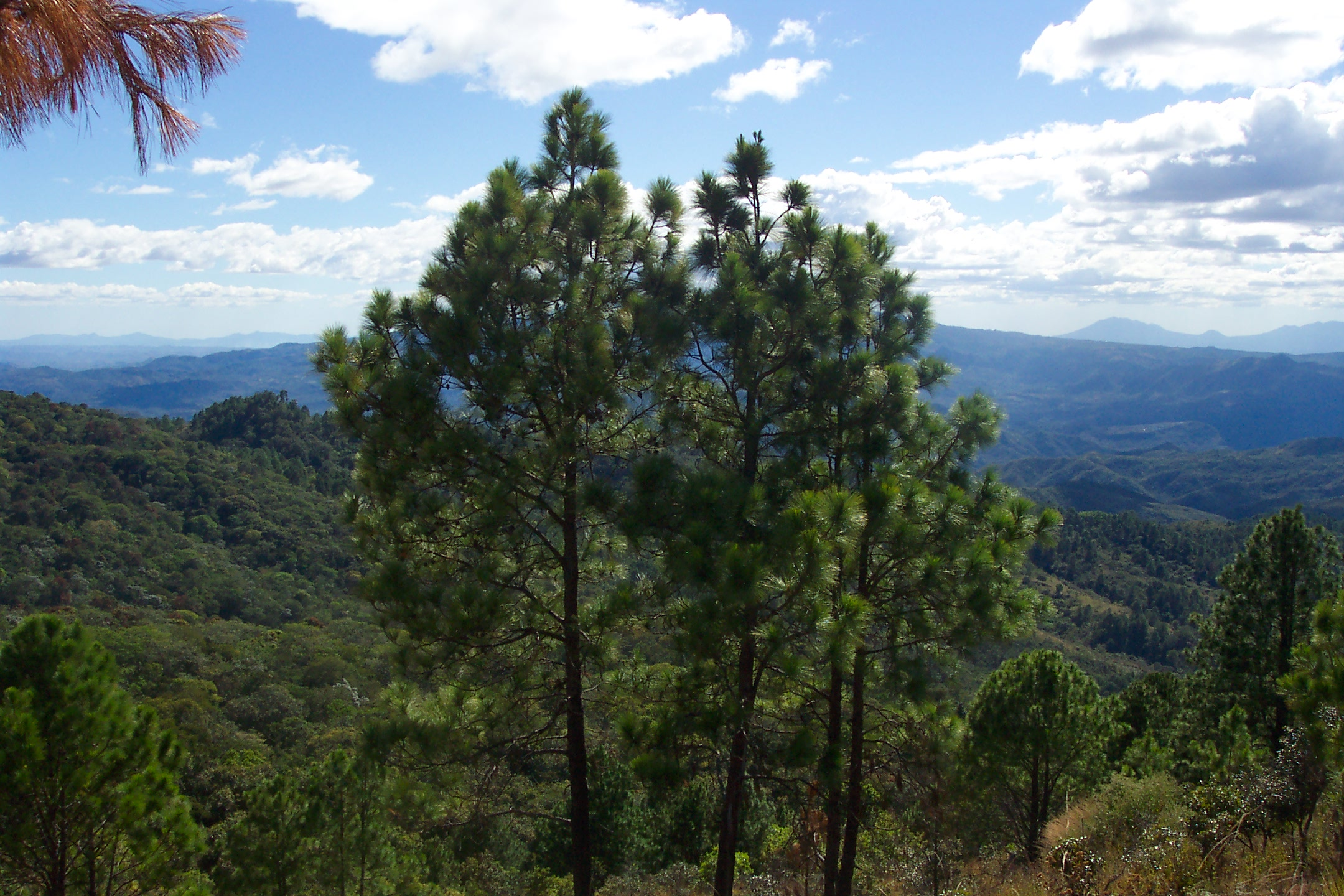
Panorámica desde la localidad de Perquín en el departamento de Morazán.

Son cordilleras fronterizas las de Alotepeque-Metapán que penetra al norte del departamento de Santa Ana, se ramifica en el municipio de Metapán y se extiende en el centro y Norte del departamento de Chalatenango; al oeste de Honduras se une con la cordillera de Celaque. Abundan las coníferas.
Aquí se encuentran los puntos más elevados de El Salvador y las temperaturas más frías. Las cimas más elevadas son los cerros Miramundo, Montecristo, El Brujo, El Pital (la cima más elevada del país con 2730 m s. n. m.) y el cerro Negro. La otra cordillera fronteriza es la de Nahuaterique en el Norte del departamento de Morazán.
Valles

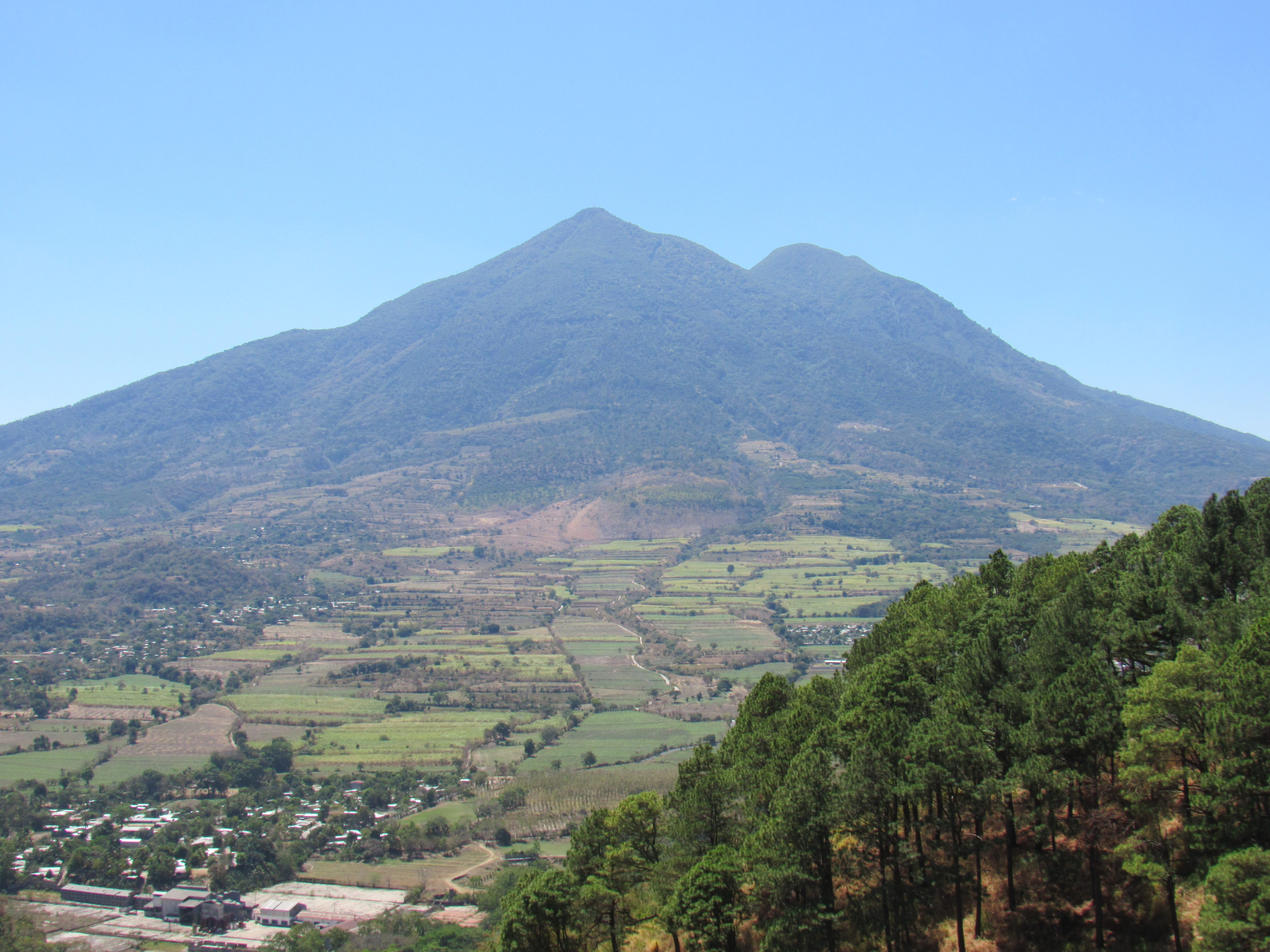
Valle Jiboa, al fondo el volcán de Chinchontepec y donde se encuentra la Ciudad de San Vicente.

Los valles en El Salvador se clasifican en superiores y bajos. El más notable por su extensión es el valle superior del río Lempa. Otros valles de importancia son:
- Zapotitán
- Río Grande de San Miguel
- Jiboa, Salcoatitán (llamado también de Las Hamacas adonde está asentada la ciudad de San Salvador),
- Arcatao
- Chalchuapa
- Los fluviales de los ríos Sensunapán, Torola y Goascorán.[149]

Fosa interior
Es la unidad geomorfológica más pequeña del país, ya que abarca un 5  % del territorio. Se encuentra situada al noroeste del mismo, en las regiones de los departamentos de Santa Ana y Chalatenango. Tiene una longitud aproximada de 70 km y contiene mucho cascajo. El río Lempa y algunos de sus afluentes depositan en la fosa sedimentos fluviales.
Cadena interior
En el Oeste del territorio, separa como una franja estrecha e irregular la fosa interior de la meseta central y se extiende desde las faldas del volcán Chingo hacia el centro y Norte del departamento de Santa Ana. Puede considerarse una estribación de la Sierra Madre de Chiapas.

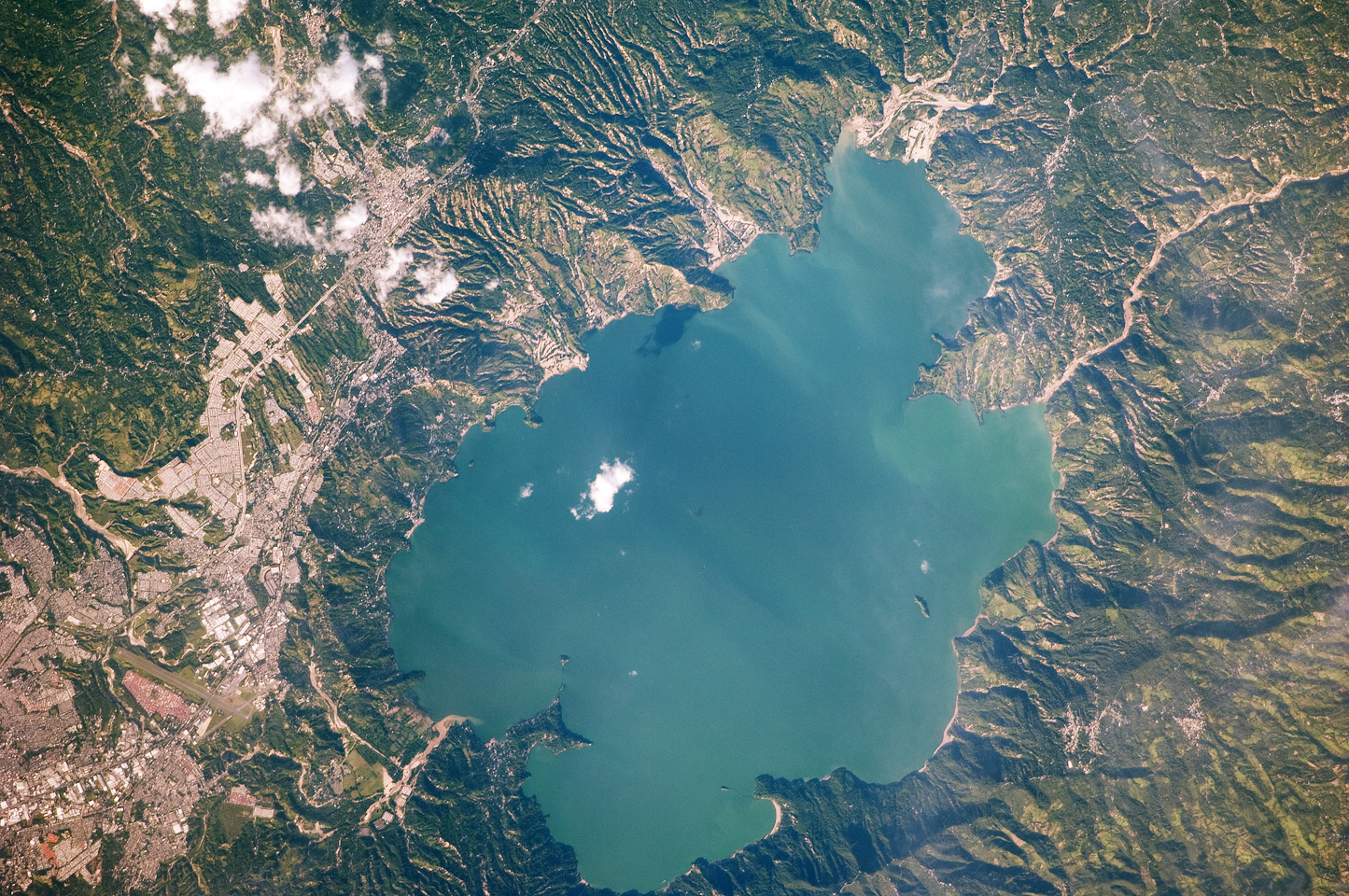
Lago de Ilopango.

### Áreas protegidas
En El Salvador existe una ley de áreas naturales protegidas, que le otorga al Ministerio de Medio Ambiente la potestad de declararlas por medio de un decreto ejecutivo.
De acuerdo a la legislación, dichas áreas pueden estar localizadas en territorio nacional de propiedad del Estado, de un municipio, de entes autónomos o privados y de personas naturales.
Actualmente, El Salvador cuenta con aproximadamente más de 117 áreas naturales protegidas por el MARN. Cada una de estas áreas es un destino turístico, donde se puede llegar a presentar gran representación de la flora y fauna del territorio salvadoreño.
Entre ellas, destacan el parque nacional de los Volcanes, que comprende a tres importantes volcanes de la cordillera Apaneca-Ilamatepec: el volcán de Izalco, volcán de Santa Ana y Cerro Verde; el parque nacional Montecristo, parte de la reserva de la biosfera Trifinio; parque nacional El Imposible; volcán Tecapa, en el que se ubica también la laguna de Alegría; parque nacional El Boquerón en el volcán de San Salvador; el arrecife Los Cóbanos; complejo Conchagua; el parque nacional San Diego y San Felipe Las Barras, el parque del Bicentenario, etc.
También existen sitios RAMSAR como el complejo Jaltepeque, laguna El Jocotal, bahía de Jiquilisco, embalse del Cerrón Grande, laguna de Olomega y complejo Güija.
El Salvador tiene 799 209 hectáreas de superficie de bosque, esto incluye cafetales bajo sombra. El territorio boscoso del país tiene la capacidad de capturar 587 174 388 (quinientos ochenta y siete millones ciento setenta y cuatro mil trescientas ochenta y ocho) toneladas de dióxido de carbono (CO2) en cerca de 799 209 hectáreas. Los factores de la reducción del área boscosa han sido ocasionadas por los ciclos históricos de producción agrícola que empezó con la explotación del añil, y continuó con el café y el algodón; además, la alta presión poblacional que sobrepasa los 300 hab/km², ocasiona la demanda de leña para cocinar y tierra para fines agrícolas. Toda esta degradación magnífica la incidencia de los fenómenos naturales que provocan deslizamientos de tierras, inundaciones o pérdida de suelo fértil.

### Hidrografía
Para 2006, los recursos hídricos de El Salvador se estimaban en 17,8 km³, de los cuales 11,6 provienen de las aguas superficiales. Asimismo, es el único país de Centroamérica cuyo territorio drena totalmente a la vertiente del océano Pacífico.
Un total de 360 ríos se consideran de importancia, los cuales están agrupados en diez regiones hidrográficas. Las más importante es la cuenca del río Lempa (10 167 km²), de la que un 56% pertenece a El Salvador, y el resto a Guatemala y Honduras.
Las otras cuencas son: Paz (919,9 km²), Cara Sucia-San Pedro (768,8 km²), Grande de Sonsonate-Banderas (778,4 km²), Mandinga-Comalapa (1294.5 km²), Jiboa-Estero de Jaltepeque (1638,6 km²), bahía de Jiquilisco (779,01 km²), Grande de San Miguel (2389,2 km²), Sirama (1294,5 km²), y Goascorán (1044,4 km²).
Por otra parte, para 2005 fueron identificados un total de 59 cuerpos de agua como lagos (entre los que destacan Ilopango, Güija y Coatepeque), así como lagunas, embalses, manglares y esteros. Los embalses hidroeléctricos comprenden: Cerrón Grande, 5 de noviembre, 15 de septiembre y Guajoyo.
El Salvador también dispone de aguas subterráneas, existiendo en total unos 72 acuíferos, con un estimado de 2 000 000 000 m³ (metros cúbicos) de recarga de precipitación al año. Los acuíferos de mayor rendimiento corresponden a Sonsonate-Acajutla, Jiboa-Lempa, Lempa-Jiquilisco, Usulután-Vado Marín, Valle de Zapotitán, Quezaltepeque-Opico, y San Salvador, entre otros, que se encuentran ubicados en la Fosa Central y Planicie costera del territorio. A partir de 2017, se agrupa a los acuíferos, según su comportamiento hidrogeológico e hidroquímico, en 21 masas de agua subterránea cuyos nombres van codificados de ESA-01 a ESA-21.
La zona alrededor de volcanes de: Apaneca-Santa Ana-Izalco, San Salvador, San Vicente, Tecapa-Usulután-El Tigre-Chinameca-San Miguel, y Conchagua; así como los cursos más bajos del ríos Paz, Lempa y Goascorán; son de mucho interés hidrogeológico debido a ser lugares de importante recarga acuífera con alto valor ambiental y/o mantenimiento de gran cantidad de actividades socioeconómicas.

### Geología

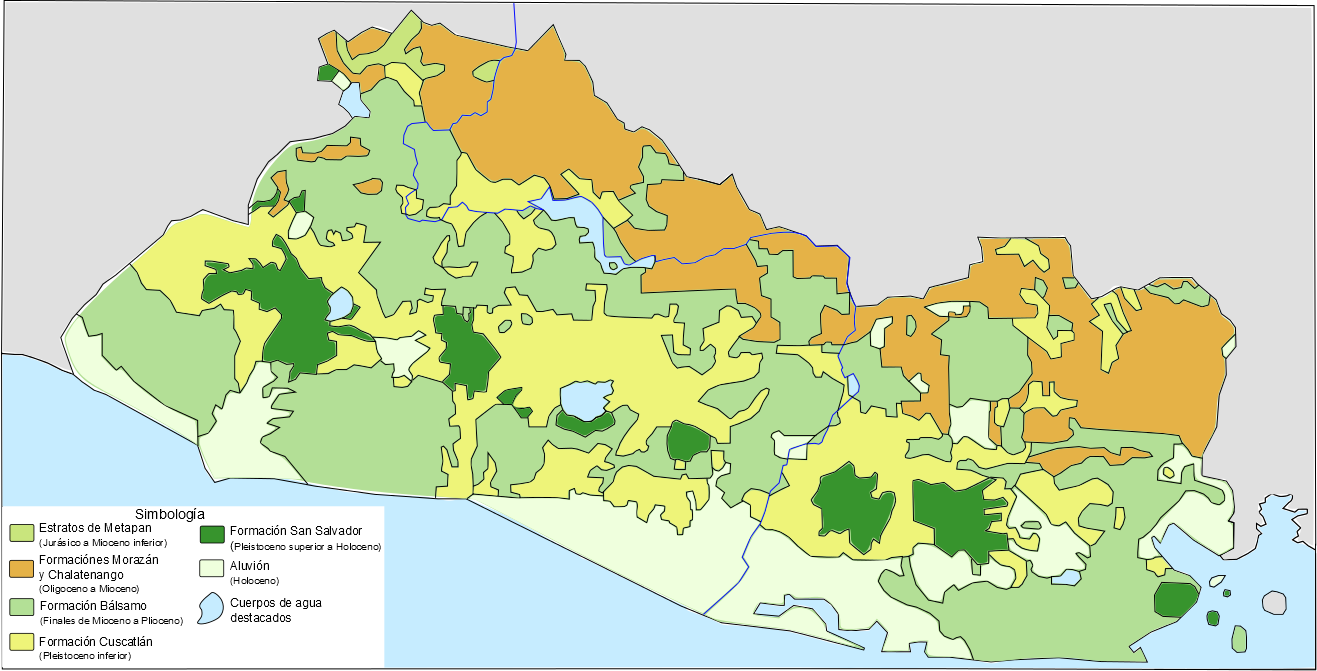
Mapa geológico simplificado de El Salvador

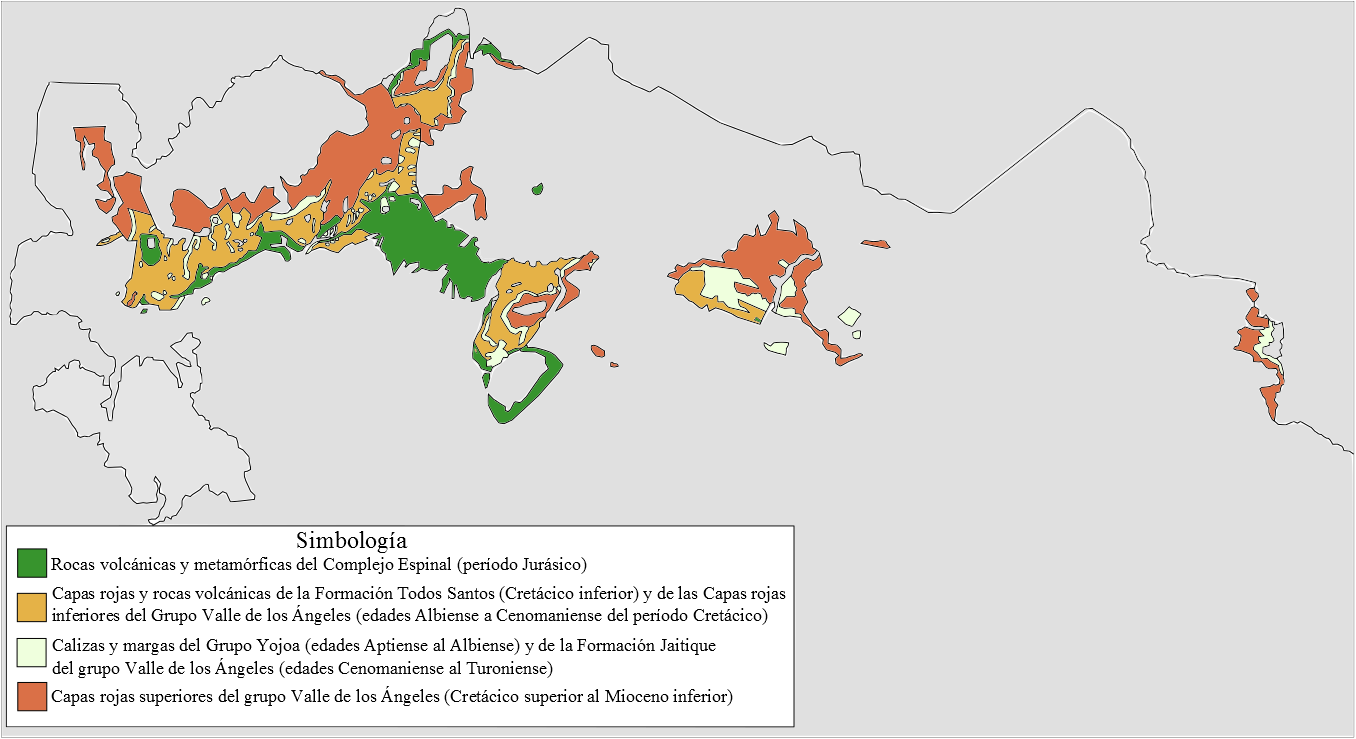
Mapa de los estratos de Metapán, las unidades estratigráficas más antiguas del país que datan del período Jurásico al Mioceno inferior.

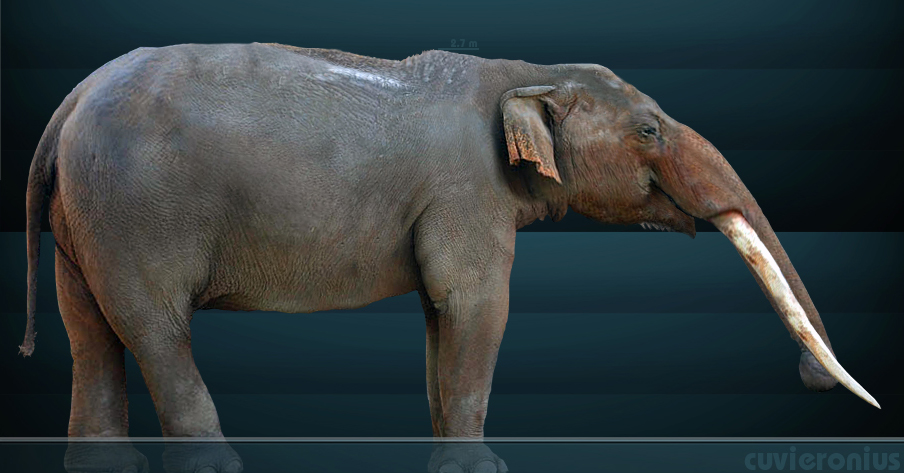
Reconstrucción de un Cuvieronius. Fósiles de este mastodonte han sido encontrados en sitios como el Tomayate y la Barranca del Sisimico.

Geológicamente, El Salvador es un país extremadamente joven; donde el 5% del territorio se encuentra conformado por rocas de los períodos Jurásico y Cretácico de la era Mesozoica; mientras que el resto del país está cubierto de rocas de la era Cenozoica, estando tres cuartas partes del territorio nacional conformadas por rocas del período Neógeno (principalmente de la época del Plioceno), y una cuarta parte del territorio nacional por rocas del período Cuaternario (específicamente de la época del Pleistoceno).
La mayor parte del territorio se encuentra cubierto por rocas de origen volcánico de carácter riolítico hasta basáltico. Mientras que rocas sedimentarias se encuentran principalmente en Metapán, en sedimentos lacustres y fluviales y en aluviones de los grandes ríos; en cambio, se encuentran rocas intrusivas en montañas de Metapán, Chalatenango y San Miguel.

#### Geodinámica
El país, así como el resto del norte de Centroamérica (Honduras, Nicaragua, el sur de Guatemala, y parte del alto nicaragüense), se ubican en el margen oeste de la corteza continental de la placa del Caribe, en un bloque cortical denominado Bloque Chortís. Estando la costa en la zona donde bajo la placa del Caribe hace subducción la placa de Cocos (que se desplaza a una velocidad absoluta de 6.5 kilómetros por año) en el área denominada como fosa mesoamericana (ubicada mar adentro a 150 km de la costa), que en la zona del país tiene un bajo acoplamiento. El desprendimiento de loza de la placa de Cocos y su posterior retroceso a finales del Mioceno, originaría el Graben Centroamericano (conocido localmente como Graben Central, que es un bajo estructural que en El Salvador tiene un ancho irregular que varía de unos 15 km a 30 km; que en su interior contiene al arco volcánico centroamericano, que incluye a la mayoría de volcanes del país) y la mayoría de fracturas o fallas (sin indicios de plegamiento) de la corteza en el territorio, que en su conjunto son denominadas como Zona de Falla de El Salvador.
La placa del Caribe limita con la placa Norteamericana en la falla Motagua-Polochic (que atraviesa parte de Guatemala y del estado mexicano de Chiapas); cerca del océano Pacífico del estado de Chiapas, esta falla y la zona de cizalla (con fallas que se mueven horizontalmente) del arco volcánico se cierran como una cremallera o zíper por el movimiento hace el oeste de la placa Norteamericana; la cual, a su vez, arrastra hacia el oeste el antearco centroamericano (el terreno al sur del arco volcánico, incluyendo la costa del país), teniendo las fallas del arco entre 10 y 15 milímetros por año de traslación hacia el noroeste de la franja del antearco. Este movimiento se ve impulsado por la subducción de la placa de Cocos y el mayor acoplamiento de esta en Costa Rica; y junto con la falta de acoplamiento en la zona de subducción, condiciona el régimen de deformaciones que controla la tectónica activa en El Salvador.

#### Historia geológica
Las distintas características geológicas del país, a grandes rasgos, han sido agrupados en seis  unidades estratigráficas; que, desde la más antigua a la más reciente, son: los estratos de Metapán, la formación Morazán, la formación Chalatenango, la formación Bálsamo, formación Cuscatlán, y formación San Salvador.
Los estratos de Metapán se depositaron en la era Mesozoica (desde el período Jurásico) hasta el Mioceno inferior, y es encontrada principalmente en la zona de Metapán. Durante este tiempo, y específicamente del Cretácico inferior a inicios del Cretácico superior, el nivel del mar fue cambiante, habiendo edades en que debido al alto nivel del mar las capas se encontraban sumergidas, llevando a la formación de arrecifes, donde los restos de seres vivos se acumularon y litificaron para formar rocas carbonáticas (principalmente calizas o margas); mientras que en otras edades, debido a la reducción del nivel del mar por la actividad tectónica y erupciones volcánicas, las rocas quedaban expuestas en la superficie, lo que producía la oxidación de las rocas clásticas que las conformaban, tornándose en un color rojizo por el óxido de hierro de su estructura mineral (por ello, esos estratos son conocidos como capas rojas), pudiéndose encontrar en ellas lechos de ríos y suelos donde crecía vegetación; también, en algunos casos, alguna elevación no permitió que se depositaran algunos de los estratos, debido a lo cual o a la erosión de los estratos algunas capas pueden presentar límites con inconformidad o discordancia (es decir que tienen una brecha en el registro geológico). Los estratos de Metapán incluyen el complejo Espinal (con rocas volcánicas y metamórficas del período Jurásico), formación Todos Santos (capas rojas del Cretácico inferior), Grupo Yojoa (rocas carbonáticas de las edades del Aptiense al Albiense), y Grupo Valle de los Ángeles (conformado por las capas rojas inferiores, del Albiense al Cenomaniense; las rocas carbonáticas de la formación Jaitique, del Cenomaniense al Turoniense; y las capas rojas superiores, del Cretácico superior al Mioceno inferior). Para ese momento el bloque Chortis formaba parte de la placa Norteamericana; encontrándose unido a los actuales estados mexicanos de Oaxaca y Guerrero; y en el  Eoceno medio se despegaría de su posición original y se desplazaría a lo largo del suroeste de México a través del sistema de fallas Caimán-Motagua-Polochic, recorriendo una distancia de aproximadamente 1100 kilómetros, hasta cerca de su posición actual, a la vez que se establecía la subducción de la placa de Farallón (de la que luego surgiría la placa de Cocos hace unos 20 millones de años en el Mioceno inferior).
La formación Morazán y la formación Chalatenango (siendo la primera más antigua y la segunda más  reciente, con partes en la que coinciden), junto con las rocas plutónicas intercaladas entre ellas, datan del Oligoceno al Mioceno, y se encuentran en las montañas al norte del país. La formación Bálsamo, data de finales del Mioceno al Plioceno, y fue cuando ocurrió el gran intercambio americano con el cierre del Istmo de Panamá; y cuando se formó el grabén centroamericano y la zona de falla de El Salvador con el retroceso de la placa de Cocos. La formación Cuscatlán, data del Pleistoceno inferior; a ella están fechados los sitios paleontológicos de Tomayate y la Barranca del Sisimico; y es cuando se formaría la caldera y lago de Ilopango, así como otras calderas y lagos ya extintos. La formación San Salvador, cubre del Pleistoceno superior al Holoceno, y en ella surgieron la mayoría de volcanes activos de El Salvador, incluyendo la caldera y lago de Coatepeque); finalmente, Aluvión, está conformada por depósitos sedimentarios recientes a lo largo de los ríos y en depresiones locales.
Entre algunos de los hallazgos fósiles destacados en las distintas unidades estratigráficas están: invertebrados marinos (caracoles, ammonites, erizos, almejas, posibles gusanos tubícolas, estrellas de mar, y restos de pólipos y cuernos de coral) qué harían parte de un arrecife de hace 120 millones en el Grupo Yojoa de los estratos de Metapán; restos de probocideo Gomphotherium hondurensis), lobos hienas (de la especie Borophagus secundus), caballos fósiles (del género Cormohipparion y la especie Pliohippus hondurensis) y camellos gigantes (del género Procamelus) del Mioceno superior, y encontrados en el Cantón Calavera de Cacaopera en la formación Morazán; un bosque petrificado encontrado en el cerro El Dragón (Concepción Quezaltepeque, Chalatenango), que data de hace aproximadamente 26 a 23 millones de años antes del presente (en el Oligoceno tardío o principios del Mioceno) en la formación Chalatenango; restos del oso del género Arctotherium y el lobo-hiena Borophagus hilli, de finales de la edad mamífero de América del Norte (NALMA) del Blanquense, que fueron encontrados en el Tomayate en la formación Cuscatlán; fósiles de grandes mamíferos (megafauna), incluyendo el mastodonte Cuvieronius, toxodontes, caballos americanos (género Equus), gliptodontinos, perezosos terrestres (de las familias Megalonychidae y Megatheriidae), y camélidos (géneros Palaeolama y Hemiauchenia), de la edad NALMA del Irvingtoniense, encontrados en el Tomayate y la Barranca del Sisimico en la formación Cuscatlán; y fósiles de mamuts (de la especie Mammuthus columbi), felinos con dientes de sable (del género Smilodon), bisontes (género Bison), cavidos (género Neochoerus), de la edad NALMA Rancholabreaense, encontrados en El Hormiguero (Comacarán, departamento de San Miguel), Tomayate (Apopa, departamento de San Salvador), cerro Pacho (Nueva Concepción, departamento de Chalatenango) y San Lorenzo (Nueva Granada, departamento de Usulután) en la formación San Salvador.

#### Vulcanología y sismología
El país se encuentra en el cinturón de Fuego del Pacífico, y su territorio volcánico es muy activo.
De hecho, el 90  % de su suelo es conformado por materiales volcánicos. En todo el territorio salvadoreño hay 242 volcanes, contando tanto volcanes individuales como cráteres secundarios, domos de lava y otros centros eruptivos que hacen parte de un volcán mayor o complejo volcánico. De ellos, 36 posee características geológicas holocénicas (con actividad registrada en los últimos 11,700 años aproximadamente) y por ende son considerados activos. De esos 10 han mostrado mayor actividad fumarólica y sísmica; y 7 han tenido alguna actividad en los últimos 500 años, aunque solo cuatro de ellos (los complejos volcánico de los volcanes de Santa Ana, San Salvador, San Miguel y el volcán de Izalco) han tenido actividad continuada, siendo los otros tres el volcán de la isla Conchagüita, la caldera del lago de Ilopango y el ausol Agua Shuca. Por otra parte, la erupción de la caldera del lago de Ilopango, conocida como Tierra Blanca Joven (TBJ) y ocurrida en algún momento del siglo V o VI d. C., fue una las más grandes de la región centroamericana en los últimos 10,000 años.
Por las características geotectónicas y morfológicas, los volcanes se dividen en dos grupos: los volcanes antiguos del Terciario (de más de dos millones de años), y los volcanes jóvenes del Cuaternario (menos de dos millones de años). Al primer grupo pertenecen volcanes como el de Siguatepeque y Cacahuatique, y se considera que tienen remotas posibilidades de entrar en erupción; por su parte, los volcanes del Cuaternario presentan los tipos de estrato volcanes altos, depresiones volcanotectónicas, cráteres de explosión, cráteres por hundimiento o conos de escorias. Ejemplos de ellos son: Santa Ana, Izalco, San Salvador, San Vicente, San Miguel, Tecapa y Conchagua, entre otros.
El Salvador, por su cadena volcánica y su ubicación en un sistema de fallas geológicas y el proceso de subducción entre las placas tectónicas de Cocos y el Caribe, se encuentra en una región de alto índice de actividad sísmica.
Un total de 55 terremotos han ocurrido entre 1573 y 2001, y se estima que un 70  % del territorio puede verse afectado por la ocurrencia de un evento de esta naturaleza. El número de víctimas desde los años 1980 se ha incrementado, situación que se atribuye a la presión demográfica.

### Clima

Tipos de clima en El Salvador según la Clasificación climática de Köppen

El Salvador se encuentra en la zona climática tropical y ofrece condiciones térmicas similares durante todo el año. Sin embargo, debido a su franja costera a lo largo del océano Pacífico, ocurren oscilaciones anuales importantes relacionadas con la brisa marina que transporta humedad y calor.
La temperatura media anual (período considerado: 1950-1990) es de 24,8 °C, presentándose la temperatura media más baja en los meses de diciembre (23,8 °C) y enero (23,9 °C), mientras que el mes más cálido es abril (32,0 °C). La precipitación media anual es de 1823 mm.
Como los termómetros de las estaciones meteorológicas van siendo influenciados por la isla de calor de las urbes, en los últimos treinta años la temperatura ha aumentado 1,2 °C,
siendo los años ochenta una de las décadas más calientes (aunque la estadística ni siquiera cubre una centuria), con precipitaciones influenciadas por el evento ENOS.
El Salvador tiene dos estaciones: la seca (noviembre-abril) y la lluviosa (mayo-octubre). Además, el país se ve afectado por la estación de huracanes del Caribe (junio-noviembre). Las frecuentes tormentas tropicales y huracanes aumentan el caudal de los ríos locales, afectando algunas de las áreas con inundaciones. Los huracanes más destructivos que han afectado a El Salvador son:
- Francelia (en 1969)
- Fifi (en 1974),
- Gilbert (en 1988),
- Andrew (en 1992),
- Mitch (en 1998),
- Stan (en 2005),[187]
- Félix (en 2007),
- Ida (2009, que registró una lluvia de 522 mm en solo cuatro horas),[188]
- Agatha (en 2010, que acumuló 574 mm), y
- Depresión tropical Doce-E (en 2011, que dejó acumulados de más de 1200 mm en 5 días).[189]

De acuerdo al Índice de Riesgo Climático Global elaborado por Germanwatch y citado en la “Tercera Comunicación de Cambio Climático en El Salvador”, presentada por el Ministerio de Medio Ambiente y Recursos Naturales (MARN), El Salvador ocupa el puesto número 15 entre los países más expuestos a amenazas y más vulnerable a eventos naturales; además, el 88,7 % del territorio nacional se considera de riesgo. Se estima que en esta zona de riesgo habita el 95,4  % de la población. Respecto a esto, plantea que las lluvias en el período de 2021 al 2050 podrían reducirse entre 10  % y 20  %; entre el 2071 y el 2100 podrían ocurrir disminuciones entre 20  % y 26  % en las lluvias. Hacia finales de siglo, estas reducciones porcentuales de la precipitación representarían por lo menos 300 milímetros menos de lluvia, especialmente al oriente del país.
Por otra parte, la temperatura media y mínima aumentarían hacia finales del siglo XXI. Entre 2021 y 2041 la temperatura podría subir entre 0,7 °C y 1,5 °C; mientras que en las décadas de 2081 al 2100 la variación sería entre 2,5 °C y 4,5 °C adicionales, sobre todo al oriente del país. El MARN plantea que El Salvador experimenta una degradación ambiental principalmente por la deforestación, el deterioro de suelos, el desarrollo territorial desordenado y la inseguridad hídrica, sin dejar de lado la alteración climática, lo que pondría en grave riesgo la salud, la seguridad alimentaria, la seguridad energética y la seguridad hídrica, aunque se ha hecho todo lo posible para restaurar el medio ambiente como incremento de energías renovables y reforestación, los resultados no han sido tan grandes como se esperaban
| Parámetros climáticos promedio de San Salvador | Parámetros climáticos promedio de San Salvador | Parámetros climáticos promedio de San Salvador | Parámetros climáticos promedio de San Salvador | Parámetros climáticos promedio de San Salvador | Parámetros climáticos promedio de San Salvador | Parámetros climáticos promedio de San Salvador | Parámetros climáticos promedio de San Salvador | Parámetros climáticos promedio de San Salvador | Parámetros climáticos promedio de San Salvador | Parámetros climáticos promedio de San Salvador | Parámetros climáticos promedio de San Salvador | Parámetros climáticos promedio de San Salvador | Parámetros climáticos promedio de San Salvador |
| Mes                                            | Ene.                                           | Feb.                                           | Mar.                                           | Abr.                                           | May.                                           | Jun.                                           | Jul.                                           | Ago.                                           | Sep.                                           | Oct.                                           | Nov.                                           | Dic.                                           | Anual                                          |
| ---------------------------------------------- | ---------------------------------------------- | ---------------------------------------------- | ---------------------------------------------- | ---------------------------------------------- | ---------------------------------------------- | ---------------------------------------------- | ---------------------------------------------- | ---------------------------------------------- | ---------------------------------------------- | ---------------------------------------------- | ---------------------------------------------- | ---------------------------------------------- | ---------------------------------------------- |
| Temp. máx. media (°C)                          | 29                                             | 30                                             | 31                                             | 31                                             | 30                                             | 28                                             | 29                                             | 29                                             | 28                                             | 27                                             | 28                                             | 28                                             | 29                                             |
| Temp. media (°C)                               | 22                                             | 22                                             | 24                                             | 24                                             | 24                                             | 23                                             | 23                                             | 23                                             | 23                                             | 22                                             | 22                                             | 22                                             | 22.8                                           |
| Temp. mín. media (°C)                          | 15                                             | 15                                             | 16                                             | 17                                             | 18                                             | 18                                             | 17                                             | 17                                             | 17                                             | 17                                             | 16                                             | 16                                             | 16.6                                           |
| Precipitación total (mm)                       | 5                                              | 3                                              | 8                                              | 60                                             | 190                                            | 322                                            | 304                                            | 297                                            | 325                                            | 220                                            | 35                                             | 7                                              | 1776                                           |
| Horas de sol                                   | 301                                            | 274                                            | 295                                            | 243                                            | 220                                            | 174                                            | 239                                            | 257                                            | 180                                            | 211                                            | 267                                            | 295                                            | 2956                                           |
| Fuente: climatetemp.info                       |                                                |                                                |                                                |                                                |                                                |                                                |                                                |                                                |                                                |                                                |                                                |                                                |                                                |

Paisajes bioclimáticos de El Salvador
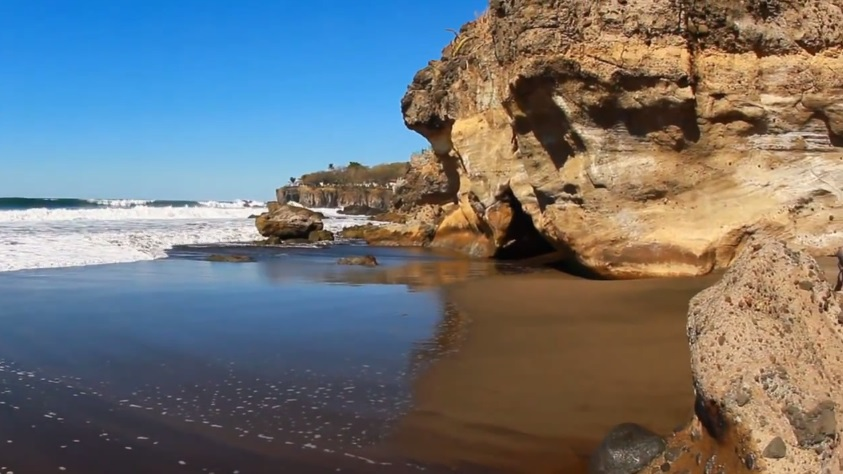
Clima tropical con estación seca playa el sunzal
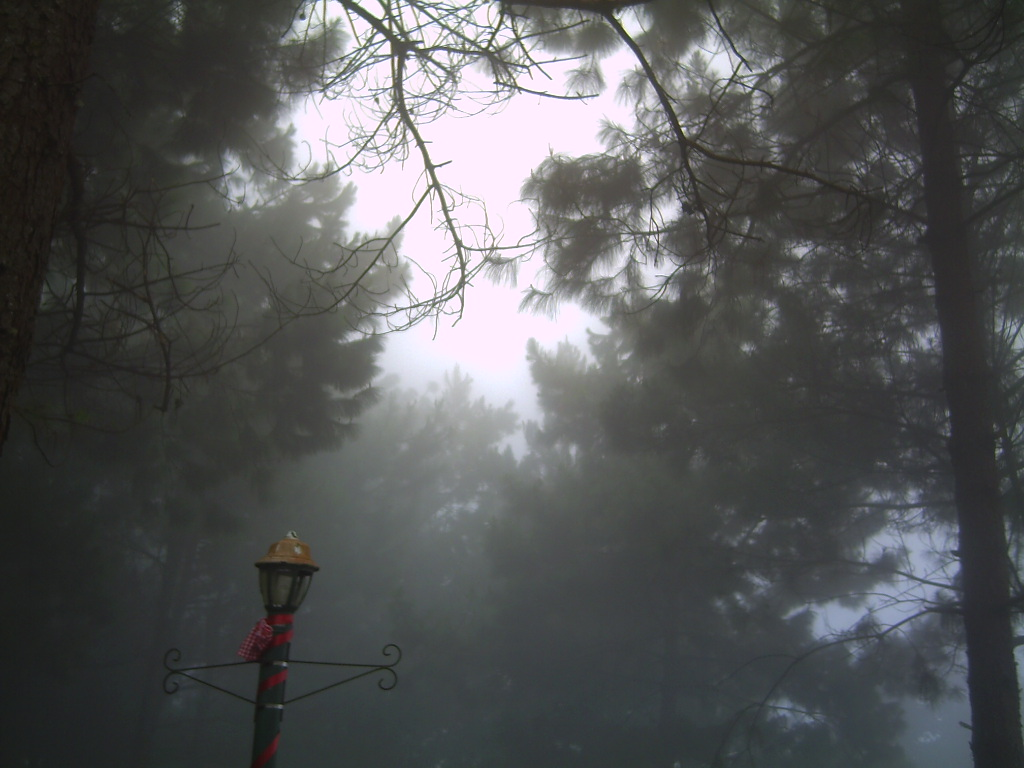
Bosque nuboso Bosque Miramundo
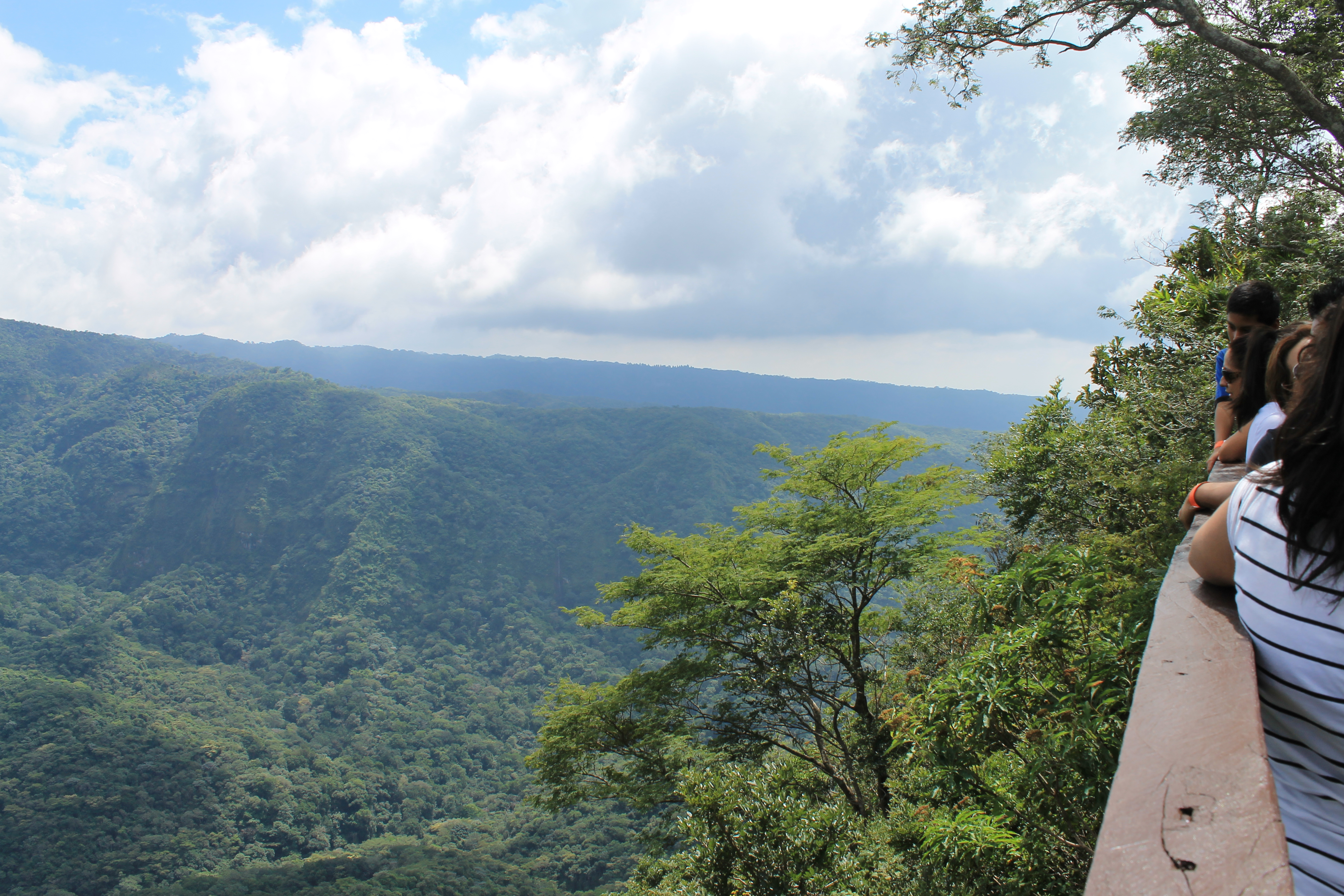
Bosque seco Parque nacional El Imposible
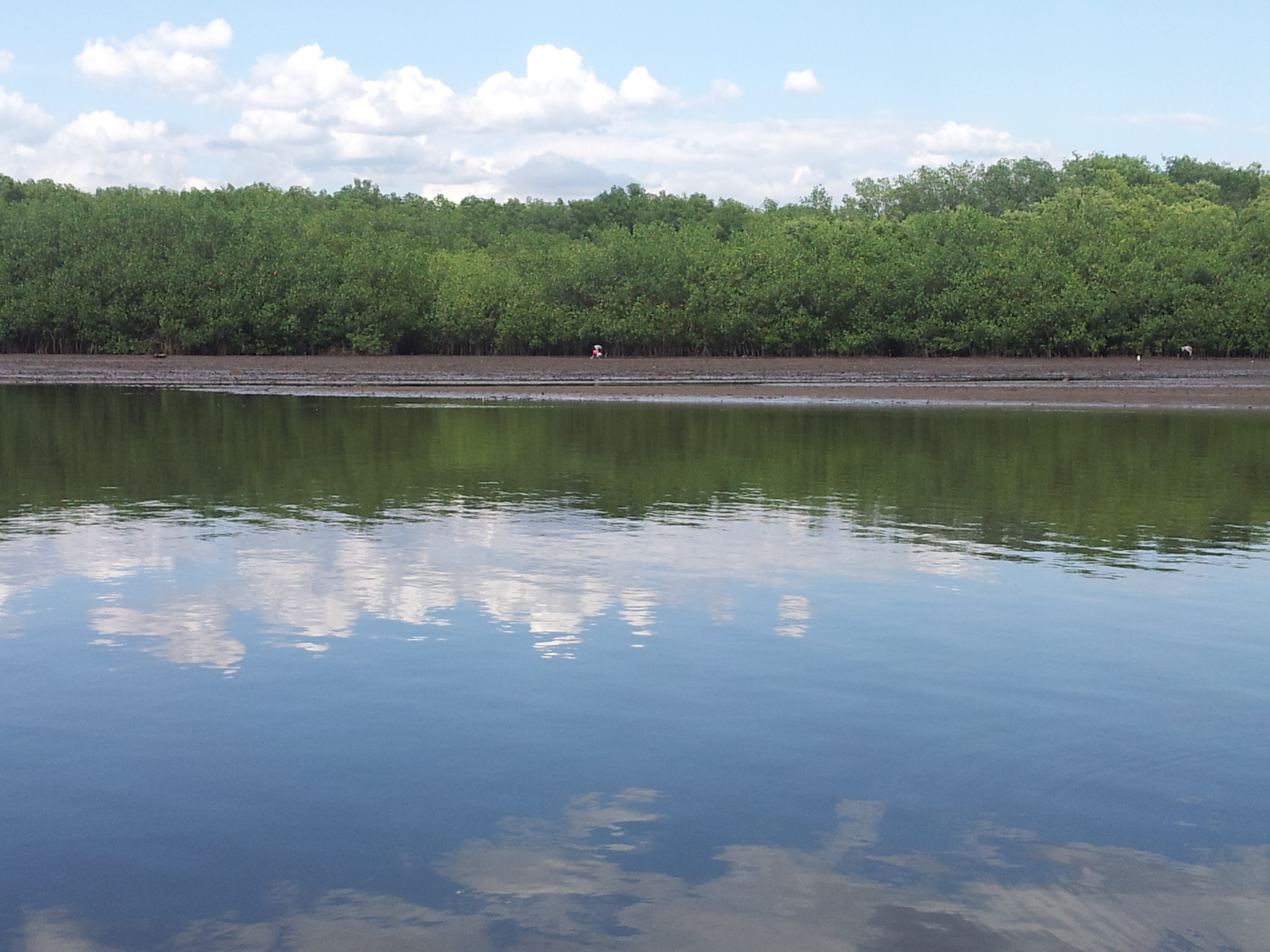
Humedal Barra de Santiago
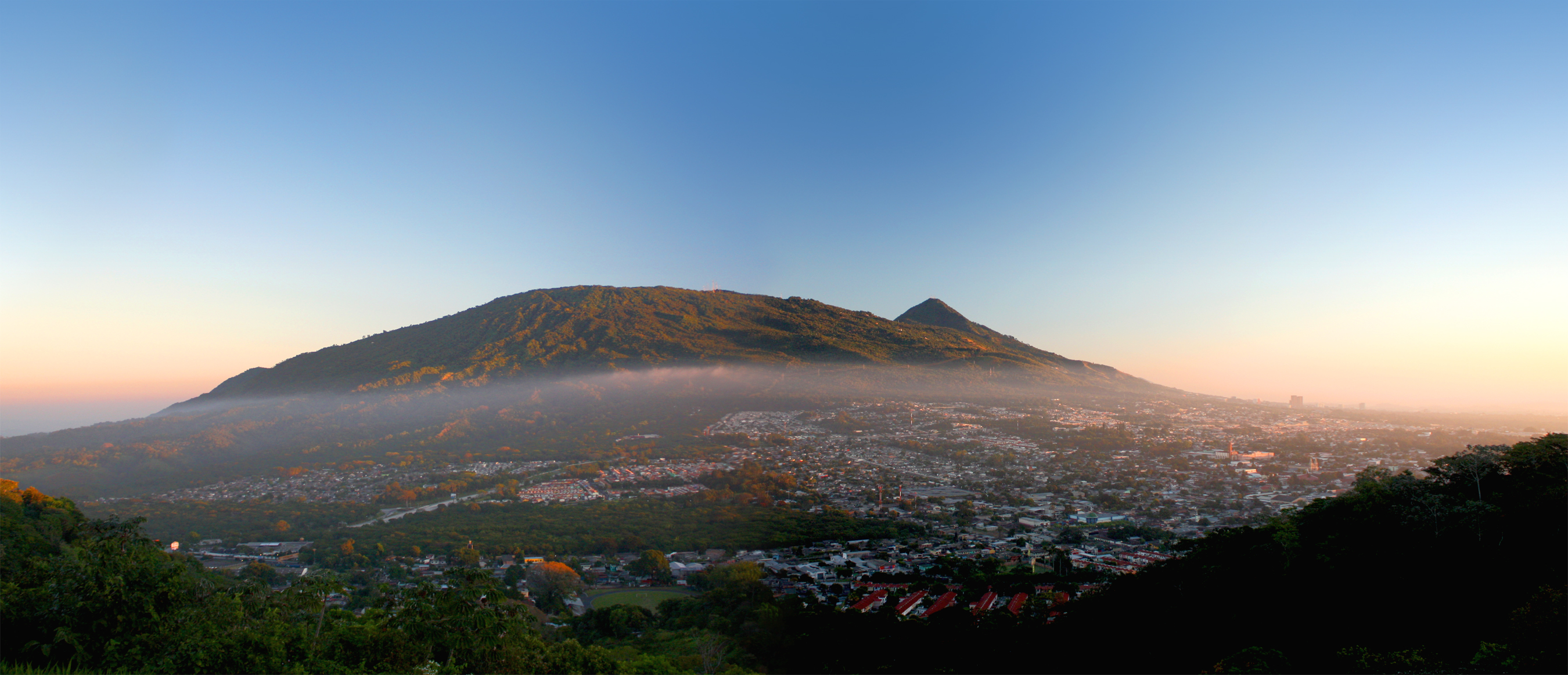
Clima subtropical Santa Tecla

### Flora y Fauna
La flora y fauna  caracteriza a El Salvador, aunque debido al incremento de población y industrialización muchos especies están en amenazas de extinción
El 37,9% del territorio salvadoreño esta cubierto de bosques, el departamento con mayor superficie de bosques es Chalatenango, de lado paralelo, Sonsonate es el departamento con menor superficie de bosques, el territorio boscoso de El Salvador es muy importante debido a que tiene la capacidad  de capturar 587 millones de toneladas de dióxido de carbono (CO2) en cerca de 799 209 hectáreas y el suelo forestal es el que mayor cantidad de dióxido de carbono almacena y reporta un registro de 430 millones 143 549 toneladas de CO2, y así filtrarlo.
El Salvador cuenta con 166 áreas naturales protegidas por el MARN, de acuerdo al inventario actualizado hasta el año 2018, en están áreas se conserva la flora y fauna, la superficie protegida cuentan con diferentes altitudes y variaciones climáticas.

La flora de El Salvador tiene alrededor 800 especies de árboles y más de 400 variedades de orquídeas. La fauna de El Salvador por su parte abarca más de 1000 especies de mariposas y 800 especies de peces marinos y más de 100 especies de mamíferos así como más de 500 especies de aves.

Fauna y flora de El Salvador
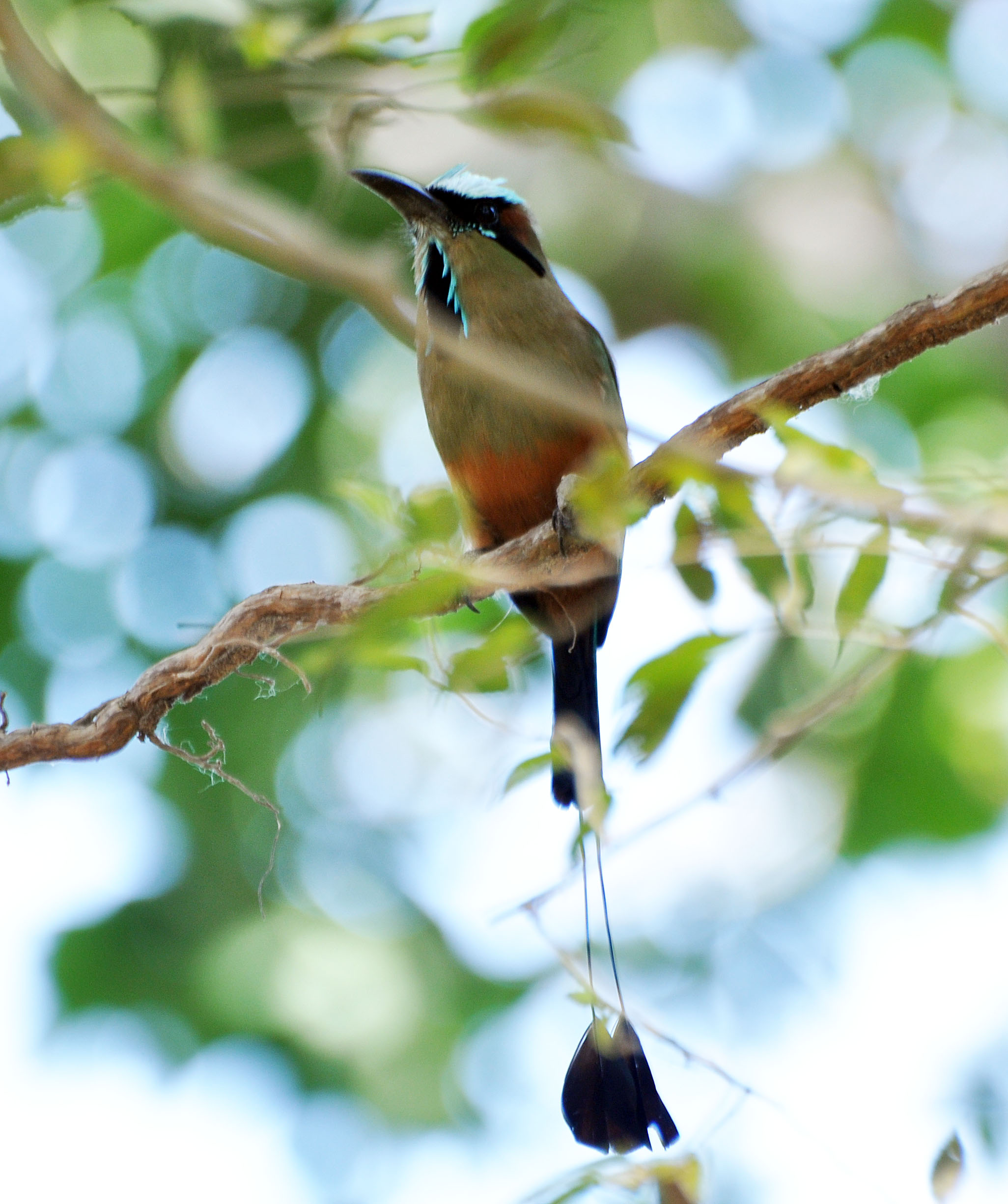
Torogoz
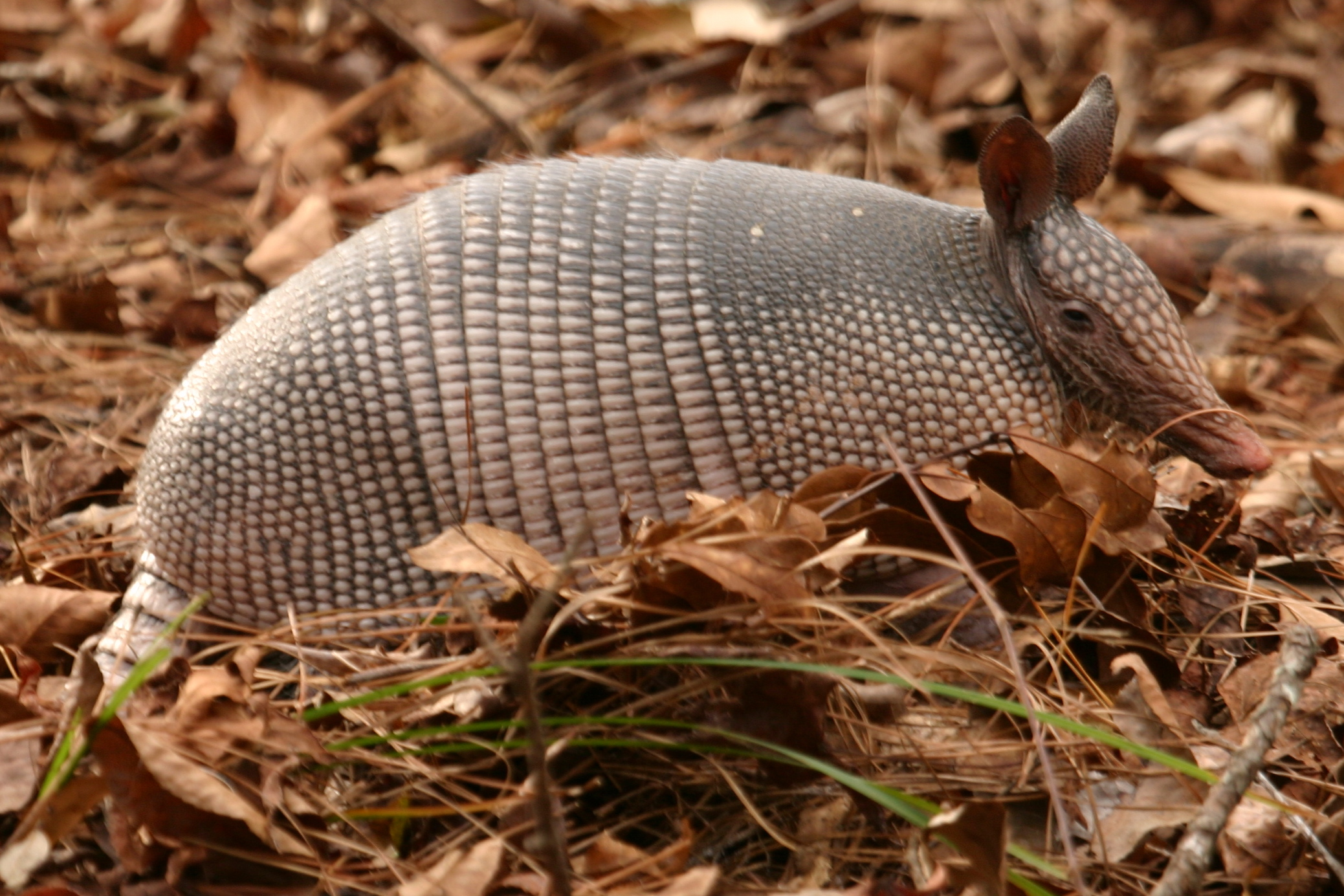
Cuzuco
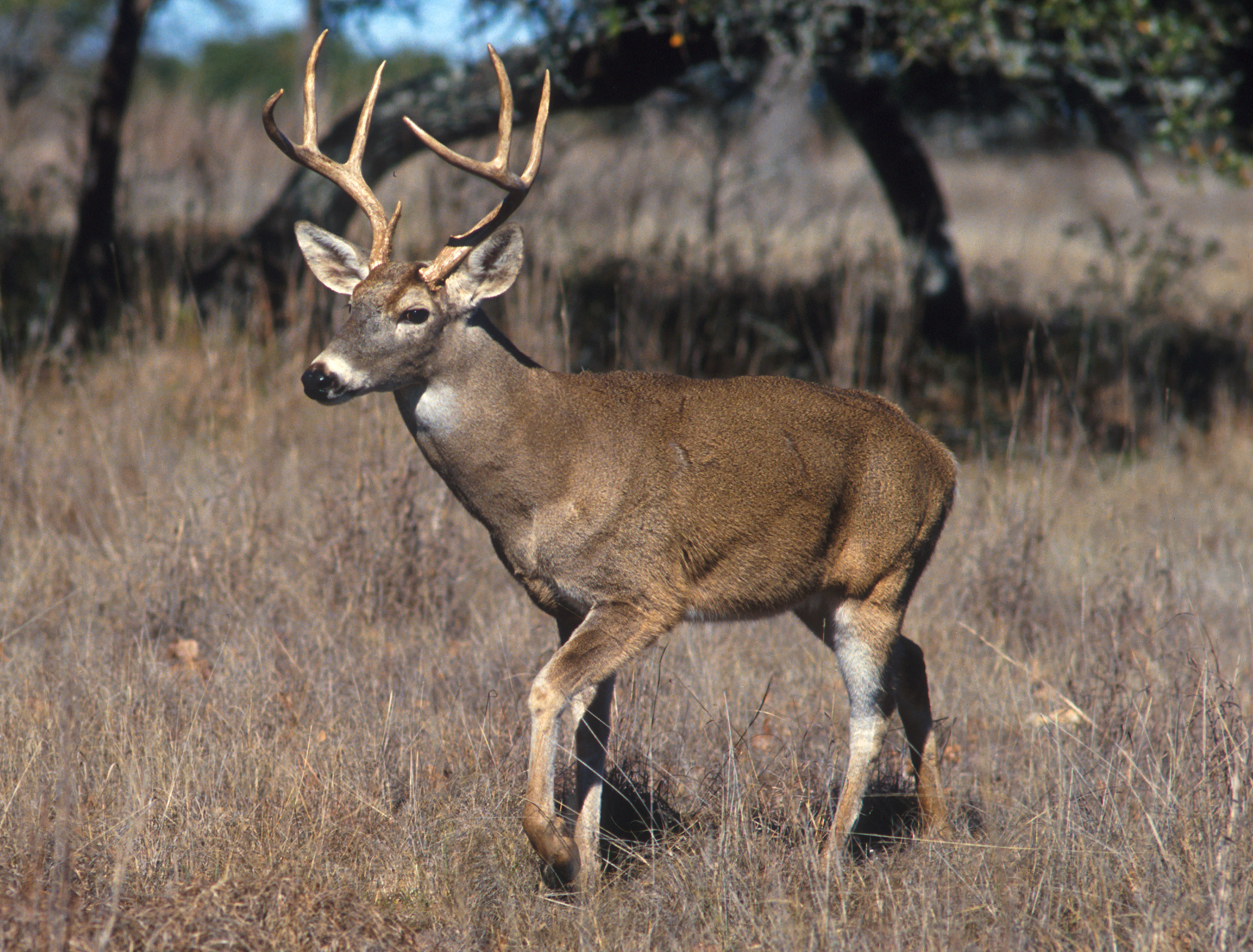
Venado de Cola Blanca
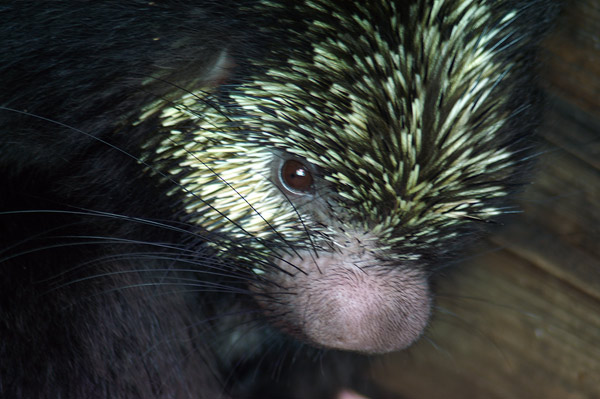
Puercoespín
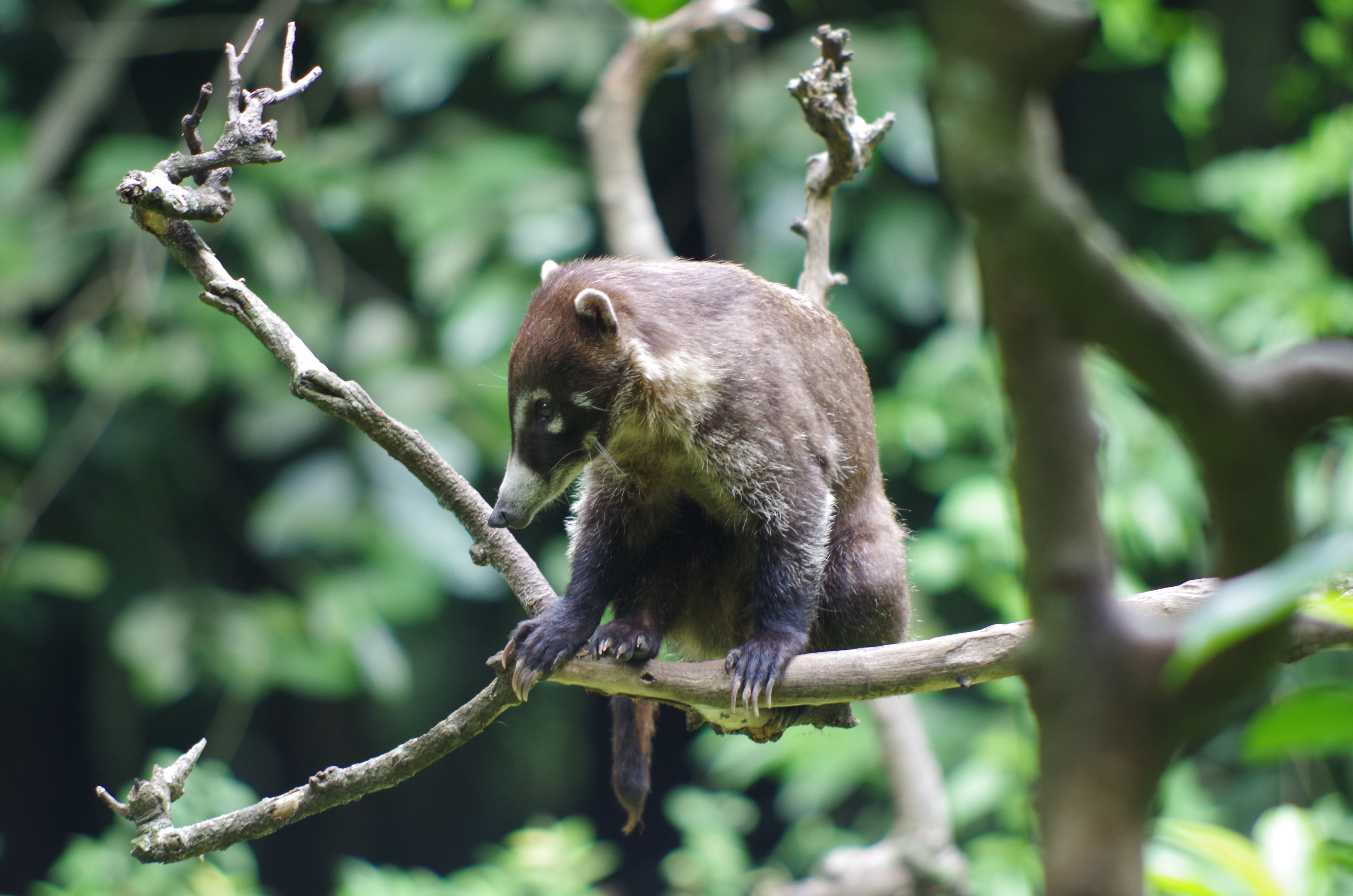
Coatí de Nariz Blanca
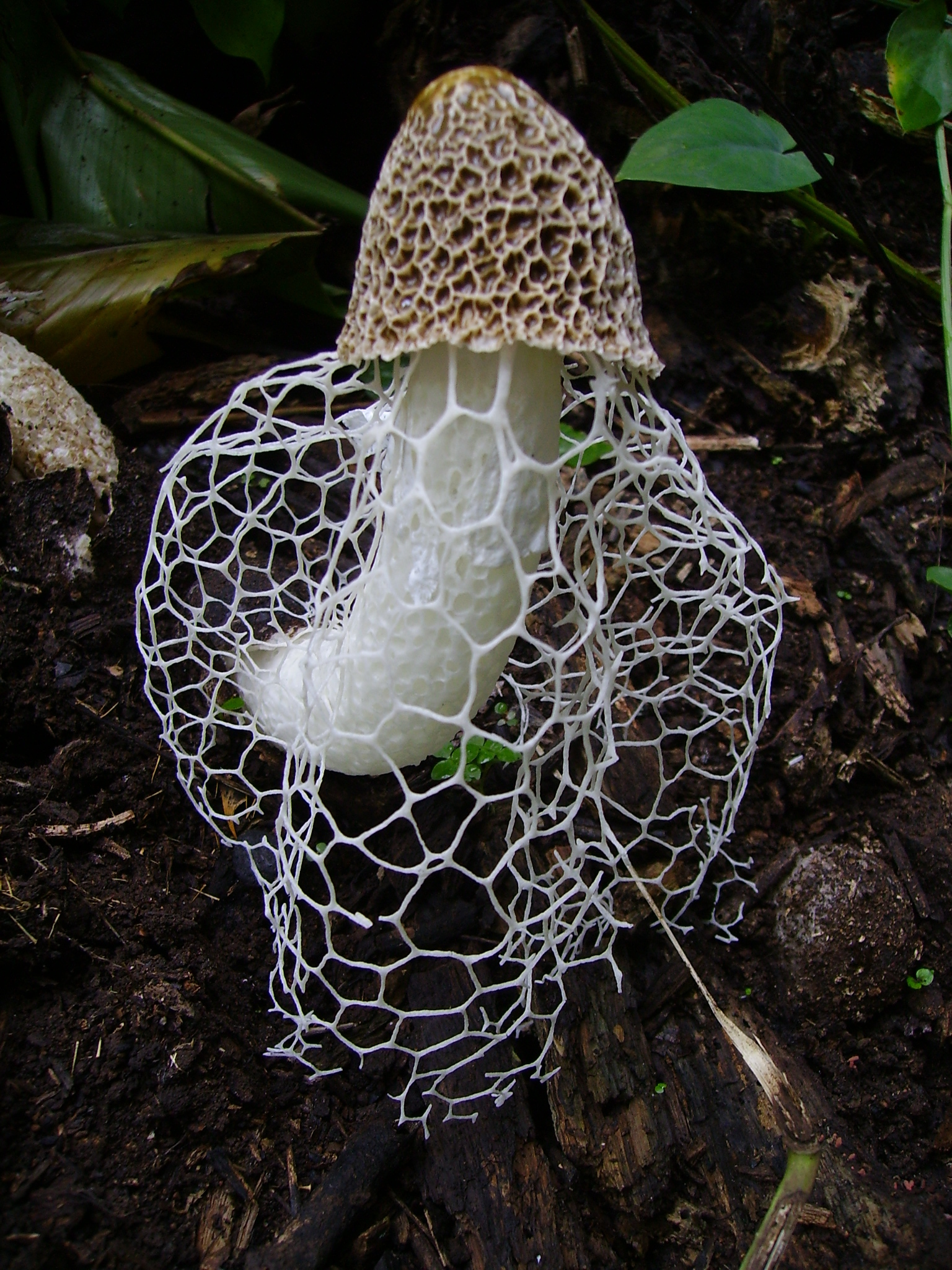
Velo de Novia
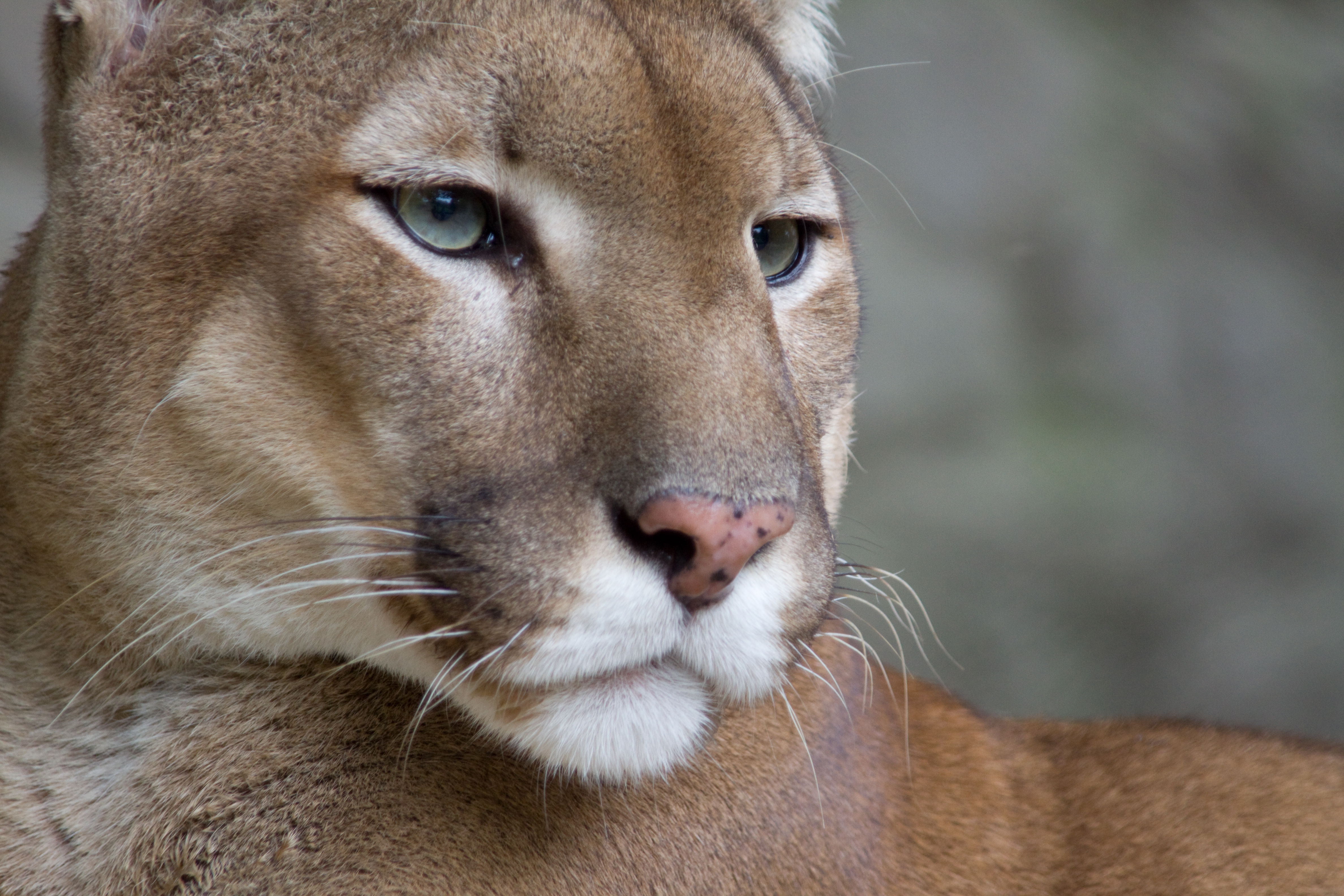
Puma
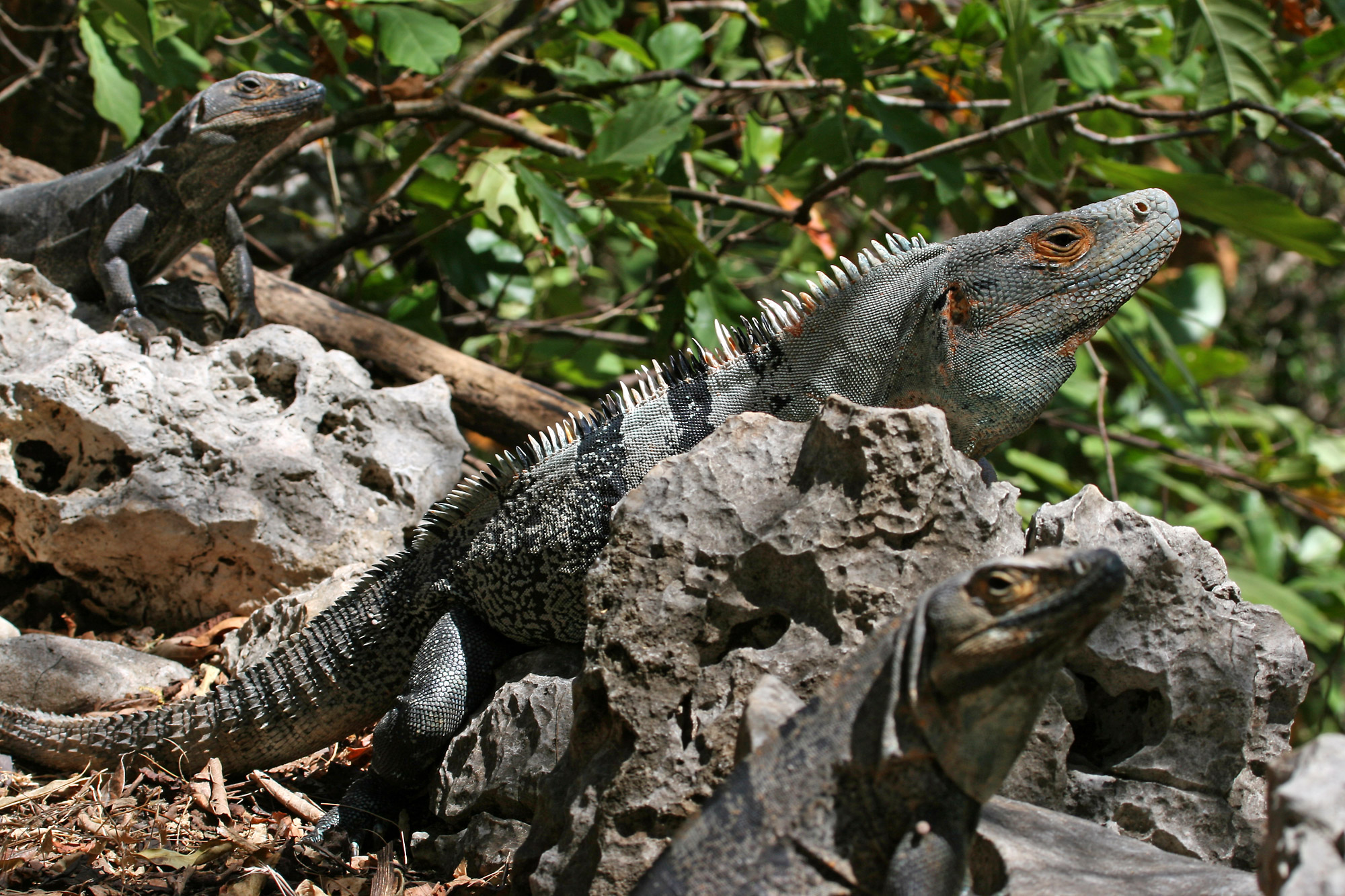
Garrobo
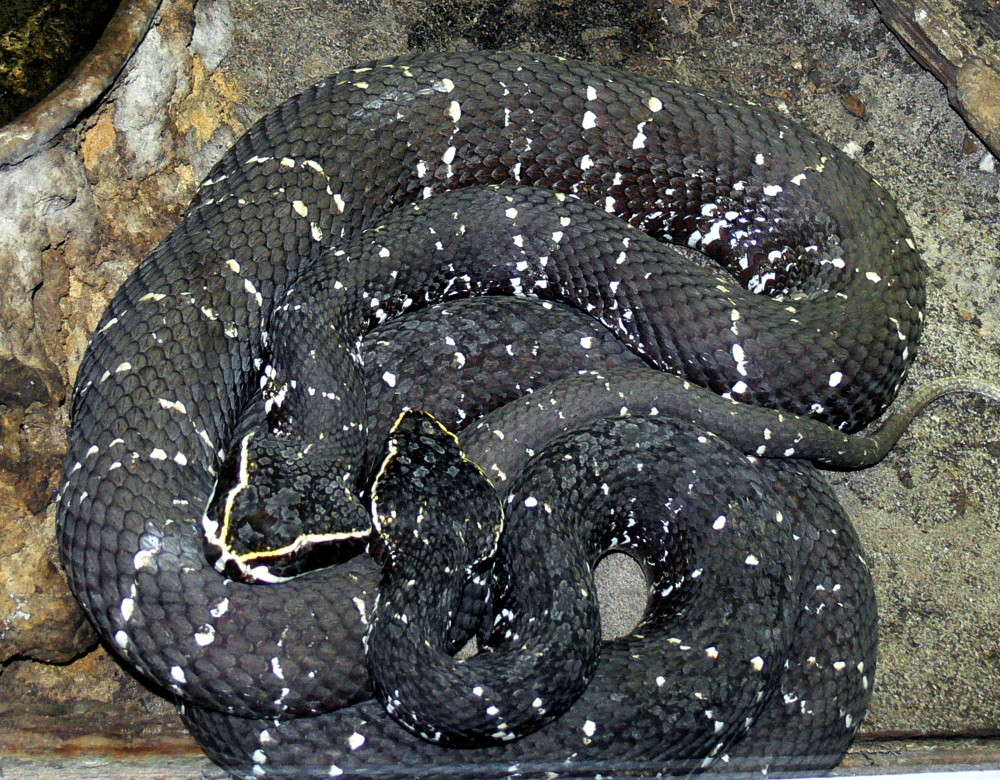
Tamagás
Tamagá
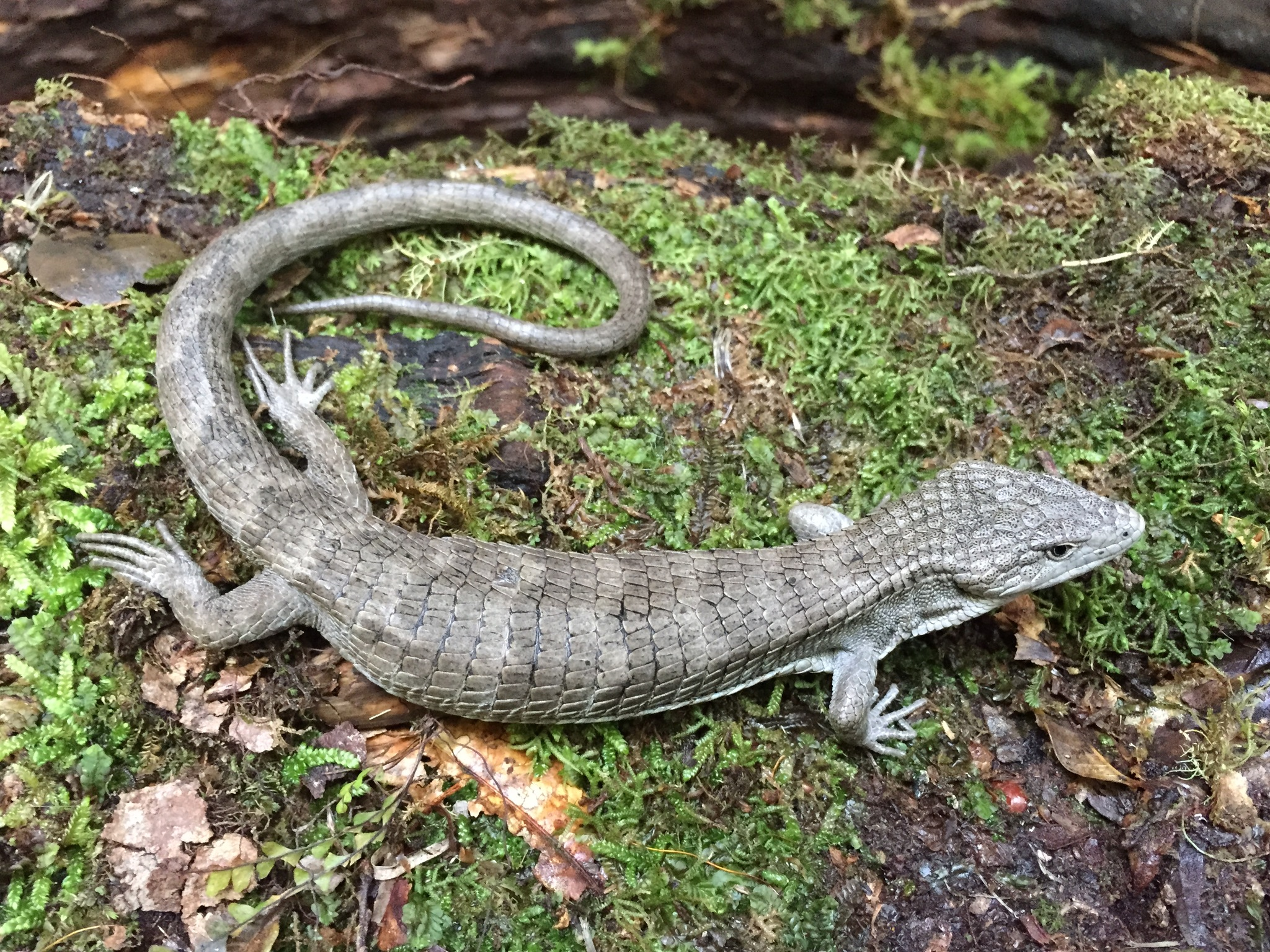
Dragoncito de Montecristo Metapán
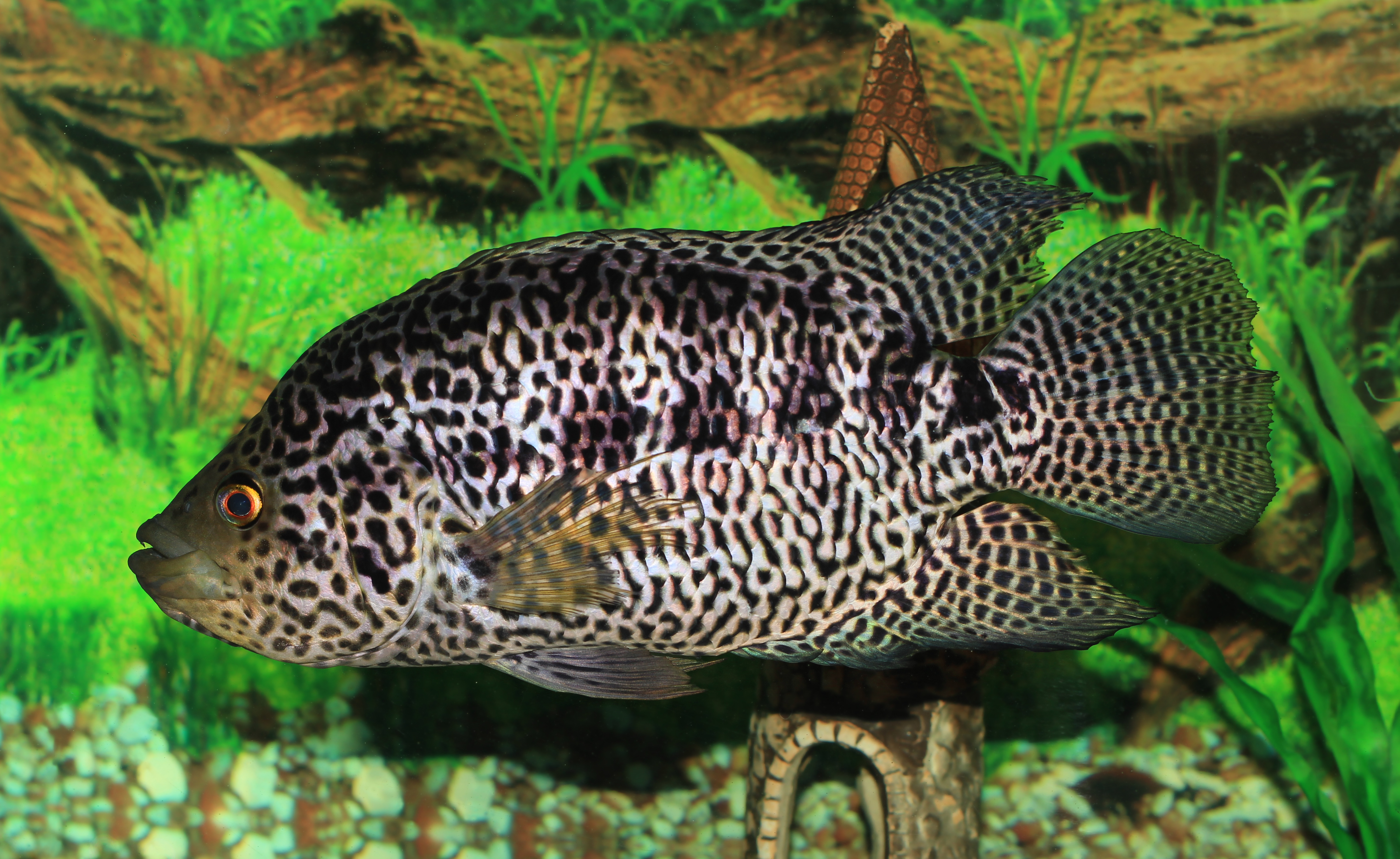
Guapote
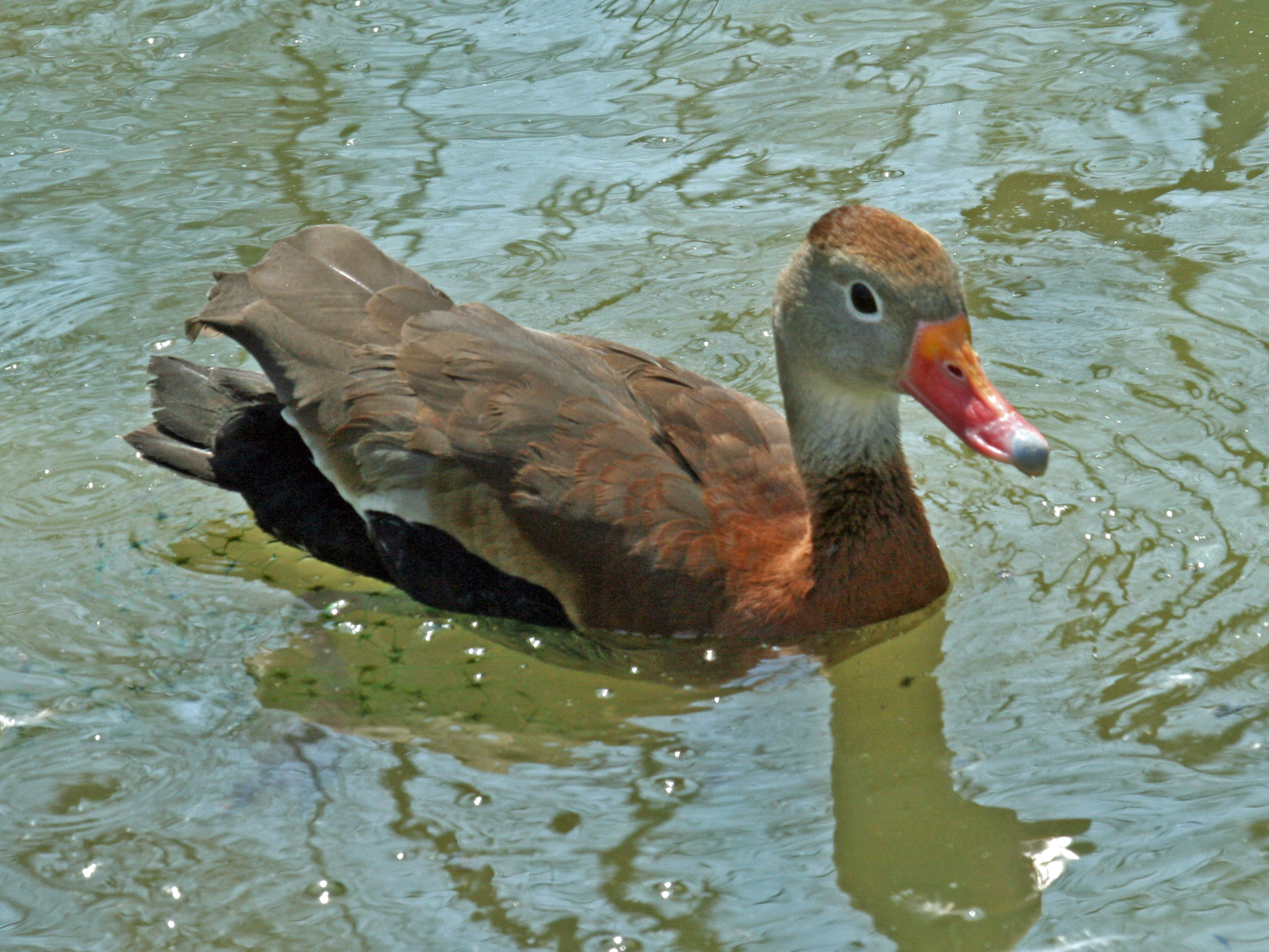
Pichiche
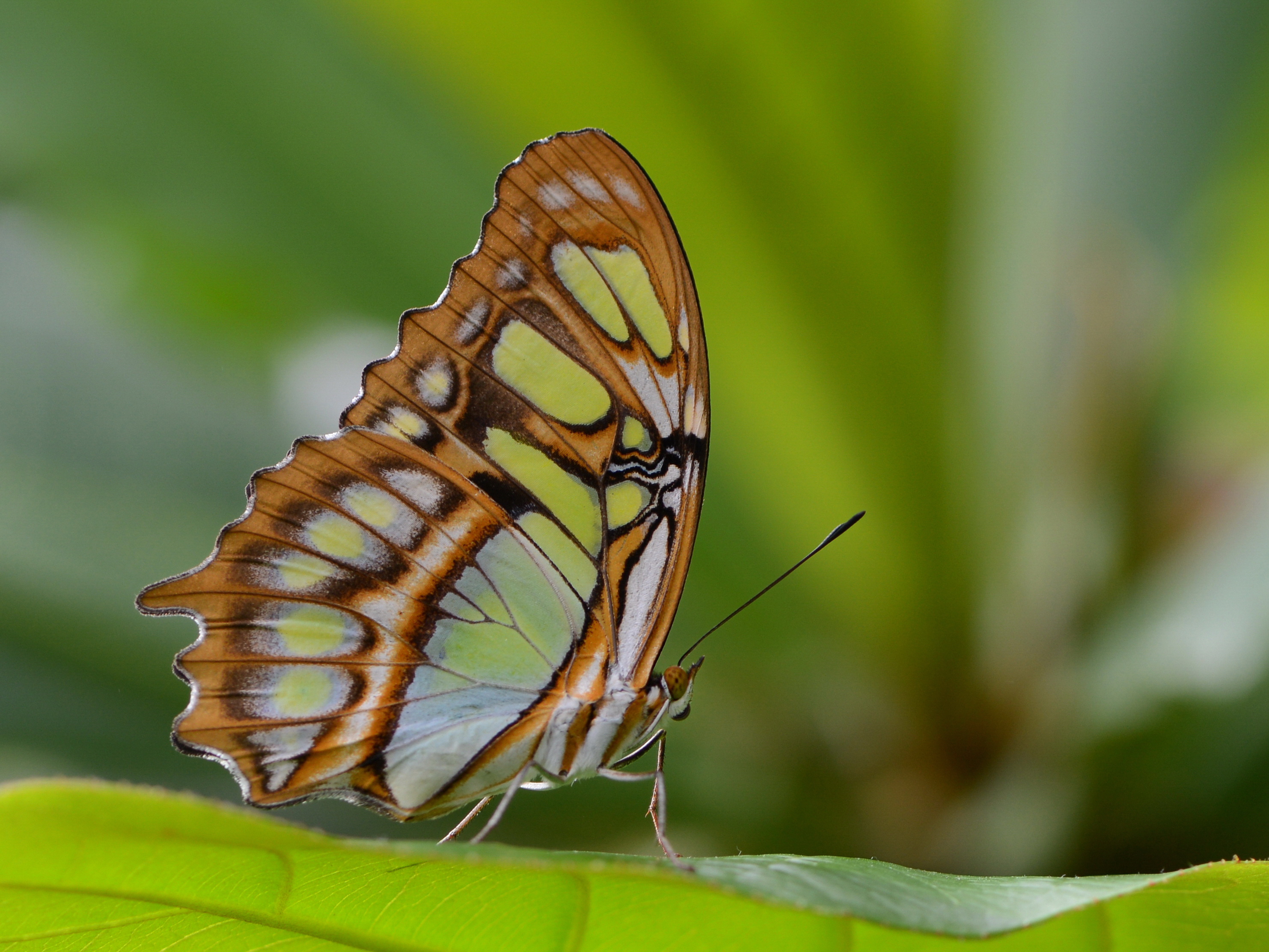
Mariposa Camuflada Verde
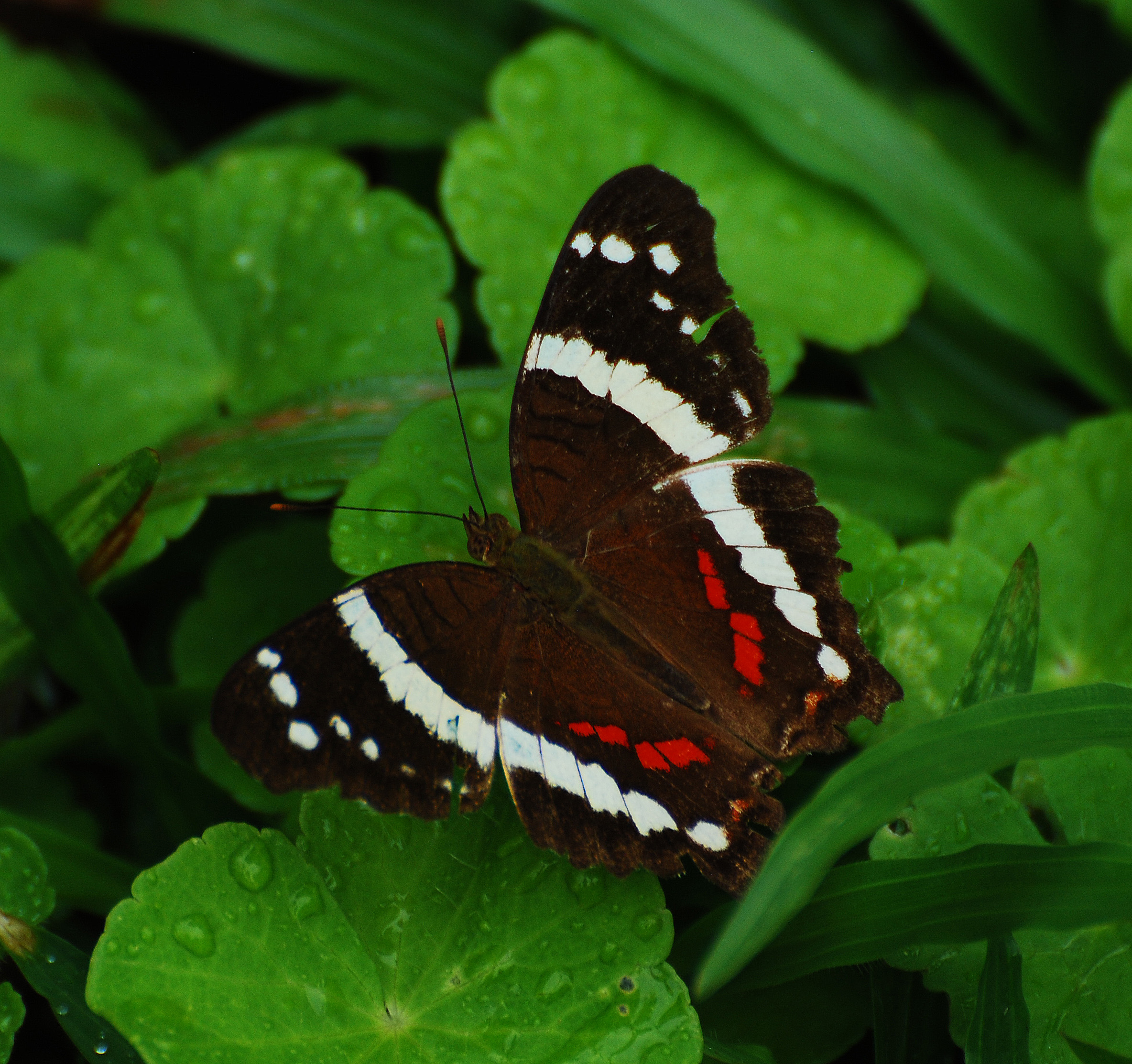
Mariposa Anartia Fatima
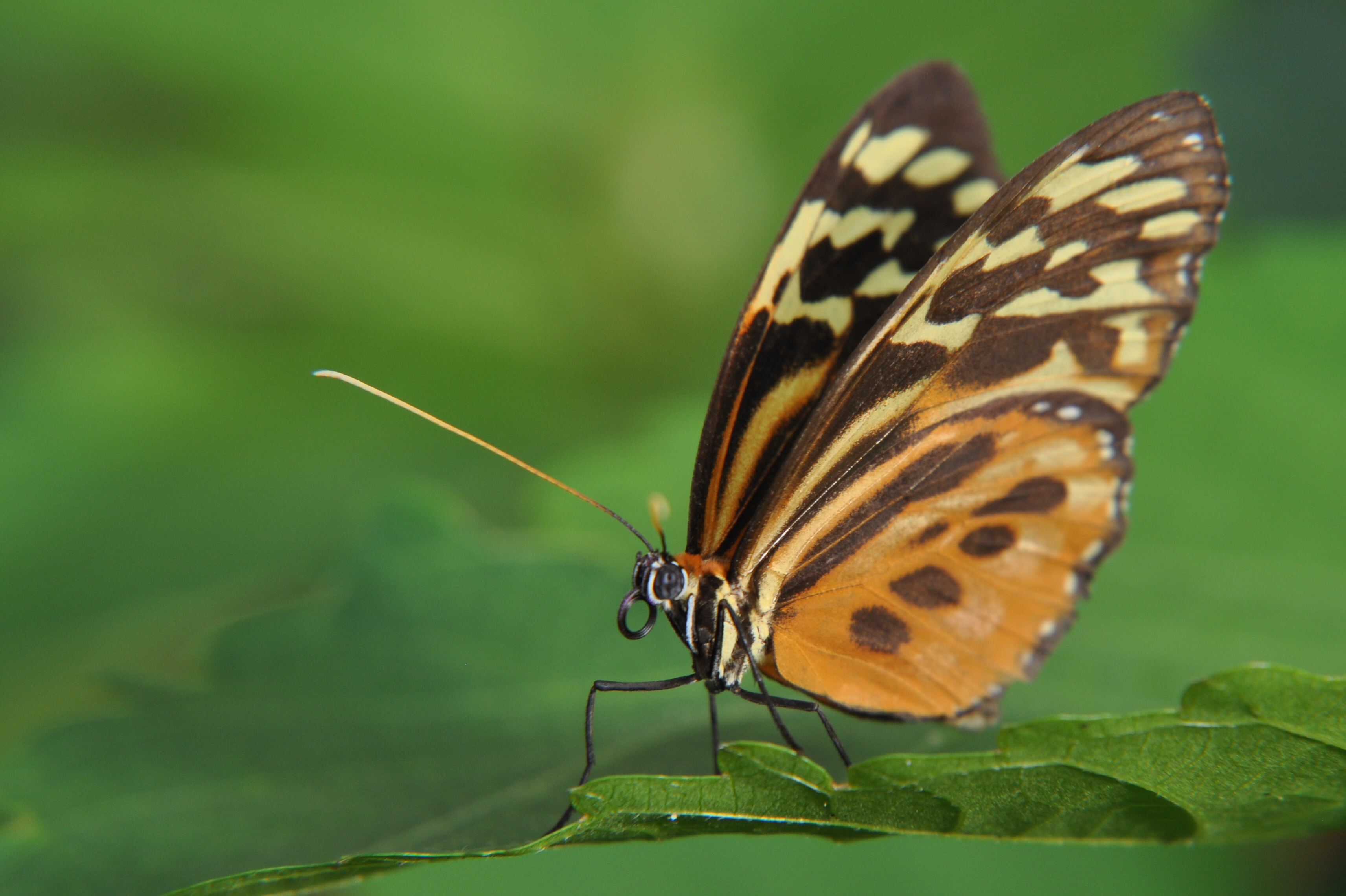
Mariposa Tigre
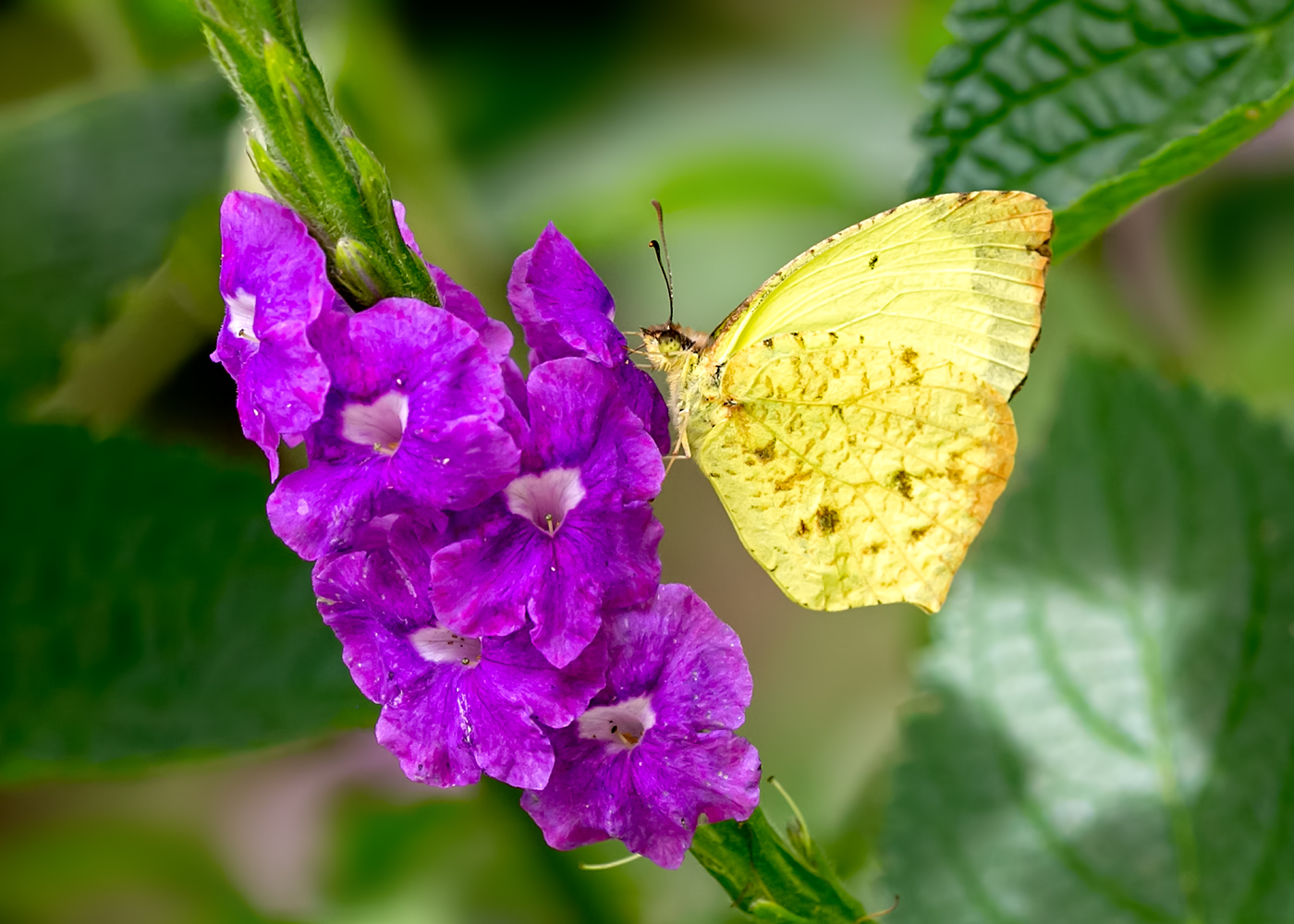
Salome Amarillo
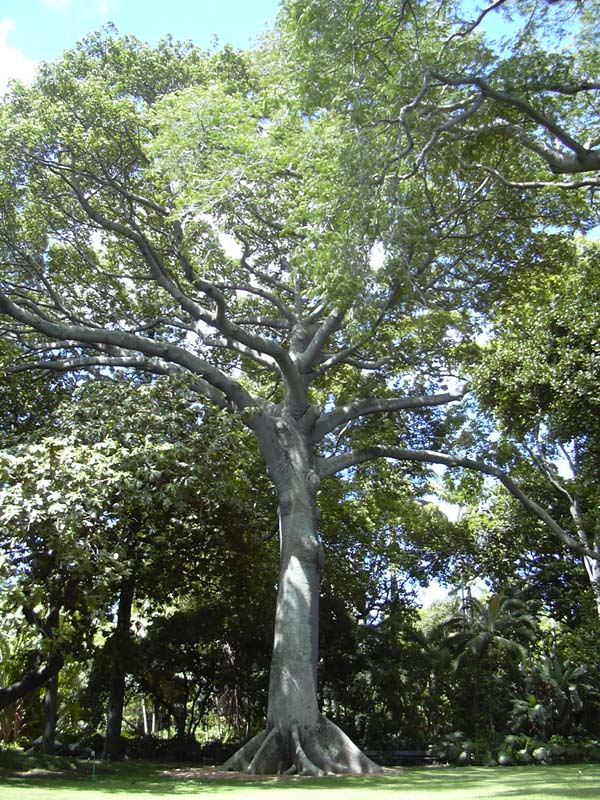
Ceiba
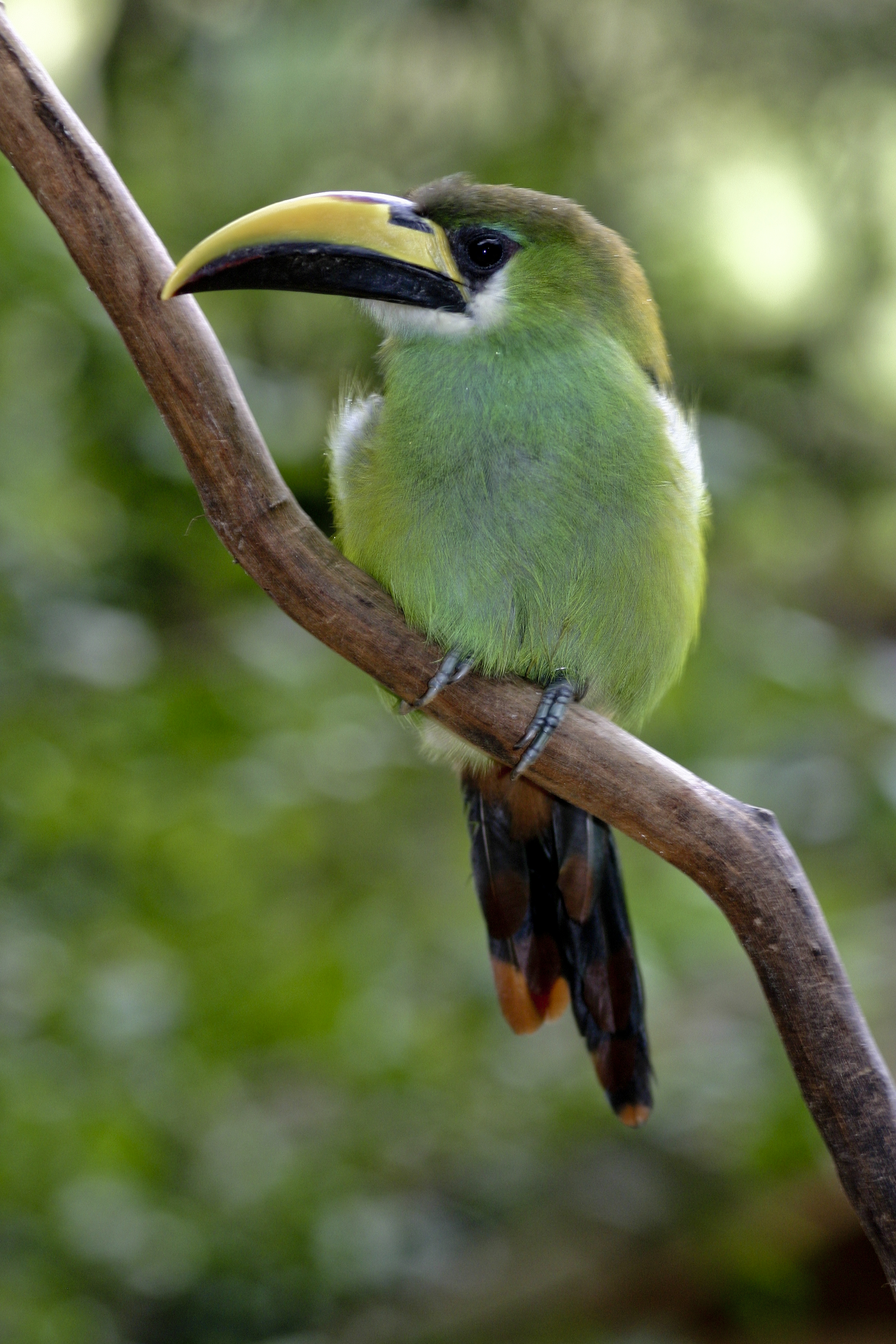
Tucán Verde
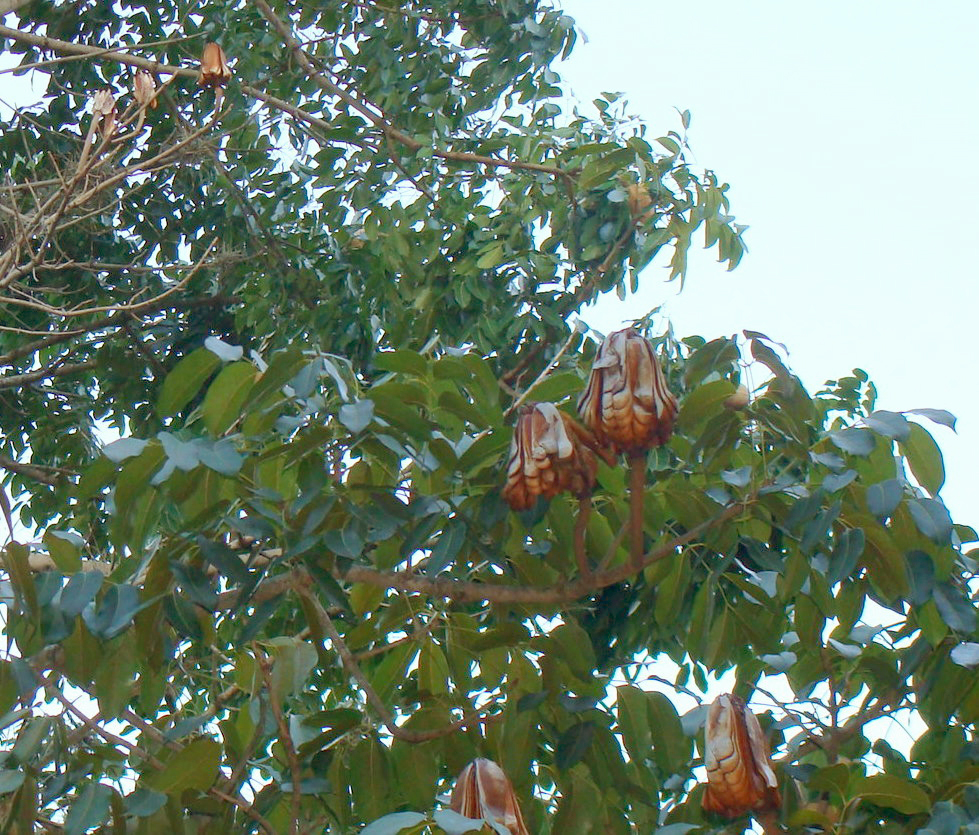
Caoba
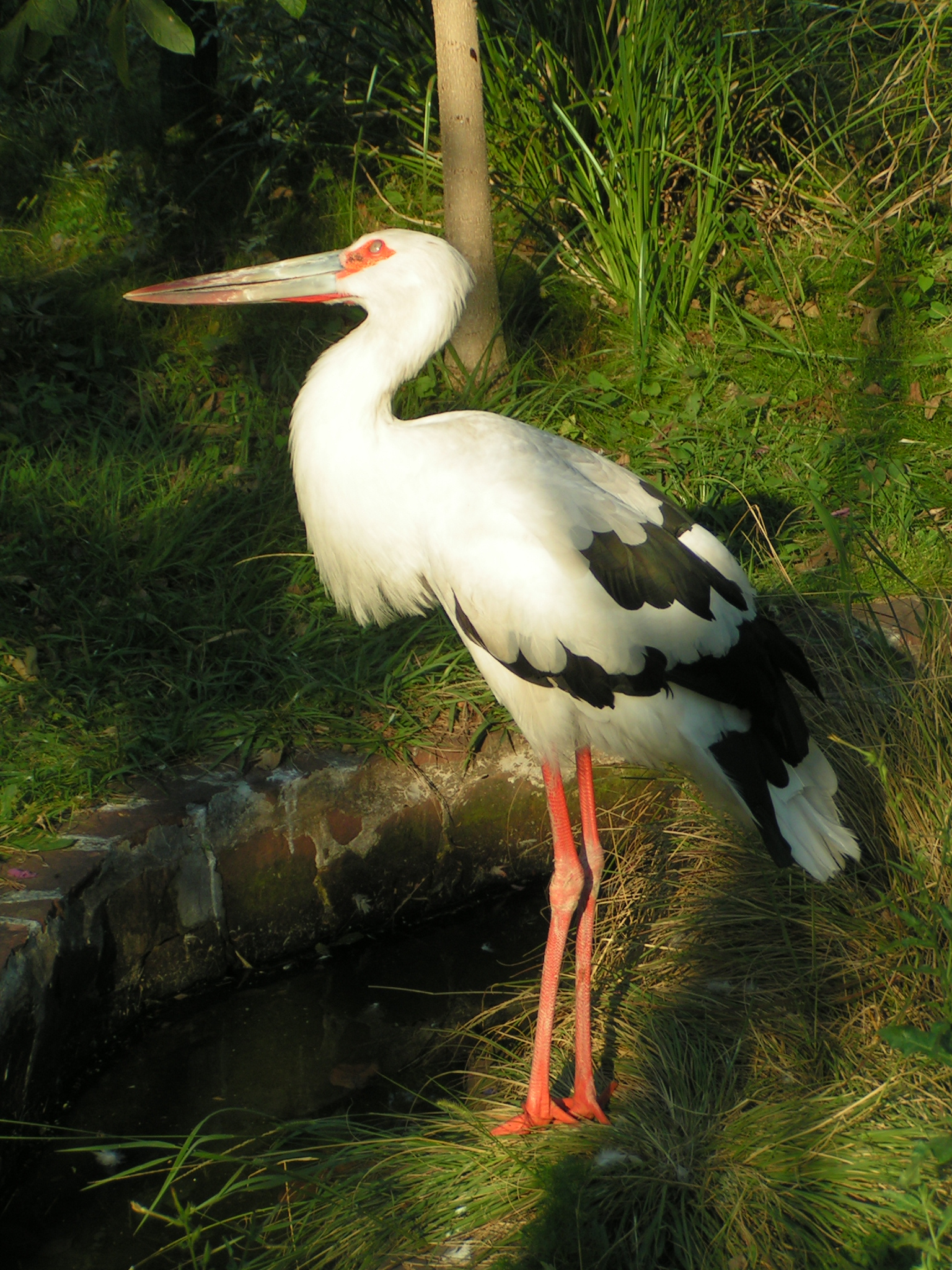
Cigüeña Americana
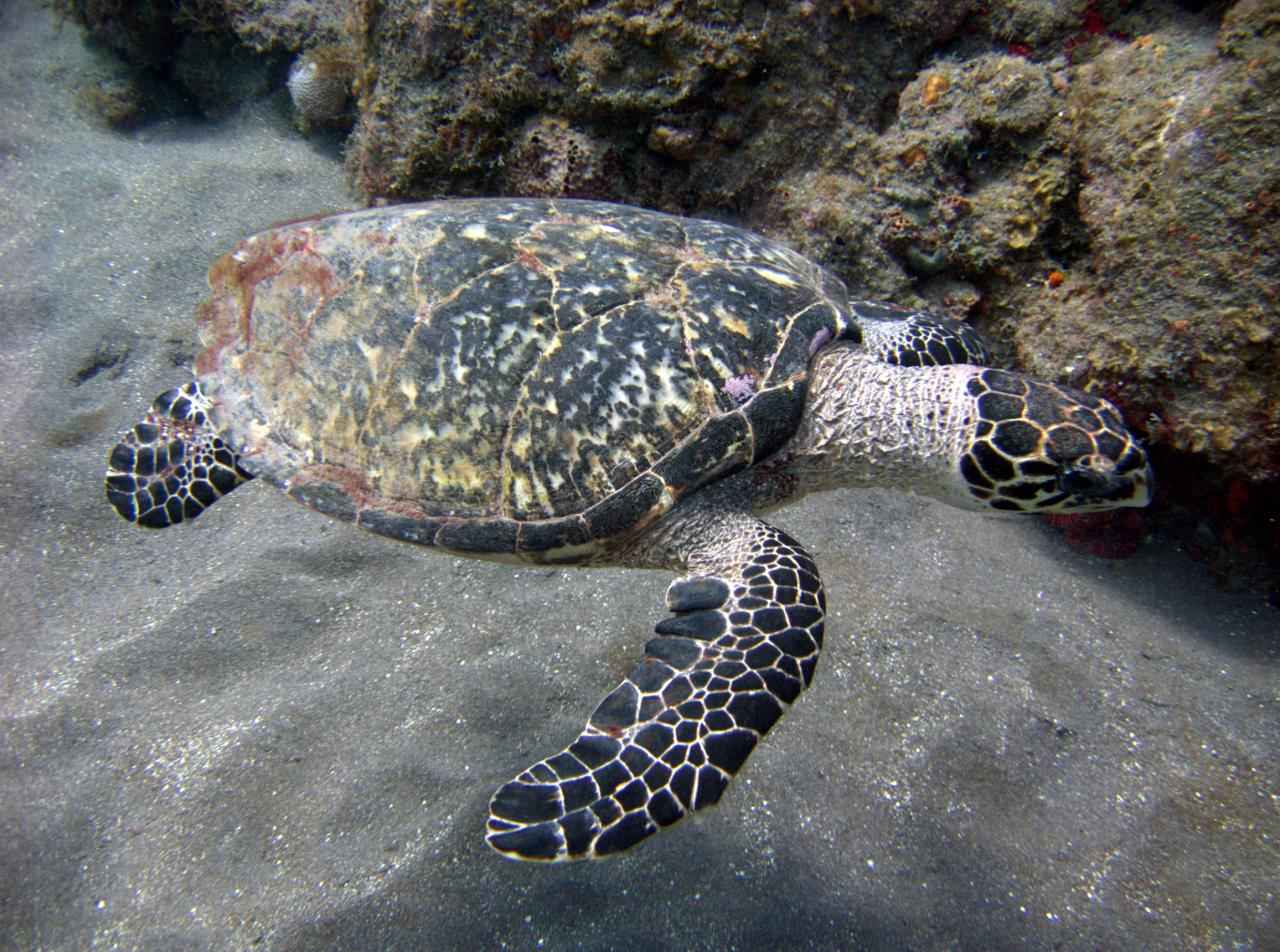
Tortuga Carey
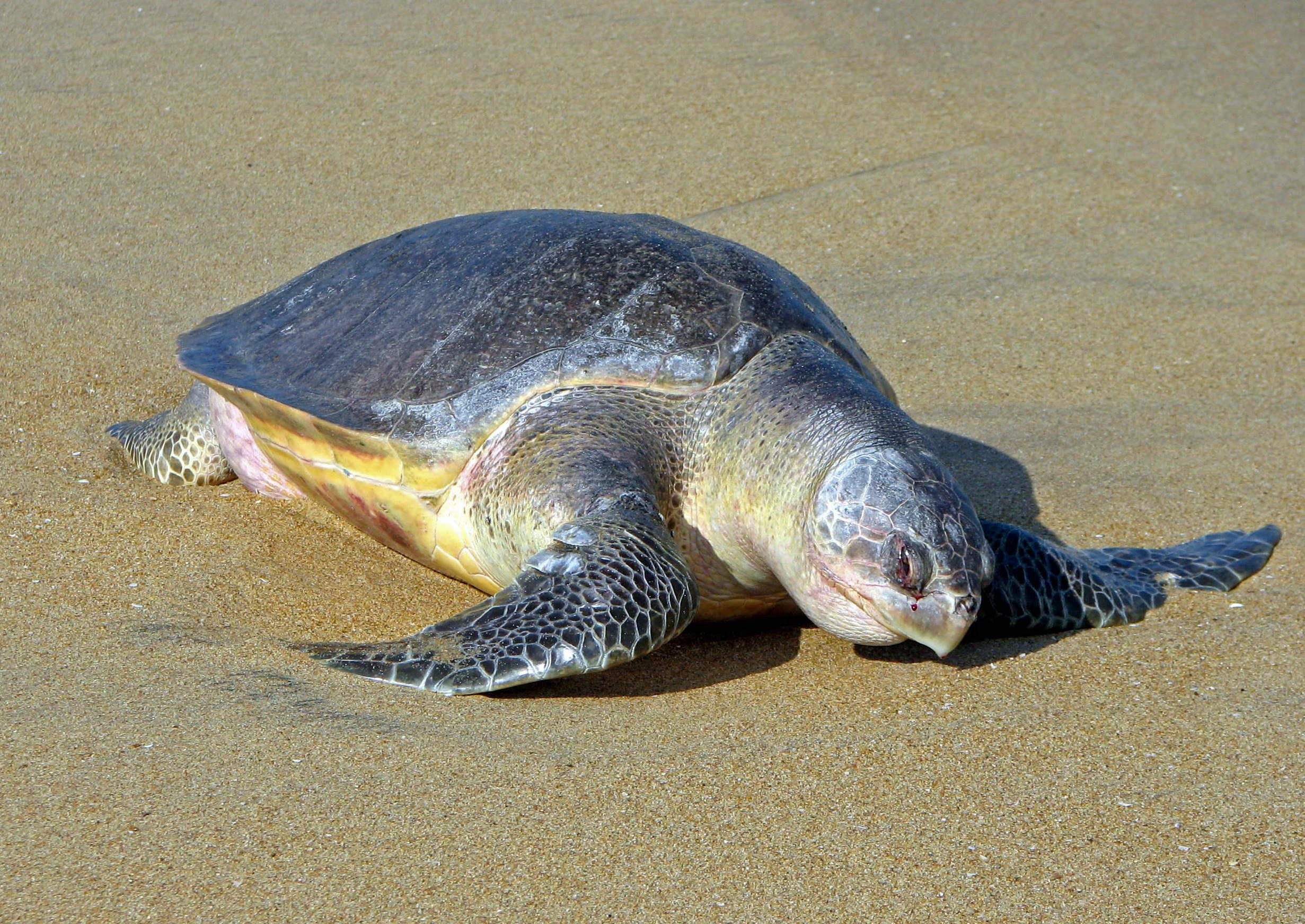
Tortuga Golfina
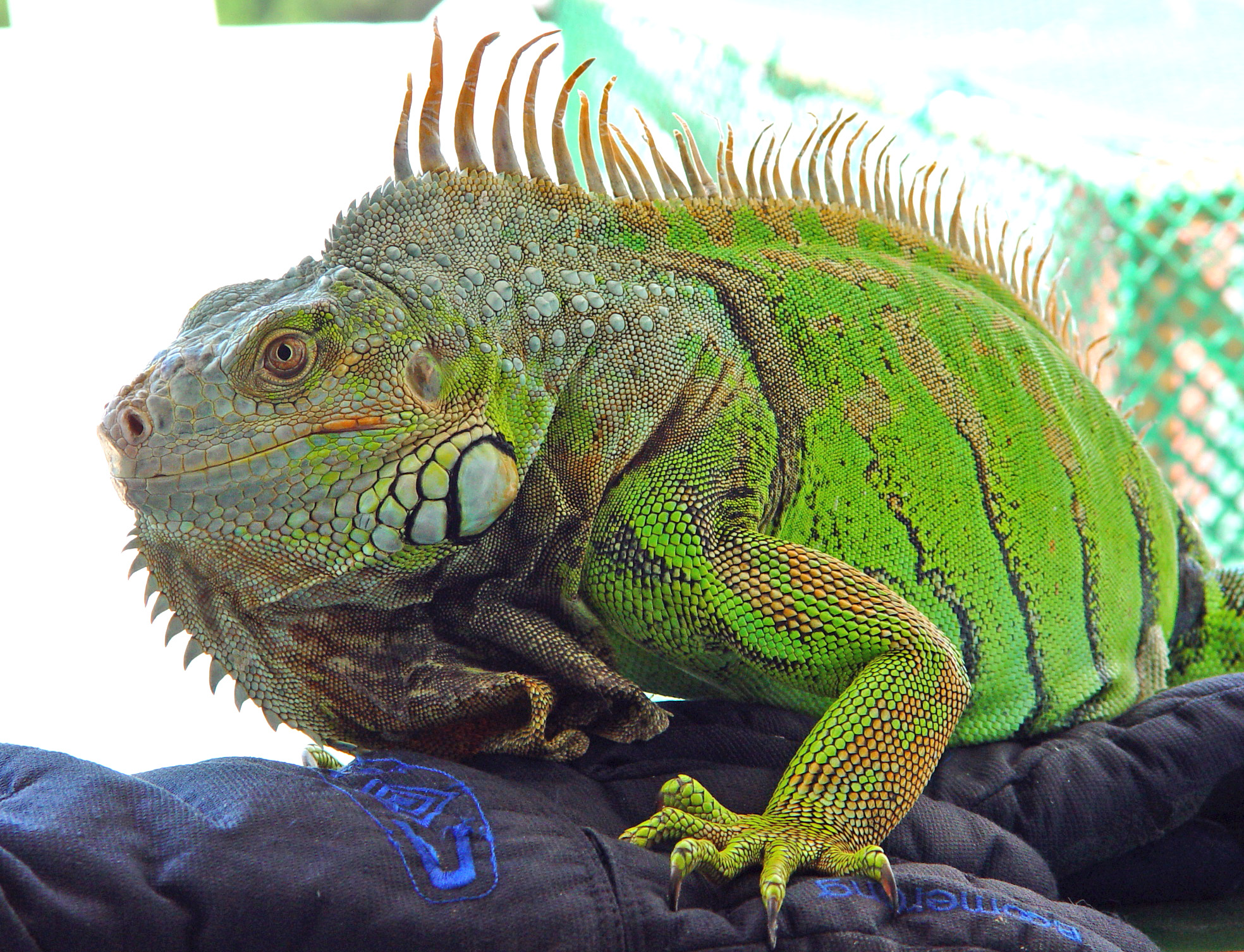
Iguana
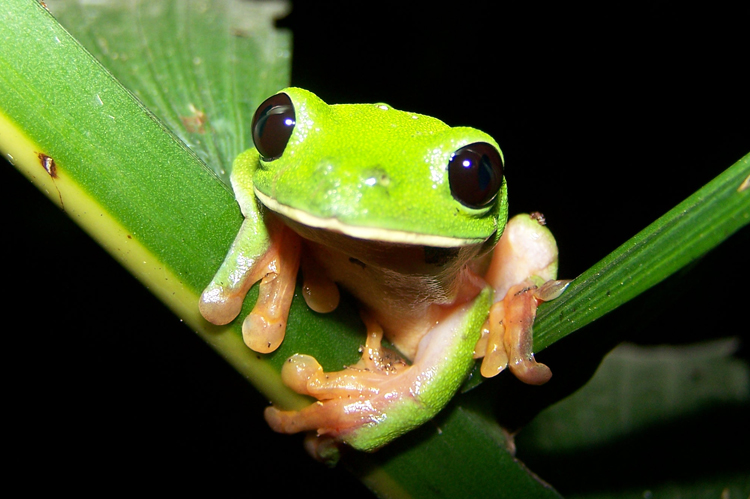
Rana Arborícola
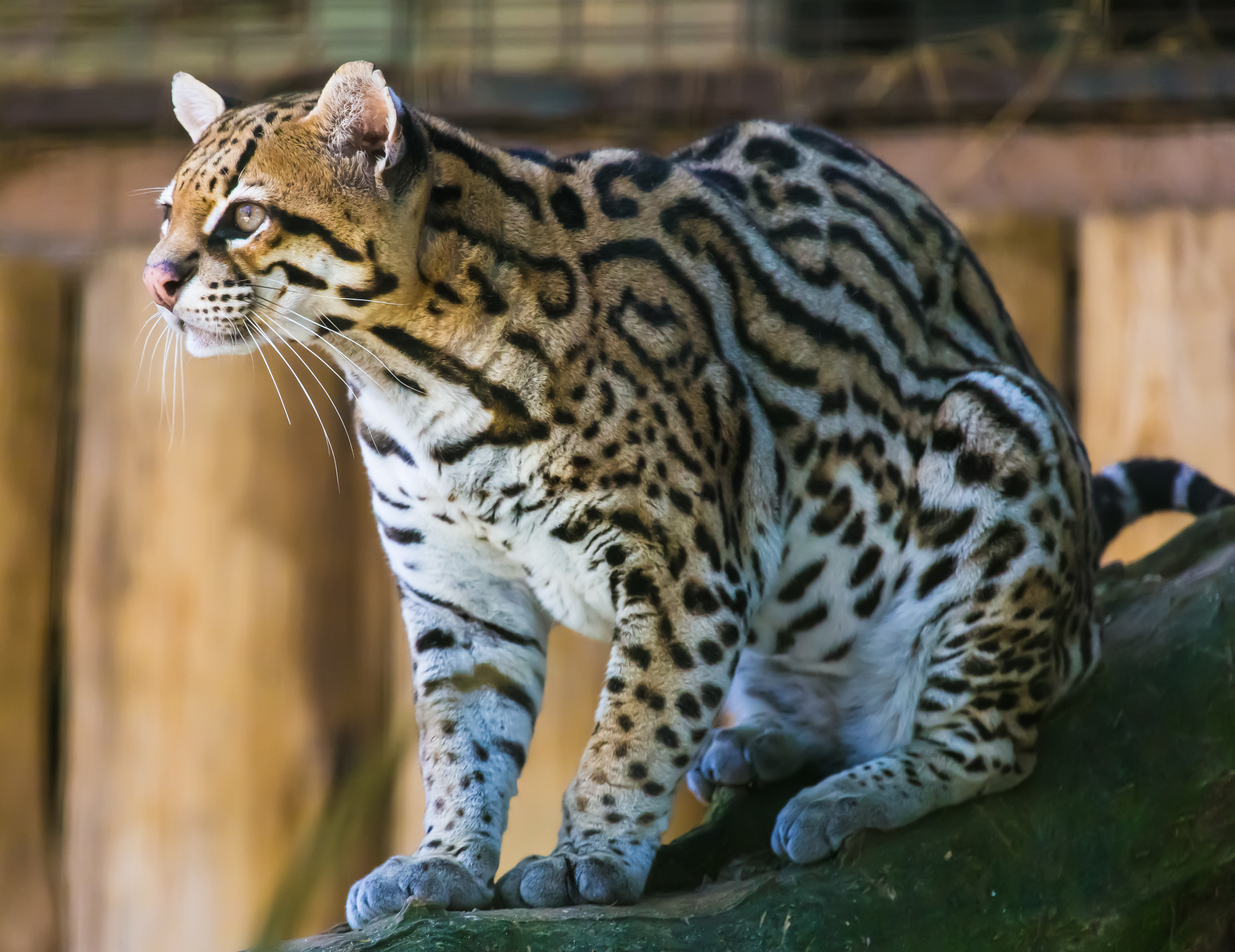
Ocelote
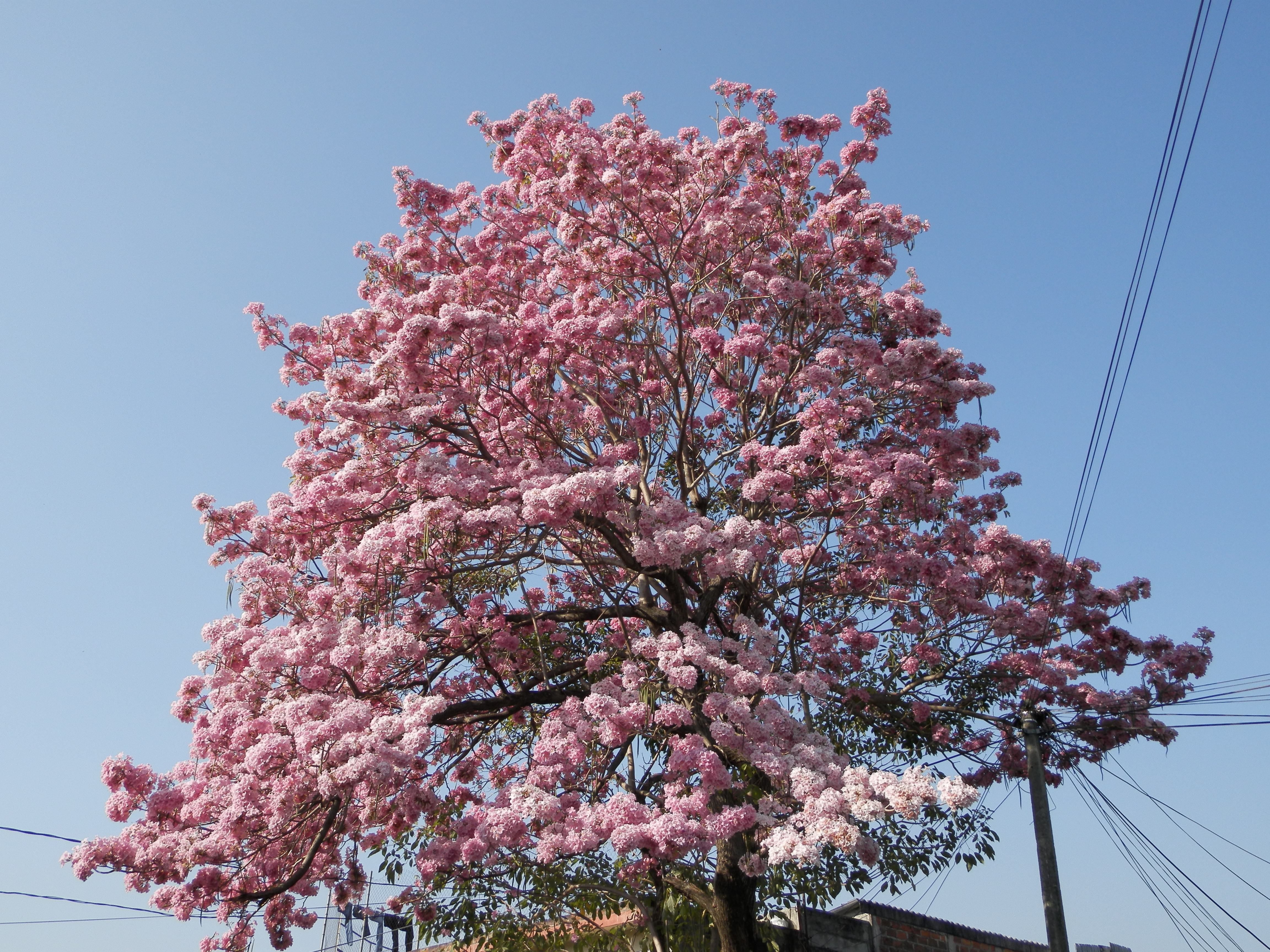
Maquilishuat
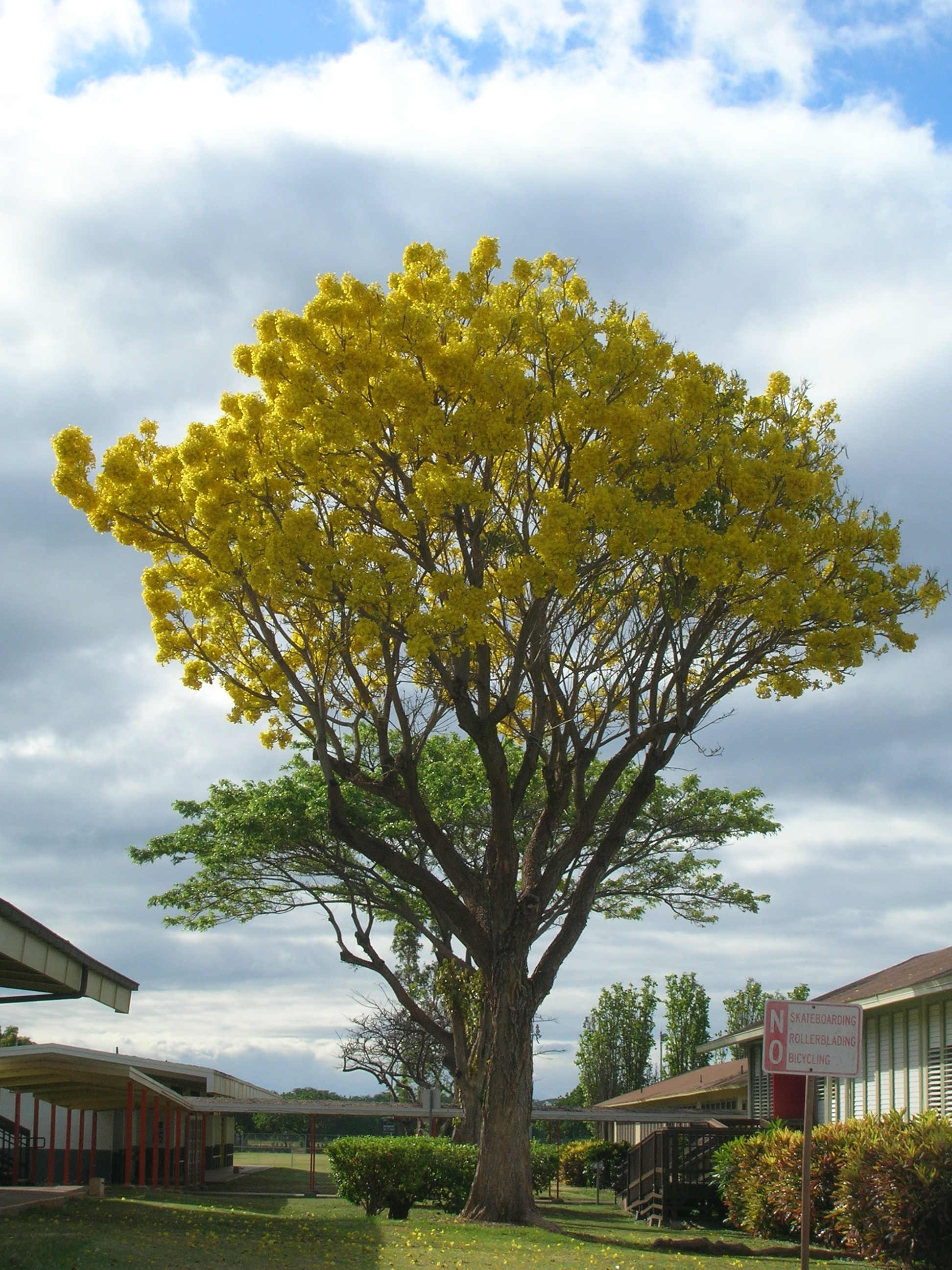
Cortez blanco
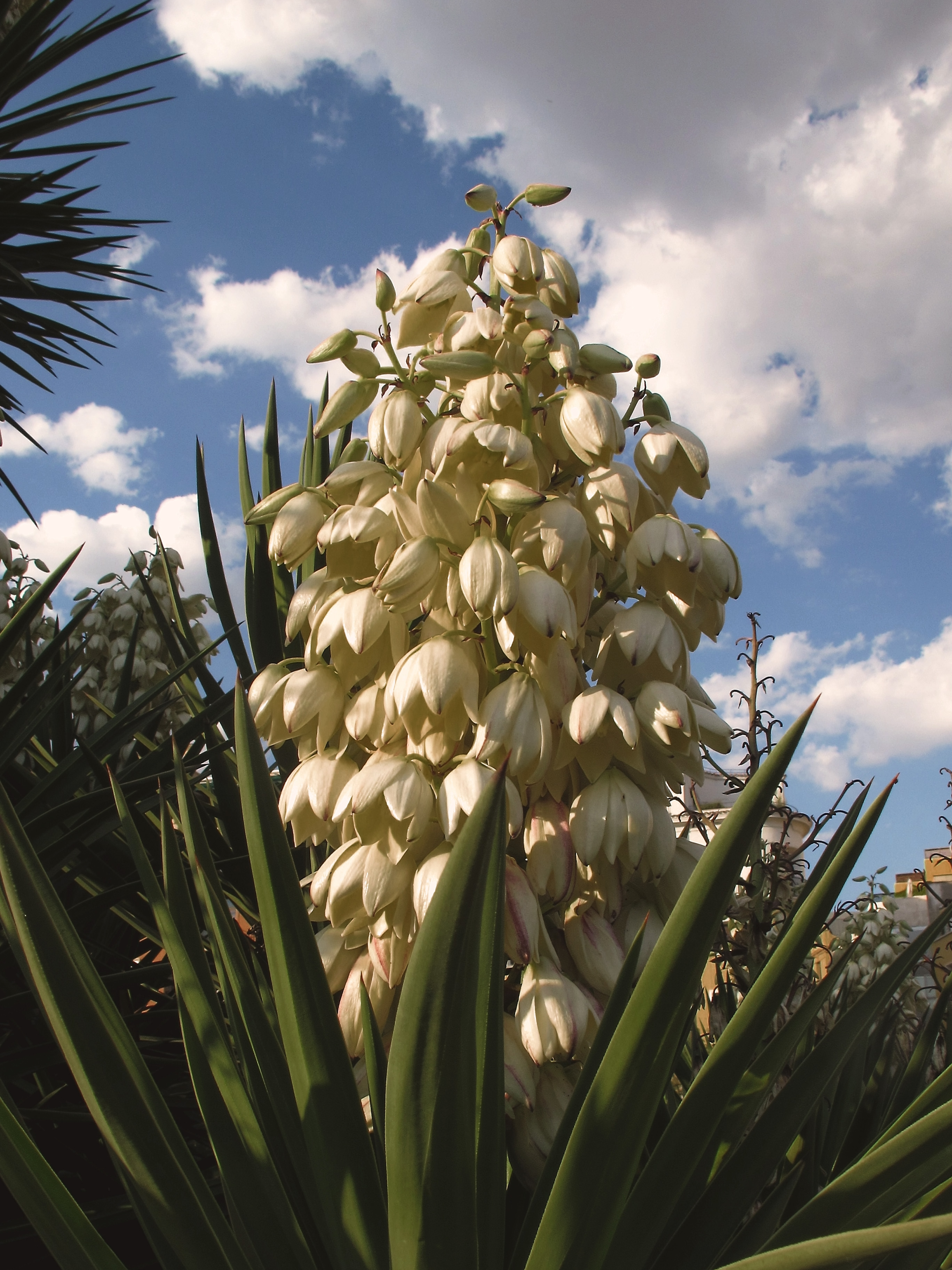
Flor de Izote
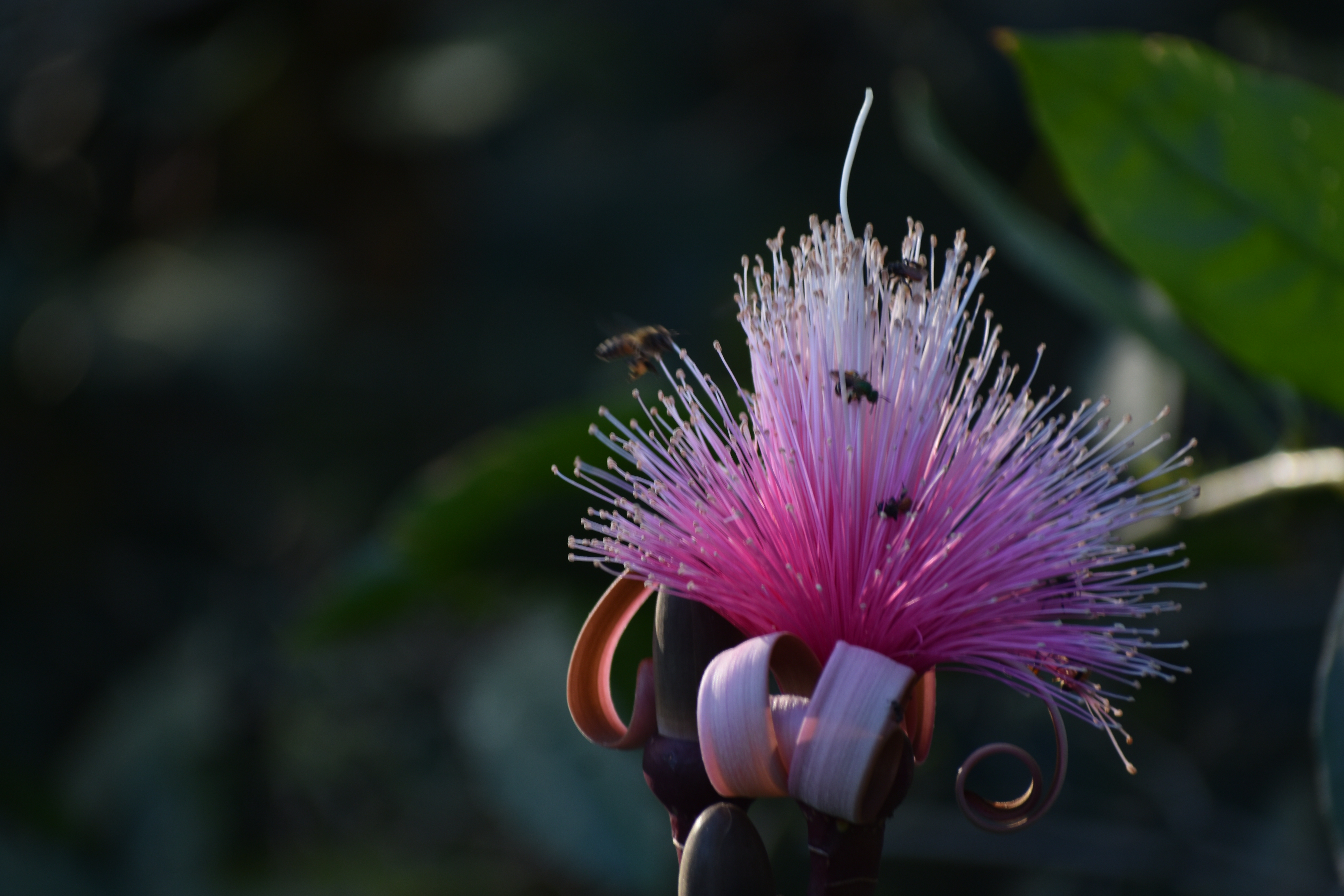
Flor de Shila
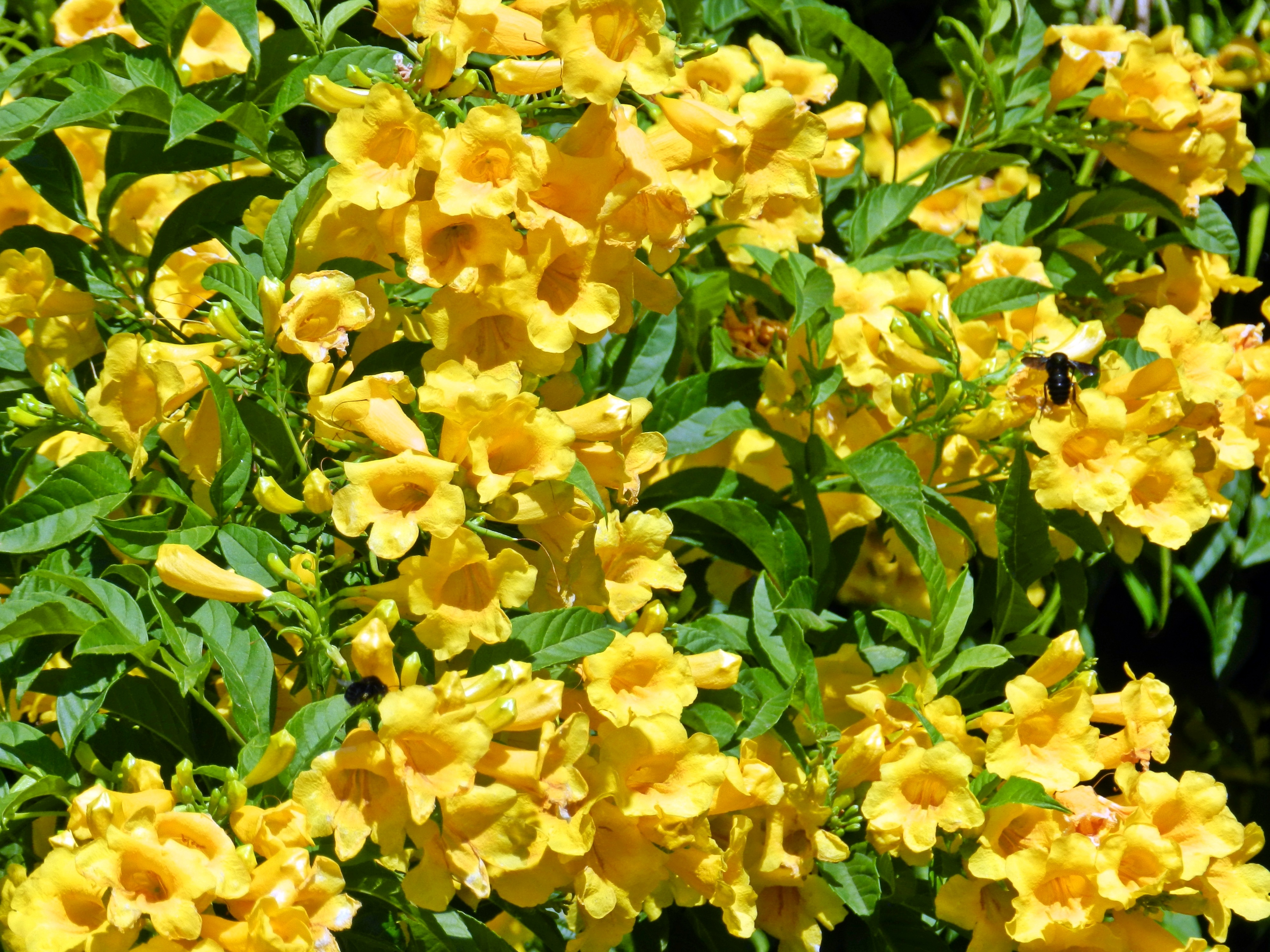
San Andrés
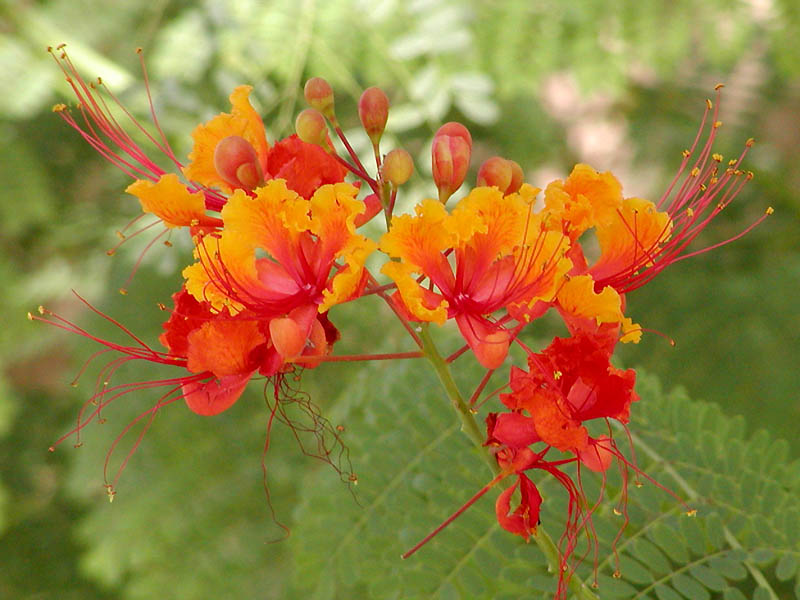
Flor Barbona
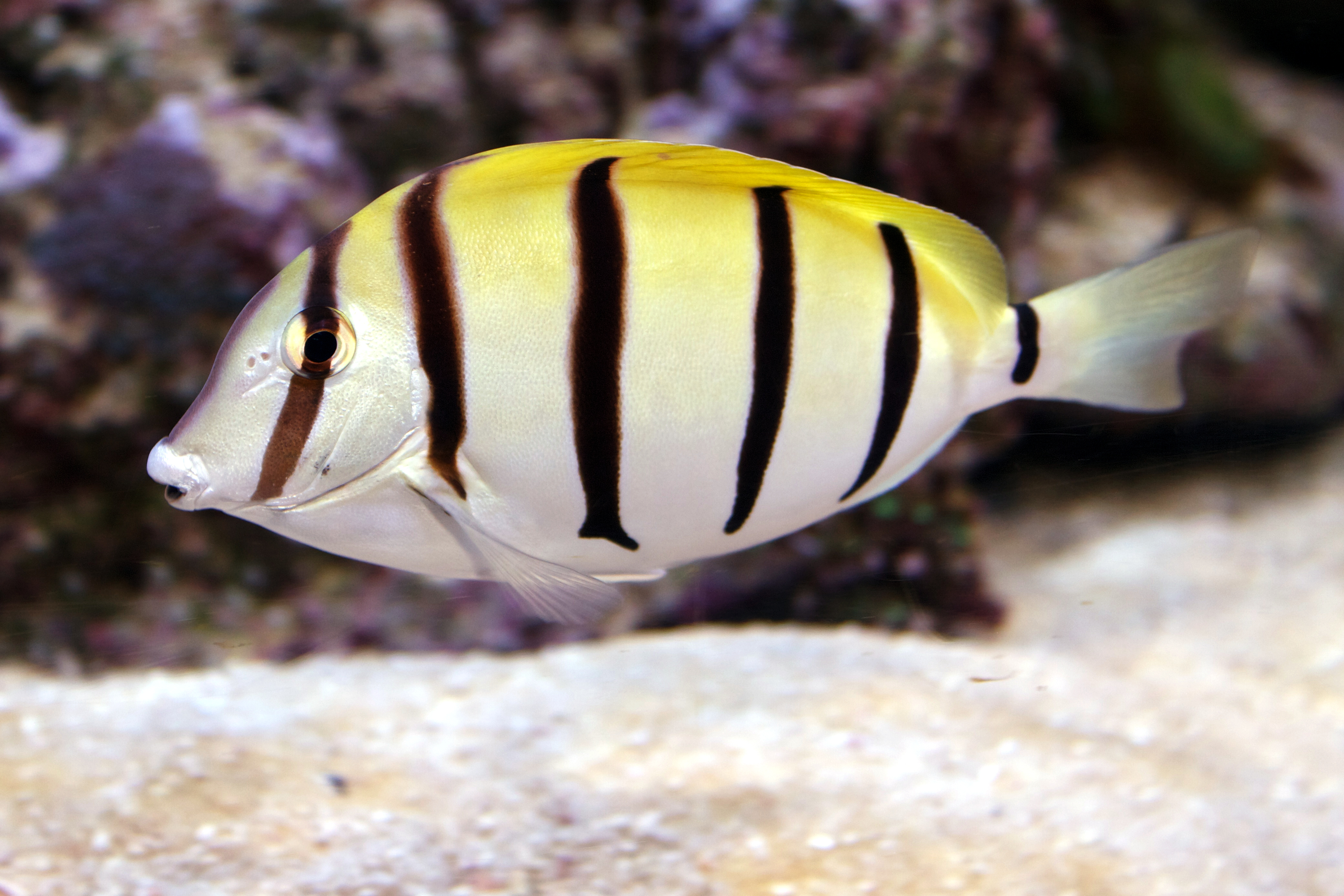
Pez Cirujano Convicto
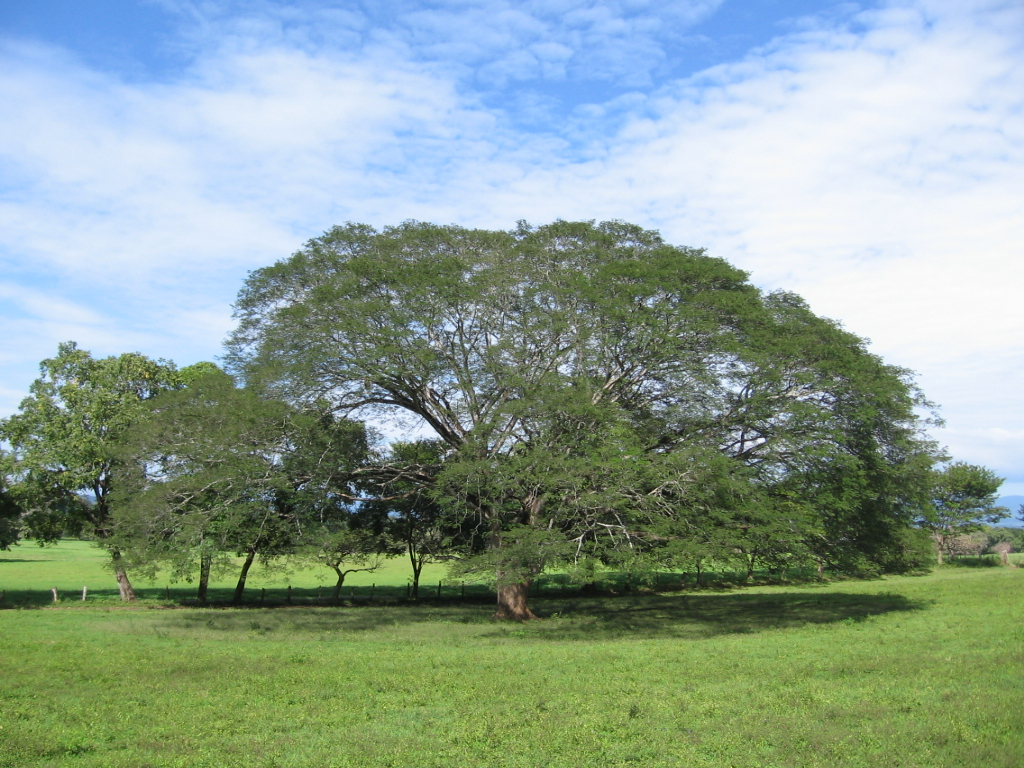
Conacaste
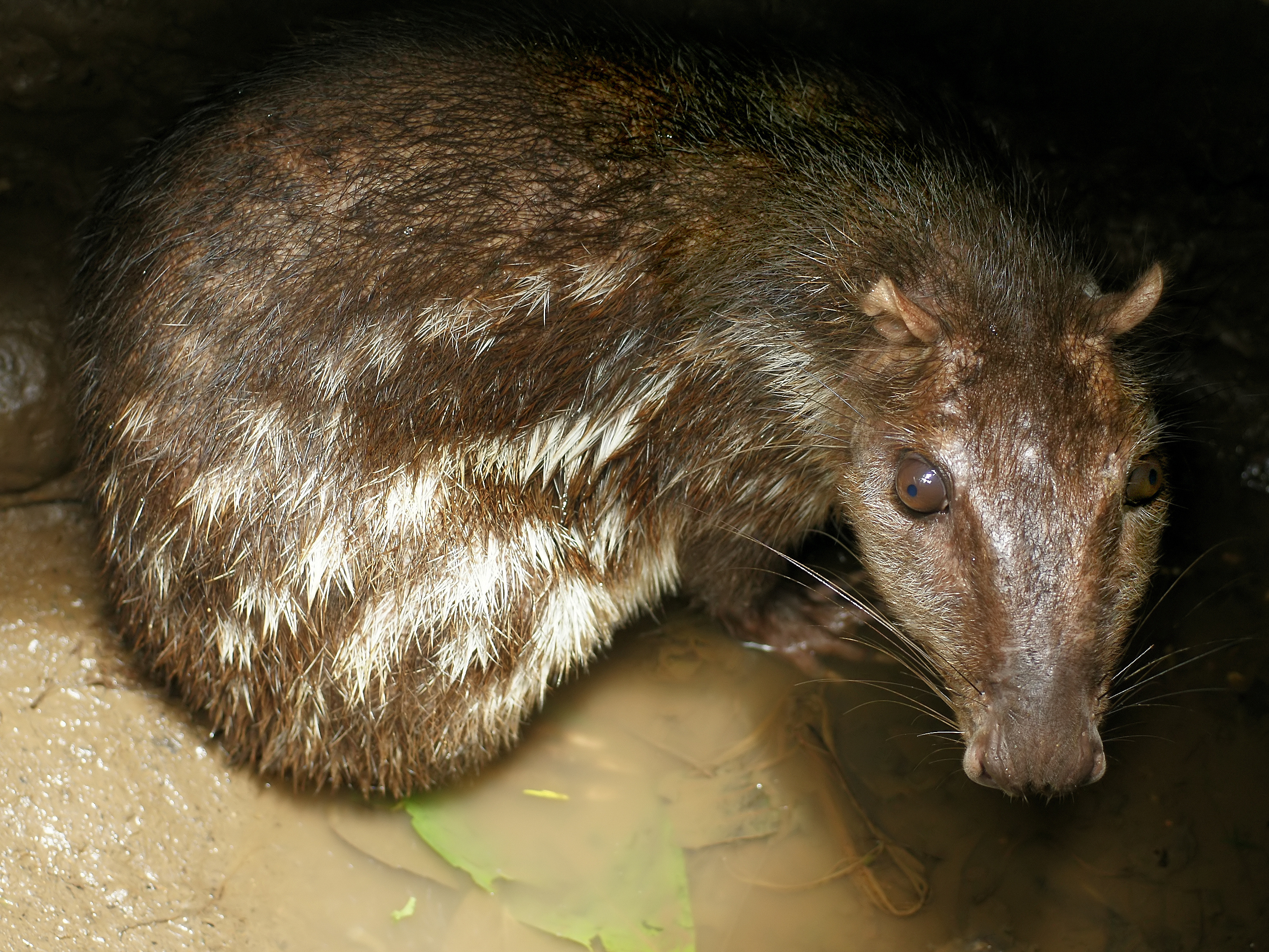
Tepezcuintle
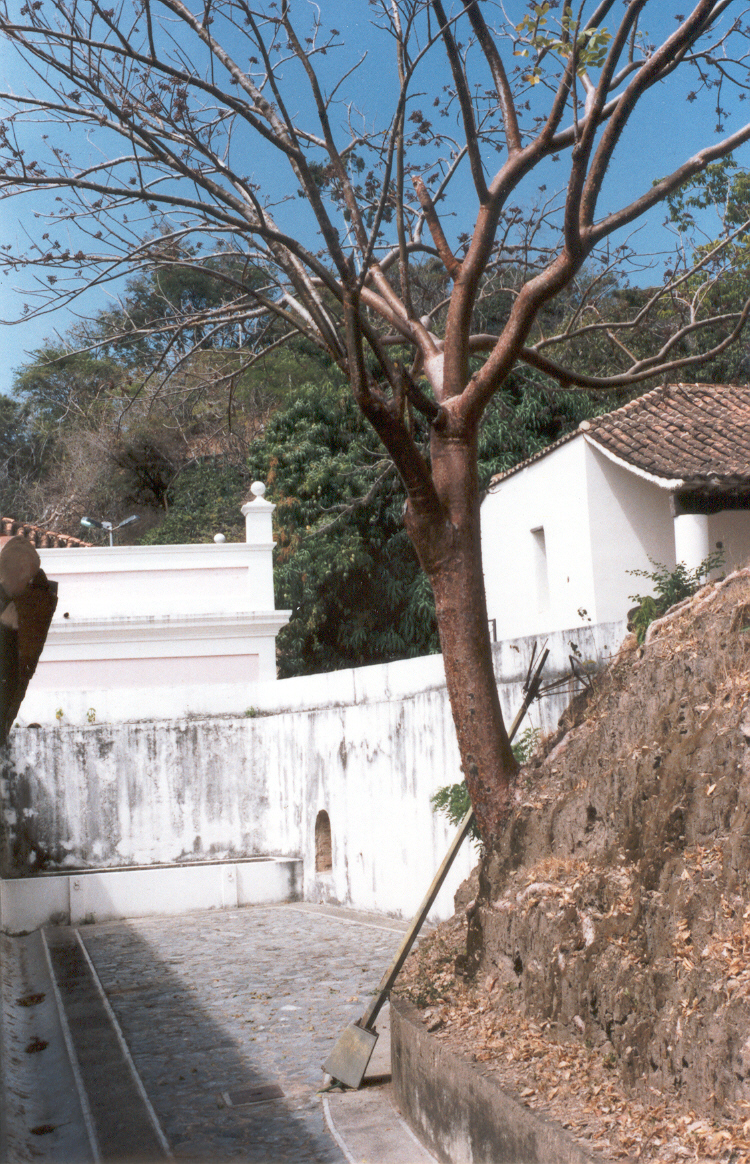
Jiote
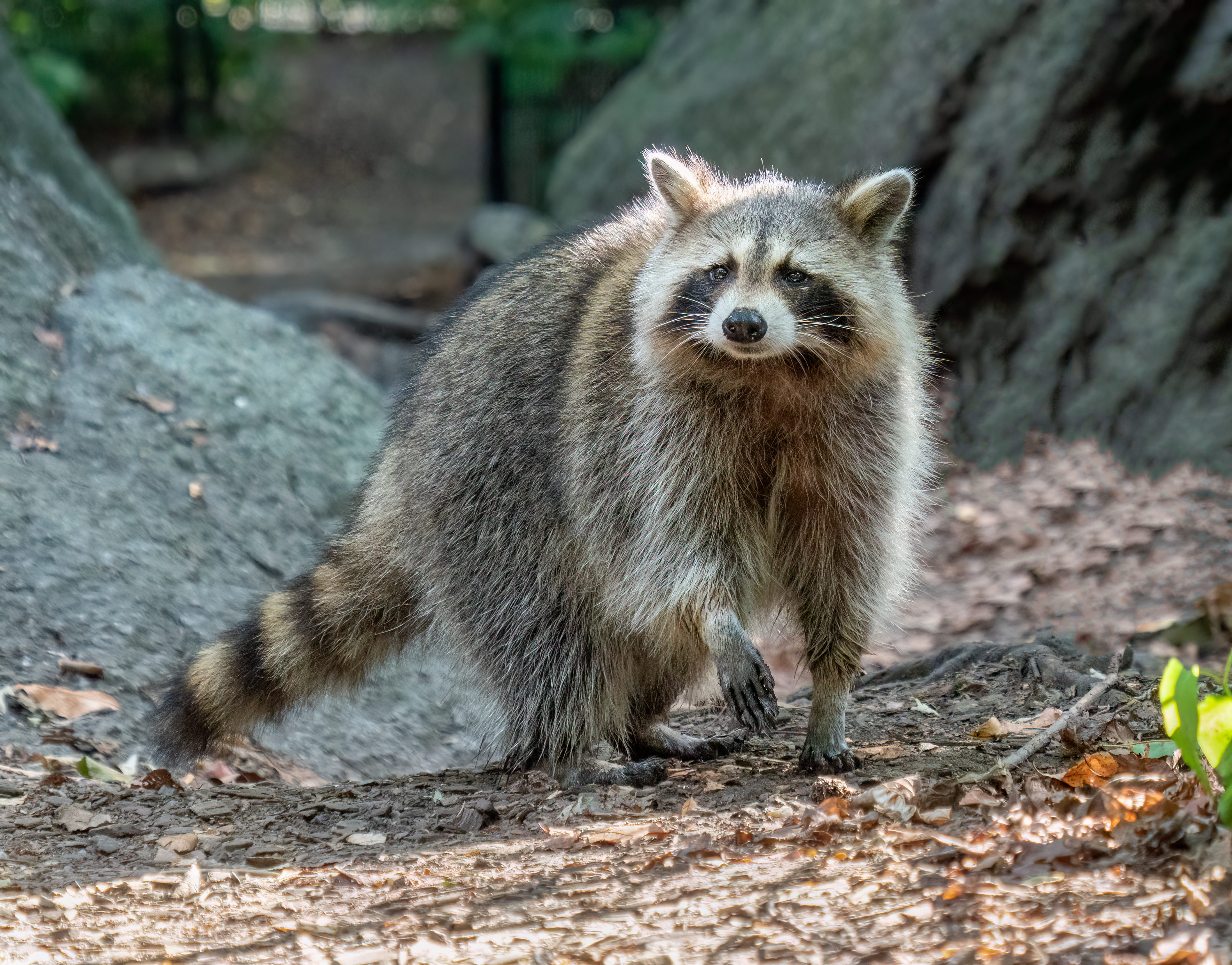
Mapache
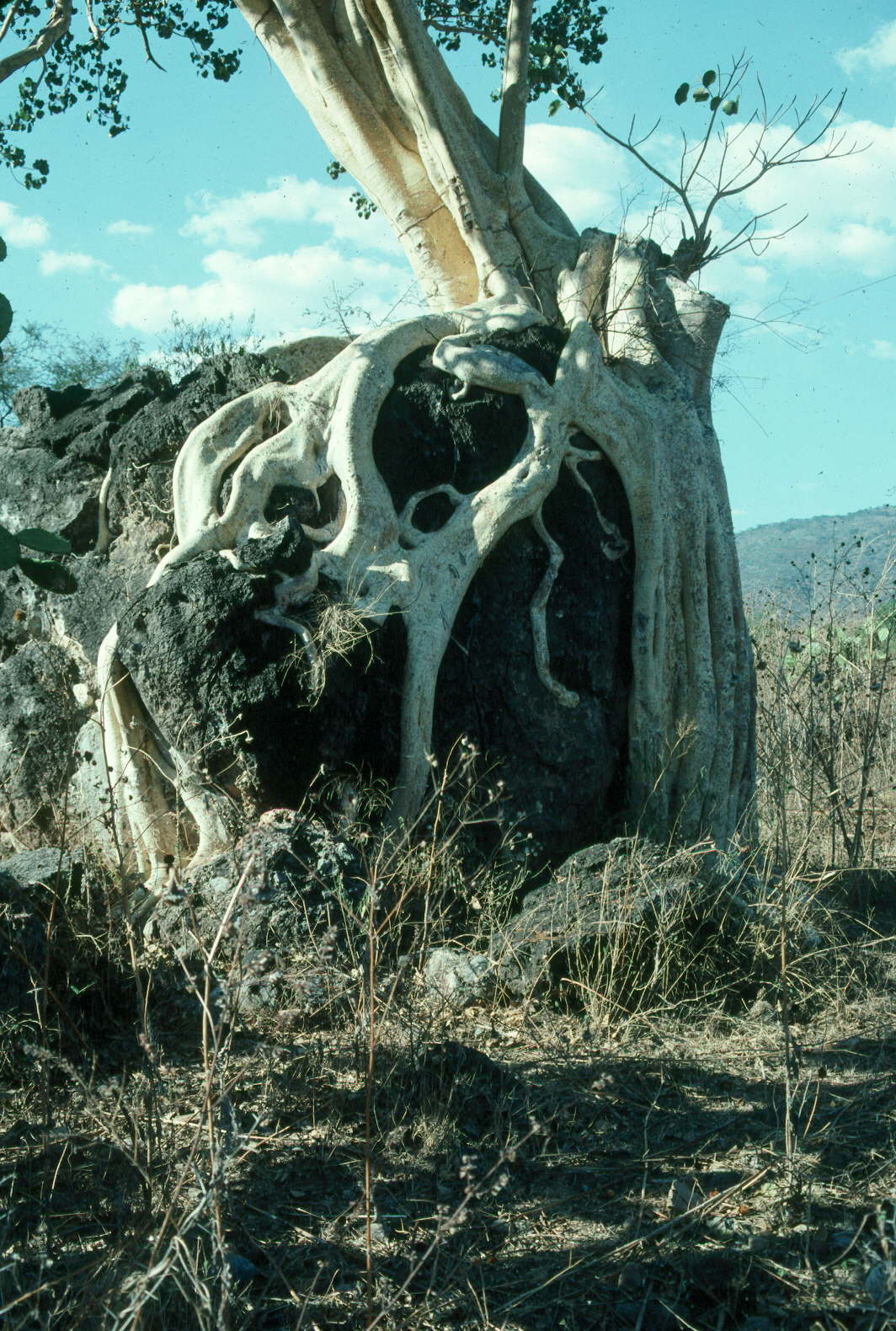
Amate
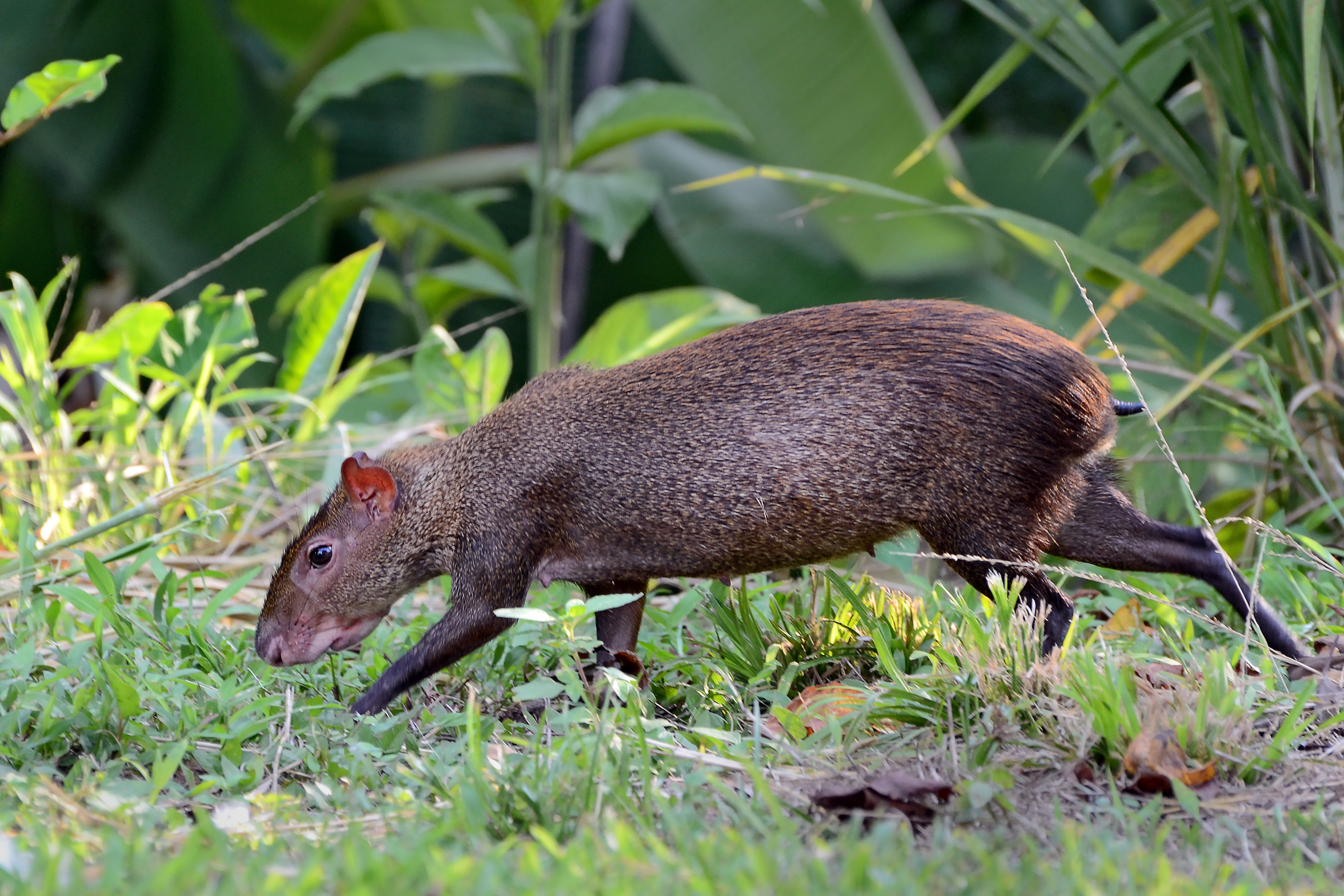
Cotuza

## Economía

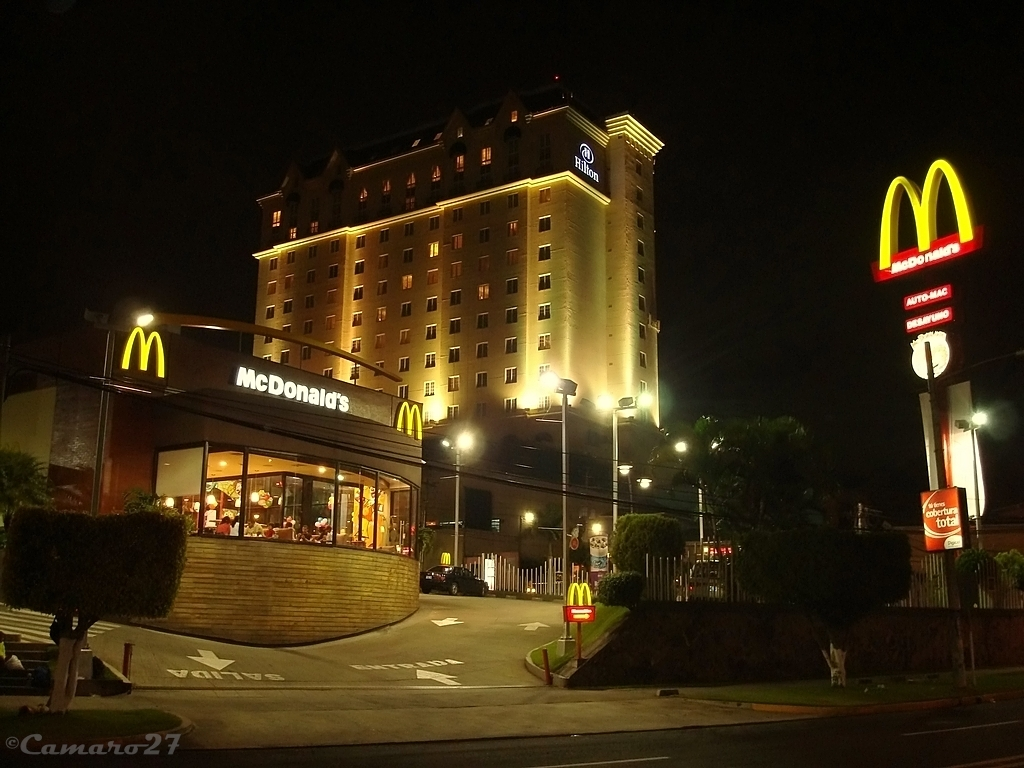
Vista nocturna del Hotel Hilton en la Zona Rosa.

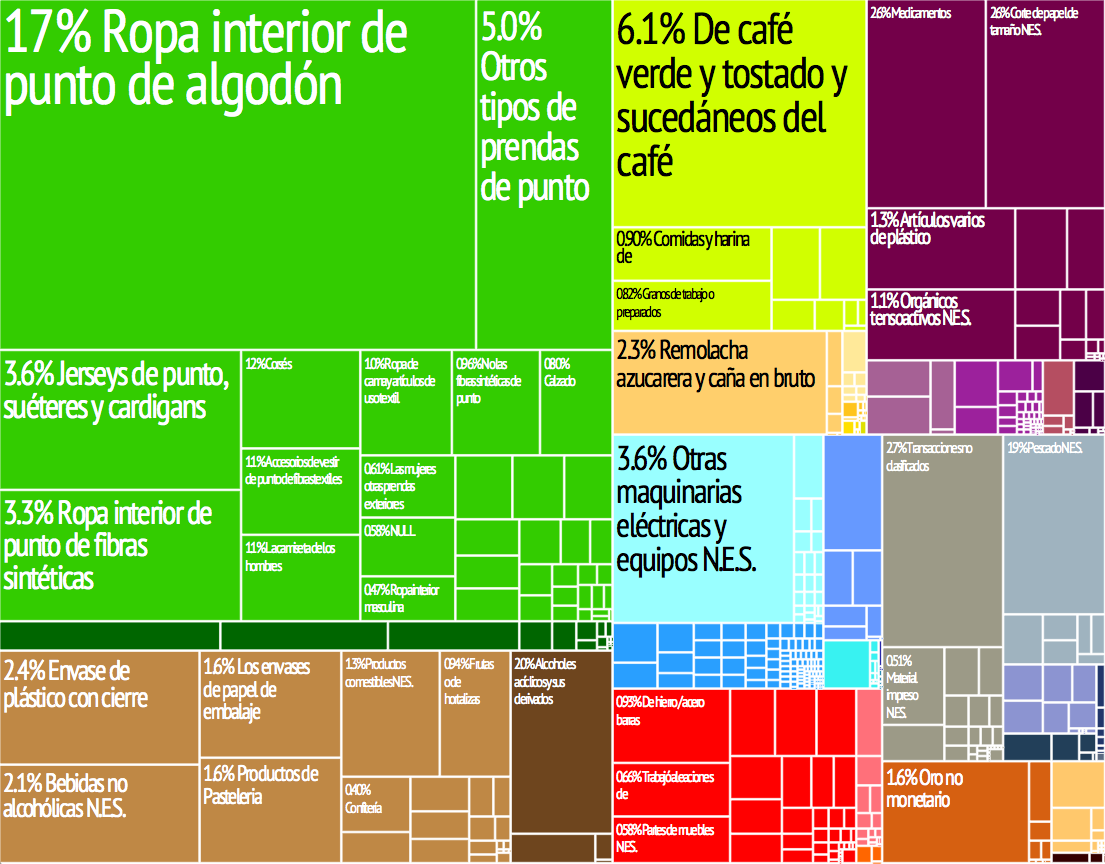
Representación gráfica de los productos de exportación del país en 28 categorías codificadas por color.

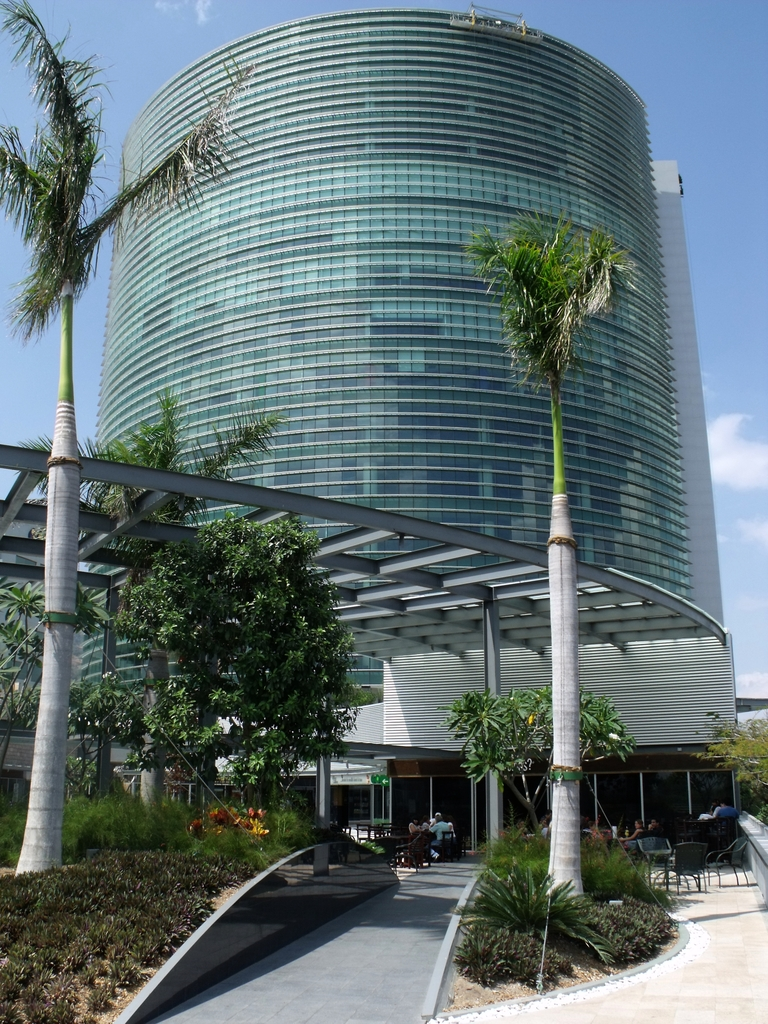
World Trade Center San Salvador, también llamada "Torre Futura", ubicada en la Colonia Escalón, de San Salvador, es uno de los centros económicos de la capital.

Durante los sucesivos gobiernos del partido ARENA se implantaron iniciativas del mercado libre y un modelo de gerencia fiscal que incluía la privatización del sistema de actividades bancarias, las telecomunicaciones, las pensiones públicas, la distribución eléctrica, y una parte de la generación eléctrica, reducción de los aranceles, eliminación de los controles de precios y una aplicación mejorada de los derechos de propiedad intelectual.
El PIB ha estado creciendo en un paso constante pero modesto después de la firma de los acuerdos de paz en 1992, en un ambiente de estabilidad macroeconómica. Un problema que El Salvador enfrenta es la desigualdad económica de la distribución de ganancias personales. En 1999, la quinta parte más rica de la población recibió el 45 % de la ganancia del país, mientras que la quinta parte más pobre recibió solamente 5,6 %.
Desde el mes de diciembre de 1999, las reservas internacionales netas llegaron a 1800 millones de dólares. El Gobierno de El Salvador emprendió un plan monetario de integración que a partir de enero de 2001, por el cual el dólar estadounidense se convirtió en moneda de curso legal junto al colón salvadoreño, lo cual facilitó las operaciones económicas con el exterior. De esta manera, el gobierno limitó formalmente su posibilidad de imponer políticas monetarias sobre el mercado.
Pesar de la existencia de dos monedas legales en el país, el colón dejó de circular; sin embargo algunos almacenes todavía informan al público de precios en colones y a la vez en dólares. En general, debido al fuerte efecto de las remesas, la población apoyó el cambio del colón al dólar. El cambio al dólar también precipitó una pauta de intereses más bajos en El Salvador, ayudando a muchos para asegurar crédito para comprar una casa o un automóvil.  La izquierda política, fue muy crítica del proceso de dolarización, alegando que favorece al interés de las empresas del sector financiero.
En junio de  2021 Bukele anunció un plan para la adopción de Bitcoin cómo moneda nacional justificado en los coste de las actuales transferencias monetarias en dólares y en el impacto de en las economías familiares más desfavorecidas, aprobando días más tarde la ley para la adopción del bitcoin como moneda de curso legal en El Salvador.
Debido a la guerra civil y al estancamiento nacional de los años 80, el PIB no ha superado aún los niveles de finales de los años 70 en términos de la paridad del poder adquisitivo. Actualmente, la economía está más orientada hacia la manufactura y los servicios, en lugar de la agricultura (cultivo del café). Sus principales industrias son la de alimentos y bebidas, productos del petróleo, tabaco, productos químicos, textiles y muebles.
Hay actualmente quince zonas de libre comercio en El Salvador. El beneficiario más grande ha sido la industria de la maquila textil, que proporciona 88 700 trabajos directos, y consiste sobre todo en el corte de las ropas que montan para la exportación a los Estados Unidos.
El Salvador fue el primer país en firmar e implementar el Tratado de Libre Comercio entre Estados Unidos, Centroamérica y República Dominicana (CAFTA), así como acuerdos de libre comercio con México, Chile, la República Dominicana, y Panamá, y ha aumentado sus exportaciones a dichos países. El Salvador, Guatemala, Honduras y Nicaragua también están negociando un acuerdo de libre comercio con Canadá. Así mismo, se ha terminado la negociación de un Tratado de Libre Comercio con Colombia y otro con Taiwán. 
La política fiscal ha sido el desafío más grande para el gobierno de El Salvador. Los acuerdos de paz del 1992 comprometieron al gobierno a gastos para los programas de la transición y los servicios sociales. Aunque la ayuda internacional era abundante y caritativa, el gobierno se centró en mejorar la colección de sus ingresos corrientes. Un impuesto de valor añadido del 10 % (IVA), implementado el septiembre de 1992, fue aumentado hasta el 13 % en julio de 1995. El IVA es la fuente más grande del rédito, alcanzando el 52.3 % de ingresos fiscales totales en 2004.
Según la Fundación Heritage, con 54 puntos, en 2024 la economía de El Salvador no era libre, como la de Suiza o Singapur (puntajes 83), ni principalmente libre, como la de Estados Unidos (puntaje 70), ni modestamente libre, como la de Panamá o España (puntajes 63-64), sino principalmente no libre, como la de Nicaragua o Angola; debiéndose el pobre clima de libertad económica salvadoreña en gran parte a la ineficacia e ineficencia de los juzgados (puntaje 14), lo que no permite dirimir rápida y económicamente las disputas, y a la pobre integridad del Estado (puntaje 34).  El País aparecía a la zaga, en la posición 116, de 176 países analizados.  Según el Índice mundial de innovación, a cargo de la Organización Mundial de la Propiedad Intelectual, en 2024, El Salvador se ubicó en lugar 98 en innovación entre 133 países del mundo; mientras que en 2023 ocupó el lugar 95 y el lugar 100 en 2022.
| Exportaciones        | Exportaciones | Importaciones  | Importaciones |
| País                 | Porcentaje    | País           | Porcentaje    |
| -------------------- | ------------- | -------------- | ------------- |
| Estados Unidos       | 66 %          | Estados Unidos | 43,4 %        |
| Comunidad del Caribe | 26 %          | Guatemala      | 8,2 %         |
| México               | 1 %           | México         | 7,8 %         |
| España               | 1 %           | Unión Europea  | 7 %           |
| Otros                | 6 %           | Otros          | 33,6 %        |

El modelo liberal implantado, de acuerdo a muchos académicos, ha generado resultados mixtos a nivel macroeconómico, existe una pequeña porción de población, principalmente los grupos con poder político, que se han visto beneficiados y que han tenido un fuerte crecimiento mientras que en muchos otros sectores no se reflejan una mejora del nivel de vida.
Desde el 2001, el país adoptó, por decreto legislativo, al dólar como moneda oficial y se sustituyó al antiguo colón. Desde que se realizó el cambio, las tasas de interés han caído y los salvadoreños con acceso a crédito lo han obtenido a las tasas más bajas en tres décadas. El progreso económico ha permitido que reconocidas instituciones financieras internacionales, como es el caso de Moody's, le haya otorgado a El Salvador una calificación de «grado de inversión», la cual solo la gozan además en Hispanoamérica, Chile, Perú, México, Panamá y Colombia. En la actualidad, la banca salvadoreña se ha expandido a toda Centroamérica, convirtiéndose en los bancos más grandes de la región. Así mismo, la línea aérea regional más grande, Avianca El Salvador, pertenece en un 70 % a empresarios salvadoreños.[actualizar] La inversión privada salvadoreña se encuentra en toda la región, especialmente en el área de servicios. Otros ejemplos son la presencia en toda la región de Agrisal y sus marcas: Holiday Inn, Crowne Plaza. Grupo Roble con Metrocentro, Multiplaza y otros proyectos que han llegado al Caribe y Sudamérica, como Urbánica e Inversiones Bolívar.
Las remesas de salvadoreños que trabajan en los Estados Unidos y envían a los miembros de sus familias son una fuente importante de ingresos del extranjero y compensan el déficit comercial substancial de alrededor $4 000 000 000. Las remesas han aumentado constantemente de la década pasada y han alcanzado un colmo absoluto de $3 780 000 000 en 2008 —aproximadamente el 17,1 % del producto interno bruto (PIB)—.
En abril de 2004, las reservas internacionales estaban calculadas en $1900 millones. En años recientes la inflación ha caído a niveles de un dígito y las exportaciones totales han crecido substancialmente.
Al ser un país rico en folclore y tradiciones, la producción artesanal se encuentra muy difundida en todo el estado y contribuye en gran medida al desarrollo de la economía nacional. Se trabajan materiales como: el mimbre, la jarcia, el barro, la palma, la madera, el tule, las jícaras, el cuero y los metales, entre ellos el oro y la plata. Está muy difundida la artesanía del tejido, la alfarería, la orfebrería (filigranas) y la hojalatería (aperos para la labranza, machetes) y resulta una forma de generar progreso económico para muchas personas, que se dedican a vender artesanías a turistas nacionales y extranjeros y a exportar, principalmente a Estados Unidos, Alemania y el resto de la Unión Europea.
El Salvador, junto a México, todos los países centroamericanos y Colombia, llevan a cabo el Plan Puebla Panamá, que es un esfuerzo de integración regional y que involucra cierta inversión en infraestructura y desarrollo social.
Un estudio de Oxfam y la Fundación para el Desarrollo de Centroamérica (Fudecen) revela que las 110 personas más acomodadas de El Salvador tienen una fortuna de $8900 millones lo que supera el presupuesto general de la nación para 2021, que es de $7423 millones. Según Oxfam, hay un nivel de desigualdad que frena el desarrollo del país.

### Balance energético
En El Salvador más de la mitad de la energía se produce a partir de recursos renovables como lo son la hidroeléctrica y la geotérmica, con altas expectativas de crecimiento por los proyectos de ampliación de las plantas geotérmicas y la construcción de nuevas presas hidroeléctricas, además se está dando paso a una planta de gas natural con inversión de 900 millones de dólares. De acuerdo con la Comisión Nacional de Energía, el 94,4 % de las inyecciones totales durante enero de 2021 provinieron de centrales hidroeléctricas (28,5 % – 124,43 GWh), geotérmicas (27,3 % – 119,07 GWh), biomasa (24,4 % 106,43 GWh), solar fotovoltaica (10,6 % – 46,44 GWh) y eólica (3,6 % – 15,67 GWh).
Con ello, El Salvador se ha convertido en uno de los líderes en energía renovable a nivel centroamericano, además de ser el primer país del mundo en prohibir la minería metálica (en 2017) por diferentes factores ambientales.
El cuadro siguiente muestra la producción total de energía de El Salvador al 2021 y sus porcentajes.
| Formas de energía  | 2021 (GWh) | %    |
| ------------------ | ---------- | ---- |
| Hidroeléctrica     | 124,43     | 28,5 |
| Geotérmica         | 119,07     | 27,3 |
| Biomasa            | 106,43     | 24,4 |
| Solar Fotovoltaica | 46,44      | 10,6 |
| Eólica             | 15,67      | 3,6  |
| Total              | 412,04     | 94,4 |

### Silvicultura
Debido a la alta densidad de población y a la temprana explotación del café, los recursos forestales de El Salvador se han reducido a un pequeño porcentaje de la superficie del país (5,8  % el equivalente a unas 1210 km²) y la mayoría están protegidos. Como resultado, la mayor parte de la madera que necesita el país debe ser importada. No obstante se mantienen especies de árboles muy particulares del país junto con otras existentes en casi toda Iberoamérica. Los árboles de bálsamo son muy abundantes en sus bosques. De hecho, El Salvador es uno de los principales proveedores de goma de bálsamo.

## Turismo

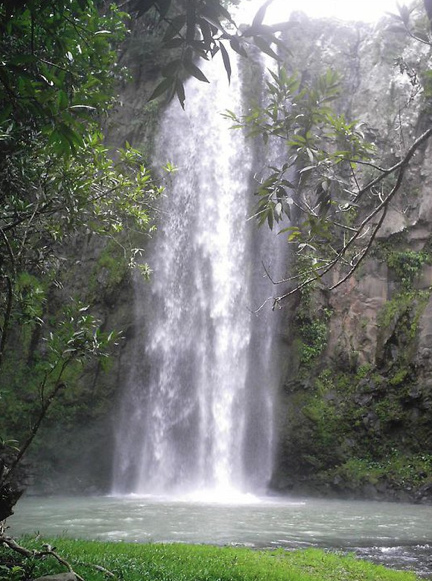
El Chorreron, El Salvador; el turismo es el sector de más rápido crecimiento de la economía salvadoreña.

El turismo constituye uno de los mayores recursos para el desarrollo económico del país. El Salvador presenta, además, un potencial de excepción en el ámbito del turismo cultural, con más de 2000 lugares arqueológicos reconocidos, muestras de las culturas maya, olmeca, nahua y lenca, principalmente el turismo se ha  convertido en una de las actividades económicas más importantes, llegando a ser la segunda fuente más importante de divisas, después de las remesas familiares. 
Para el año 2019, 2,6 millones de turistas del extranjeros visitaron El Salvador con un ingreso anual de $1777 millones de dólares, lo que representa el 6.5 % del PIB del momento y el MITUR tiene un presupuesto de 27 millones de dólares y el turismo apoyó directamente y indirectamente 317.200 puestos de trabajo, lo que representa el 11,6 % del empleo total en El Salvador, el sector turístico está considerado el sector con mayor crecimiento en la economía salvadoreña.
Los turistas que visitan El Salvador provienen principalmente de Estados Unidos y Canadá, países centroamericanos y países europeos. El Salvador es el segundo país centroamericano que más turistas recibió en el 2019, mientras que en el 2021, fue el país centroamericano que más turistas recibió, con un total de 1,4 millones de turistas.
Para el año 2024 los indicadores han mejorado considerablemente con respecto al año anterior, según la página oficial del Ministerio de Turismo, recibió 3.9 millones de visitantes internacionales, lo que representa un aumento del 17% respecto al año anterior. En diciembre, el turismo internacional alcanzó su punto más alto con 431,674 visitantes, convirtiéndose en el mes con la mayor cantidad de turistas del año. Este resultado posiciona al país como un destino destacado en la región. Estos resultados reflejan el interés cada vez mayor por el país y consolidan al turismo como un motor clave para la economía de El Salvador.
El Salvador ofrece varios tipos de atracciones turísticas, pero los turistas principalmente visitan El Salvador por sus playas, en donde destaca la práctica de deportes como el surf. Las playas de El Salvador son consideradas como uno de los destinos favoritos para practicar surf, otras actividades que atraen turistas son la cultura y las artesanías, el ecoturismo, el montañismo y el turismo de aventura (como el balsismo).
Para facilitar el turismo para extranjeros y nacionales, el Ministerio de Turismo ha propuesto diferentes rutas:
Ruta arqueológica:  parque arqueológico Joya de Cerén (patrimonio de la humanidad), parque arqueológico San Andrés, parque arqueológico Tazumal, parque arqueológico Casa Blanca y  parque arqueológico Cihuatán.
Ruta artesanal: Ilobasco, Suchitoto, San Sebastián, La Palma.       
Ruta de La Paz: Es un destino turístico rico en historia, cultura y naturaleza su nombre es en alusión al periodo de paz que viven sus pueblos después de la guerra civil de los años ochenta, y por la tranquilidad que caracteriza a la zona. La ruta se encuentra ubicada en el departamento de Morazán y está integrada por los distritos de San Fernando, Perquín, Arambala, Meanguera, Torola, El Rosario, Jocoateca y Jocoaitique, los sitios de interés turístico más importantes son: Museo de la Revolución, Campamentos de la ex guerrilla, Rio Sapo, Cerro El Pericón, Llano del Muerto, Bailadero del Diablo, Sitio Histórico El Mozote, El Monumento a la Reconciliación y la Paz, así como la Cueva de Las Pasiones.
Ruta de las Mil Cumbres: Bosque de Chaguantique, bahía de Jiquilisco, volcán de Tecapa y Laguna de Alegría, Berlín, Alegría.
Ruta Fresca: Se denomina Ruta Fresca a la región conformada por los distritos de La Palma, San Ignacio y Citalá del departamento de Chalatenango. Es llamada así por su clima, belleza, y las alternativas para divertirse al aire libre con familia y amigos, además de sitios de pernocta en hoteles y hostales en la zona de montaña.
Ruta Sol y Playa: Zona occidental: Acajutla, Barra de Santiago, Metalío, Los Cóbanos, Los Almendros; Zona central: El Tunco, El Sunzal, El Zonte, Mizata y La Paz (estas cuatro playas forman parte del circuito Surf City), El Palmarcito, El Cocal, San Blas, San Diego, Costa del Sol y el Estero de Jaltepeque; y Zona oriental: El Espino y Punta Mango en Jucuarán, las diferentes playas en la bahía de Jiquilisco, El Cuco y Las Flores en Chirilagua, (estas dos playas forman parte del circuito Surf City) El Esterón y El Icacal en Intipucá, Las Tunas, Playas Negras, El Tamarindo y El Jagüey en Conchagua, Playitas y Chiquirín en La Unión, Playa Playona en la isla Zacatillo, El Maculí y el Golfo de Fonseca.
Ruta de Las Flores: Ahuachapán, Apaneca, Concepción de Ataco, Juayúa, Salcoatitán, San Antonio del Monte y Nahuizalco.
Ruta de Los Volcanes: cerro Verde, volcán de Izalco y volcán de Santa Ana.

Destinos turísticos de El Salvador
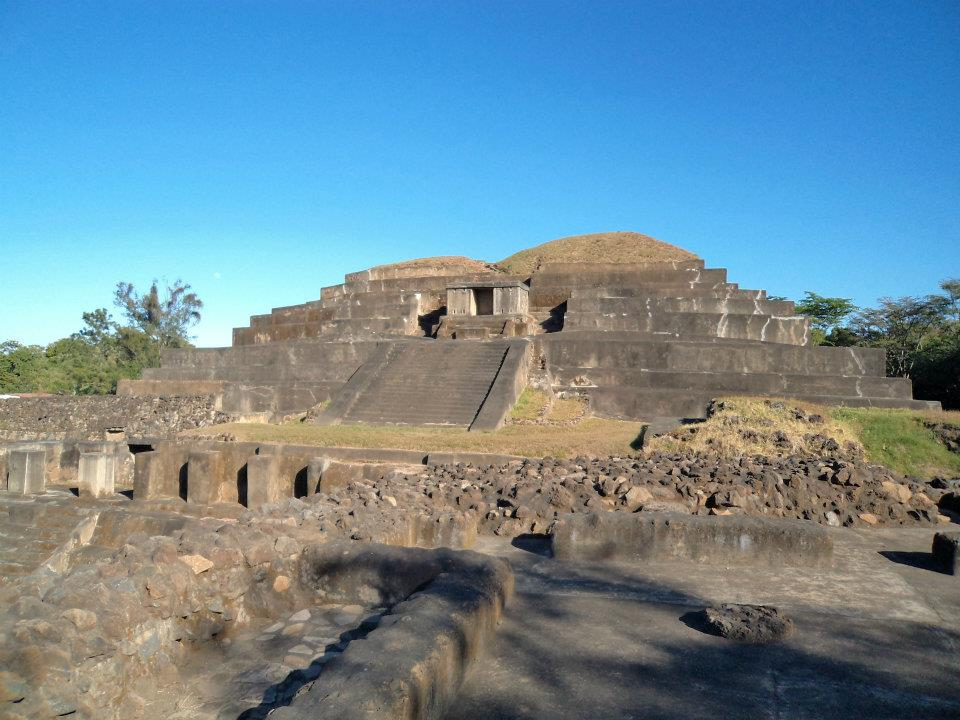
Parque arqueológico Tazumal
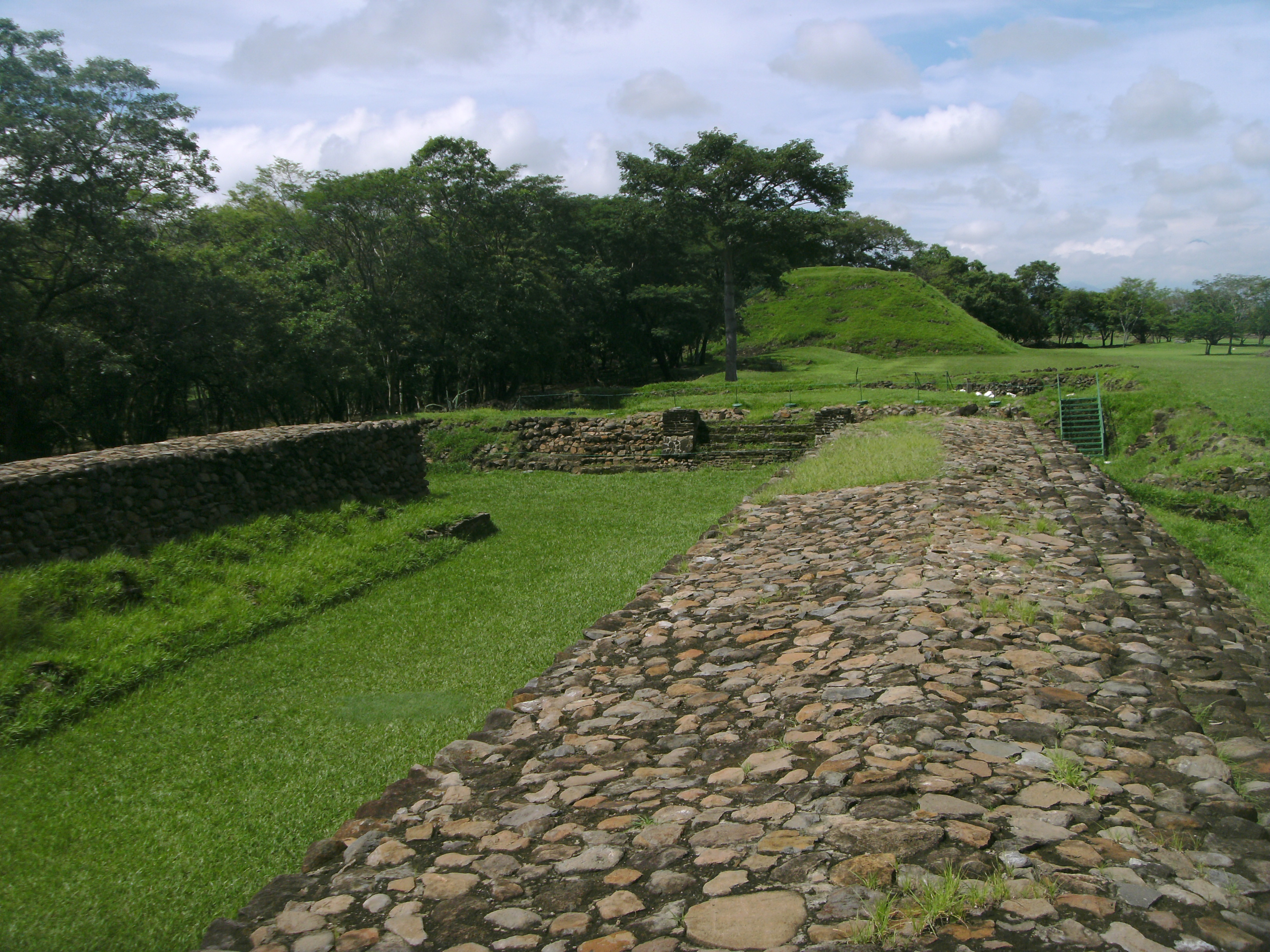
Parque arqueológico Cihuatán
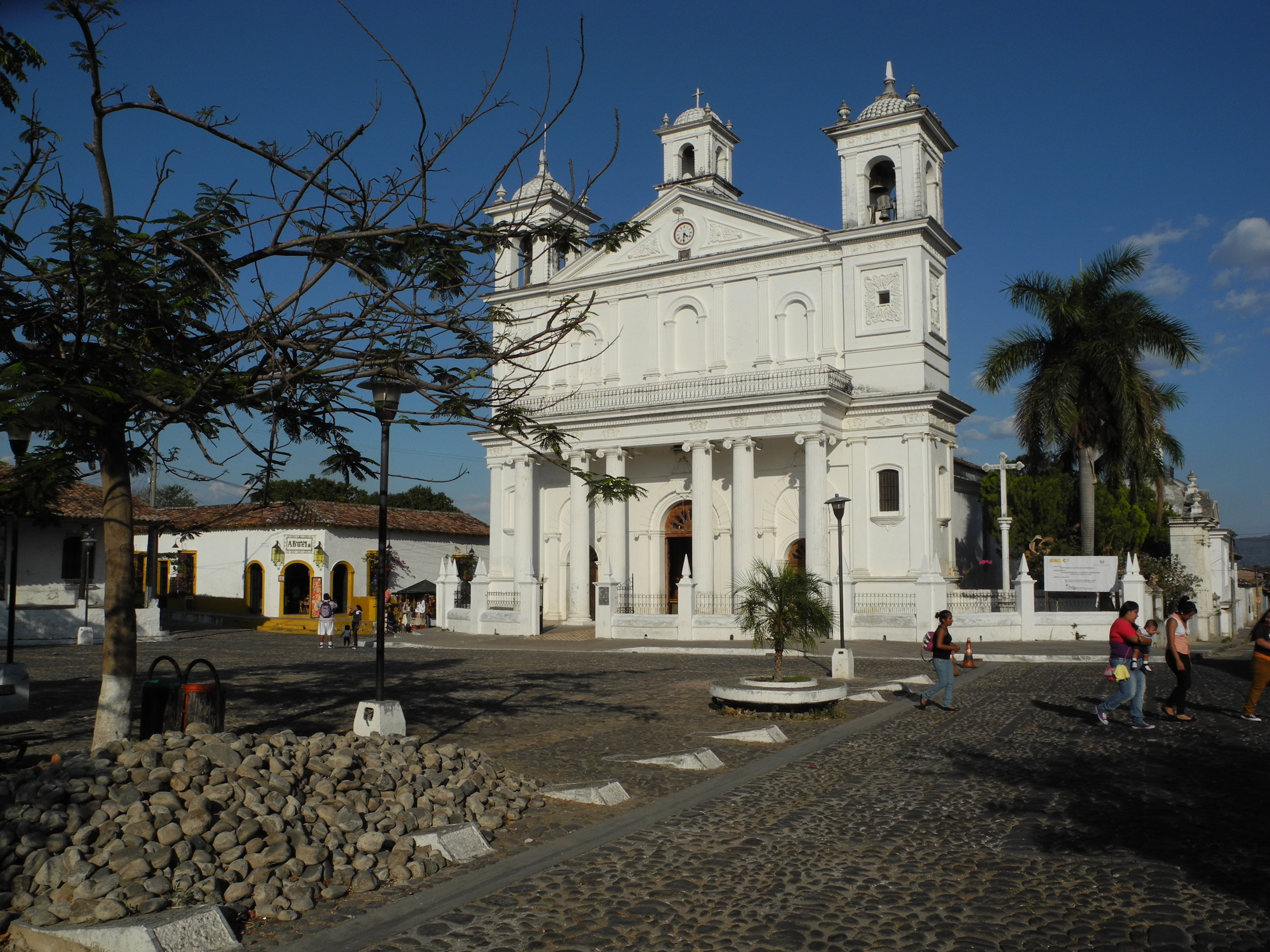
Iglesia de Santa Lucía en la ciudad de Suchitoto
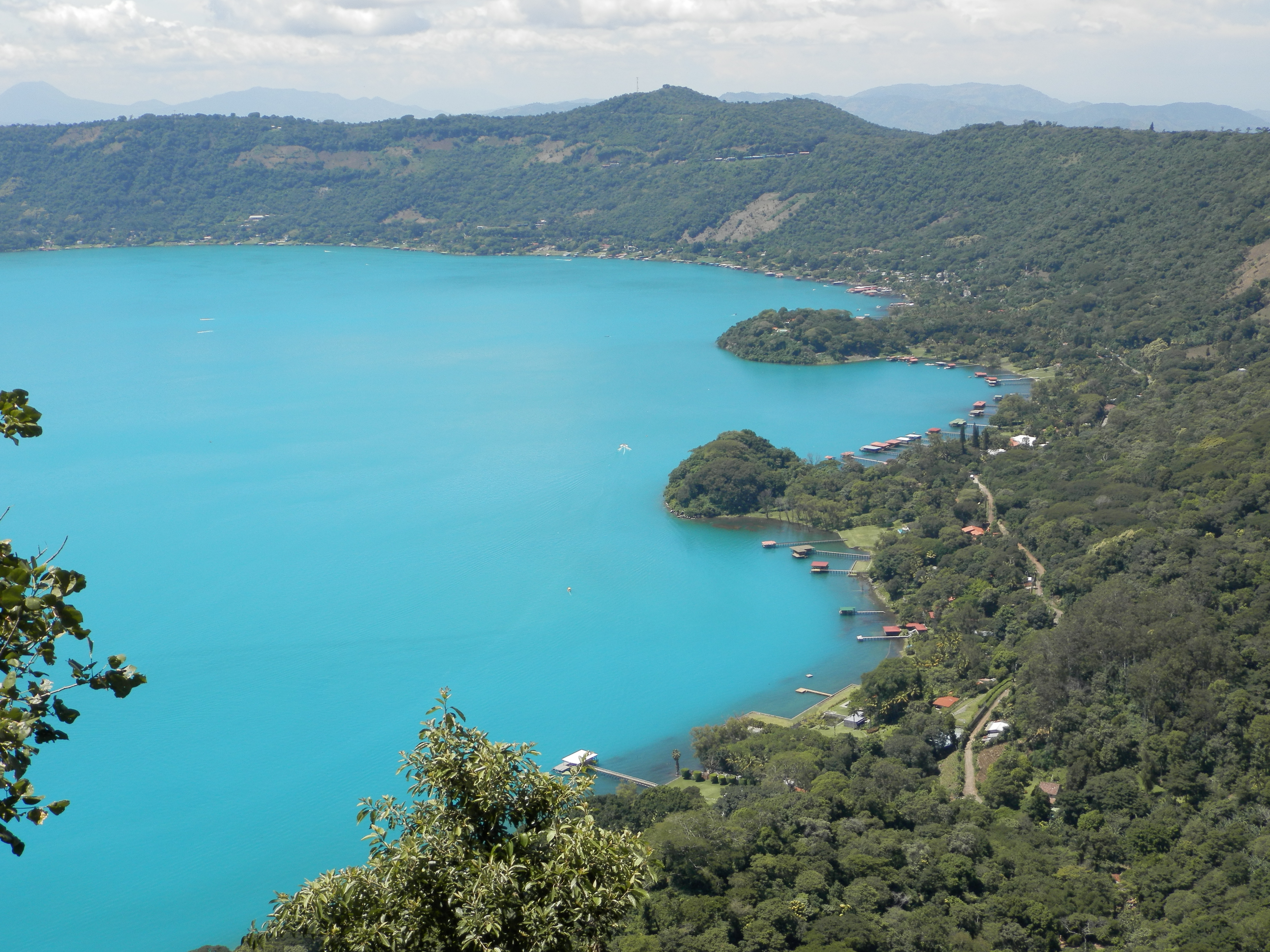
Lago de Coatepeque
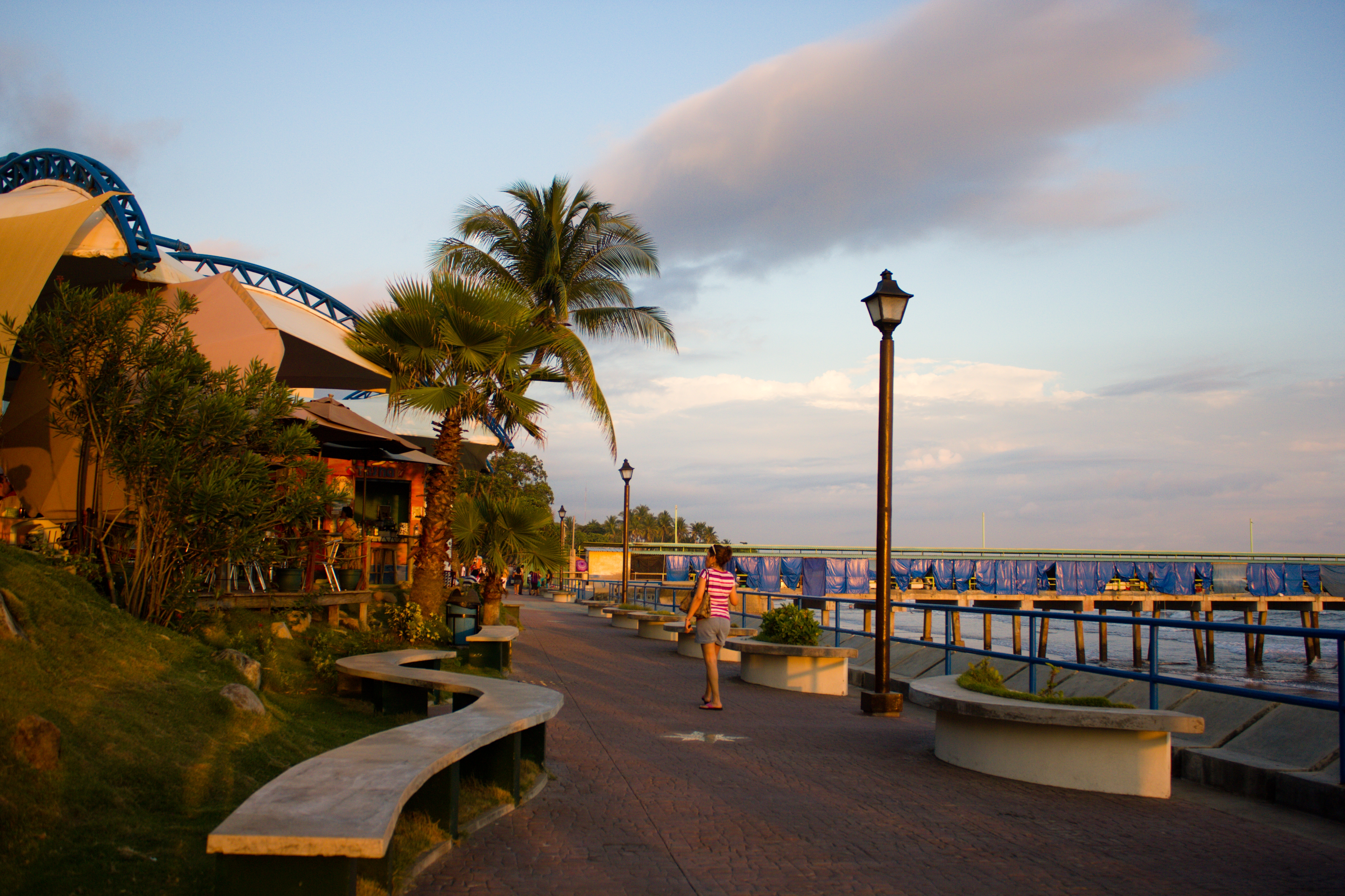
Malecón en el Puerto de La Libertad
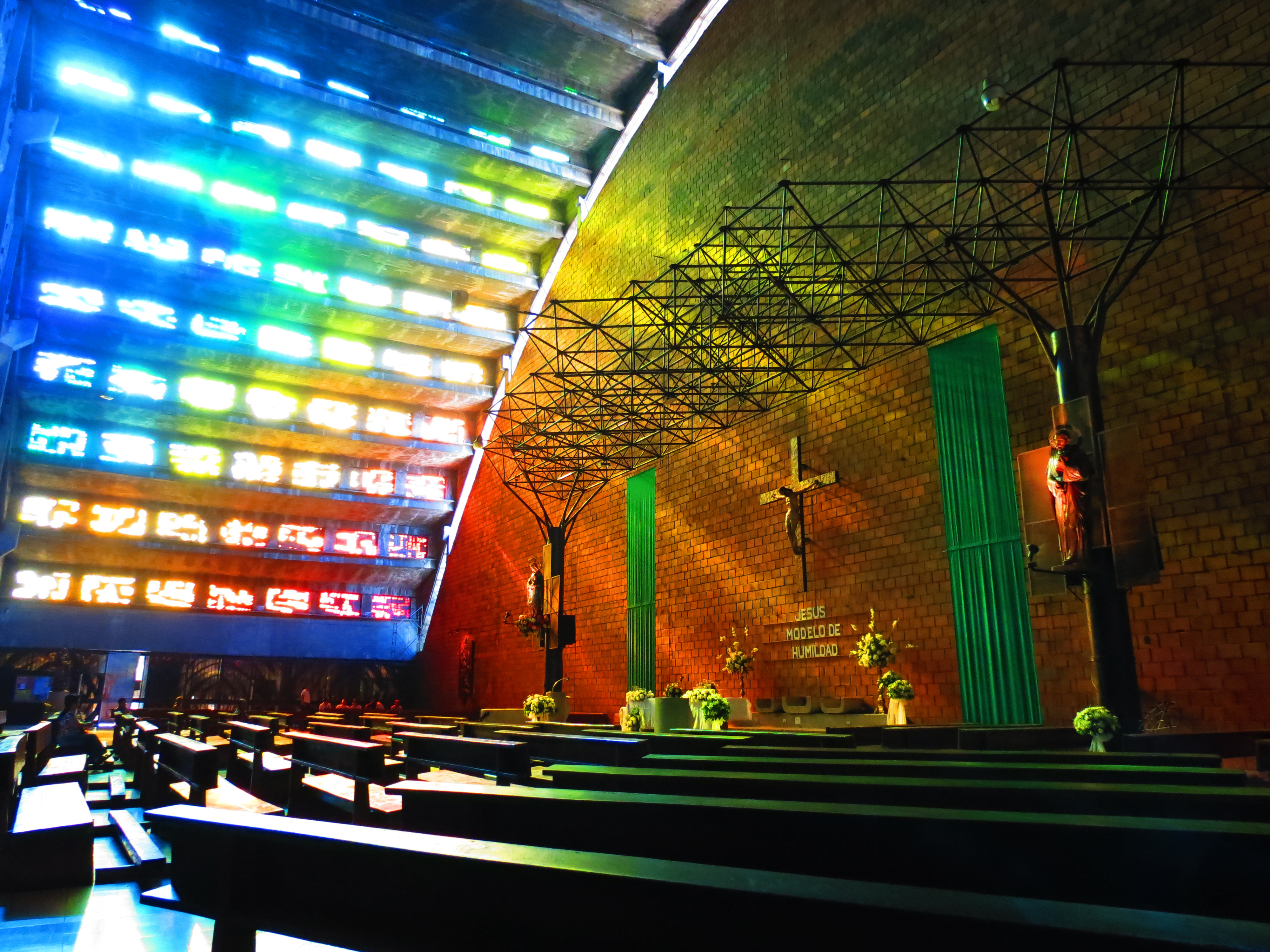
Parroquia El Rosario en Centro Histórico de San Salvador
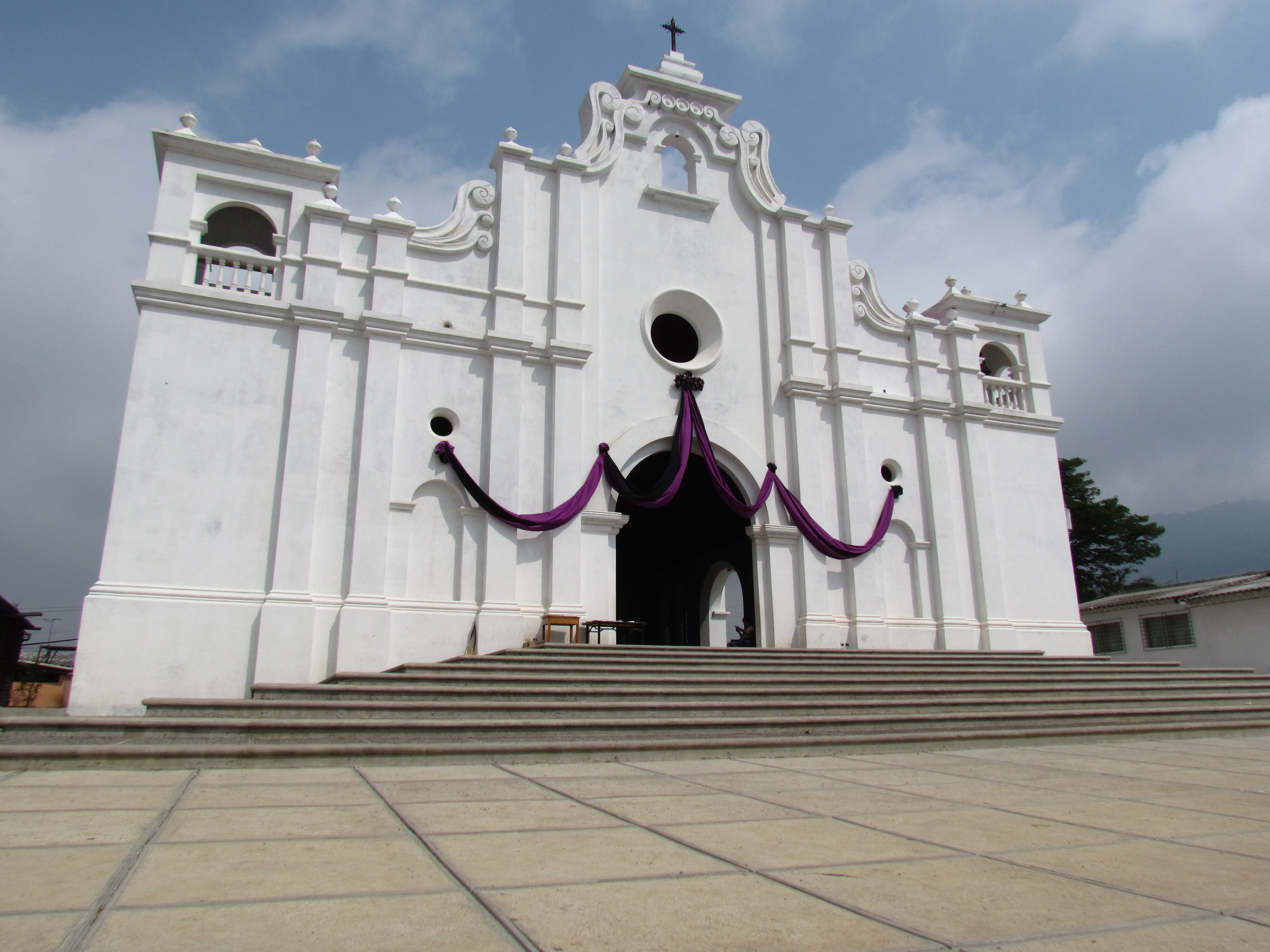
Parroquia de ciudad de Apaneca
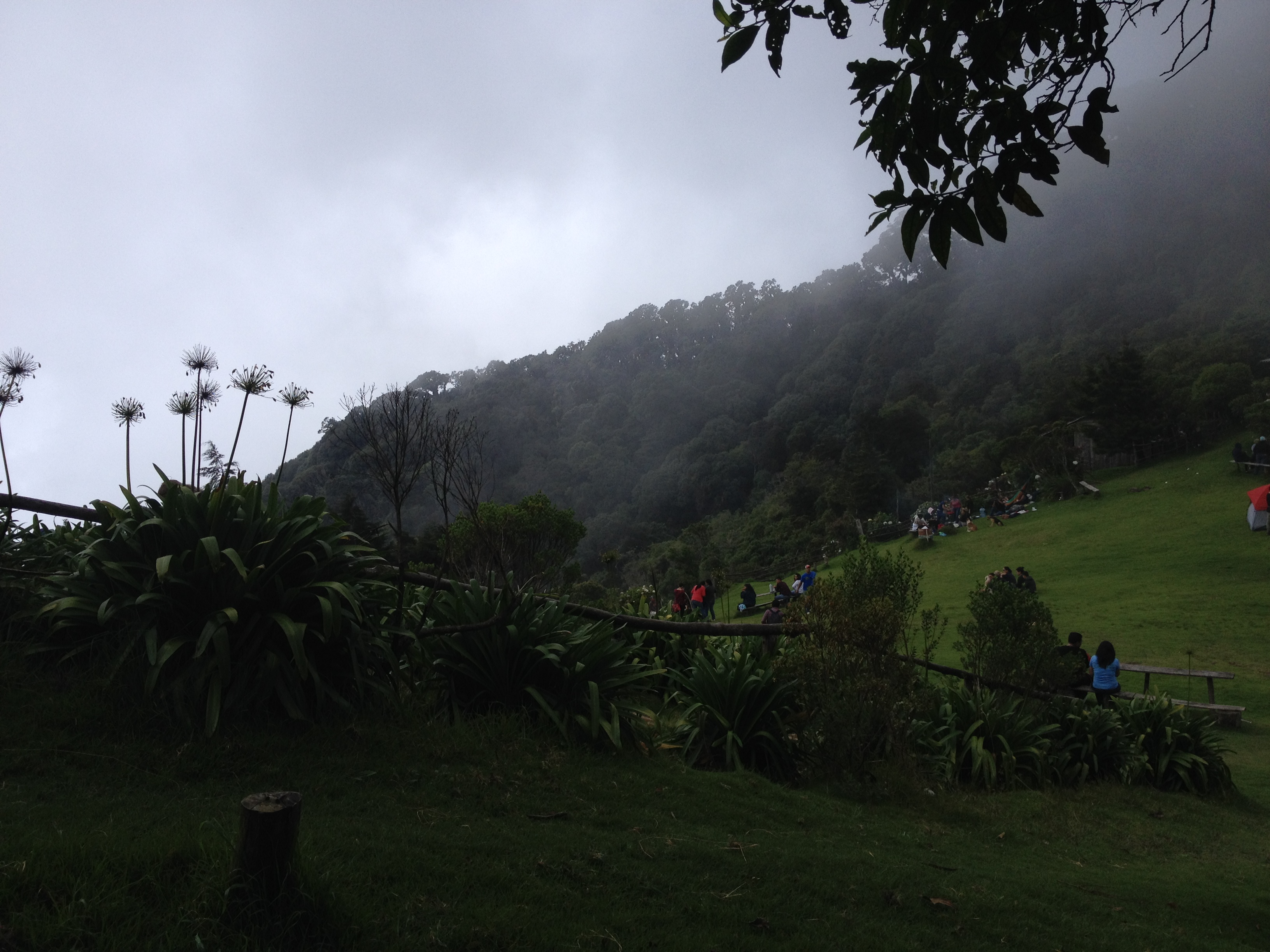
Cerro El Pital en San Ignacio, Chalatenango.
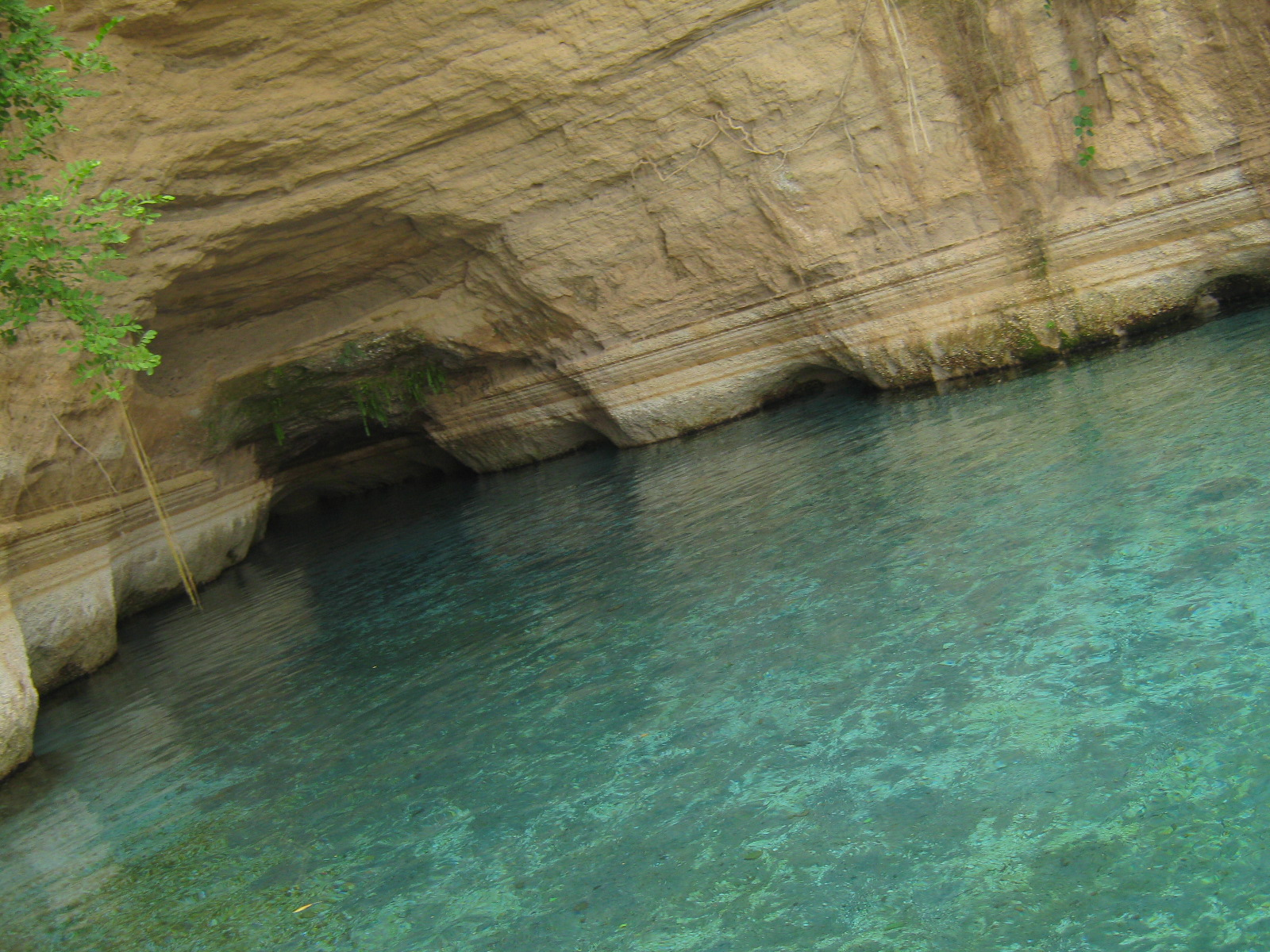
Cuevas de Moncagua en San Miguel.
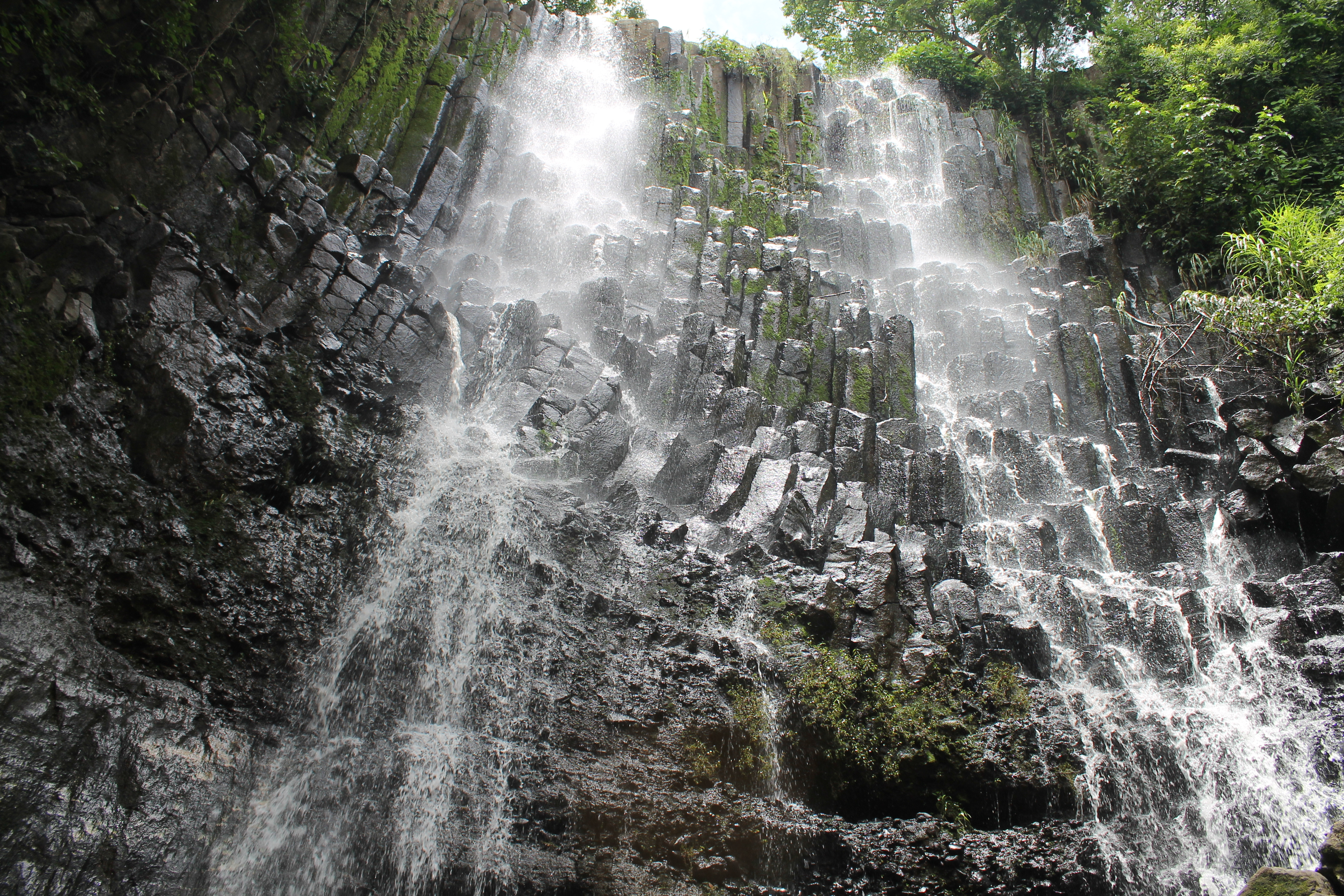
Cascada Los Tercios en Suchitoto.
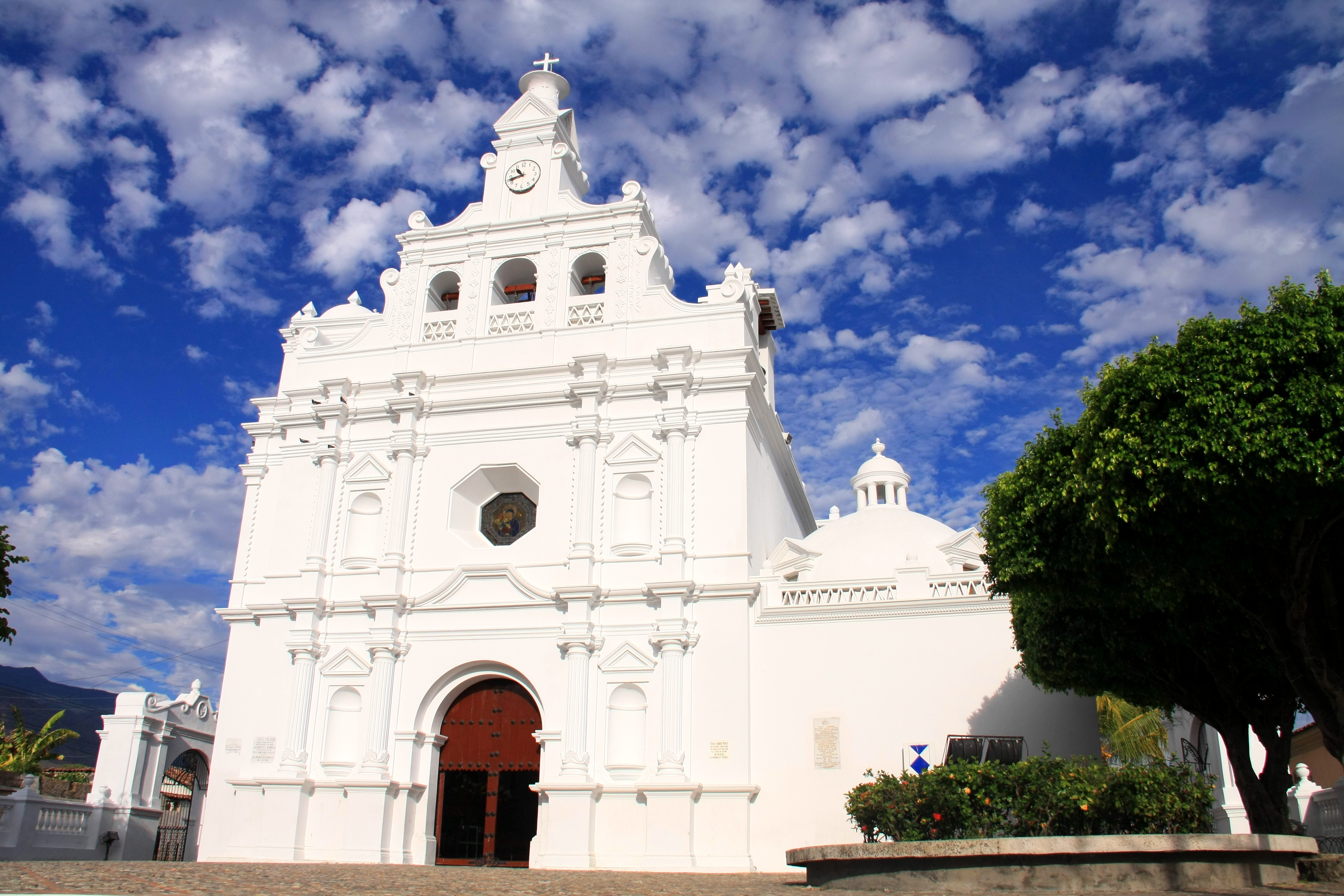
Iglesia colonial en Metapán
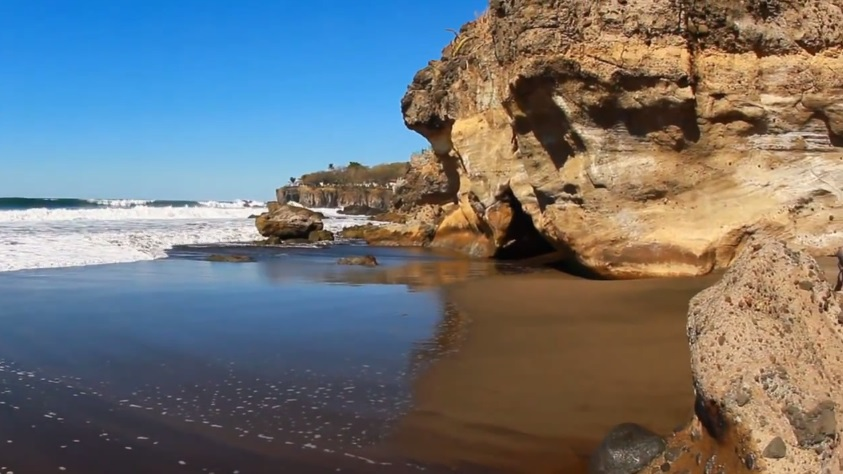
Playa El Sunzal
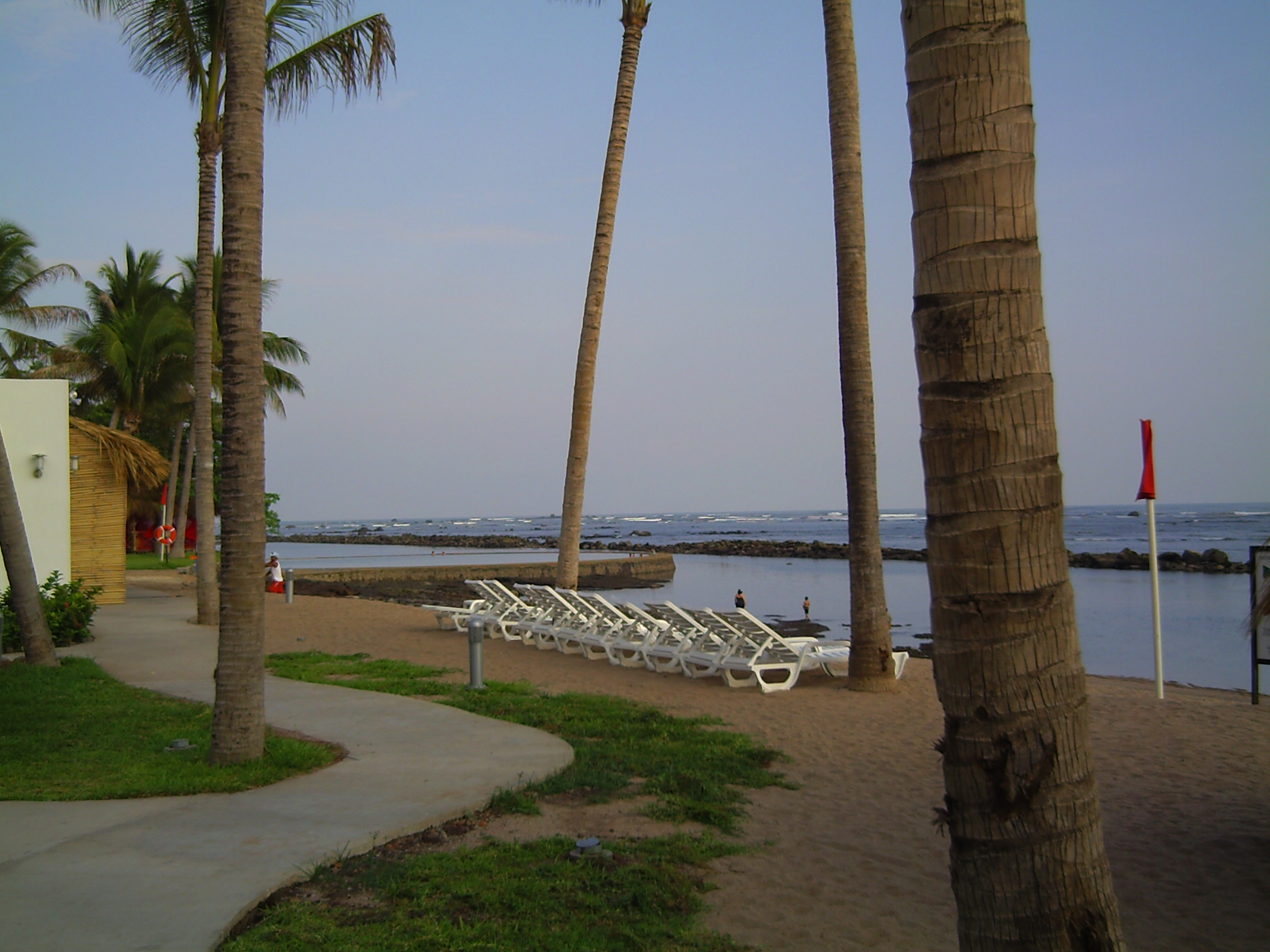
Playa Salinitas en Sonsonate
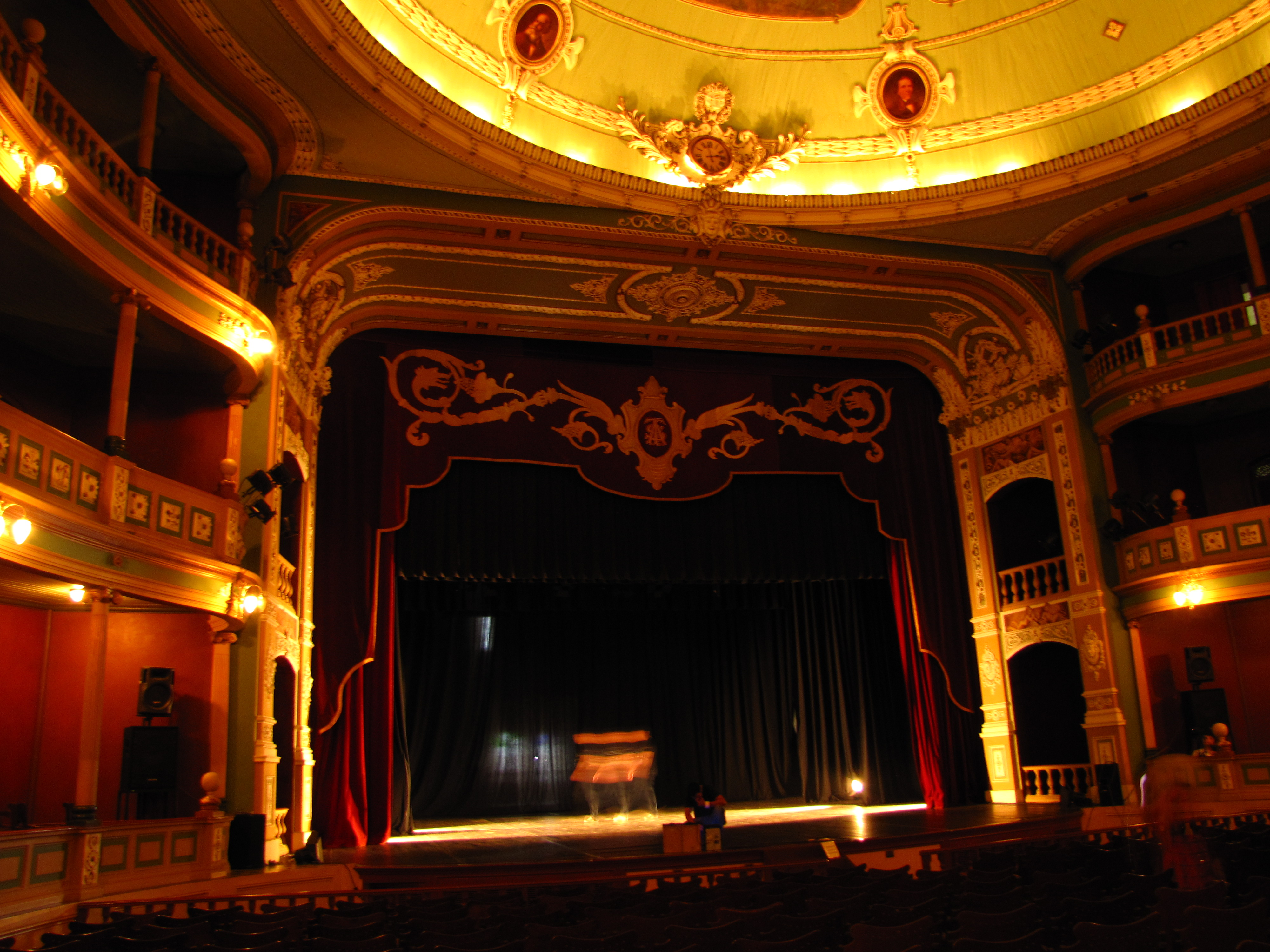
Teatro de Santa Ana
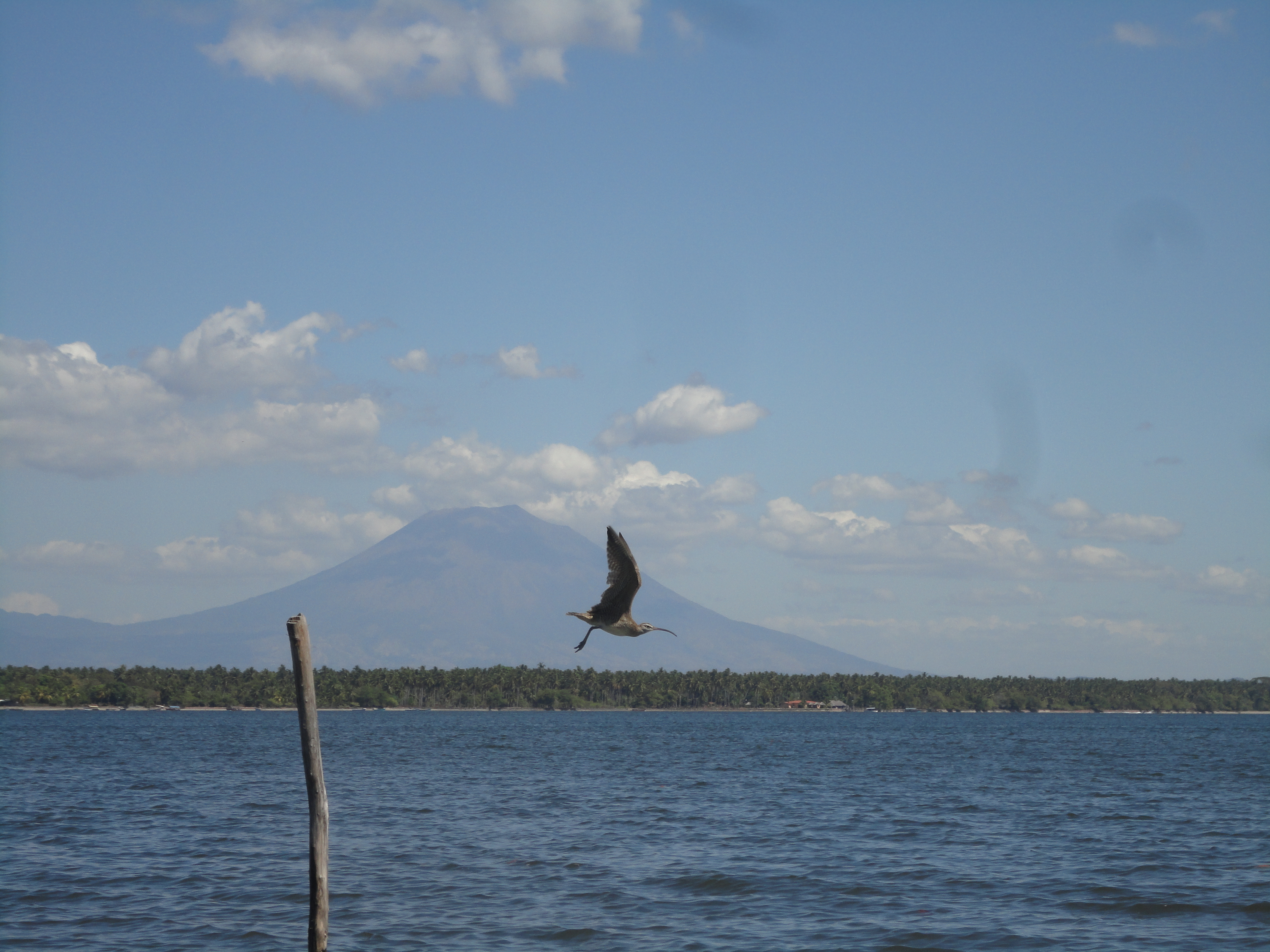
Bahía de Jiquilisco
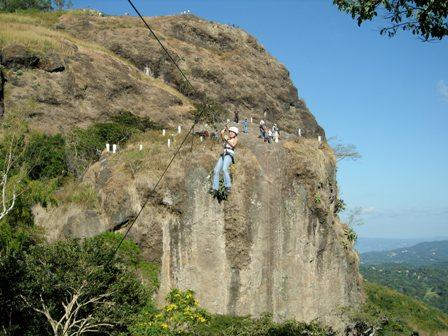
Puerta del Diablo en Panchimalco, San Salvador
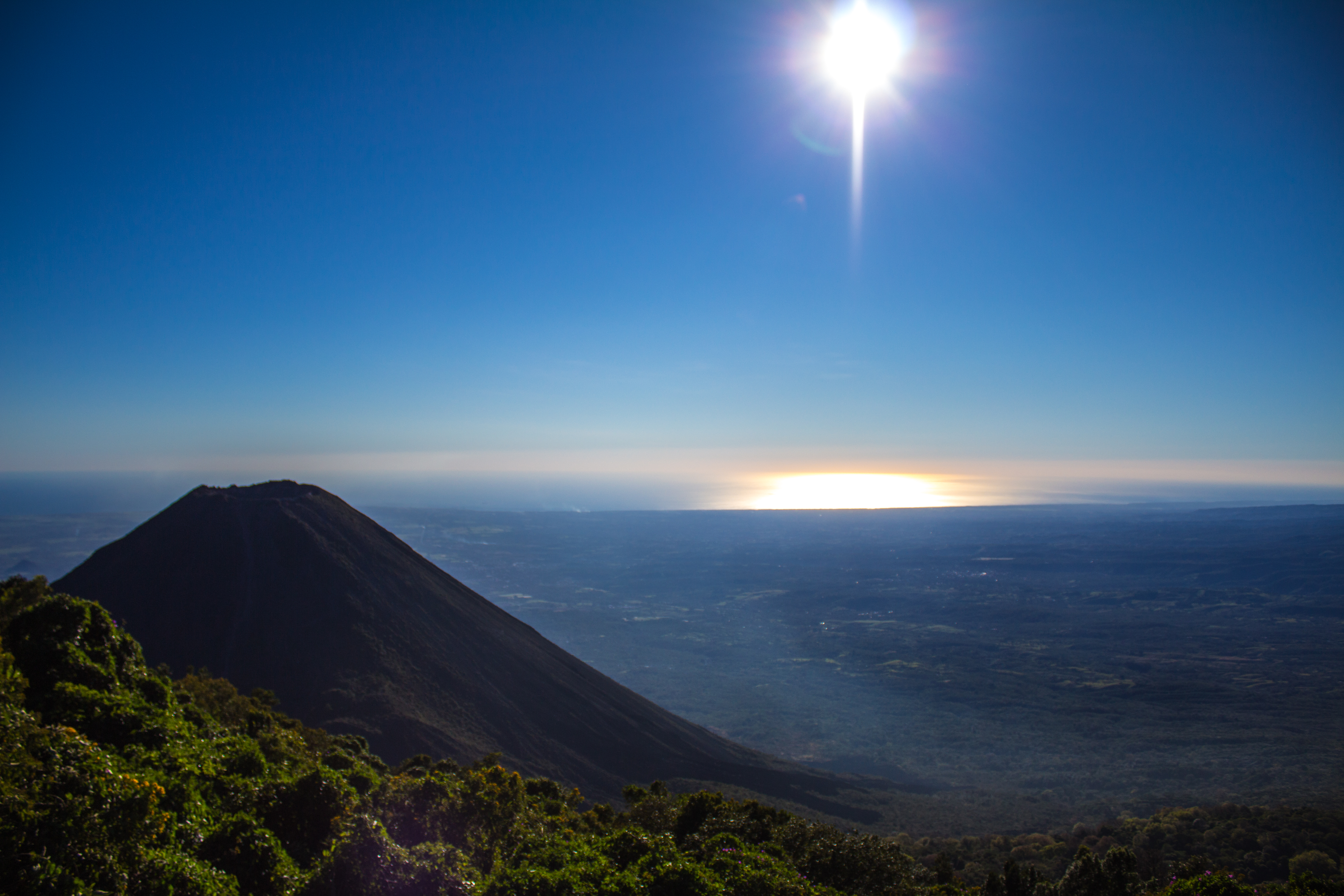
Volcán de Izalco en el departamento de Sonsonate
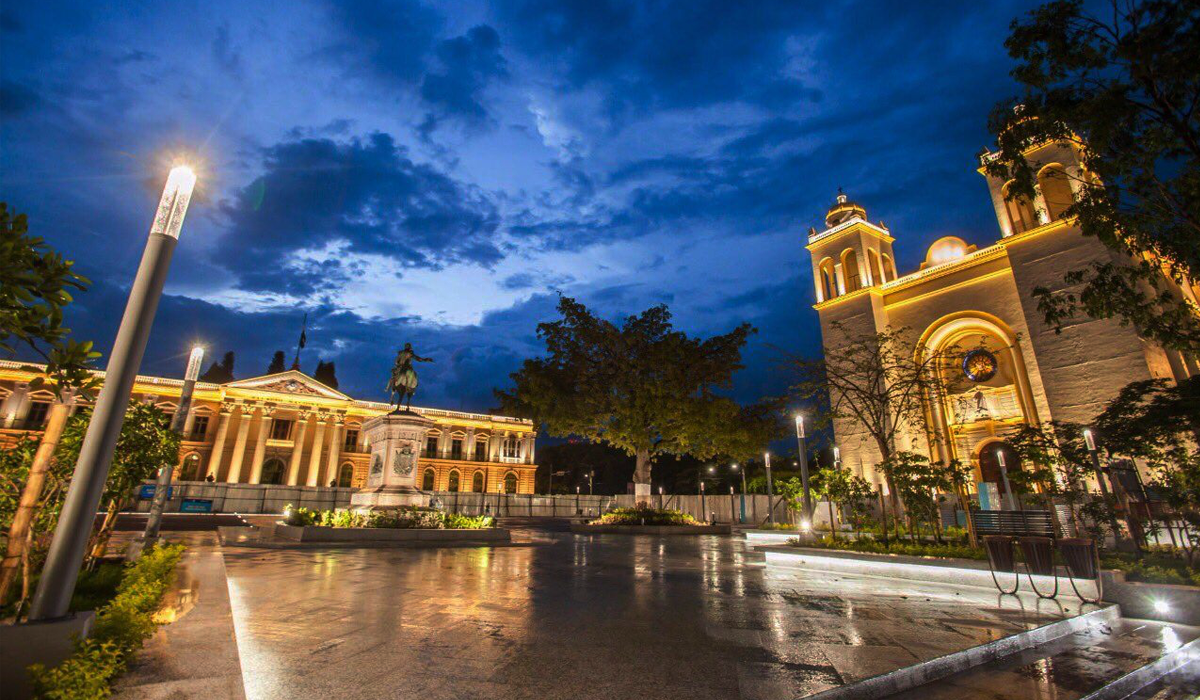
Centro histórico de San Salvador

Ecoturismo y turismo sostenible: En los últimos años, El Salvador ha impulsado el ecoturismo como una alternativa sostenible al turismo tradicional. Áreas como el parque Nacional El Imposible, la Ruta de las Flores y la bahía de Jiquilisco ofrecen experiencias centradas en la naturaleza, la biodiversidad y la cultura local. Iniciativas comunitarias promueven la conservación ambiental, al tiempo que generan ingresos para poblaciones rurales. Este enfoque ha atraído a viajeros interesados en actividades como el senderismo, la observación de aves, el surf ecológico y el agroturismo.

## Infraestructura

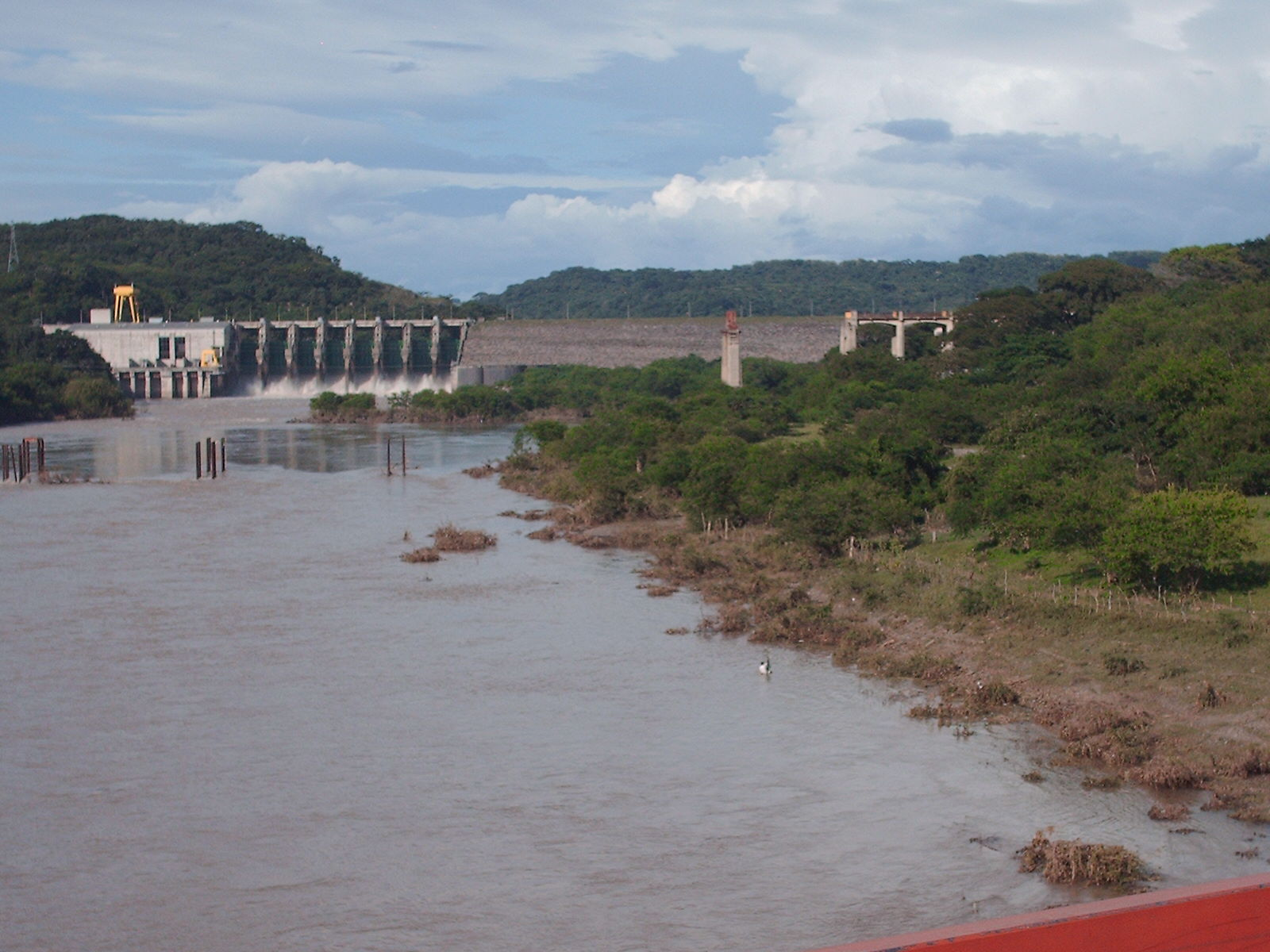
Presa hidroeléctrica 15 de septiembre.

### Infraestructura energética

#### Hidroelectricidad
En la actualidad, las plantas de energía hidroeléctrica aportan el 36 % de la electricidad producida en El Salvador. La compañía pública estatal CEL (Comisión Ejecutiva Hidroeléctrica del Río Lempa) posee y opera el 97 % de esta capacidad.
Las cuatro plantas de energía hidroeléctrica en El Salvador son: 5 de noviembre (81,4 MW), Guajoyo (15 MW), Cerrón Grande (135 MW) y 15 de septiembre (156,3 MW), todas ellas sobre el Río Lempa.
En este sector, los proyectos actualmente en marcha son los siguientes:
- Actualización de las dos unidades en la planta 15 de septiembre con 24 MW de nueva capacidad
- Nueva planta hidroeléctrica El Chaparral con 66 MW.
- Nueva planta hidroeléctrica El Cimarrón con 261 MW.

Esta expansión de la capacidad hidroeléctrica añadiría 351 MW al sistema en los próximos 5 años, lo que representa un aumento del 76  % en la capacidad actual. Además, si se ejecutaran los proyectos binacionales El Tigre (en el río Lempa) y El Jobo y Piedra de Toro (en el río Paz) con Honduras y Guatemala, se añadirían 488 MW de capacidad adicional al sistema de generación.

#### Energía geotérmica
La geotermia aporta más del 20 % de la electricidad que consume el país. El Salvador cuenta con un potencial geotérmico estimado de 644 megavatios (MW), de los cuales una tercera parte ya está siendo aprovechada para la generación. En la actualidad hay dos instalaciones geotérmicas en funcionamiento en El Salvador, la planta de Ahuachapán, de 95 MW, y la de Berlín, de 104 MW. La compañía eléctrica con mayoría de capital estatal LaGeo, antiguamente denominada Gesal, opera las dos plantas. LaGeo está ampliando actualmente las dos plantas geotérmicas existentes y llevando a cabo un estudio de factibilidad para una tercera planta, Cuyanausul. Se espera que los tres proyectos agreguen 64 MW de capacidad de generación eléctrica instalada para 2007.
El Salvador está considerado uno de los 10 primeros productores de electricidad geotérmica en escala mundial.

#### Energía solar
En 2015 se inaugura AES Moncagua en San Miguel, la cual es una planta de generación fotovoltaica con capacidad para generar 2.5 MW, producidos por más de 8000 módulos fotovoltaicos de tipo policristalino. En el balance estadístico de diciembre de 2019, la Comisión Nacional de la Energía de El Salvador indica que la solar FV alcanza un total de un 9,2 % en el total de la generación eléctrica acumulado hasta mediados de diciembre de 2020. La solar se ubica en cuanto a volumen por delante del Búnker, la eólico y muy cerca de la biomasa. No obstante en una comparativa este récord logra un mayor contraste .
La Solar fotovoltaica (SFV) habría pasado de un 2,7 % en 2018 al 4,2 % en 2019 al 9,2 % en 2020. Esto supone que la fotovoltaica habría crecido más del 120 % respecto a diciembre de 2019. El año pasado se produjeron varias inauguraciones en el país como la planta de 140MW más acumulación de NEOEN o la planta solar Opico Power de AES. Según fuentes de Irena, el país contaba en 2019 con 273 MWp instalados, las últimas instalaciones habrían añadido alrededor de 200 MWp nuevos, a la espera de cifras definitivas. al menos 200 MWp de nuevos sistemas fotovoltaicos. 
De cara al 2021 se espera que esta cifra del 9,2 % se supere ampliamente pues buena parte de los nuevos proyectos se inauguraron a mitad del año y no generaron todo el periodo. Asimismo, se aguarda la conclusión de nuevos proyectos como los 8 MWp de Bid Invest o la planta de 6,4 MWp que pretende conectar a la red la empresa MPC Capital. El Salvador se está consagrando como uno de los destinos más atractivos en Centroamérica para la inversión en plantas fotovoltaicas.

### Infraestructura de transporte

#### Puertos y aeropuertos

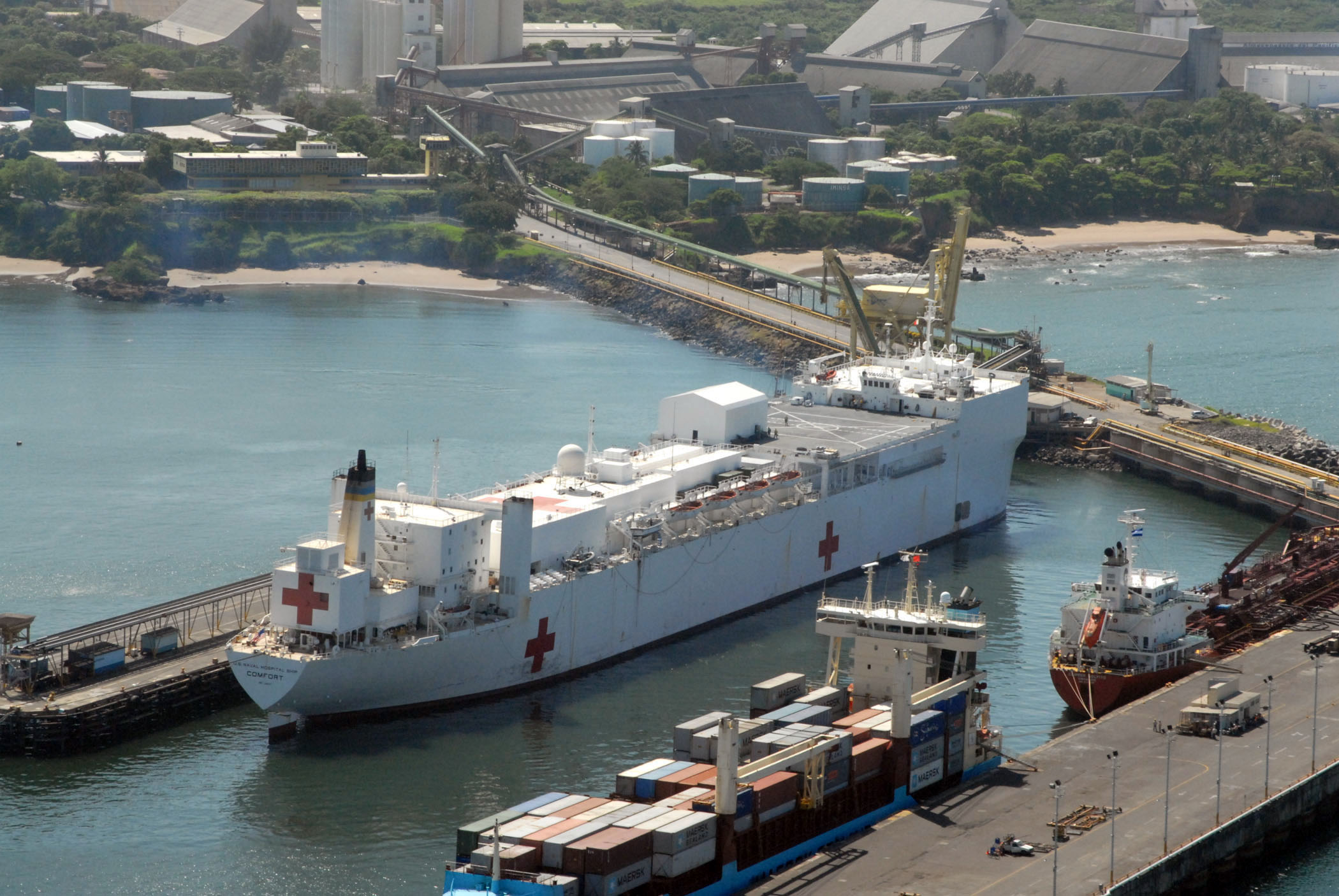
El barco USNS Comfort en el puerto de Acajutla.

El Salvador cuenta con los siguientes puertos marítimos:
- Puerto de Acajutla
- Puerto de La Unión Centroamericana

Los siguientes aeropuertos de carácter internacional:
- Aeropuerto Internacional de El Salvador San Óscar Arnulfo Romero y Galdámez

Localizado a 40 kilómetros de la capital. Fue construido en la segunda mitad de los años 1970 siendo finalizado en 1979 por la constructora japonesa Hazumi Gumi, para sustituir a su predecesor, el Aeropuerto de Ilopango.
El aeropuerto es el principal centro de conexiones, o hub, para la aerolínea Avianca El Salvador, y da servicio también a otras aerolíneas que vuelan a 31 destinos entre Centroamérica, Norteamérica, Sudamérica y Europa. Por el mismo tuvo un movimiento de 2 453 217 pasajeros, siendo el tercer aeropuerto más transitado. Posee 17 posiciones de estacionamiento, una pista de 3200 m y amplia gama de opciones para compras en la terminal.
- Aeropuerto Internacional de Ilopango

El aeropuerto sirvió como el principal aeropuerto internacional. Actualmente se usa con fines de aviación militar, vuelos chártes y vuelos civiles regionales.

#### Infraestructura vial
La infraestructura vial en El Salvador, según el último Informe Global de Competitividad del Foro Económico Mundial, se ubica en tercer lugar en América Latina, destacando por la alta calidad de carreteras en la región. Solo por debajo de Chile y Panamá. Obteniendo una puntuación de 4.7 en escala de 7. Sobrepasando a países como México, Brasil, Colombia y a sus similares en la región.

## Demografía
| Residentes en El Salvador por etnia (2007).                       | Residentes en El Salvador por etnia (2007). | Residentes en El Salvador por etnia (2007). | Residentes en El Salvador por etnia (2007). | Residentes en El Salvador por etnia (2007). |
| ----------------------------------------------------------------- | ------------------------------------------- | ------------------------------------------- | ------------------------------------------- | ------------------------------------------- |
| Etnia                                                             | Etnia                                       |                                             | Porcentaje                                  | Porcentaje                                  |
| Mestizos/Castizos                                                 | Mestizos/Castizos                           |                                             | 83.0 %                                      | 83.0 %                                      |
| Blancos (caucásicos)                                              | Blancos (caucásicos)                        |                                             | 15.0 %                                      | 15.0 %                                      |
| Indígenas                                                         | Indígenas                                   |                                             | 0.2 %                                       | 0.2 %                                       |
| Negros                                                            | Negros                                      |                                             | 0.13 %                                      | 0.13 %                                      |
| Otros (árabes, armenios, hindúes)                                 | Otros (árabes, armenios, hindúes)           |                                             | 2.9 %                                       | 2.9 %                                       |
| Fuente: Ministerio de Economía de El Salvador CIA Factbook, 2007. |                                             |                                             |                                             |                                             |

La población cuenta con 6 029 976 de acuerdo con el censo de 2024. Para el censo anterior del año 2007, había un 83,0 % de población mestiza; 15,0 % blanca; 0,2 % de indígenas solo que la mayoría están hispanizados y no pertenecen a un grupo étnico específico, entre ellos kakawiras (0,07 %), nahuat-pipiles (0,06 %), y lencas (0,04 %); también un 0,13 % de población negra y 0.64 % de otros grupos étnicos como armenios, indios y árabes mayoritariamente de Palestina y Líbano.
Es el país más densamente poblado de América continental. Cabe mencionar que El Salvador es actualmente el segundo país en Latinoamérica con el menor porcentaje de crecimiento demográfico de la región, solo por encima de Uruguay con un 0,27% de cambio anual.
Con respecto a la población negra, su presencia en el territorio se remonta al inicio de la presencia española, pero se trató de ocultar su existencia en el proceso de configuración de la nación de los siglos XIX y XX, en los que se exaltaba el mestizaje y sus dos orígenes: la raza blanca e indígena.
Para el caso, el general Maximiliano Hernández Martínez llegó a instituir leyes de razas en la década de 1930 que prohibían la entrada de ciertas etnias al país. El capítulo III de la Ley de Migración de 1933, «Restricciones y limitaciones a la inmigración», decía en su artículo 25: «Se prohíbe la entrada al país, a los extranjeros comprendidos en uno o más de los casos siguientes: a los de raza negra; a los malayos y a los gitanos, conocidos también en el país con el nombre de “húngaros”». Y el artículo 26 continuaba: «No se permitirá asimismo el ingreso al país de nuevos inmigrantes originarios de Arabia, Líbano, Siria, Palestina o Turquía, generalmente conocidos con el nombre de “turcos”». Sin embargo, la ley detallaba que los de estas razas que ya estaban establecidos en el país retenían su derecho de permanecer.
También es destacable la discriminación ejercida en el campo económico por el general Maximiliano Hernández Martínez contra estos mismos grupos de extranjeros domiciliados en el país. Esta clase de discriminación quedó legalizada mediante Decreto Legislativo N.º 49, del 15 de mayo de 1936, publicado en el Diario Oficial N.º 111, Tomo N.º 120, del 20 de mayo de 1936, en el que se prohibía el establecimiento de almacenes, tiendas, pulperías, talleres, fábricas industriales e industrias agrícolas que sean de propiedad o que sean regentados por personas que pertenecieran a las razas árabe, palestina, turca, china, libanesa, siria, egipcia, persa, hindú y armenia, aunque estuvieran nacionalizadas. Y por medio del Decreto Legislativo N.º 83, del 25 de junio de 1936, publicado en el Diario Oficial N.º 145, Tomo N.º 121, del 3 de julio de 1936, se prohibía también la instalación de droguerías, farmacias, laboratorios químicos o farmacéuticos y demás establecimientos comerciales a los miembros de esos mismos grupos de inmigrantes.
A inicios del año 2004, vivían fuera de El Salvador un aproximado de 3.1 millones de salvadoreños, como inmigrantes en Estados Unidos - la mayoría de forma indocumentada/ilegal-, que es el destino a donde tradicionalmente se dirigen para dejar la precaria situación económica en la que viven o para mejorar sus condiciones de vida. La segunda comunidad más grande de salvadoreños residiendo en el exterior, es la comunidad de Guatemala que suman unos 111 000, también hay nutridas comunidades salvadoreñas en Canadá, México, Italia, Suecia, España, Australia y Costa Rica. Tal situación se agrava durante la guerra civil de la década del 80 y posteriormente por condiciones económicas y sociales adversas.

## Educación

### Alfabetización
Según el Ministerio de Educación Ciencia y Tecnología (MINEDUCYT), el 93 % de la población sabe leer y escribir.
De acuerdo a datos del Gobierno, existen 28 municipios en los que el analfabetismo ha sido erradicado. Esto implica que al menos el 96 % de los habitantes sabe leer y escribir.

### Niveles del sistema educativo formal
De acuerdo con la legislación salvadoreña, la educación formal corresponde a los niveles inicial, parvulario, básico, medio y superior. Pero la ley establece también que la educación inicial, parvularia, básica, media y especial será gratuita y obligatoria.
La educación inicial comienza desde el alumbramiento del niño hasta antes de cumplir los cuatro años de edad. La educación parvularia tiene una duración de tres años y atiende a niños de cuatro a seis años de edad.
La educación básica se ofrece normalmente a estudiantes de siete a quince años de edad y es obligatoria y también gratuita cuando la imparta el Estado. Se puede admitir alumnos de seis años, siempre que bajo criterio pedagógico demuestren madurez y aptitud apropiadas de acuerdo a los criterios y mecanismos de evaluación establecidos por el Ministerio de Educación. La educación básica comprende nueve grados de estudio divididos en tres ciclos de tres años cada uno.
La educación media ofrece la formación en dos modalidades, una general y otra vocacional. Los estudios de educación media culminan con el grado de bachiller. El bachillerato general tiene una duración de dos años, mientras que el bachillerato técnico-vocacional es de tres años. El tiempo de duración del bachillerato nocturno es de tres y cuatro años para las modalidades general y vocacional, respectivamente.
Para obtener el grado de Bachiller es indispensable haber cursado y aprobado el plan de estudios correspondiente, incluyendo el servicio social estudiantil; además de someterse a una prueba obligatoria establecida por el Ministerio de Educación para medir el aprendizaje y las aptitudes de los estudiantes. Dicho examen, aplicado desde 1997, fue conocido con el nombre oficial de Prueba de Aprendizaje y Aptitudes para Egresados de Educación Media (PAES); pero en 2020 se sustituyó por la prueba "Avanzo". Los centros educativos oficiales que imparten la educación media se definen como Institutos Nacionales, mientras que las instituciones privadas son llamadas colegios o liceos.
La Educación Superior se regirá por una Ley Especial y tiene los objetivos siguientes: formar profesionales competentes con fuerte vocación de servicio y sólidos principios morales; promover la investigación en todas sus formas; prestar un servicio social a la comunidad; y cooperar en la conservación, difusión y enriquecimiento del legado cultural en su dimensión nacional y universal. Esta integra tres funciones: la docencia, la investigación científica y la proyección social. La educación superior se imparte en institutos tecnológicos, institutos especializados de nivel superior y universidades.
La educación especial es un proceso de enseñanza-aprendizaje que se ofrece, a través de metodologías dosificadas y específicas, a personas con necesidades educativas especiales.

### Educación superior
La Universidad de El Salvador (UES) fue fundada el 16 de febrero de 1841, por Decreto Legislativo de la Asamblea Constituyente, emitido durante el mandato del presidente de la República, Juan Lindo, ante la decidida intervención del general Francisco Malespín. La UES fue erigida con el objetivo de proporcionar un centro de educación superior para la juventud nacional, y así evitar que los salvadoreños que tenían la posibilidad y el deseo de cursar estudios superiores, decidieran emigrar a Guatemala o a Nicaragua para completar su formación académica, respectivamente, en la Universidad de San Carlos o en la Universidad de León, tal como lo hacían desde la época colonial. En sus primeros años, la UES tuvo una existencia precaria por el exiguo apoyo económico que recibía por parte del Estado.

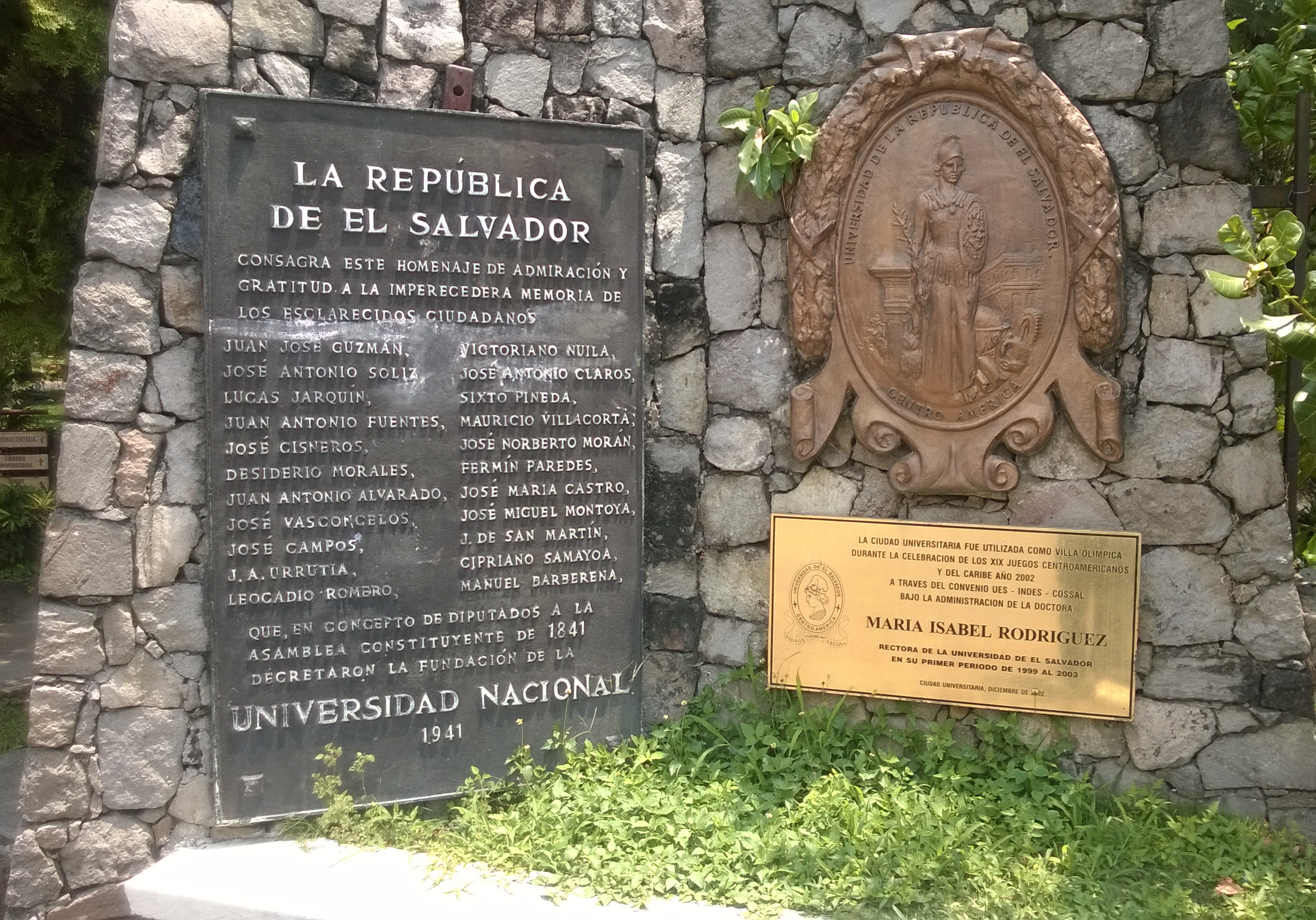
La Universidad de El Salvador, fundada el 16 de febrero de 1841

Durante el gobierno del presidente Santiago González fueron erigidas otras dos instituciones públicas de educación superior: las Universidades de Occidente y de Oriente, con sus respectivas sedes en las ciudades de Santa Ana y San Miguel. La Universidad de Occidente fue creada mediante Decreto Ejecutivo del 22 de septiembre de 1874, publicado en el Boletín Oficial N.º 14, Tomo N.º 3, del 26 de septiembre de 1874. Y, por su parte, la Universidad de Oriente fue creada mediante Decreto Ejecutivo del 15 de octubre de 1874, publicado en el Boletín Oficial N.º 18, Tomo N.º 3, del 17 de octubre de 1874. No obstante, estas instituciones educativas fueron suprimidas por el gobierno del presidente Rafael Zaldívar a través de la Ley Orgánica y Reglamentaria de Instrucción Pública, aprobada mediante Decreto Ejecutivo del 30 de enero de 1885, publicado en el Diario Oficial N.º 26, Tomo N.º 18, del 30 de enero de 1885. Con la desaparición de estas dos universidades públicas, la UES volvió a tener el monopolio de la educación superior en el país hasta 1965, cuando nace la Universidad Centroamericana José Simeón Cañas (UCA) como la primera universidad privada salvadoreña.
Desde la década de 1950, la Universidad de El Salvador se convirtió en el principal referente de pensamiento de la izquierda salvadoreña y fue uno de los núcleos más importantes de oposición a los gobiernos autoritarios y militaristas del país, y fue por esta actitud que muchos de sus estudiantes y catedráticos fueron víctimas de la represión militar.
La primera universidad privada que surge es la Universidad Centroamericana José Simeón Cañas, cuyo antecedente más significativo se remonta a los inicios de la década de los sesenta, cuando monseñor Luis Chávez y González, Arzobispo de San Salvador, expresó la idea de fundar una universidad católica dirigida por jesuitas, como hay muchas en diferentes países.

## Cultura

### Folclore
A la llegada de los españoles al territorio salvadoreño se encontraban 7 pueblos indígenas, los cuales eran: los mayas pokomames, mayas chortis, cacaoperas (también denominados ulúas o kakawira), los chorotegas, los lencas, xincas, y pipiles. De las cuales todavía siguen habitando los pipiles, lencas y cacaoperas, que son reconocidos como pueblos originarios y quienes luchan para que sus costumbres y tradiciones no sean olvidadas por las futuras generaciones, esperando que ellos las sigan durante mucho tiempo. La cultura popular de El Salvador comprende tradiciones y costumbres ancestrales, provenientes de las culturas prehispánicas, y la época colonial que se fusionaron con las costumbres extranjeras como españolas, árabes y africanas.
Entre las expresiones materiales del folclore salvadoreño, se incluyen elementos como la artesanía, en la que existen importantes centros de producción en Nahuizalco, La Palma o Ilobasco; y los objetos incluyen diversos tipos de alfarería, cerámica, arcilla, cestería, barro cocido, juguetes, pirotecnia, etc.
En lo que respecta a vestimenta, las prendas tradicionales son utilizadas en su mayor parte en eventos culturales, aunque ocasionalmente puede observarse como parte de la vestimenta diaria en ciertas poblaciones como Izalco, Nahuizalco o Panchimalco.
Uno de los bailes más conocidos en el territorio es el torito pinto, usualmente se baila en eventos culturales del país, la danza se realiza en pareja cada uno con su respectivo traje típico, puede tener varias coreografías dependiendo del evento en el que se está presentando y representar varios escenarios.
En el campo de las expresiones sociales, resaltan las cofradías y hermandades. Las localidades adonde se encuentran las de mayor tradición, incluyen a Cacaopera, Izalco, Panchimalco, Jayaque, San Pedro Nonualco, o Santo Domingo de Guzmán. Por otra parte, en el comercio popular, existe el tiangue, y sobreviven juguetes tradicionales como el yo-yo, el trompo, el capirucho, las chibolas y juegos como el palo ensebado, arranca cebolla, escondieron, la carrera de cintas a caballo, etc.
En la cultura popular concerniente al aspecto espiritual y mental, cabe destacar las fiestas patronales que tienen lugar en todos los municipios, entre ellas resaltan las de San Miguel, en la que tiene lugar un reconocido carnaval, así como en San Salvador, con las fiestas agostinas, o Santa Ana con las fiestas julias. Otras expresiones son las danzas, y una breve lista comprende a El Torito Pinto, Los Historiantes, Los Chapetones, El Tigre y El Venado, y Los Emplumados.
También existe un acervo de mitos,  siendo representativas La Siguanaba, El Cipitío, la Descarnada, La Carreta Chillona, Las Burletas,  El Cadejo, entre otras.

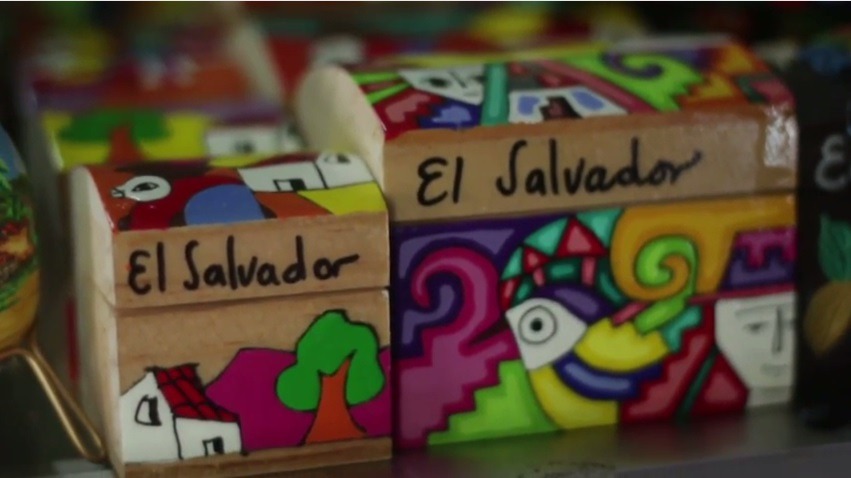
Artesanía de La Palma
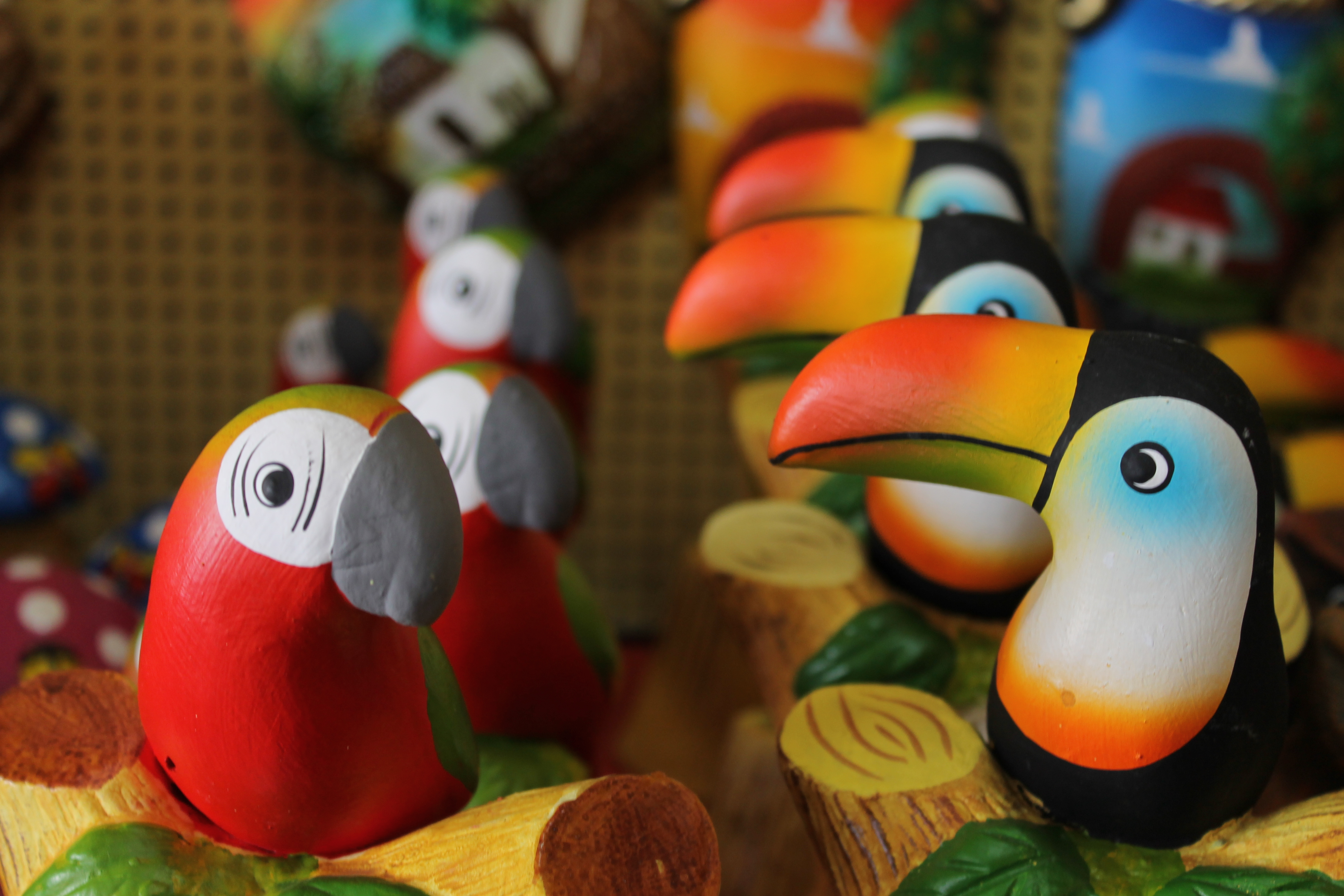
Artesanía de Ilobasco
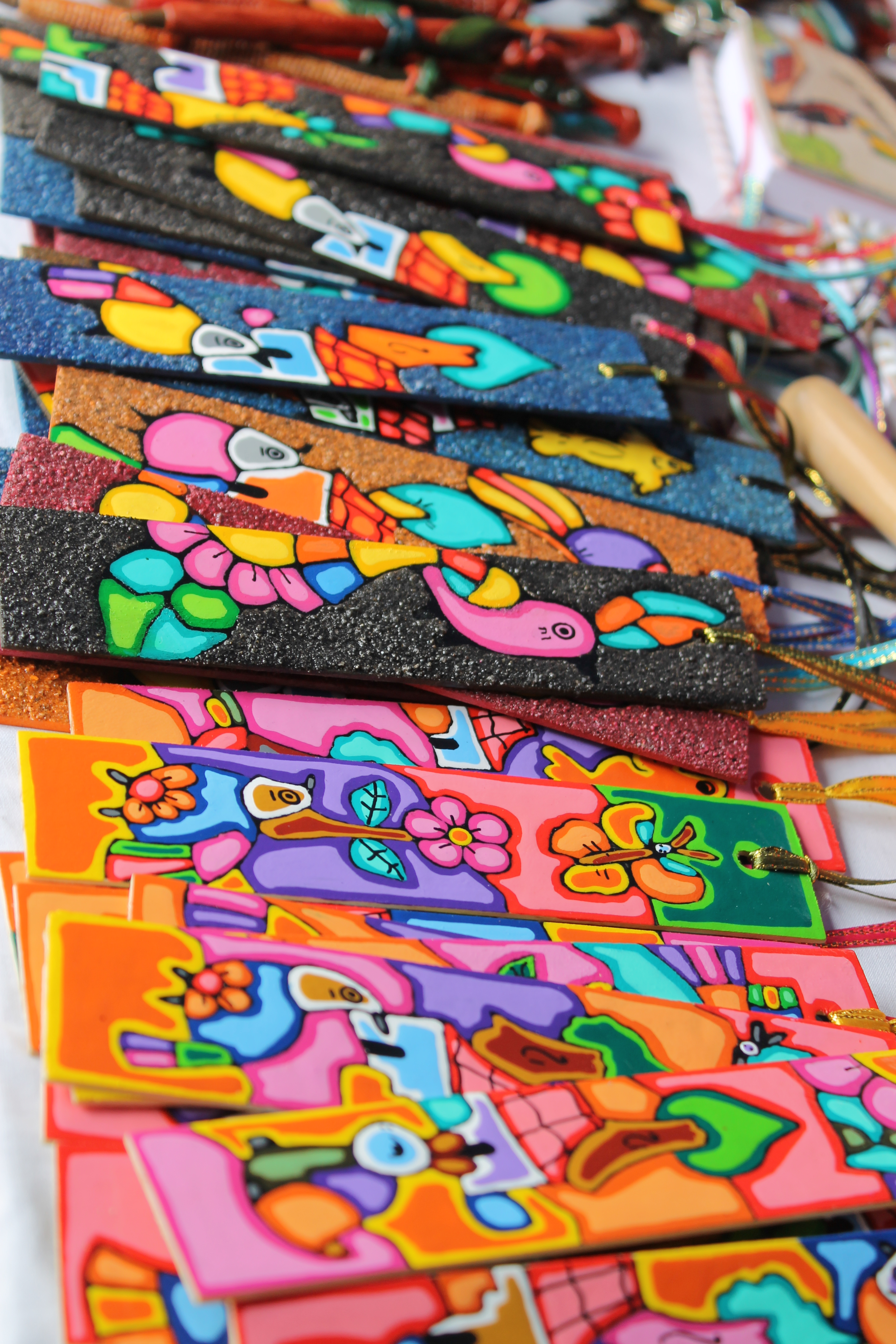
Artesanía de la Palma
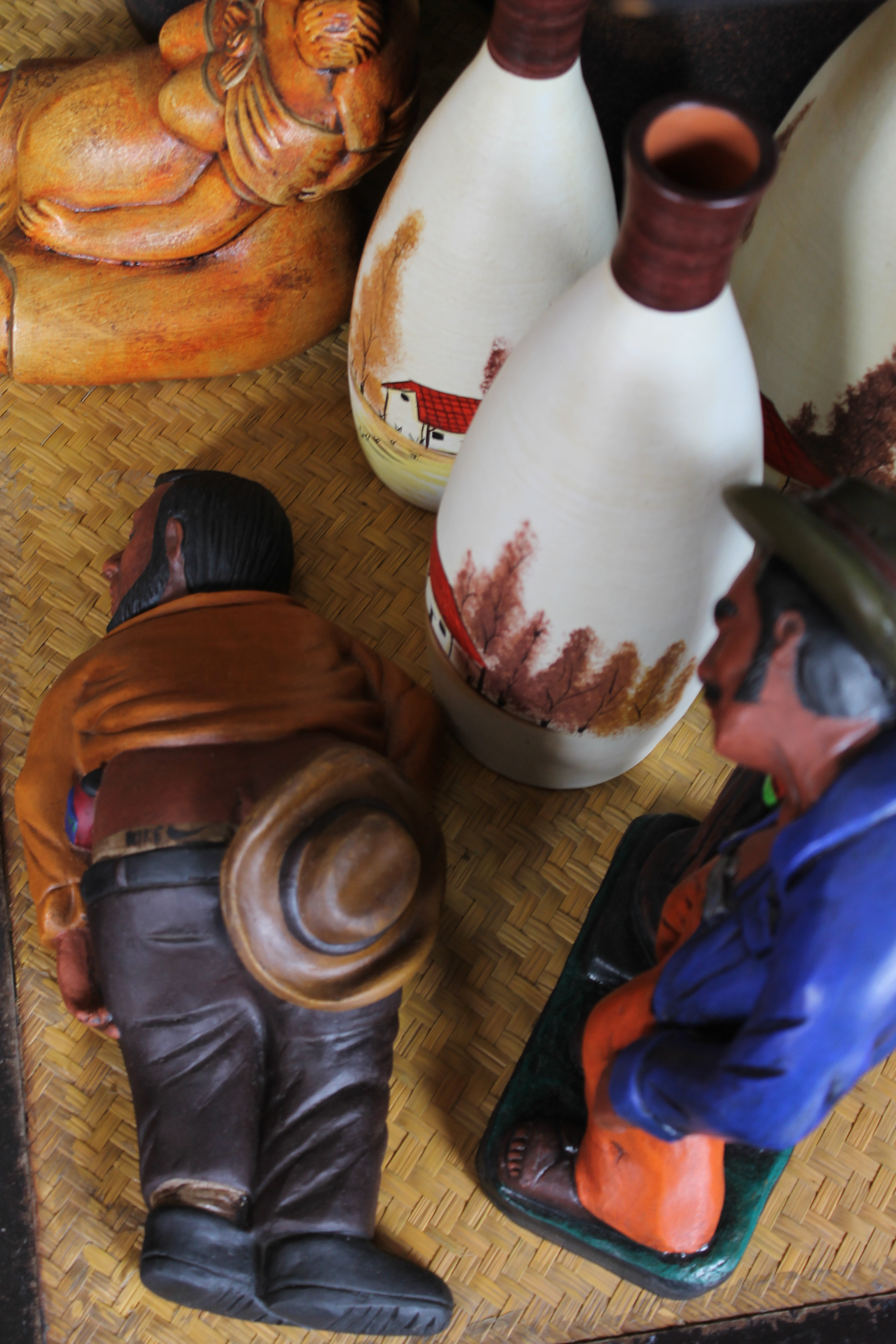
Artesanía de Ilobasco
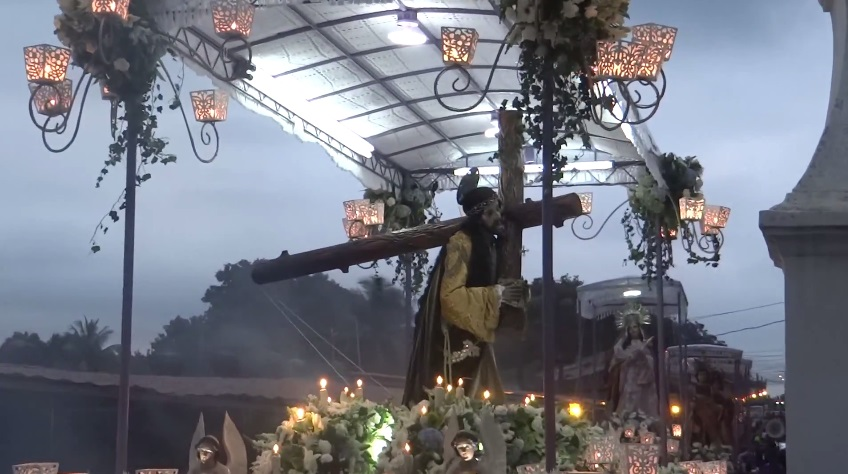
Procesión Semana Santa en Izalco
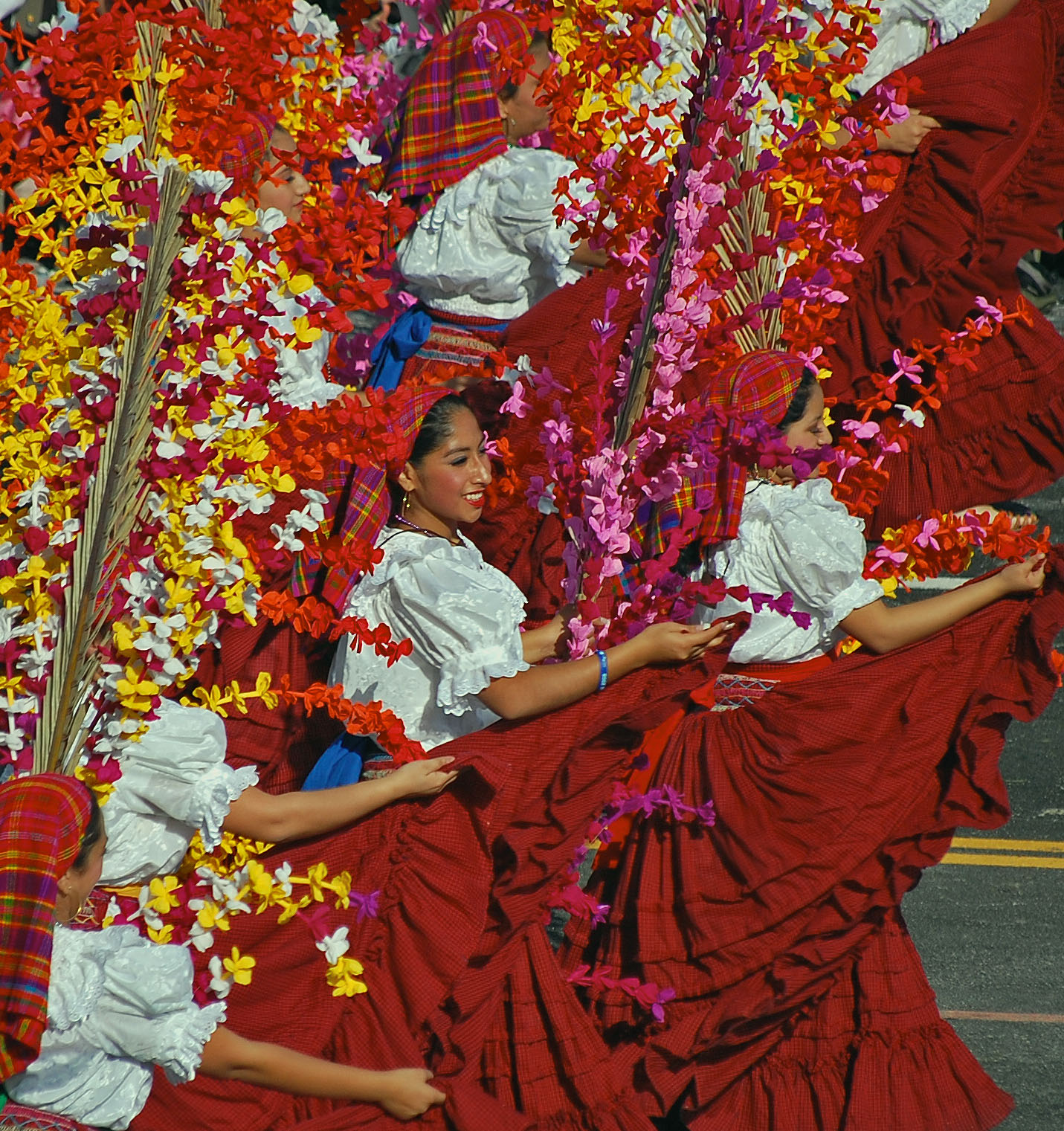
Trajes típicos en eventos culturales
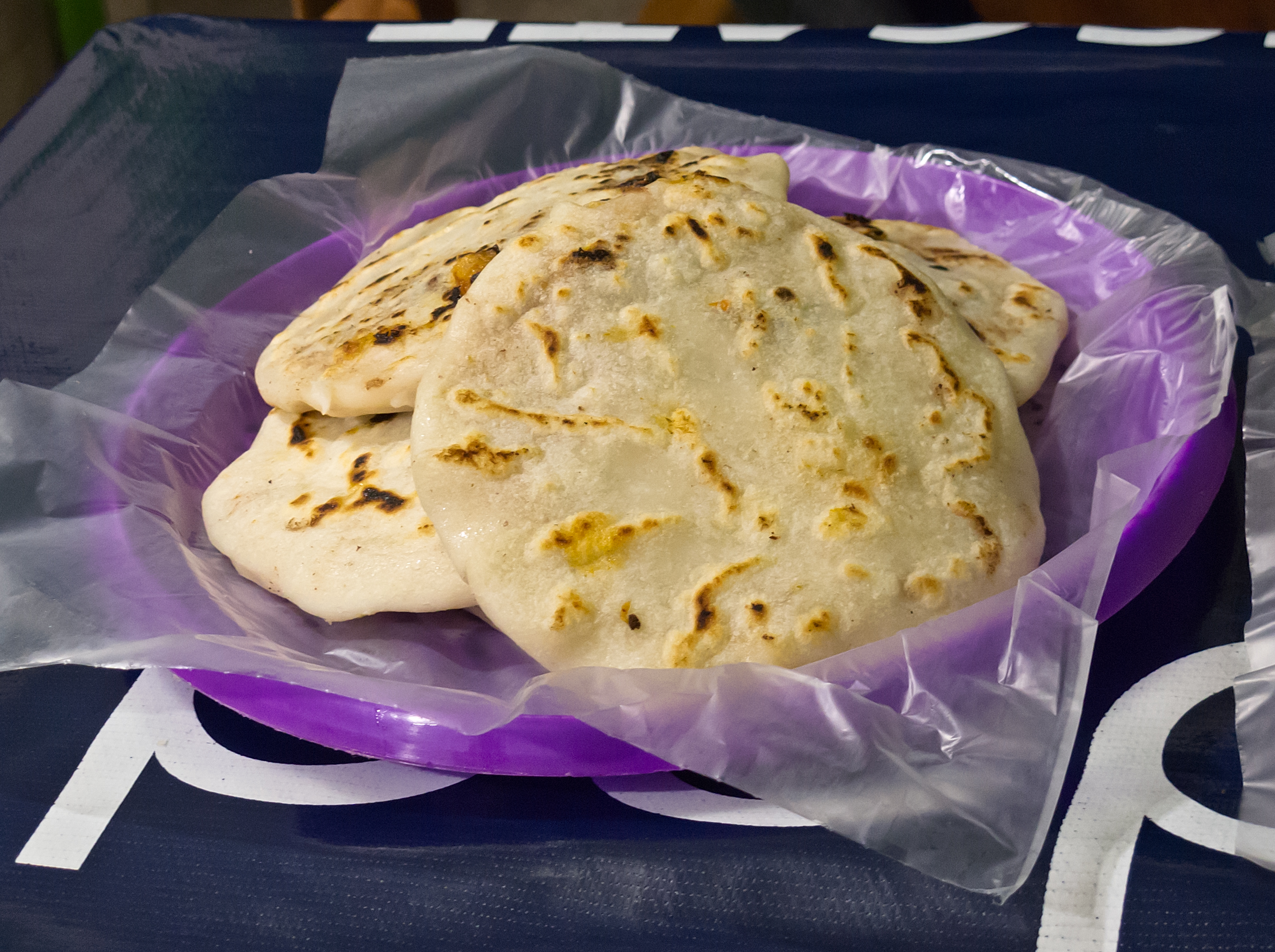
Pupusas de Olocuilta.
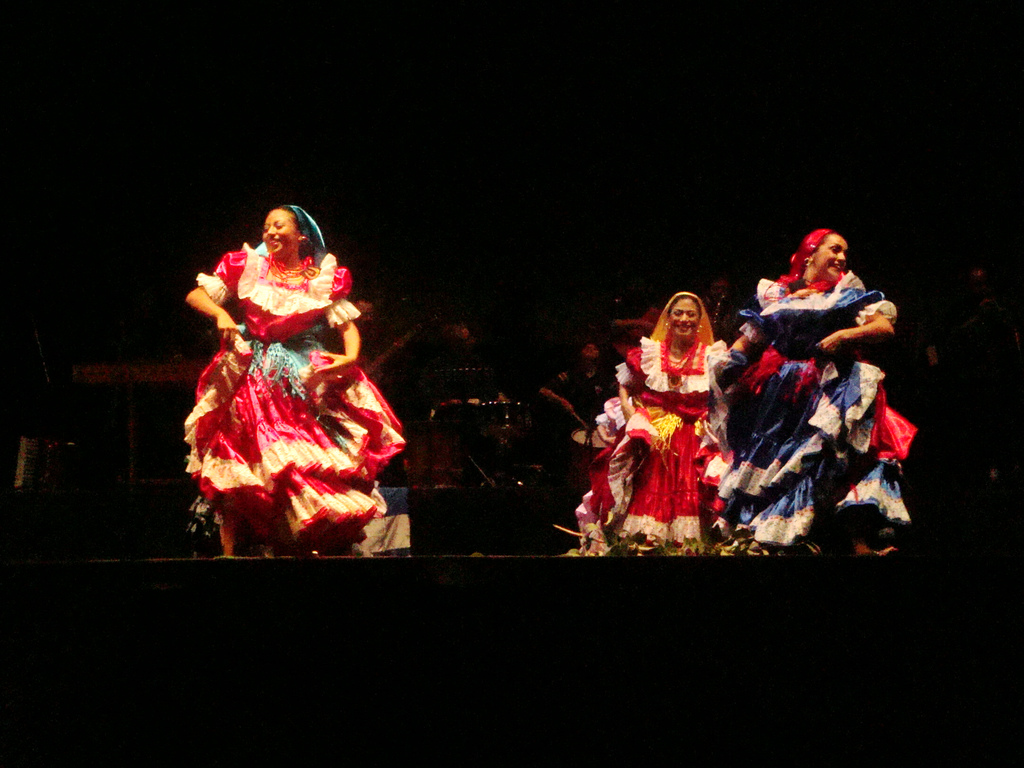
Ballet folklórico con traje típico de volcareña
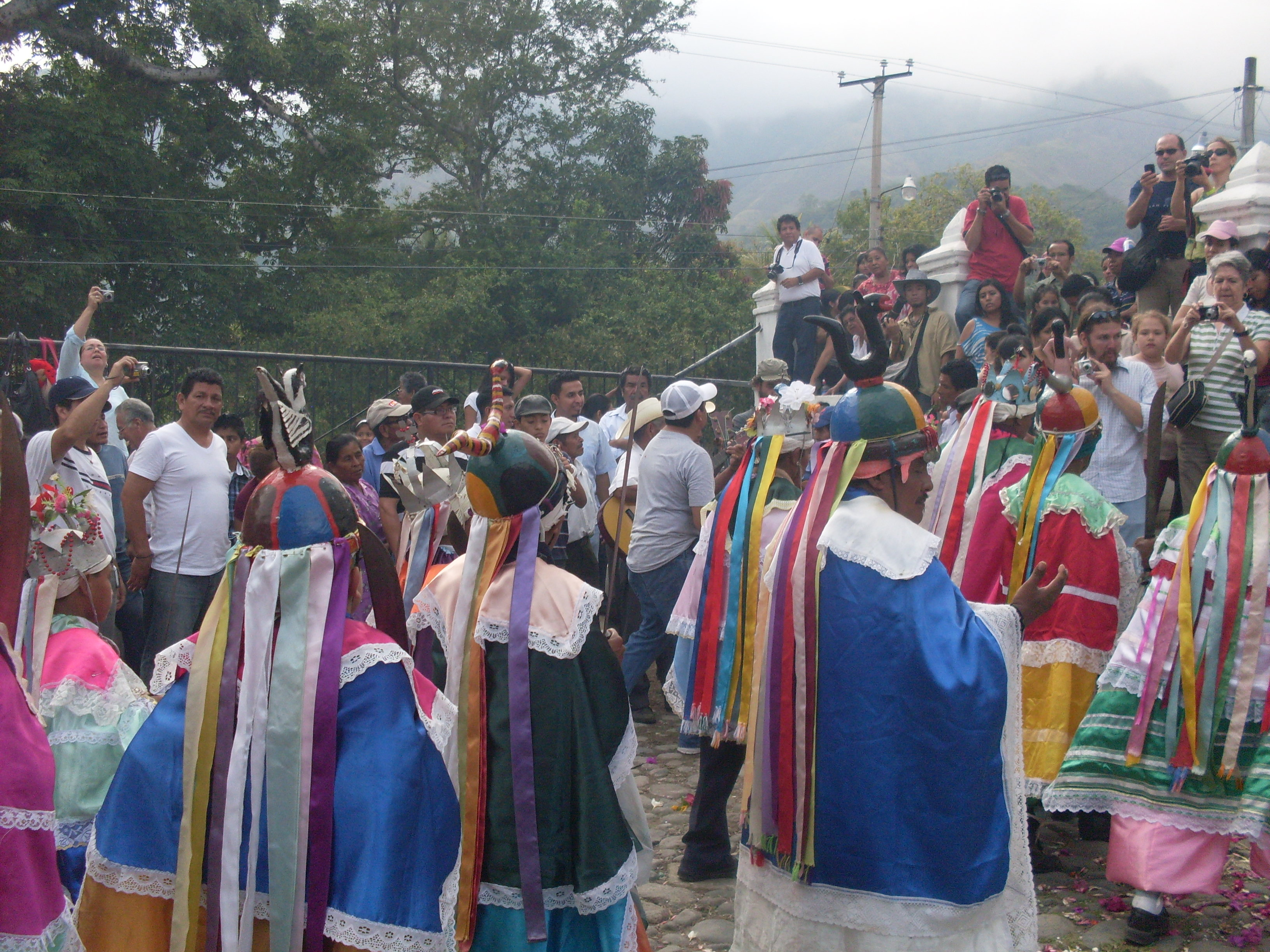
Danza de los Historiantes

#### Gastronomía
El maíz, que es igualmente utilizado por muchos pueblos de América, es el ingrediente principal de la cocina típica salvadoreña. El platillo por excelencia es la pupusa, que tiene un día nacional que se celebra cada segundo domingo de noviembre.
Otros alimentos populares elaborados de maíz son: las tortillas, muy importantes en la alimentación diaria de los salvadoreños; así como los tamales; variedades de atoles como el de atol de elote, piñuela, shuco o chilate; y bocadillos como las riguas; tustacas y totopostes; y la chicha de maíz como bebida.
Además, existen festivales del maíz, también conocidos como atoladas, que son celebrados en el segundo semestre de cada año en diversas poblaciones del país, usualmente en agosto. Estos festines pueden tener un carácter familiar.
Aparte del maíz, el frijol es otro ingrediente muy utilizado en la cocina salvadoreña.
Otros platillos tradicionales son: gallo en chicha, sopa de gallina, sopa de patas, consomé de garrobo, sopa de frijoles con cerdo y masitas, caldereta (guiso de pescado), nuegados de yuca, buñuelos de huevo, yuca con chicharrón, ayote en miel, torrejas en miel, y pan con pavo, entre otros.
También existe una variedad de dulces artesanales, y poblaciones como Santa Ana y San Vicente son importantes en su elaboración. Se comercializan principalmente en las fiestas patronales del país, y una breve lista comprende: conservas de coco, coco rallado, melcochas, chilacayote, dulce de leche, dulce de nance, dulce de tamarindo, dulce de panela, entre muchos otros.
Otra importante oferta gastronómica tradicional, dentro del pan dulce, incluye la semita, viejitas, salpores, pichardines, quesadillas de queso, torta de yema, marquesote, etcétera.
Bebidas tradicionales calientes son el chocolate, el café, leche poleada, y las ya mencionadas que son elaboradas a partir del maíz. Bebidas frías populares, llamados frescos, son: horchata, tamarindo, cebada, ensalada, arrayán, chan, y el tiste, por mencionar algunos.

### Literatura
Durante la época independentista en la provincia de San Salvador predominaba la oratoria, y en los primeros años de la república se desarrolló una etapa Neoclásica cuyos iniciadores fueron Miguel Álvarez Castro, Enrique Hoyos e Ignacio Gómez Menéndez. Ya a mediados del siglo XIX existió una primera generación romántica con autores como Juan José Cañas, Francisco Esteban Galindo, y Antonia Galindo. La segunda corriente romántica tuvo entre sus exponentes a Francisco Gavidia, quien fue también uno de los iniciadores del Modernismo en Centroamérica; así como Román Mayorga Rivas, y Vicente Acosta, entre otros.
El final del siglo vio nacer a Alberto Masferrer quien destacó con un pensamiento social, el cual dejó plasmado en su obra periodística, oratoria, y ensayística. En esa época también figuraban Arturo Ambrogi, notable autor del impresionismo literario; y José María Peralta Lagos, conocido costumbrista. Poetas de la época fueron: Ramón de Nunfio, Alfonso Espino, Alberto Rivas Bonilla, o Sarbelio Navarrete; y entre los prosistas: Francisco Herrera Velado, Carlos Serpas, Miguel Ángel Espino y Alberto Guerra Trigueros, entre otros. Literatos de la generación de los años 1910 y 1915 fueron: Alfredo Espino, Vicente Rosales y Rosales, Raúl Contreras, o Julio Enrique Ávila.
A partir de los años 1920 apareció otra generación de autores salvadoreños, entre los que destacan Salvador Salazar Arrué (Salarrué), que es considerado el mejor cuentista salvadoreño; Claudia Lars, una de las mejores voces femeninas de la lírica hispanoamericana del siglo XX; así como Serafín Quiteño, o Lilian Serpas. Otros autores del siglo XX son: Quino Caso, Pedro Geoffroy Rivas, Hugo Lindo, Alice Lardé de Venturino, Ricardo Trigueros de León, Matilde Elena López, y el fabulista León Sigüenza.
Asimismo, existió el grupo denominado de la «Generación comprometida», que incorporaba a Ítalo López Vallecillos, Waldo Chávez Velasco, Irma Lanzas, Álvaro Menen Desleal, José Roberto Cea, Eugenio Martínez Orantes y Tirso Canales, entre otros; y el Círculo Literario Universitario Salvadoreño de Roque Dalton, Jorge Arias Gómez, Manlio Argueta y Roberto Armijo; tras estas generaciones surgieron poetas como David Escobar Galindo, y provenientes de grupos literarios como Luis Melgar Brizuela, Julio Iraheta Santos o Jaime Suárez Quemain. Otros literatos contemporáneos son: Horacio Castellanos Moya, Francisco Andrés Escobar, Miguel Huezo Mixco, Berne Ayalá, Jacinta Escudos, Carmen González Huguet, Ricardo Lindo, Rafael Menjívar Ochoa, Otoniel Guevara, Claudia Hernández y Jorge Galán; por mencionar algunos.

### Artes

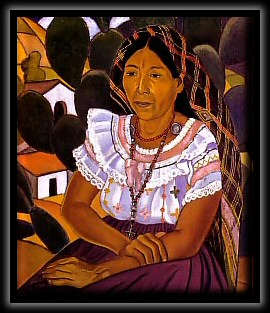
Pintura de José Mejía Vides.

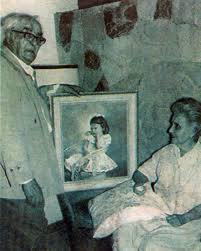
Valero Lecha Es considerado, el padre de la pintura salvadoreña. Junto a Claudia Lars Es considerada como una de las mejores voces femeninas del. (circa 1950.)

En la rama de la pintura, el primer artista conocido en El Salvador fue Wenceslao Cisneros. Posteriormente surgieron nombres como Marcelino Carballo, oriundo de Zacatecoluca; y Pascasio González, que también figuró en la arquitectura. Ya en el siglo XX, artistas con influencia europea fueron: Carlos Alberto Imery, formador de generaciones de pintores; Miguel Ortiz Villacorta, que también tuvo a su cargo una academia; así como Pedro Ángel Espinoza, de origen humilde.
De características costumbristas, surgidos del primer tercio del siglo XX, son el mismo Salarrué, Zélie Lardé y José Mejía Vides. Notable personaje que dejó escuela en el país fue el español Valero Lecha, formador de reconocidos pintores como: Julia Díaz, Raúl Elas Reyes y Noé Canjura. Opuestos a la corriente academicista, llamados Los independientes, son: Camilo Minero, Luis Ángel Salinas y Carlos Cañas. También se encuentra en esta época a Rosa Mena Valenzuela, representante del expresionismo espiritualista en el país. Durante los años 1970, época de agitación social, surgieron varias figuras entre las que se puede mencionar a Roberto Huezo, Armando Solís, Antonio García Ponce, Fernando Llort, Salvador Llort y César Menéndez, entre otros. Parte de una fecunda lista de artistas contemporáneos son: Antonio Bonilla, Roberto Galicia, Giovanni Gil, Sonia Melara, Mayra Barraza, y Walterio Iraheta. A partir del año 2000 comienzan a surgir numerosos colectivos artísticos como ADOBE (2000), ETERO (2002), LA FABRI-K (2007), entre otros, que se encuentran conformados por artistas como Antonio Romero, Mauricio Esquivel, Carmen Elena Trigueros, Danny Zavaleta, Natalia Domínguez o Dalia Chévez.
En la rama de la caricatura, resalta Toño Salazar, y otros artistas del género son Rigo, Bollani y Ruz.
En el campo de la escultura, resalta el nombre de Valentín Estrada, que es considerado el primer «escultor nacional». Para los años 1970 ejerció influencia en el país el español Benjamín Saúl; otros escultores son: Enrique Salaverría, Rubén Martínez, Leónidas Ostorga, Miguel Martino, Ana Beatriz Deleón, Negra Álvarez, Tití Escalante, Mauricio Álvarez, Verónica Vides y Guillermo Perdomo.

### Música
La música tradicional salvadoreña —que para el caso es interpretada en sus danzas—
es producto del mestizaje indígena, europeo y africano.
En los primeros años de la época republicana eran interpretados en el país coplas, valses, romances y canciones patrióticas, y también surgieron las primeras bandas militares.
En la primera mitad del siglo XX se popularizaron las marimbas, y algunos grupos lograron notoriedad internacional. Asimismo, fue la época en la que destacaron notables compositores de temas que variaban de lo académico a lo costumbrista, tales como Felipe Soto, Ciriaco de Jesús Alas, David Granadino, Pancho Lara, Lito Barrientos, Luis Alonso Polío, Francisco Palaviccini, y Benjamín Solís; cabe también mencionar a la musicóloga María de Baratta.
Otros intérpretes de música académica son Germán Cáceres, Alejandro Muñoz Ciudad Real, Esteban Servellón, y el maestro de origen rumano Ion Cubicec.
También en El Salvador existen la Orquesta Sinfónica de El Salvador, así como la Orquesta Sinfónica Juvenil, además de un Coro Nacional.
Con el arribo de nuevos géneros musicales, aparecieron las orquestas de baile, y para las décadas de 1960 y 1970 empezaron a proliferar los grupos juveniles, entre los que cabe destacar a los intérpretes del género rock dos décadas más tarde hizo su incursión el heavy metal, existiendo más de un centenar de bandas de este género con discos grabados.
Por otra parte, en el país se ha consolidado la cumbia salvadoreña.

### Medios de comunicación

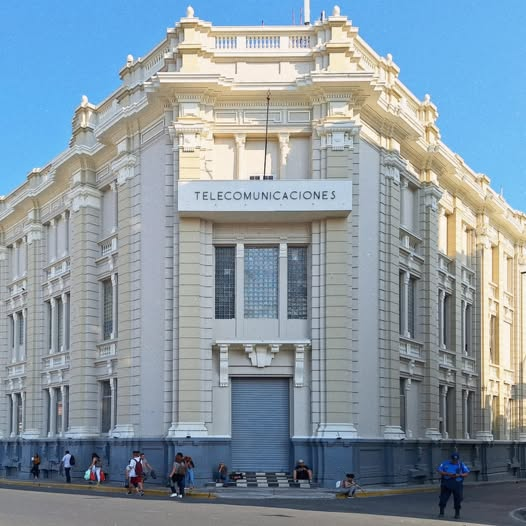
Edificio de Telecomunicaciones en el centro histórico de San Salvador, tomada en 2024.

El Salvador enlista varios usos de los medios a lo largo de su historia que comenzó en la era colonial en el Reino de Guatemala de Nueva España. Tras ser otorgado la independencia en 1821, creó el primer periódico editado en San Salvador, El Mercantil, de 1824-1826, calcaba el título de un periódico de la Nueva España de 1809, era influenciado por la prensa mexicana a través de noticias y artículos, y seguía pautas comunes a las gacetas del resto de Hispanoamérica, a la sombra de influencias españolas y francesas. Cuando se estableció al país como una república soberana e independiente en 1841, el gobierno creó el Imprenta Nacional como boletín oficial de informar los acontecimientos legislativos, ejecutivos y jurídicos en el gobierno, aunque al principio cambió constantemente su nombre hasta 1875. La prensa en El Salvador creció hasta llegar los 29 periodos durante el siglo XIX alrededor del país que se ha mantenido desde entonces, siendo el primer paso para llevar a los lectores. Los periódicos que siguen hasta nuestros días son lo siguiente: Diario Latino es uno de los periódicos más longevos del país fundado en 1890 por Miguel Pinto, aunque fue re-nombrado como Diario Co Latino en 1989; La Prensa Gráfica en 1915 por los Hermanos Dutriz, El Diario de Hoy en 1936 por Napoleón Viera Altamirano, Diario El Mundo en 1967 y recientemente Diario El Salvador en 2020.
Avanzando al siglo XX, surgió la primera radio del país llamada AQM (hoy Radio Nacional de El Salvador) que fue originalmente de la frecuencia AM por el presidente Dr. Alfonso Quiñónez Molina en 1926. Durante la administración del General Maximilano Martínez, al ver que la industria de los medios comenzaba a evolucionarse, creó bajo la indicación de la señal en las primeras dos letras HU y YS por la Unión Internacional de Telecomunicaciones (UIT), con el hecho de establecer el Reglamento para el Establecimiento y Operación de Estaciones Radiodifusoras en 1942 con el crecimiento de la radio. A lo mediados de ese siglo, la radiodifusión añadió lo que venía que es la televisión, Don Eserski, Don Pinto, Don Alfaro, y la realización de Rubén González inauguraron el primer canal de El Salvador llamada YSEB-TV (Canal 6) en 1956, y que duró diez años con el Canal 8. Con el éxito de la instalación televisiva, se sumarían más canales con el tiempo como Canal 4 en 1958, Canal 10 en 1964 y su regreso en 1973, Canal 2 como el primer canal privado en 1965, y más adelante Canal 12 de Televisión en 1984.
La creación de la Asociación Salvadoreña de Radiodifusores (ASDER) en 1964, hizo que los medios de comunicación tengan un lugar asegurado para expandir la industria, y siguieron creciendo con la inauguración de los primeros radios de frecuencia FM a los fines de los 1960, el resurgimiento de Canal 6 en 1973 con la llegada de la televisión a color, las formación de las empresas radiodifusoras como Telecorporación Salvadoreña, Radio Corporación FM, Grupo Megavisión que fundó los primeros canales de la banda UHF, entre otros. También existen canales regionales en varias ciudades del país y canales religiosos como Televisión Católica Arquidiocesana que comenzó con el Canal 57 en el año 2000, el retorno de Canal 8 con Agape TV en 2001, y ELIM TV en 2007. También con la tecnología de la administración de ANTEL de 1962 a 1996, siendo SIGET su sucesora, fue evolucionando con varios establecimientos en los medios de comunicación. Actualmente El Salvador tiene 67 concesiones de radio entre las bandas AM y FM, y 62 concesiones de televisión alrededor de su territorio.
Por otra parte, El Salvador tiene telefonía fija, pública y móvil, la cual se establece empresas dedicadas a estos servicios en el país que comenzó en 1870 con el telégrafo, el teléfono público y fijo en 1887, y mucho después la telefonía móvil en 1993 con una gran evolución. También el internet fue creado el 14 de diciembre de 1995 por el técnico Rafael "Lito" Ibarra, con el establecimiento del operador digital SVNet, abriendo el paso a la gran red mundial y la cultura digital para el siglo XXI en adelante. Actualmente entre ellas se encuentran Claro, Telefónica, Tigo, Digicel, etc. También hay cobertura en servicios de televisión por cable, satelital, digital e Internet.

### Deporte
A través de una ley general de los deportes, que entró en vigencia en diciembre de 2007, se ha establecido la regulación de la política deportiva en el país y los organismos responsables para tal efecto. En tal legislación se «declara de interés social y de utilidad pública la organización, promoción y desarrollo del deporte en todo el territorio nacional» (Art. 3). El principal ente encargado de esta tarea es el Instituto Nacional de los Deportes (INDES), que ya había sido creado en 1980. Asimismo, esta ley regula las distintas federaciones que son la máxima autoridad para la disciplina pertinente. Todas deben ser reconocidas por el INDES. En la actualidad se enumeran 43 instituciones de este tipo. La normativa reconoce también las funciones del Comité Olímpico de El Salvador.
El deporte más popular del país es el fútbol. La selección nacional local ha clasificado dos veces al campeonato mundial. A través de su historia, Jorge «Mágico» González ha sido considerado el mejor jugador de esta disciplina. Sin embargo, es la modalidad de fútbol playa la que ha logrado el mayor éxito en torneos internacionales, ya que ocupó el cuarto lugar en la Copa Mundial de Fútbol Playa FIFA 2011. Las playas de la línea costera también han favorecido la práctica del surf, siendo la playa El Tunco en el Departamento de La Libertad el centro de atracción más importante a nivel internacional.
Por otro lado, el país ha estado presente en los Juegos Olímpicos desde 1968.
En los Juegos Panamericanos, el mejor desempeño ha sido en la justa de Río de Janeiro 2007, destacando la medalla de oro de la marchista Cristina Esmeralda López. Entre otros logros relevantes, el arquero Jorge Jiménez alcanzó la cima de la clasificación mundial de la FITA en 2007.
En cuanto a competencias internacionales organizadas por El Salvador, destacan los Juegos deportivos centroamericanos realizados en 1977 y 1994 y los Juegos Centroamericanos y del Caribe, organizados en 1935, 2002 y 2023, siendo San Salvador la sede oficial de las justas deportivas y el Estadio Nacional Jorge "El Mágico" González el recinto principal. Asimismo, las respectivas federaciones han desarrollado eventos relativos a su competencia.
- El Salvador en los Juegos Olímpicos
- Selección de Fútbol
- Selección de Fútbol playa
- Primera división de El Salvador
- Selección de baloncesto de El Salvador

### Religión
| Religión en El Salvador (2025)             | Religión en El Salvador (2025) | Religión en El Salvador (2025) | Religión en El Salvador (2025) | Religión en El Salvador (2025) |
| ------------------------------------------ | ------------------------------ | ------------------------------ | ------------------------------ | ------------------------------ |
| Religión                                   | Religión                       |                                | Porcentaje                     | Porcentaje                     |
| Protestantismo                             | Protestantismo                 |                                | 47.02 %                        | 47.02 %                        |
| Catolicismo                                | Catolicismo                    |                                | 36.82 %                        | 36.82 %                        |
| Irreligión                                 | Irreligión                     |                                | 12.98 %                        | 12.98 %                        |
| Otras                                      | Otras                          |                                | 1.55 %                         | 1.55 %                         |
| Fuente: CEC, Universidad Francisco Gavidia |                                |                                |                                |                                |

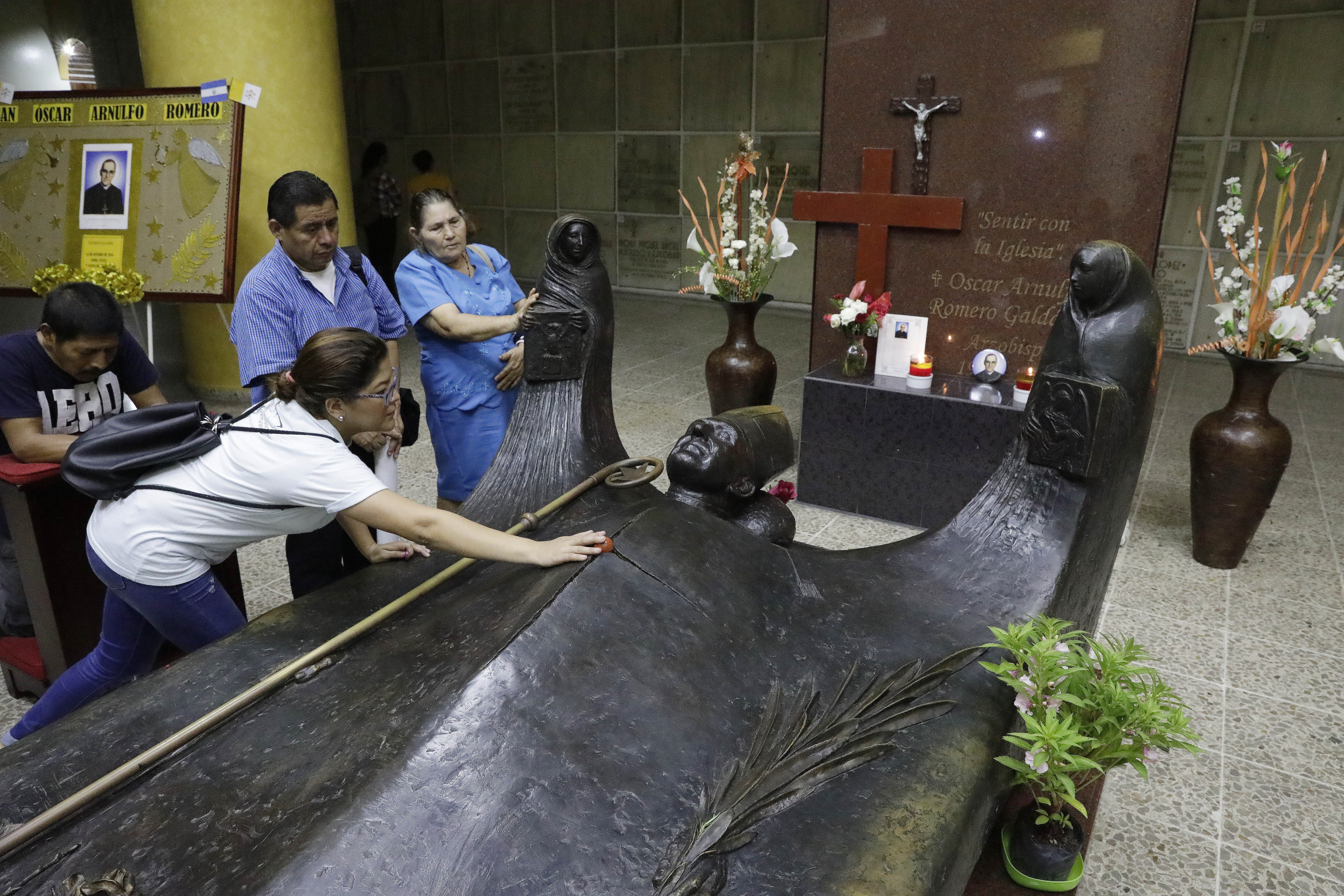
Mausoleo de San Óscar Arnulfo Romero, -arzobispo y mártir- en la cripta de Catedral Metropolitana de San Salvador. Constituye el primer santo salvadoreño, el primer obispo mártir de América y el primer mártir post Concilio Vaticano II. Su figura permea no solo la devoción católica, sino también la cultura popular salvadoreña y la historia reciente de esta nación.

La Constitución de El Salvador garantiza el libre ejercicio de todas las religiones en el artículo 25. La misma carta fundamental reconoce la personalidad jurídica de la Iglesia católica, mientras que las demás iglesias pueden obtener, conforme a las leyes, el reconocimiento de su personalidad (art. 26). 
El cristianismo representa la mayoría de la comunidad de El Salvador, por razones de la historia cultural desde la época colonial del Imperio español. Históricamente, el país ha tenido una marcada mayoría católica durante siglos, incluso tuvo un concordato con la Santa Sede en la Ciudad del Vaticano en 1968, la cual tiene la regularización de las misiones diplomáticas entre dos países independientes para preservar las siete diócesis del país con el arquidiócesis de San Salvador.  Sin embargo, de acuerdo a diferentes encuestas esta realidad ha ido cambiando, ya que en 1995, un 16.8 % de la población se consideraba cristiana evangélica, mientras que para el año 2008 el porcentaje había aumentado drásticamente hasta 34.4 %; en contraste la población católica se encuentra en disminución, pasando de un 67.9 % en 1995 hasta un 50.4 % de acuerdo a un sondeo de la Universidad Centroamericana José Simeón Cañas del año 2009 (esta encuesta difiere en el número de cristianos evangélicos, estimándolos en un 38.2 % de la población del país; 2.5 % a pertenecía a otra religión; mientras que el 8.9 % aseveraba no tener religión).
Los grupos cristianos mayoritarios protestantes en El Salvador son las iglesias de las Asambleas de Dios, Pentecostalismo, Iglesias bautistas, Iglesia presbiteriana, e Iglesia anglicana.
En El Salvador también tienen presencia otras religiones como los Testigos de Jehová, bahaísmo, islamismo, budismo, judaísmo, grupos relacionados con el hinduismo, rosacrucismo, movimientos psíquico espiritualistas de la Nueva Era y religión popular o sincrética de tradiciones nativas y cristianas.

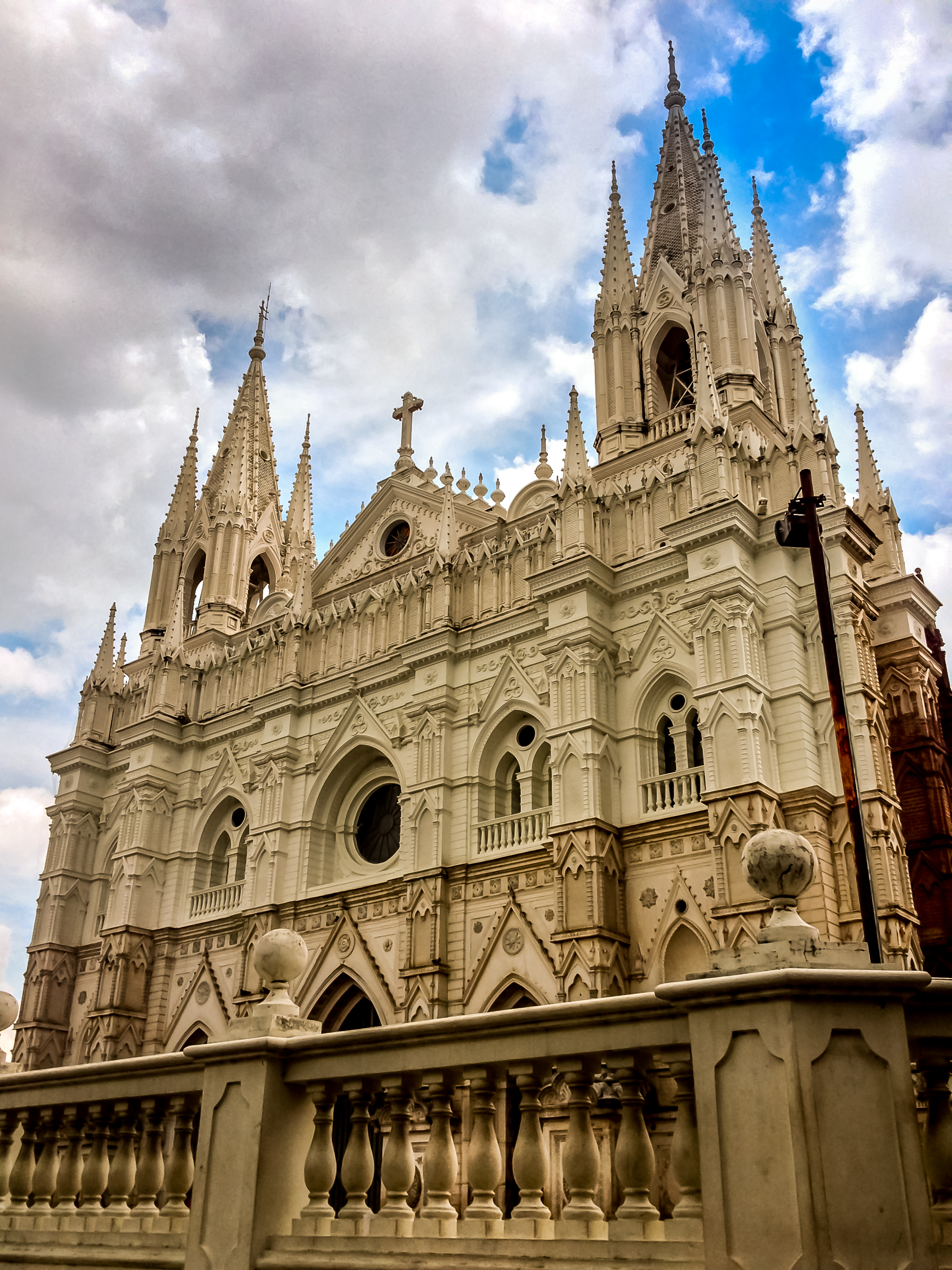
Catedral de Santa Ana.
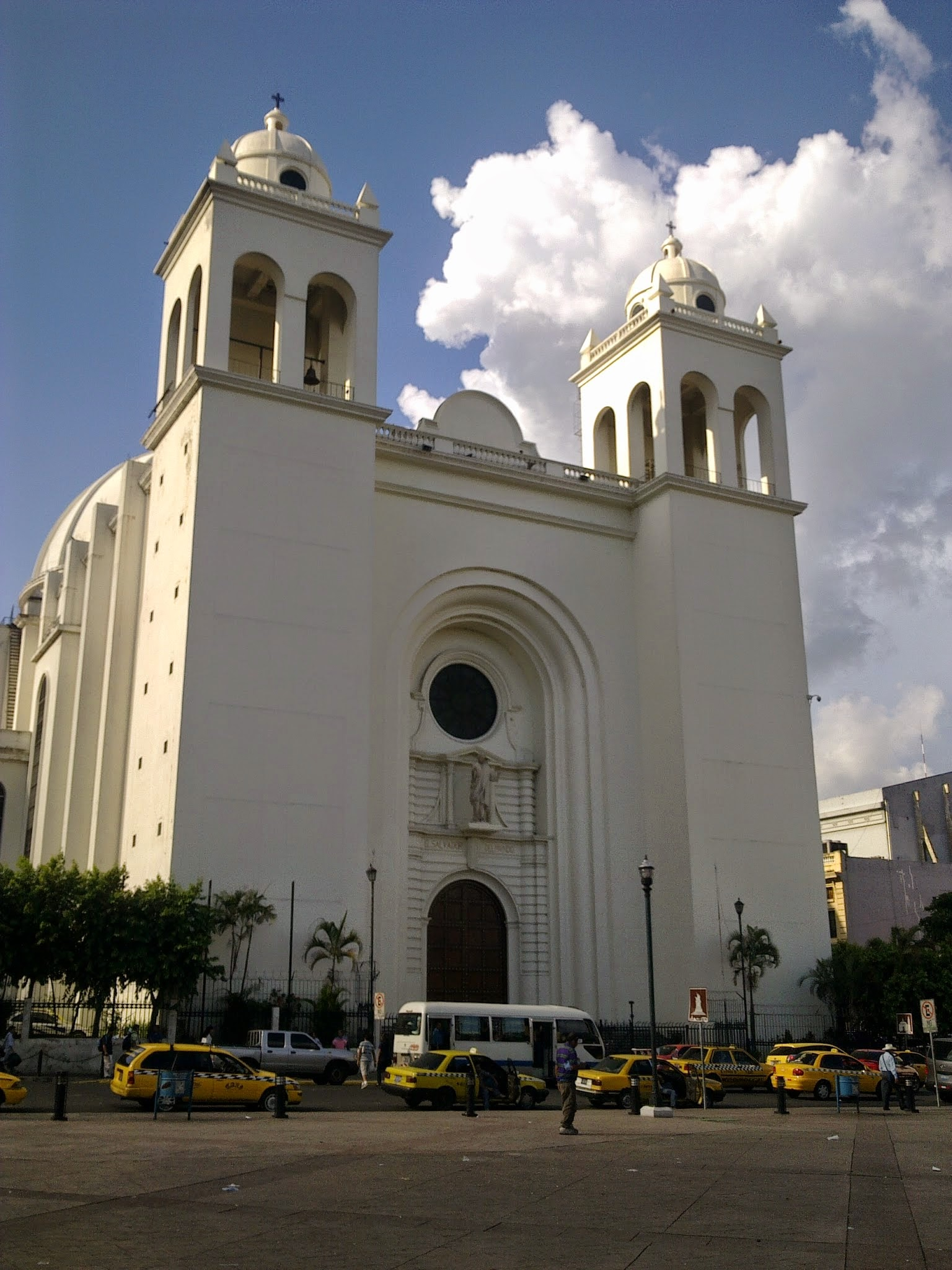
Catedral Metropolitana de San Salvador.
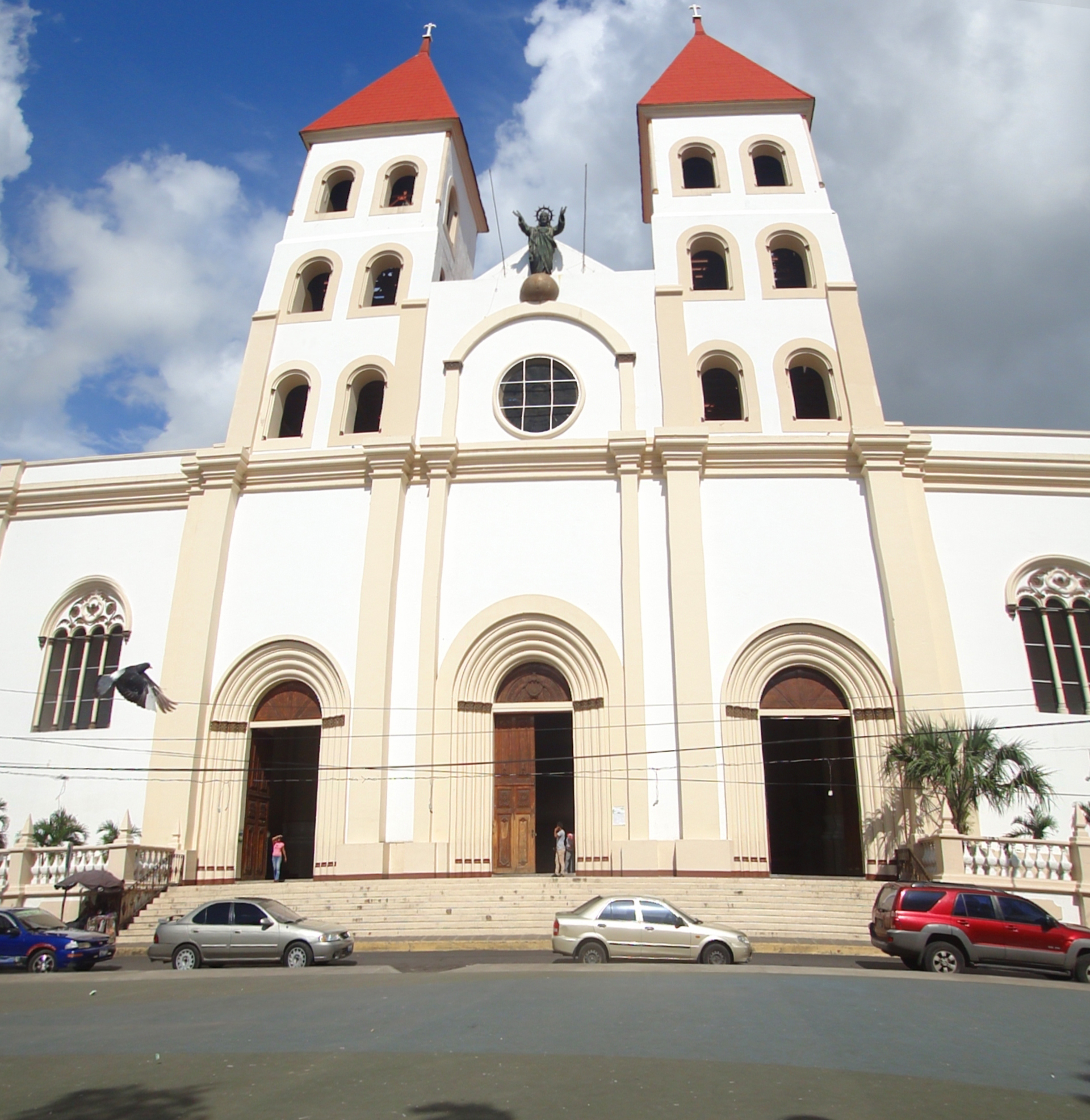
Catedral de San Miguel.
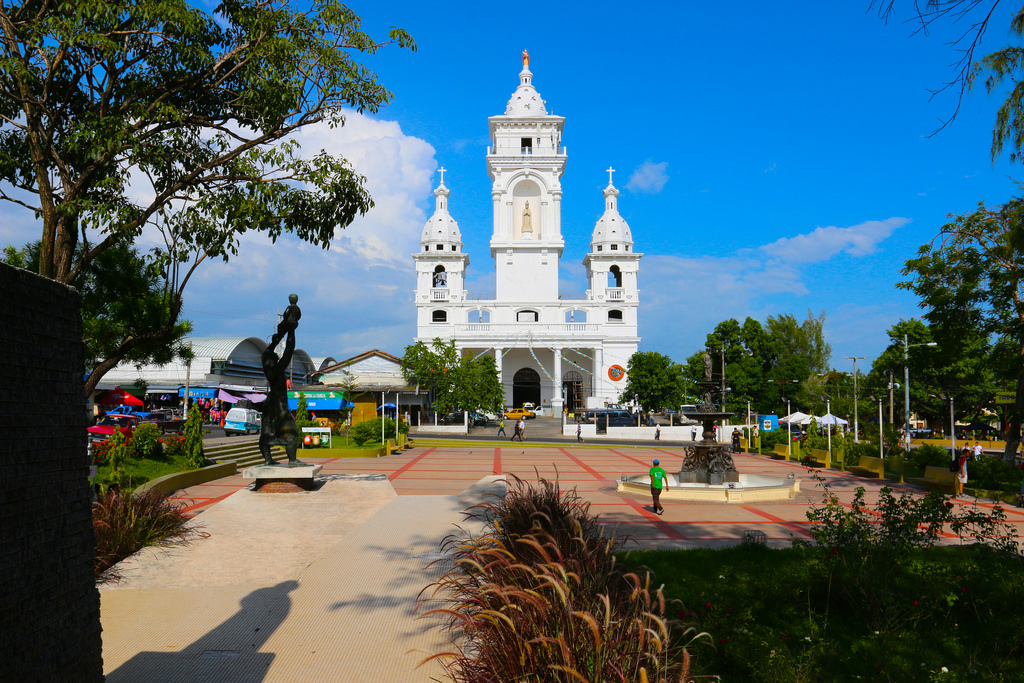
Catedral de Zacatecoluca.

## Días festivos
| Fecha                    | Nombre                              | Asueto por ley | Descripción                                                                     |
| ------------------------ | ----------------------------------- | -------------- | ------------------------------------------------------------------------------- |
| 1 de enero               | Año Nuevo                           | Sí             | Celebración por la llegada del año nuevo.                                       |
| 16 de enero              | Firma de los Acuerdos de Paz        | No             | Celebración por la firma de los acuerdos de paz.                                |
| 8 de marzo               | Día de la mujer                     | No             | Reconocimiento a la mujer salvadoreña.                                          |
| Entre marzo y abril      | Semana Santa                        | Sí             | Conmemoración religiosa de la pasión de Cristo.                                 |
| 1 de mayo                | Día del trabajo                     | Sí             | Celebración del trabajo en El Salvador.                                         |
| 3 de mayo                | Día de la cruz                      | No             | Celebración a la cruz en forma de agradecimiento.                               |
| 7 de mayo                | Día del soldado                     | No             | Reconocimiento al soldado salvadoreño.                                          |
| 10 de mayo               | Día de la madre                     | Sí             | Reconocimiento a todas las madres salvadoreñas.                                 |
| 17 de junio              | Día del padre                       | Sí             | Reconocimiento a todos los padres salvadoreños.                                 |
| 22 de junio              | Día del maestro                     | No             | Reconocimiento a todos los educadores salvadoreños.                             |
| 20 de julio              | Día del ingeniero salvadoreño       | No             | Reconocimiento a todos los ingenieros y estudiantes de ingeniería salvadoreños. |
| 31 de julio              | Día del Periodista                  | No             | Día dedicado al periodismo salvadoreño.                                         |
| 6 de agosto              | Día de la Transfiguración del Señor | Sí             | Día dedicado al Divino Salvador del Mundo, patrono de El Salvador.              |
| 15 de septiembre         | Día de la Independencia Patria      | Sí             | Independencia de Centroamérica del Reino de España.                             |
| 1 de octubre             | Día del niño                        | No             | Festividad dedicada a todos los niños.                                          |
| 11 de octubre            | Día de la niña                      | No             | Festividad dedicada a todas las niñas.                                          |
| 2 de noviembre           | Día de los difuntos                 | Sí             | Celebración a los difuntos.                                                     |
| 5 de noviembre           | Primer Grito de Independencia       | No             | Conmemoración del primer grito de Independencia de Centroamérica.               |
| 2.º domingo de noviembre | Día nacional de las pupusas         | No             | Homenaje al platillo típico más popular de El Salvador: las pupusas.            |
| 24 de diciembre          | Nochebuena                          | No             | Víspera de Navidad.                                                             |
| 25 de diciembre          | Navidad                             | Sí             | Celebración del nacimiento de Jesús de Nazareth.                                |
| 31 de diciembre          | Nochevieja                          | No             | Fin de año.                                                                     |